# Lwówek Śląski
Lwówek Śląski wymowaⓘ (pol. hist. Lwów; cz. Lemberk; niem. Löwenberg in Schlesien, Löwenbergⓘ; łac. Leopolis, Leoberga) – miasto leżące na Dolnym Śląsku, w woj. dolnośląskim, siedziba powiatu lwóweckiego i gminy miejsko-wiejskiej Lwówek Śląski, Agatowa Stolica Polski. W latach 1975–1998 miasto administracyjnie należało do woj. jeleniogórskiego. Miasto leży nad Bobrem oraz jego dopływami: Płóczką, Srebrną i Widnicą, w obrębie Niecki Lwóweckiej, jego lewobrzeżna część leży na Pogórzu Izerskim, zaś prawobrzeżna znajduje się na Pogórzu Kaczawskim. Największe pod względem liczby ludności (8661 mieszkańców) i powierzchni (16,64 km²) miasto w powiecie lwóweckim. Co roku, od 1998, w drugi weekend lipca odbywa się Lwóweckie Lato Agatowe – największa impreza mineralogiczna w Polsce.
Dawna stolica księstwa lwóweckiego.
Od 1975 roku miasto w województwie jeleniogórskim. Od 1 stycznia 1999 miasto weszło w skład województwa dolnośląskiego.
W 2016 r. Lwówek Śląski brał udział, jako jedno z sześciu miast Dolnego Śląska towarzyszących Wrocławiowi, w rządowym programie pt. „Europejska Stolica Kultury”. Lwówek Śląski współtworzył wraz Boguszowem-Gorcami, Wołowem, Obornikami Śląskimi, Bogatynią, Dzierżoniowem i Wrocławiem Europejską Stolicę Kultury Wrocław 2016.
Według danych GUS z 30 czerwca 2021 r. miasto liczyło 8661 mieszkańców.
Lwówek Śląski jest jednym z najstarszych miast Polski (prawa miejskie uzyskał w 1217 roku, lokowany na prawie magdeburskim). Do czasu wojny trzydziestoletniej Lwówek Śląski był jednym z najbogatszych i zarazem jednym z największych miast na Śląsku, miastem królewskim, które posiadało m.in.: prawo do organizacji targów i jarmarków, handlu solą czy bicia własnej monety (nabyte w 1327). W mieście istnieje przypuszczalnie najstarszy browar w Polsce i jeden z najstarszych w Europie, „Browar Lwówek” z tradycjami piwowarskimi sięgającymi 1209 roku.
Od XIV wieku Lwówek Śląski należał do związku miast śląskich. Współcześnie Lwówek Śląski jest członkiem Związku Miast Polskich. Współdziała również wraz z innymi gminami w ramach Stowarzyszenia LGD Partnerstwo Izerskie.

## Nazwa

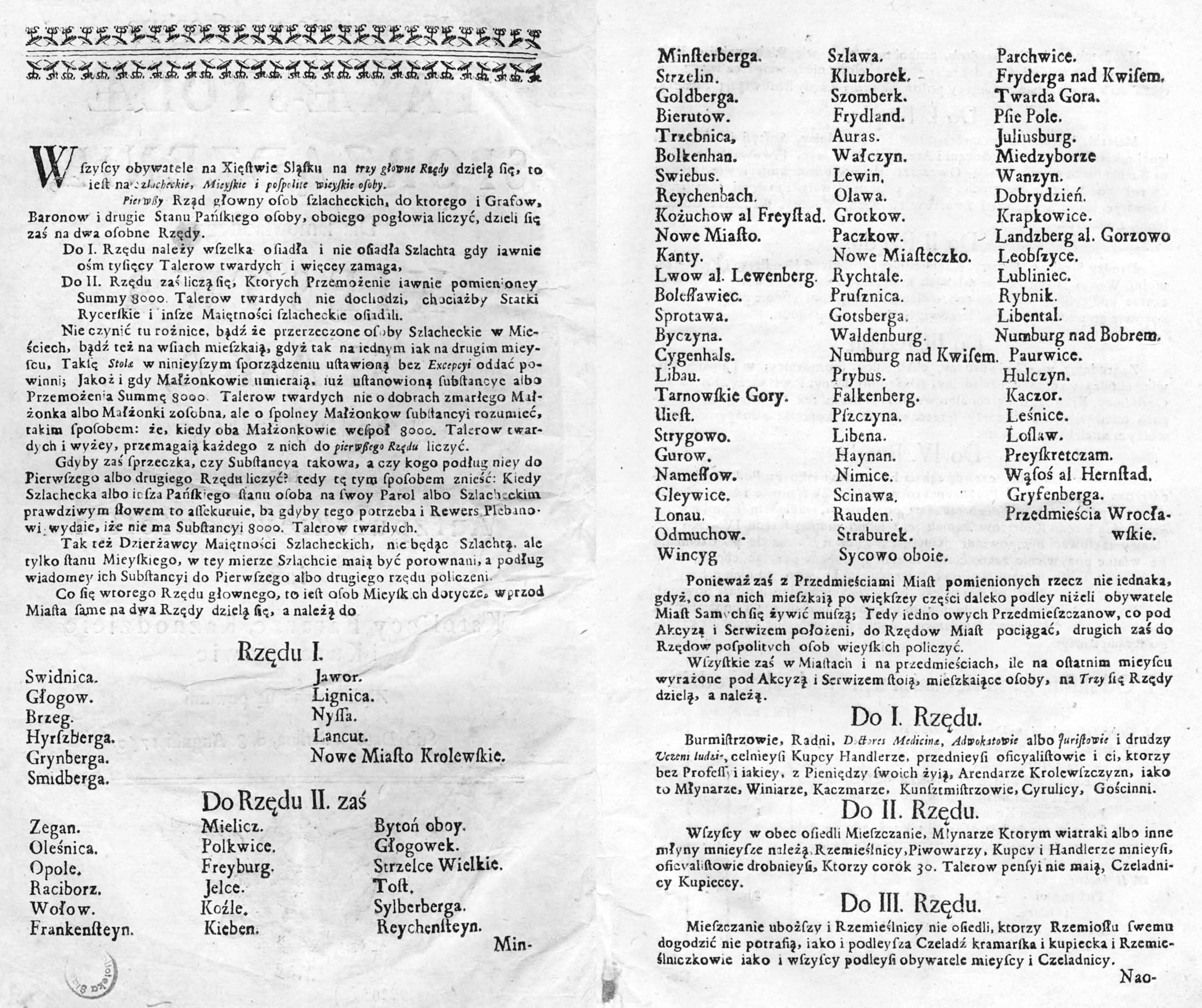
Polska nazwa Lwow oraz niemiecka Lewenberg wśród innych nazw śląskich miejscowości w urzędowym pruskim dokumencie z 1750 roku wydanym w języku polskim w Berlinie.

### Wilk
W starożytności, wg Ptolemeusza, miasto nazywało się Lupphurdum (Lupfurdum). Prefiks Lup- może wskazywać na łaciński wyraz lupus – wilk, na co wskazuje znajdujący się w okolicy miasta (Mojesz) potok Wilczyca (niem. Wolfs-Bach). Dalsza część nazwy miasta może stanowić zniekształcony wyraz gród wywodzący się od praindoeuropejskiego rdzenia *g’herdh-, wspólnego w językach germańskich i słowiańskich. Na terenie słowiańszczyzny *gordъ „umocnienie, ogrodzona osada”. Poświadczone we wszystkich językach słowiańskich np. scs gradъ „miasto, gród”, podobnie rosyjskie gòrod, polskie gród „zamek, gród warowny” itd.

### Jastrząb
Według niektórych mieszkańców Lwówka Śląskiego w zamierzchłej przeszłości – przed IX wiekiem i ukształtowania się plemienia Bobrzan wzdłuż rzeki Bóbr – miasto miało nazywać się Lunak, który był głównym grodem plemienia Lunaków. W późniejszym czasie Lunakowie mieli przekształcić się w Bobrzan. Plemię Lunaków wspomniano w Geografie Bawarskim pod nazwą Luoolane. Etymologię ich nazwy należy wywodzić od jastrzębi, które przez dolnośląskich Słowian zwane były wówczas lunakami.

### Legenda o lwie
Gród nazywał się Lunak do czasu, kiedy oparł się nawet księciu czeskiemu Brzetysławowi I z dynastii Przemyślidów. Stało się to, gdy wojska Brzetysława zniszczyły i splądrowały Polskę wczesnopiastowską. Jedynym wówczas niezdobytym na drodze wojsk czeskich grodem miał być właśnie Lunak.
Wieść o skarbach wiezionych ze zwycięskiej kampanii przez Brzetysława do Pragi dotarła wkrótce do mieszkańców grodu Lunak. Wśród zdobyczy wojennych Brzetysława znajdowało się dwanaście złotych tablic zrabowanych wcześniej z katedry gnieźnieńskiej, a także złota trumna i szczątki św. Wojciecha Sławnikowica. Zrabowane tablice miały być tak ciężkie, że potrzeba było po dwóch chłopów do ich uniesienia i położenia na wozy ciągnięte przez woły. Łupy wojenne wiezione były do Czech przez Rawicz, Legnicę i Lwówek Śląski, skąd dalej miały trafić przez Chrastawę i Sychrów do Pragi.
Mieszkańcy Lunaku ruszyli za orszakiem Brzetysława, gdy ten znalazł się w okolicy ich grodu i jeszcze tej samej nocy napadli na jego tabor. Potem zabrali siedem wozów napełnionych złotem i szczęśliwie powrócili do grodu. Rozwścieczony Brzetysław przez prawie ćwierć roku próbował sforsować gród Lunaków broniony dzielnie przez mieszkańców. Skutecznie odpierali oni ataki i próby oblężenia przez wrogie wojska. Brzetysław nakazał przerwać oblężenie dopiero wtedy, gdy zdał sobie sprawę, że nie uda mu się złamać oporu mieszkańców, którzy dzielnie niczym lwy walczyli przeciwko jego wojom. Podczas opuszczania obozowiska, Brzetysław, na dowód uznania bohaterstwa i waleczności przeciwnika. pozostawił pod grodem Lunaków wykutą w kamieniu rzeźbę lwa czeskiego, będącego symbolem rodu Przemyślidów.
Wieść o tym zuchwałym rabunku i dzielnej obronie grodu szybko się rozniosła, a dzięki złotu i kosztownościom wykradzionym czeskiemu księciowi, gród Lunaków rozwinął się. Od tej pory osada była znana z tych wydarzeń, a przestała być utożsamiana z lunakami (jastrzębiami). Symbol lwa miał stać się w późniejszym czasie pretekstem do nadania miejscowości nowej nazwy. Niespełna sto lat później, za panowania Bolesława III Krzywoustego, leżące na lewym brzegu rzeki podgrodzie Lunaku zmieniło się już w dużą osadę, na której głównym placu ustawiono figurę lwa ofiarowaną przez Brzetysława. Tej figurze, jak i waleczności, Lwówek Śląski miał zawdzięczać swoją nową nazwę. Najpierw miasto nazwano Wysokim Lwowem, potem Lwią Górą, a o wiele wieków później Lwówkiem.

### Trzy lwy
Według legendy nazwę miasta nadano po jednym z polowań w pobliżu ówczesnej osady, gdy na jednym ze wzgórz znaleziono trzy młode lwy, które uległy strzałom z łuku tutejszego księcia Henryka, lokalnego możnowładcy. Po tym wyjątkowym polowaniu na te niespotykane w tych stronach stworzenia miasto miało otrzymać swoją nazwę.

### Miśnieńscy imigranci
Według innych doniesień miasto miało otrzymać w swoim herbie lwa (i swoją nazwę) dzięki górniczym emigrantom z Miśni, którzy przybyli wydobywać złoto z okolic Lwówka Śląskiego i wraz ze swoim pojawieniem się na tych terenach przywieźli ze sobą herb Miśni. Spopularyzowali oni w ten sposób przede wszystkim lwa przedstawionego na herbie Miśni. Mieszkańcom Lwówka Śląskiego tak bardzo miał spodobać się miśnieński herb, że postanowili go zaadaptować dla własnego grodu i po drobnych zmianach lew stał się symbolem miasta nad Bobrem.

### Późniejsze nazwy
W roku 1613 śląski regionalista i historyk Mikołaj Henel z Prudnika wymienił miejscowość w swoim dziele o geografii Śląska pt. Silesiographia podając jej łacińską nazwę: Leoberga. W dziele Matthäusa Meriana pt. Topographia Bohemiae, Moraviae et Silesiae z 1650 roku miejscowość wymieniona jest pod nazwami Lemberg oraz Lewenberg. W 1750 roku polska nazwa „Lwow” oraz niemiecka Lewenberg wymieniona jest w języku polskim przez Fryderyka II pośród innych miast śląskich w zarządzeniu urzędowym wydanym dla mieszkańców Śląska.
Polską nazwę Lwia Góra oraz niemiecką Lewenberg w książce Krótki rys jeografii Szląska dla nauki początkowej wydanej w Głogówku w 1847 wymienił śląski pisarz Józef Lompa. Słownik geograficzny Królestwa Polskiego wydany pod koniec XIX wieku wymienia dwujęzyczne nazwy miejscowości – polską Lwów oraz niemieckie Loewenberg, Lemberg. Obecna nazwa obowiązuje od 7 maja 1946 r.
| Historyczne nazwy Lwówka Śląskiego | Historyczne nazwy Lwówka Śląskiego | Historyczne nazwy Lwówka Śląskiego              | Historyczne nazwy Lwówka Śląskiego   |
| Rok                                | Nazwa                              | Nazwa                                           | Nazwa                                |
| ---------------------------------- | ---------------------------------- | ----------------------------------------------- | ------------------------------------ |
| 1217                               | Lewenberc                          | Lewenberc                                       | Lewenberc                            |
| 1223                               | Lewinbergensi                      | Lewinbergensi                                   | Lewinbergensi                        |
| 1228                               | Leuberk                            | Leuberk                                         | Leuberk                              |
| 1241                               | Lewinberg                          | Lewinberg                                       | Lewinberg                            |
| 1249                               | Lewinberc                          | Lewinberc                                       | Lewinberc                            |
| 1253                               | Levumberc                          | Levumberc                                       | Levumberc                            |
| 1281                               | Löwenberg                          | Löwenberg                                       | Löwenberg                            |
| 1283                               | Lewinberc                          | Lewinberc                                       | Lewinberc                            |
| 1292                               | Lenberk                            | Lenberk                                         | Lenberk                              |
| 1298                               | Lewenberk                          | Lewenberk                                       | Lewenberk                            |
| ok. 1300                           | Lembergk                           | Lembergk                                        | Lembergk                             |
| 1310                               | Lewenberck                         | Lewenberck                                      | Lewenberck                           |
| 1334                               | Lewinberge                         | Lewinberge                                      | Lewinberge                           |
| 1474                               | Löwenberg                          | Löwenberg                                       | Löwenberg                            |
| 1549                               | der Stadt Lewenberg                | der Stadt Lewenberg                             | der Stadt Lewenberg                  |
| 1600                               | Leoberga, Lemberg                  | Leoberga, Lemberg                               | Leoberga, Lemberg                    |
| 1651                               | Lemberg                            | Lemberg                                         | Lemberg                              |
| 1677                               | Leoberg                            | Leoberg                                         | Leoberg                              |
| 1687                               | Löwenberg                          | Löwenberg                                       | Löwenberg                            |
| 1687/88                            | Lembergae                          | Lembergae                                       | Lembergae                            |
| 1736                               | Leonberg                           | Leonberg                                        | Leonberg                             |
| 1786                               | Loewenberg                         | Loewenberg                                      | Loewenberg                           |
| 1845                               | Löwenberg                          | Löwenberg                                       | Löwenberg                            |
| Rok                                | Nazwa polska                       | Nazwa niemiecka                                 | Nazwa łacińska                       |
| 1847                               | Lwia Góra, Lwiogora, Lwiogóra      | Lewenberg                                       | Leoberga, Leorinum, Leoris, Leopolis |
| przed 1870                         |                                    | Lewnberg, Lempergk, Lämberg, Lehenberg, Leuperc | Leoberga, Leorinum, Leoris, Leopolis |
| 1878                               | Lwów                               | Lemberg, Löwenberg                              | Leoberga, Leorinum, Leoris, Leopolis |
| 1880                               | Lwów                               | Loewenberg, Lemberg, Lempergk, Lümberg          | Leoberga, Leorinum, Leoris, Leopolis |
| 1886                               | Lwów Śląski, Lwów Szlązski         |                                                 | Leoberga, Leorinum, Leoris, Leopolis |
| 1897                               | Lwówek Śląski                      |                                                 | Leoberga, Leorinum, Leoris, Leopolis |
| 1941                               | Lowenberg, Lwówek                  |                                                 | Leoberga, Leorinum, Leoris, Leopolis |
| 7.05.1946 r.                       | Lwówek Śląski                      | Löwenberg in Schlesien                          | Leoberga, Leorinum, Leoris, Leopolis |

## Położenie

Położenie Lwówka na mapie Polski

Lwówek Śląski położony jest w południowo-zachodniej Polsce, w województwie dolnośląskim, w powiecie lwóweckim. Miasto znajduje się 20 km na południe od Bolesławca i 35 km na północ od Jeleniej Góry. Znajduje się na pograniczu Pogórza Izerskiego i Pogórza Kaczawskiego w odległości około 40 km w linii prostej od szczytu Śnieżka w Karkonoszach i ok. 320 km od Morza Bałtyckiego. Znajduje się również na pograniczu Ziemi Łużyckiej.
Lwówek Śląski Leży głównie na lewym brzegu Bobru, w Niecce Lwóweckiej i jest wydłużone wszerz rzeki (rozciąga się na ok. 7,5 km w kierunku wschód-zachód i ok. 3,3 km w kierunku północ-południe). W obrębie miasta znajduje się ok. 5,5 km biegu rzeki. Szerokość koryta Bobru waha się od ok. 12 m w miejscu nowego koryta Bobru do 50 m w miejscu kamiennego mostu na Bobrze oraz tamy na Bobrze za ogródkami działkowymi. Część lewobrzeżna miasta (głównie Stare Miasto) jest położona w Kotlinie Lwóweckiej. Część prawobrzeżna – Płakowice – znajduje się w Dolinie Widnicy. Pozostała, południowo-zachodnia część miasta leży w Dolinie Płóczki. Lwówek Śląski stanowi główny punkt monocentrycznej aglomeracji lwóweckiej, którą tworzy nieprzerwany teren zabudowany miejscowości gminy Lwówek Śląski: Lwówek Śląski, Brunów, Chmielno, Dworek, Mojesz, Płóczki Dolne, Płóczki Górne, Radłówka, Rakowice Małe, Rakowice Wielkie, Skorzynice i Zbylutów. Liczba mieszkańców aglomeracji lwóweckiej 30 czerwca 2014 wynosiła 13 315 osób.

## Warunki naturalne

### Rzeźba terenu
Miasto jest położone na Pogórzu Sudeckim na wysokości od 205 do 299 m n.p.m. (wzgórze Skałka), między Wzgórzami Dwóch Dębów na północy a Górą Szpitalną (265 m n.p.m.) na południu. Najwyższym szczytem jest znajdująca się na pograniczu Lwówka Śląskiego (Płakowic) i wsi Chmielno góra Jaglarz mierząca 301 m n.p.m. Miasto leży nad rzeką Bóbr i trzema jej dopływami, które zasilają ją w granicach miasta: Płóczką, Srebrną i Widnicą. Dodatkowo na terenie miasta znajduje się kilka strug. Lwówek Śląski czerpie wodę pitną z obszaru terenów wodonośnych zasilanych wodami podziemnymi. Miasto posiada oczyszczalnię ścieków przy wyjeździe w kierunku Bolesławca. Południowo-wschodnia część miasta graniczy z Parkiem Krajobrazowym Doliny Bobru, w którym znajduje się masyw skalny Szwajcaria Lwówecka. Najniżej w Lwówku Śląskim położonym punktem jest brzeg Bobru przy granicy z Brunowem (205 m n.p.m.).

### Klimat
Lwówek Śląski według podziału Gumińskiego należy do podsudeckiej dzielnicy rolniczo-klimatycznej. Według rejonizacji pluwiotermicznej Polski Schmucka położony jest w obrębie podgórskiego regionu klimatycznego. W regionie występują warunki pośrednie pomiędzy klimatem Sudetów a Niziny Śląskiej. Decydujący dla klimatu jest wpływ polarno-morskich mas powietrza znad Oceanu Atlantyckiego. Mniejszy wpływ mają masy powietrza polarno-kontynentalne docierające znad Europy północno-wschodniej. Najcieplejszym miesiącem jest lipiec ze średnią temperaturą 17 °C a najzimniejszym styczeń z temperaturami na poziomie od −2 do −3 °C. Średnie roczne temperatury leżą w granicach od 6 do 8 °C. Opady atmosferyczne wynoszą rocznie, średnio pomiędzy 600 a 900 mm. Maksimum opadów przypada w lipcu (128 mm) i sierpniu (110 mm), minimum w lutym (59 mm), w marcu i listopadzie po 65 mm. Lato i zima mają zbliżoną długość – około 12 tygodni. Śnieg pada zwykle od początku listopada do kwietnia. Potencjalnie śnieg może padać 160–170 dni. Przeciętna liczba dni z tym opadem wynosi 45. Okres wegetacyjny ma długość pomiędzy 180 a 200 dni.
| Miesiąc                                 | Sty   | Lut   | Mar   | Kwi  | Maj  | Cze  | Lip  | Sie  | Wrz  | Paź  | Lis   | Gru   | Roczna |
| --------------------------------------- | ----- | ----- | ----- | ---- | ---- | ---- | ---- | ---- | ---- | ---- | ----- | ----- | ------ |
| Rekordy maksymalnej temperatury [°C]    | 14.5  | 16.3  | 20.4  | 28.4 | 30.2 | 34.2 | 35.9 | 35.9 | 28.5 | 25.1 | 17.2  | 13.3  | 35,9   |
| Średnie temperatury w dzień [°C]        | 1,3   | 2,7   | 7,4   | 13,3 | 18,7 | 21,3 | 23,4 | 23,3 | 18,3 | 13,0 | 6,3   | 2,6   | 12,6   |
| Średnie dobowe temperatury [°C]         | -1,3  | -0,5  | 3,2   | 8,0  | 13,1 | 15,9 | 17,8 | 17,5 | 13,2 | 8,6  | 3,5   | 0,2   | 8,3    |
| Średnie temperatury w nocy [°C]         | -4,1  | -3,6  | -0,4  | 3,0  | 7,4  | 10,6 | 12,4 | 12,0 | 8,7  | 4,8  | 0,8   | -2,4  | 4,1    |
| Rekordy minimalnej temperatury [°C]     | -26.3 | -23.9 | -14.6 | -6.9 | -2.9 | 1.3  | 5.1  | 3.9  | -0.1 | -6.0 | -13.5 | -22.9 | −26,3  |
| Opady [mm]                              | 43    | 36    | 44    | 36   | 53   | 66   | 90   | 75   | 52   | 37   | 44    | 48    | 623    |
| Średnia liczba dni z opadami            | 12    | 10    | 11    | 8    | 10   | 12   | 12   | 11   | 10   | 8    | 10    | 12    | 126    |
| Źródło: Na podstawie 35-lecia 1979-2013 |       |       |       |      |      |      |      |      |      |      |       |       |        |

### Parki i skwery
| Parki i skwery | Parki i skwery                              | Parki i skwery                                      |
| Lp.            | Nazwa                                       | Lokalizacja                                         |
| -------------- | ------------------------------------------- | --------------------------------------------------- |
| 1.             | Park Krajobrazowy Doliny Bobru              | przy ul. Jaśkiewicza                                |
| 2.             | Park na Bucholcu                            | przy ul. Kombatantów                                |
| 3.             | Park Jordanowski (Miejski)                  | przy ul. Partyzantów                                |
| 4.             | Planty Miejskie                             | wokół murów obronnych, przy al. Wojska Polskiego    |
| 5.             | Skwer imienia Aleksandra hrabiego Fredry    | przy ul. Zwycięzców                                 |
| 6.             | Skwer imienia Marszałka Józefa Piłsudskiego | przy ul. Sienkiewicza                               |
| 7.             | Skwer imienia Napoleona I Bonaparte         | Między ślepym końcem ul. PCK i al. Wojska Polskiego |
| 8.             | Skwer imienia Żołnierzy Wyklętych           | przy ul. Jana Pawła II                              |
| 9.             | Skwer Miast Partnerskich                    | przy ul. Brodatego                                  |
| 10.            | Skały Kawalerskie                           | przy ul. Jastrzębiej                                |
| 11.            | Skały Panieńskie                            | przy ul. Polnej                                     |
| 12.            | Szwajcaria Lwówecka                         | przy ul. Jaśkiewicza                                |

### Fauna
W Lwówku Śląskim zarejestrowano obecność ponad wielu gatunków ptaków, z których większość ma tu swoje miejsca gniazdowania. Podobnie jak w innych miastach polski, najliczniejsze są gołębie. Inne spotykane gatunki to m.in.: wróbel, mazurek, czyżyk, gawron, wrona, kawka, sroka, jaskółka, łabędź niemy, kaczka krzyżówka, mewa śmieszka, sikorka, szpak, zięba, sójka, gil, kukułka, dzięciołek, dzięcioł duży, puchacz.
Ponadto na terenie miasta żyją m.in.: szczury, jeże, lisy, dziki, wiewiórki, sarny, bobry, borsuki.

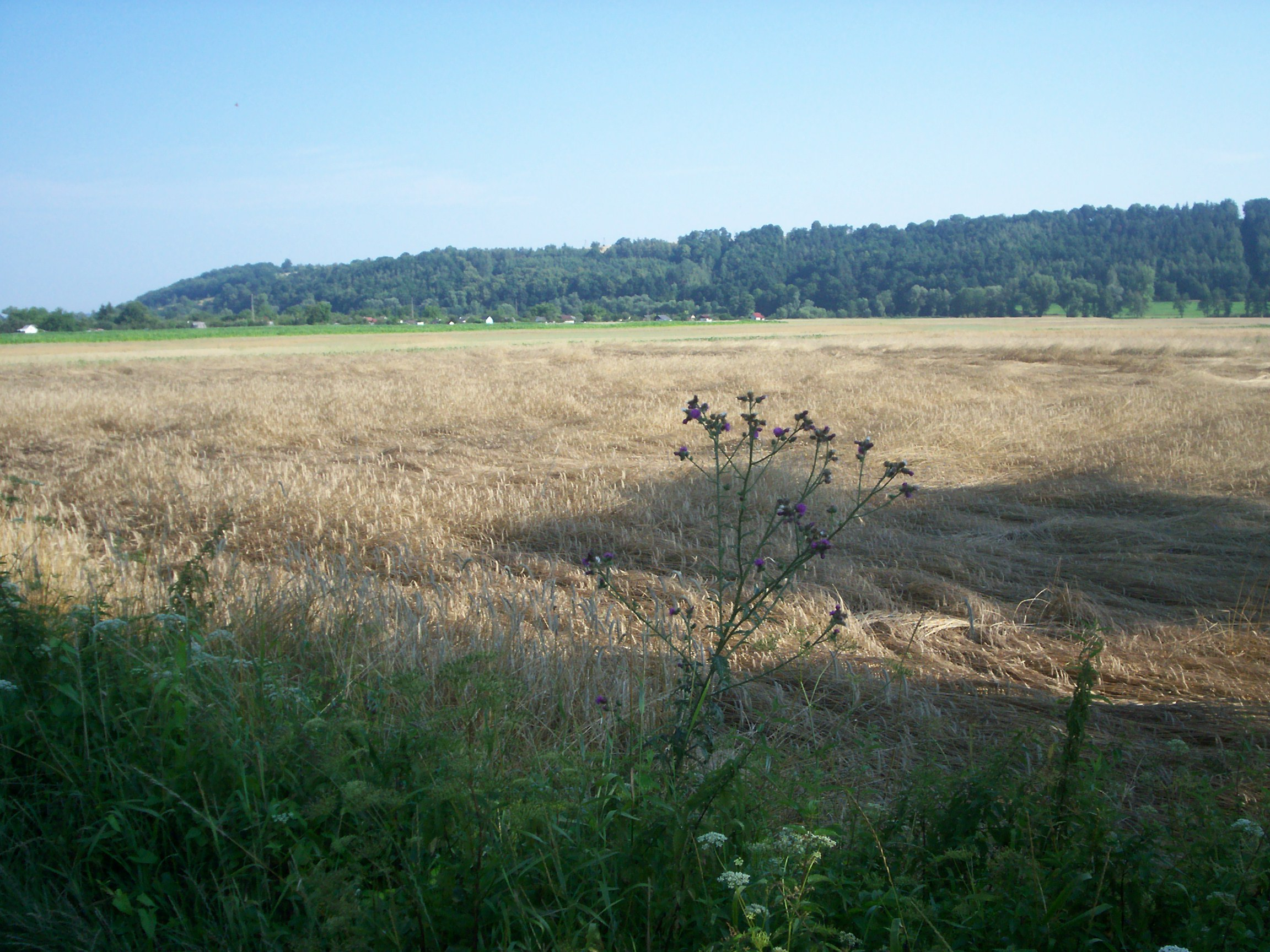
Lwówek Ślaski, Pogórze Kaczawskie, góra Wietrznik

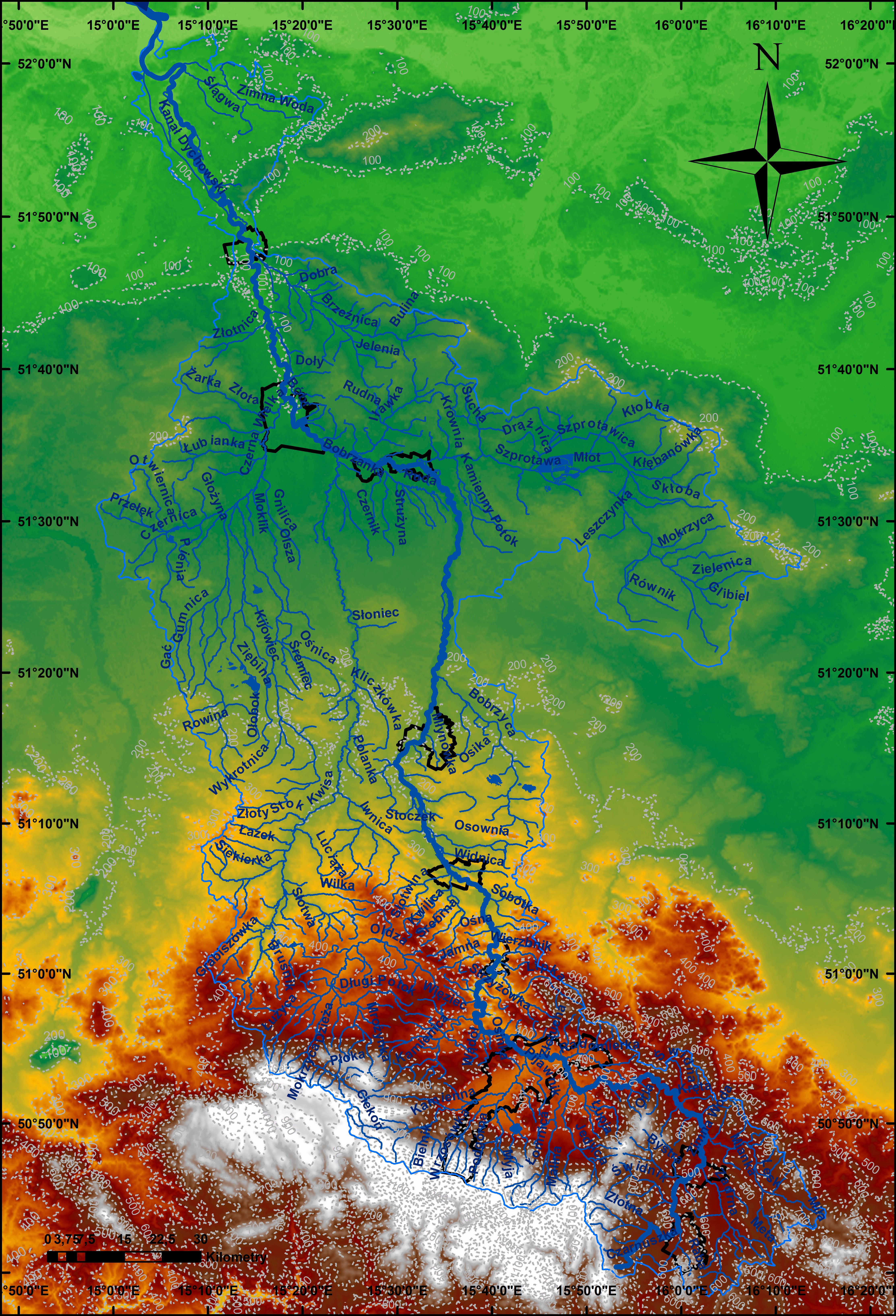
Rzeka Bóbr i jej dopływy

| Wybrana Fauna występująca we Lwówku Śląskim | Wybrana Fauna występująca we Lwówku Śląskim | Wybrana Fauna występująca we Lwówku Śląskim | Wybrana Fauna występująca we Lwówku Śląskim | Wybrana Fauna występująca we Lwówku Śląskim | Wybrana Fauna występująca we Lwówku Śląskim |
| Ptaki                                       | Ptaki                                       | Ptaki                                       | Ssaki                                       | Ssaki                                       | Ssaki                                       |
| Lp.                                         | Zdjęcie                                     | Nazwa                                       | Lp.                                         | Zdjęcie                                     | Nazwa                                       |
| ------------------------------------------- | ------------------------------------------- | ------------------------------------------- | ------------------------------------------- | ------------------------------------------- | ------------------------------------------- |
| 1.                                          |                                             | Bielik                                      | 1.                                          |                                             | Borsuk                                      |
| 2.                                          |                                             | Błotniaki                                   | 2.                                          |                                             | Bóbr europejski                             |
| 3.                                          |                                             | Bocian biały                                | 3.                                          |                                             | Dzik                                        |
| 4.                                          |                                             | Bocian czarny                               | 4.                                          |                                             | Gronostaj europejski                        |
| 5.                                          |                                             | Czyżyk zwyczajny                            | 5.                                          |                                             | Jeleń                                       |
| 6.                                          |                                             | Dudek                                       | 6.                                          |                                             | Jenot                                       |
| 7.                                          |                                             | Dzięcioł duży                               | 7.                                          |                                             | Jeżowate                                    |
| 8.                                          |                                             | Dzięciołek                                  | 8.                                          |                                             | Kuna                                        |
| 9.                                          |                                             | Gawron                                      | 9.                                          |                                             | Lis                                         |
| 10.                                         |                                             | Gil zwyczajny                               | 10.                                         |                                             | Łasica                                      |
| 11.                                         |                                             | Gołąb skalny                                | 11.                                         |                                             | Mroczek                                     |
| 12.                                         |                                             | Jaskółkowate                                | 12.                                         |                                             | Mysz domowa                                 |
| 13.                                         |                                             | Kaczka krzyżówka                            | 13.                                         |                                             | Nocek duży                                  |
| 14.                                         |                                             | kawka zwyczajna                             | 14.                                         |                                             | Norka europejska                            |
| 15.                                         |                                             | Kobuz                                       | 15.                                         |                                             | Piżmak                                      |
| 16.                                         |                                             | Krogulce                                    | 16.                                         |                                             | Popielica                                   |
| 17.                                         |                                             | Kukułka zwyczajna                           | 17.                                         |                                             | Sarna europejska                            |
| 18.                                         |                                             | Łabędź niemy                                | 18.                                         |                                             | Szczur                                      |
| 19.                                         |                                             | Mazurek                                     | 19.                                         |                                             | Tchórz                                      |
| 20.                                         |                                             | Mewa śmieszka                               | 20.                                         |                                             | Wiewiórka pospolita                         |
| 21.                                         |                                             | Muchołówka białoszyja                       | 21.                                         |                                             | Wydra                                       |
| 22.                                         |                                             | Muchołówka mała                             | 22.                                         |                                             | Zając                                       |
| 23.                                         |                                             | puchacz zwyczajny                           |                                             |                                             |                                             |
| 24.                                         |                                             | puszczyk zwyczajny                          |                                             |                                             |                                             |
| 25.                                         |                                             | Rybołów                                     |                                             |                                             |                                             |
| 26.                                         |                                             | Sikory                                      |                                             |                                             |                                             |
| 27.                                         |                                             | sójka zwyczajna                             |                                             |                                             |                                             |
| 28.                                         |                                             | Sroka zwyczajna                             |                                             |                                             |                                             |
| 29.                                         |                                             | szpak zwyczajny                             |                                             |                                             |                                             |
| 30.                                         |                                             | Uszatka                                     |                                             |                                             |                                             |
| 31.                                         |                                             | Wilga                                       |                                             |                                             |                                             |
| 32.                                         |                                             | włochatka zwyczajna                         |                                             |                                             |                                             |
| 33.                                         |                                             | Wrona siwa                                  |                                             |                                             |                                             |
| 34.                                         |                                             | wróbel zwyczajny                            |                                             |                                             |                                             |
| 35.                                         |                                             | Zięba                                       |                                             |                                             |                                             |
| 36.                                         |                                             | Żuraw zwyczajny                             |                                             |                                             |                                             |

## Historia
Osadnictwo na ziemi lwóweckiej sięga epoki brązu (1800–700 lat p.n.e.).

### Plemię Lunaków
Z nielicznych źródeł niewiele wiadomo o grodzie pod panowaniem plemienia Lunaków. Gród ten znajdować się miał na ostrowie rzecznym, objętym przez rzekę Bóbr swoimi dwoma ramionami, naprzeciwko ujścia do niego złączonych wód potoku Srebrnej, Kwilicy i Wilczycy. Według innych przypuszczeń gród miał się znajdować na szczycie skał piaskowcowych (zwróconych stromym brzegiem w stronę potoku Srebrnej, na prawym jej brzegu), które przywodzą na myśl okolice Szwajcarii Lwóweckiej. Mieszkańcy zajmowali się myślistwem, rybołówstwem, pasterstwem i uprawą roli, a do plemienia Bobrzan zostali zaliczeni o wiele później, gdy ludy znad Bobru połączyły się w jeden organizm. Nieznane są okoliczności i czas porzucenia przez ludność tubylczą rodzimowierstwa słowiańskiego, ani nie wiadomo kto ich ochrzcił.

### Plemię Bobrzan
Pod koniec pierwszego tysiąclecia naszej ery okolice te zamieszkiwało plemię Bobrzan – jedno z wielu śląskich plemion słowiańskich. Swoją nazwę wzięli od rzeki Bóbr, w której to dolinie zaczęto wydobywać złoto i na gdzieniegdzie zaludnione tereny w szybkim tempie zaczęło przybywać nowych mieszkańców.

### Średniowiecze
Lwówek Śląski należy do grupy najstarszych miast Dolnego Śląska. Miejscowi kronikarze podają jako datę rozpoczęcia budowy zamku książęcego w Lwówku Śląskim rok 1140. Brak jest jednak na to datowanie wiarygodnych źródeł. Według dokumentu znanego z odpisu z 1407 r., w 1209 książę Henryk l Brodaty nadał Lwówkowi prawo warzenia piwa i prawo mili. Miasto było własnością książęcą, a później otrzymało miano miasta królewskiego. Już we wczesnym średniowieczu Lwówek stał się lokalnym centrum gospodarczym i ośrodkiem osadnictwa wiejskiego. Jego rozwój przyspieszyło także dogodne położenie przy znanym szlaku handlowym zwanym Królewską Drogą (Via Regia) lub Drogą Wysoką, łączącym Ruś z Saksonią oraz eksploatacja złota na obszarze dawnych Płakowic (szacuje się, że złoża w okolicach Lwówka mogły zawierać około 2 gramów urobku złota na tonę skały płonnej). Czynniki te przyczyniły się do wczesnej lokacji – już w 1217 roku Henryk l Brodaty nadał Lwówkowi Śląskiemu prawa miejskie wzorowane na magdeburskich. Założenie miasta na prawie niemieckim było raczej tylko uporządkowaniem istniejącego układu, toteż plan miasta nie jest regularną szachownicą. Już wcześniej były tu rynek, zamek i kościół. Data nadania praw miejskich pochodzi wprawdzie ze sfałszowanego przywileju lokacyjnego, ale dokument ten opierał się istniejących w mieście zapisach, zawierających decyzje i nadania książęce od czasów Henryka Brodatego aż do Bolesława Rogatki. Henryk Brodaty miał zwyczaj wydawać uprawnienia i posiadłości bez dokumentów. Później, gdy pisemna dokumentacja okazała się potrzebna, mieszczanie zestawili swoje nadania w popularnej formie przywileju lokacyjnego. Zasadźcami i pierwszymi znanymi wójtami Lwówka byli Tomasz i Hartlieb. Tomasz towarzyszył później Henrykowi Pobożnemu w walce z Mongołami i poległ pod Legnicą. Hartlieb prawdopodobnie założył również Skorzynice (niem. Hartliebsdorf). Według Benedykta Zientary, autora książki Henryk Brodaty i jego czasy, historyk Gerard Labuda podważył autentyczność dokumentu lokacyjnego Lwówka Śląskiego, jak i Złotoryi. Układ urbanistyczny z mocno wydłużonym rynkiem (60-80 na 120 m) świadczy o znacznie wcześniejszym od lokacji istnieniu osady targowej i stanowi dowód handlowego znaczenia Lwówka z okresu przed nadaniem mu praw miejskich. Według badań z końca lat 90. XX wieku, Lwówek na przełomie XIII/XIV w. był większy od Poznania i Legnicy.
Adaptacja prawa magdeburskiego do potrzeb i warunków lokalnych musiała wyjść władzom Lwówka Śląskiego dość dobrze, skoro prawa lwóweckie stosowano w innych polskich miastach. M.in Kęty, rodzinne miasto świętego Jana Kantego, otrzymało w dokumencie nadanym w 1277 roku przez księcia opolskiego Władysława sądownictwo miejskie na wzór „iuris lembergensis”. Istniejąca w mieście dwuwładza dzieląca się na książęcą i mieszczańską musiała być uciążliwa dla mieszkańców, skoro w 1377 r. mieszczanie wykupili wójtostwo reprezentujące księcia. W 1385 r. ogromny pożar miasta w znacznym stopniu strawił Lwówek i w celu zgromadzenia w szybkim czasie pieniędzy na odbudowę szkód, urząd wójta został odsprzedany. Gdy stan kasy miejskiej po pewnym czasie się poprawił, w 1442 wójtostwo odkupiono.
Znajdujący się na terenie miasta lwówecki zamek książęcy tylko w XII wieku służył książętom piastowskim. W późniejszym czasie rezydował tam jedynie burgrabia, którego uprawnienia wykupiono w 1444 r. Księstwo świdnicko-jaworskie, do którego wówczas należał Lwówek Śląski, w 1392 przeszło pod panowanie króla czeskiego. Zamek książęcy spłonął w pożarze w 1472, i zadecydowano o nieodbudowywaniu go, a teren po zamku miasto otrzymało w 1501 r. od króla w formie darowizny, w zamian za wybudowanie szpitala i kościoła pod wezwaniem św. Macieja, królewskiego patrona, jednak budowle te nie zachowały się do współczesności. Po zaniechaniu odbudowy zamku książęcego w Lwówku Śląskim głównym ośrodkiem władzy w mieście został lwówecki ratusz.
Lokacja i związane z nią przywileje spowodowały szybki rozwój miasta. Lwówek nie tylko rozwijał się gospodarczo – wzrosła także jego rola jako ośrodka władzy. 24 lutego 1243 roku książę Bolesław Rogatka zorganizował w mieście pierwszy na Śląsku turniej rycerski, a w latach 1278–1286 Lwówek był siedzibą kolejnego z Piastów świdnicko-jaworskich, Bernarda Zwinnego i stolicą samodzielnego księstwa. Lwówek Śląski, będąc wówczas najbogatszym miastem w tej części Śląska posiadał podwójny pierścień murów obronnych i własną mennicę, w której wybijano monety dla księstwa lwóweckiego i księstwa jaworskiego. W następnym okresie miasto stało się integralną częścią księstwa świdnicko-jaworskiego i dzieliło jego losy. Stopniowo, w miarę wyczerpywania się złóż złota, podstawą utrzymania mieszkańców stało się rzemiosło, głównie sukiennictwo i tkactwo, handel oraz obróbka kamienia budowlanego (piaskowiec).
W 1327 r. miasto uzyskało przywilej bicia własnej monety. W 1329 roku liczyło ono około 11 tysięcy mieszkańców i należało do najludniejszych ośrodków miejskich na Śląsku. W miarę rozwoju miasta lwóweccy mieszczanie uzyskiwali różne przywileje. W 1340 r. miasto nabyło prawo organizowania targu solnego i uzyskało monopol handlu solą w okręgu. W Lwówku istniało kilka cechów, z których najbardziej znaczącym był cech skupiający sukienników.
W 1392 roku, po śmierci księżnej Agnieszki, Lwówek przeszedł pod panowanie czeskie. Sto lat później, w 1498 roku, król czeski Władysław Jagiellończyk nadał Lwówkowi herb, który, z wyjątkiem krótkiej przerwy, jest używany do dziś .
W 1442 r. miasto wykupiło urząd wójta, przez co lwówecka Rada stała się niezależna. W XVI w. trwał największy rozkwit miasta, tzw. złoty wiek Lwówka. Miasto opasane było podwójnym murem obronnym. Działały liczne cechy: sukienników, piekarzy, rzeźników, krawców, szewców i wiele innych. Miasto było znane w regionie z produkcji piwa.
Na początku XVII wieku miasto liczyło ponad 8 tysięcy mieszkańców. Funkcjonowało w nim 450 warsztatów sukienniczych, które wspaniale prosperowały.

### Wojna trzydziestoletnia (1618–1648)
Kres prosperity przyniosła wojna trzydziestoletnia (1618–1648), w trakcie której Lwówek został spustoszony i dokumentnie zniszczony. Zniszczenia wojenne, straty ludnościowe oraz pożary w latach 1659 i 1704, spowodowały, że prawie przez cały wiek XVIII miasto wegetowało. Niewielkie ożywienie gospodarcze nastąpiło pod koniec XVIII wieku. Lwówek, liczący wówczas nieco ponad 2600 mieszkańców, skorzystał z koniunktury, jaka zapanowała w Prusach. Rozwój gospodarczy został zahamowany w trakcie wojen napoleońskich.
Z 450 mistrzów sukienniczych działających w Lwówku Śląskim przed 1618, w 1654 roku pozostało ich zaledwie 14.

#### Wojna trzydziestoletnia[82]
Przez pierwsze lata wojny trzydziestoletniej różne wojska, pojawiające się w okolicach miasta oczekiwały tymczasowego kwaterunku oraz wyżywienia. Pod koniec lat 20. na ziemię lwówecką przybyli dragoni pruscy pod dowództwem gen. Lichtensteina. Efektem ich pobytu była przymusowa katolicyzacja ewangelickich świątyń oraz wygnanie z miast i wsi protestanckich duchownych. Ponadto starosta księstwa wysyłał do Lwówka Śląskiego jezuitów, zmuszających ludność do uczestnictwa w katolickich mszach. Doprowadziło to do opuszczenia miasta przez część mieszczan, którzy nie chcieli zmienić wyznania. Z tego powodu dragoni pruscy prawie każdego dnia wykonywali patrole w celu schwytania i doprowadzenia do miasta uciekinierów, zmuszając ich do nawrócenia. Później miastem na przemian władali protestanci lub katolicy.
Wiosną 1640 r., gdy miasto znajdowało się w rękach szwedzkich, w celach militarnych wyburzono znaczną część budynków położonych przy (obecnie nieistniejącej) Bramie Złotoryjskiej, a tereny wokół miasta ufortyfikowano. Do jednych z największych walk o miasto doszło 16 lipca, jednak stacjonującym tutaj żołnierzom udało się je przetrwać. W 1642 r. miasto zdobyły wojska cesarskie. Utrzymały je jednak tylko przez kilka miesięcy i dopiero w grudniu 1643 r. skutecznie odbiły je z rąk Szwedów.
Po zakończeniu wojny trzydziestoletniej (1648), znaczna część Lwówka Śląskiego była zniszczona, a miasto częściowo wyludnione, stając się prowincjonalnym ośrodkiem o znaczeniu lokalnym.
Wydarzenia, które miały miejsce w Lwówku Śląskim podczas wojny trzydziestoletniej wiosną 1631 r. określa się mianem „babskiej wojny”.

### Bitwy nad Bobrem
W okolicy miasta zostały rozegrane dwie bitwy podczas kampanii śląskiej Wojny VI Koalicji. W roku 1813, w czasie wojen napoleońskich, wojska francuskie stoczyły nad Bobrem pod Lwówkiem Śląskim (Płakowice) dwie bitwy. Po stronie Napoleona walczyły wojska polskie. Pierwsza bitwa nad Bobrem 22 sierpnia zakończyła się zwycięstwem Napoleona nad wojskami pruskimi. Jednak już siedem dni później 29 sierpnia miała miejsce druga bitwa nad Bobrem, która przyniosła Francuzom klęskę. Dywizjon generała Puthoda, który nie brał udziału w bitwie nad Kaczawą wycofywał się w kierunku Jeleniej Góry, aby tam przeprawić się na lewy brzeg Bobru. Wezbrana rzeka pozrywała jednak mosty i Francuzi ruszyli w dół rzeki. W Płakowicach chcieli zbudować przeprawę, ale wzburzone wody im to uniemożliwiły. Naciskani przez korpus Langerona Francuzi podjęli próbę przebycia rzeki wpław. Skończyło się to tragicznie. W nurtach Bobru zginęło 2000 żołnierzy w tym generał i pułkownik. Przez rzekę podobno udało przeprawić się jedynie 40 żołnierzom. Przez kilka następnych dni ciała topielców były wyrzucane na brzegi rzeki. Pochowano je w zbiorowej mogile na łące pod Brunowem.

#### Pierwsza bitwa nad Bobrem (21 sierpnia 1813)

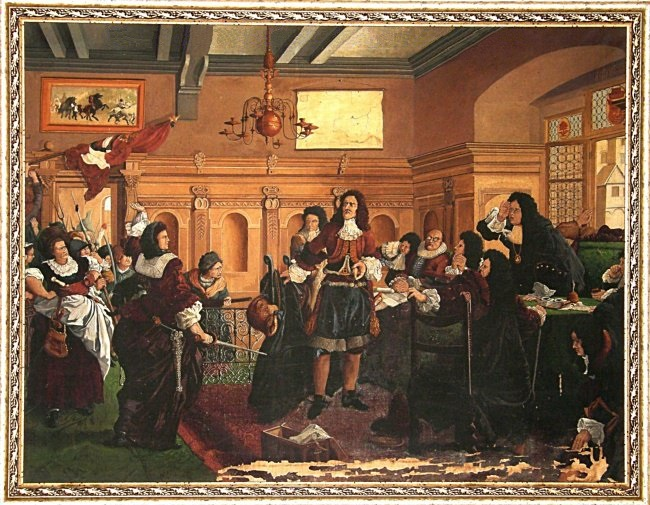
Obraz upamiętniający „Babską Wojnę” znajdujący się w Sali Ławy lwóweckiego ratusza

Pierwsza bitwa nad Bobrem, 21 sierpnia 1813 r. wstępne natarcie wojsk Armii Bobru (marszałek Macdonald) dowodzonych przez gen. Lauristona zakończyło się taktyczną porażką na skutek silnego ostrzału artylerii Armii Śląskiej dowodzonej przez Gebharda Blüchera zlokalizowanej na wzgórzach w okolicach Płakowic oraz Brunowa. Na skutek tej bitwy ucierpiało też samo miasto ostrzeliwane przez wojska pruskie, by zmusić Francuzów do ataku przez rzekę Bóbr w miejscu bardziej dogodnym dla obrońców, w końcu wojska pruskie wycofały się na skutek ataku flankowego w okolicach Wlenia przez brygadę stacjonującą wcześniej w okolicach Lubania i Lubomierza oraz szybki atak w okolicach Brunowa, a także zgodnie z wytycznymi z Trachenbergu. Te okoliczności spowodowały, że pomimo przegranej potyczki, Francuzi odnieśli zwycięstwo strategiczne poprzez sforsowanie Bobru.

#### Druga bitwa nad Bobrem (29 sierpnia 1813)

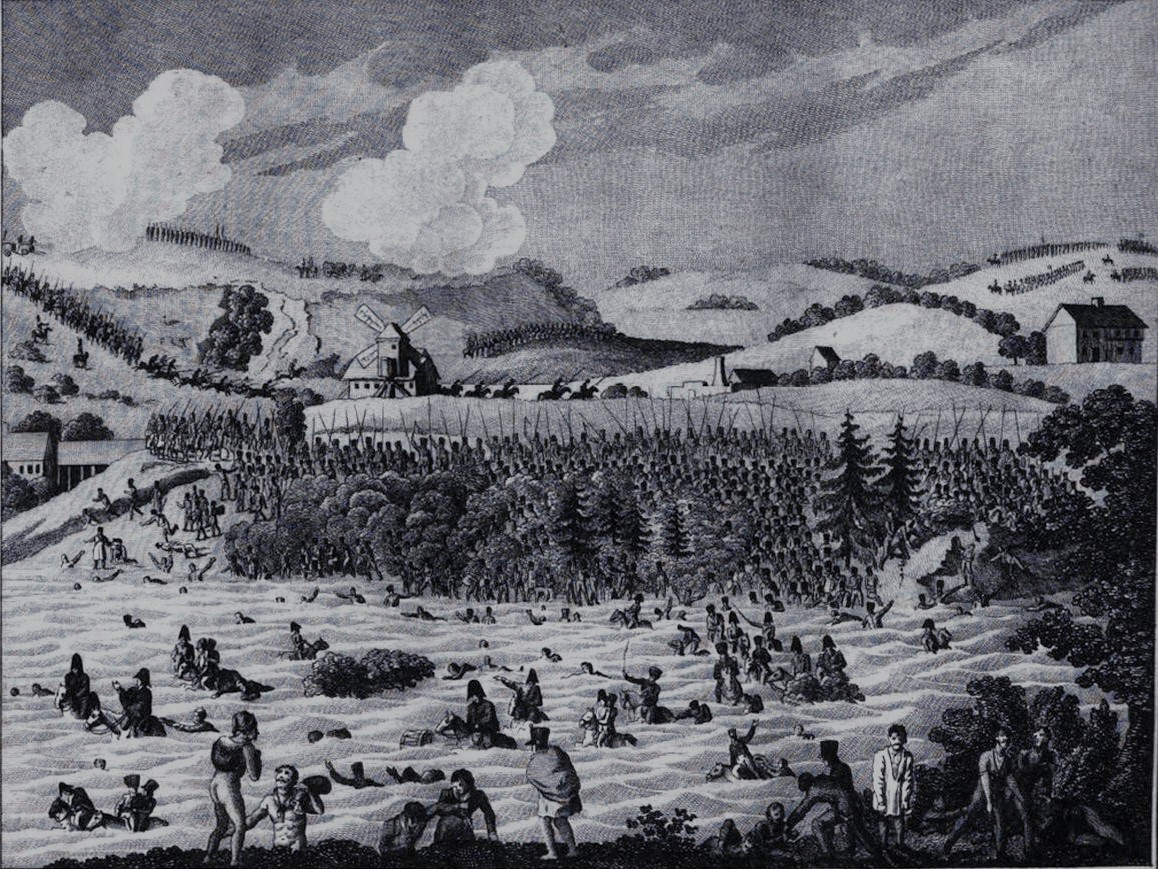
Uwięzienie dywizji pod dowództwem gen. Jacques’a Puthoda

Druga bitwa nad Bobrem (29 sierpnia 1813 roku) miała miejsce na skutek porażki wojsk francuskich w bitwie nad Kaczawą. Brygada dowodzona przez generała Jacques’a Pierre Louis Puthoda wycofująca się w okolice Lwówka Śląskiego, została zaatakowana przez przednią straż Blüchera, poszukując przeprawy przez rozlewisko wezbranego Bobru, otoczona, ostrzelana lekką artylerią w dużej mierze została zmuszona do poddania się do niewoli po ataku na bagnety. Sam Puthoud wraz z grupką żołnierzy i oficerów przeprawił się wpław i uszedł. W bitwie zginęło, utopiło lub poddało się blisko 3000 żołnierzy, z czego blisko 1000 znalazło śmierć w wodach rzeki. Niektóre źródła podają również informacje, że w tym czasie w mieście broniły się oddziały francuskie, najprawdopodobniej próbujące przyjść z odsieczą oddziałom Pacthouda, bitwa zakończyła się porażką Francuzów, którym co prawda udało się utrzymać miasto, ale nie mieli wpływu na przebieg działań za rzeką.
W pobliżu miało też miejsce mniejsze starcie wojsk generała von Yorcka z wojskami kontyngentu Wirtembergii. Wojska von Yorcka przeprawiły się przez młyńską odnogę Bobru we wsi Żerkowice (w pobliżu zakładu wytwarzania oklein), a po spotkaniu silnego oporu w potyczce, wycofały.
Często jest mylnie podawane, że Napoleon przebywał w Lwówku w tym okresie, co jest skutkiem odezwy do żołnierzy generała Blüchera, oraz przeświadczeniem gen. Langerona, że to cała armia Napoleona atakuje, co spowodowało jego przyspieszone wycofanie z okolic Pielgrzymki po napotkaniu przedniej straży wojsk francuskich, pomimo wyraźnych rozkazów, że ma wieś utrzymać. Niewykluczone też, że wojska francuskie miały rozkaz informować wroga, że to cesarz osobiście dowodzi, aby zdemoralizować przeciwnika lub zmusić do bezładnego wycofania, co nie pozwoliłoby Armii Śląska na wzięciu udziału w działaniach w Saksonii (rozkazy Macdonalda były, aby unikał bitwy chyba że będzie pewny, że jest w stanie ją wygrać – Macdonald dał się więc złapać we własną pułapkę, zaatakował, był bowiem pewien, że Armia Śląska jest w słabej dyspozycji na skutek zachowania Langerona, który wycofywał się dość bezładnie). Sam Blücher około 24 sierpnia zdał sobie sprawę, że Napoleon najprawdopodobniej odmaszerował z jednym z korpusów w kierunku Chojnowa, a na skutek sprzeczek z Langeronem i von Yorckiem zdecydował się wydać bitwę w okolicach Jawora (bitwa nad Kaczawą).
W rzeczywistości cesarz był wtedy w okolicach Żytawy, a następnie zebrał swoje oddziały z okolic Lubania i Zgorzelca i ruszył z odsieczą na Drezno.

### Od połowy XIX wieku
Dopiero w drugiej połowie XIX nastąpiło pewne ożywienie gospodarcze. Lwówek uzyskał połączenie kolejowe ze Złotoryją (1884) i Gryfowem Śląskim (1885) oraz znacznie później z Jelenią Górą (1909). W mieście i okolicy zaczęła rozwijać się turystyka wspierana przez aktywne koło Towarzystwa Karkonoskiego (Riesengebirgsverein – RGV), a dzięki kapeli dworskiej, koncertującej w pałacu Hohenzollernów, stał się centrum kulturalnym. Także w tym okresie rozwijał się przemysł spożywczy – w mieście powstały między innymi nowoczesny browar Hohbergów oraz wytwórnia wódek. Nastąpił dalszy rozkwit lokalnych kamieniołomów, powstała kopalnia gipsu i anhydrytu.
Na początku lat 20. XX wieku w mieście wprowadzono pieniądz zastępczy – Notgeld emitowany przez urząd miejski w ratuszu. Oprócz monet (Notgeld Pfennig) emitowano też bony jednostronne. Początkowo o nominałach 50, 100 i 500 tys. marek, notgeldy wydano na papierze bez znaku wodnego. Podczas drugiej emisji wprowadzono do obiegu bony wydane na czekach Stadtgemeinde o nominałach 1 i 3 mln marek. Ostatnia emisja bonów jednostronnych, wydanych na papierze ze znakiem wodnym Fabrik i jednym lub dwoma podpisami, wprowadzała nominały 1, 2 i 5 mln marek.

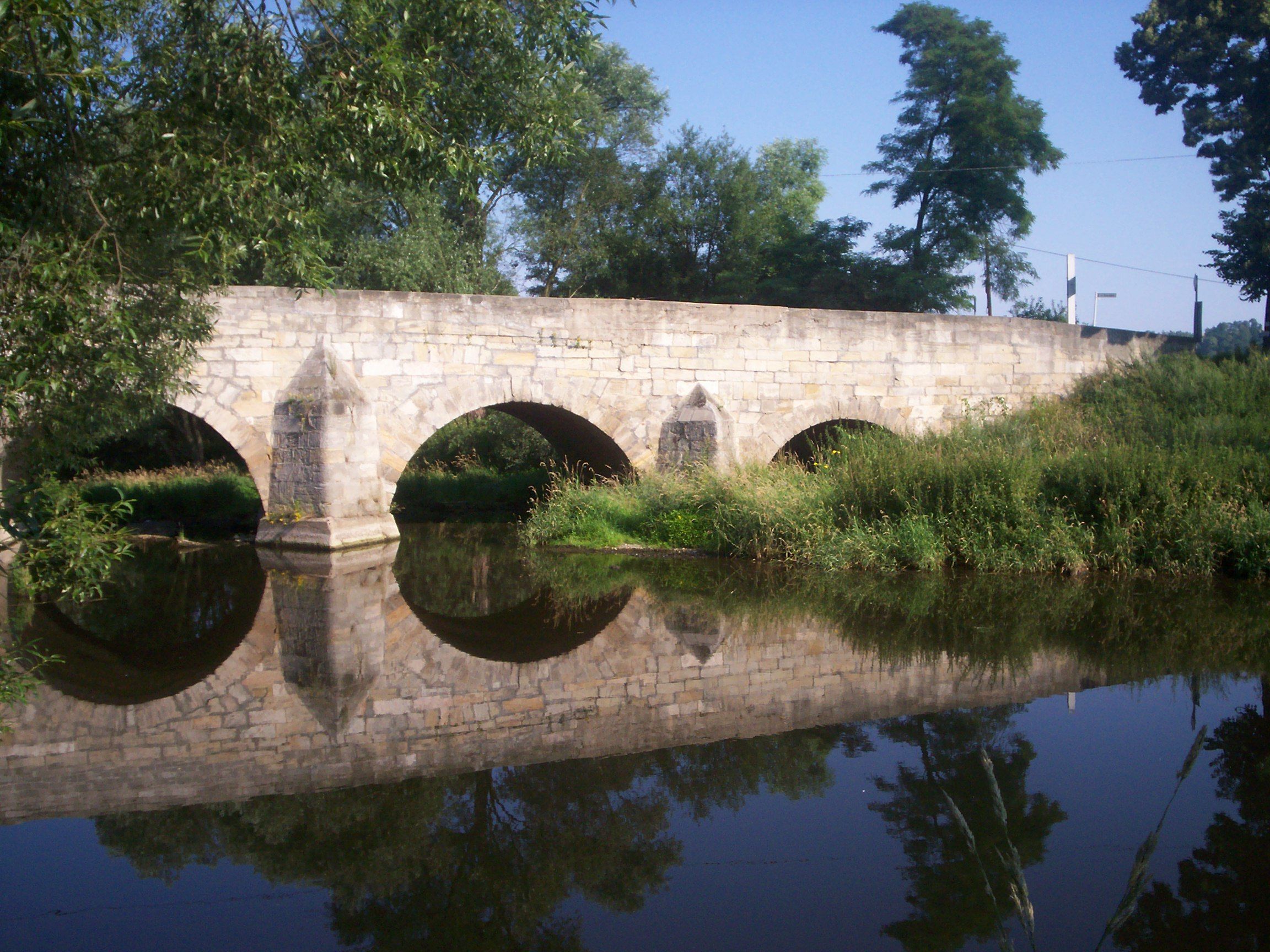
Kamienny most
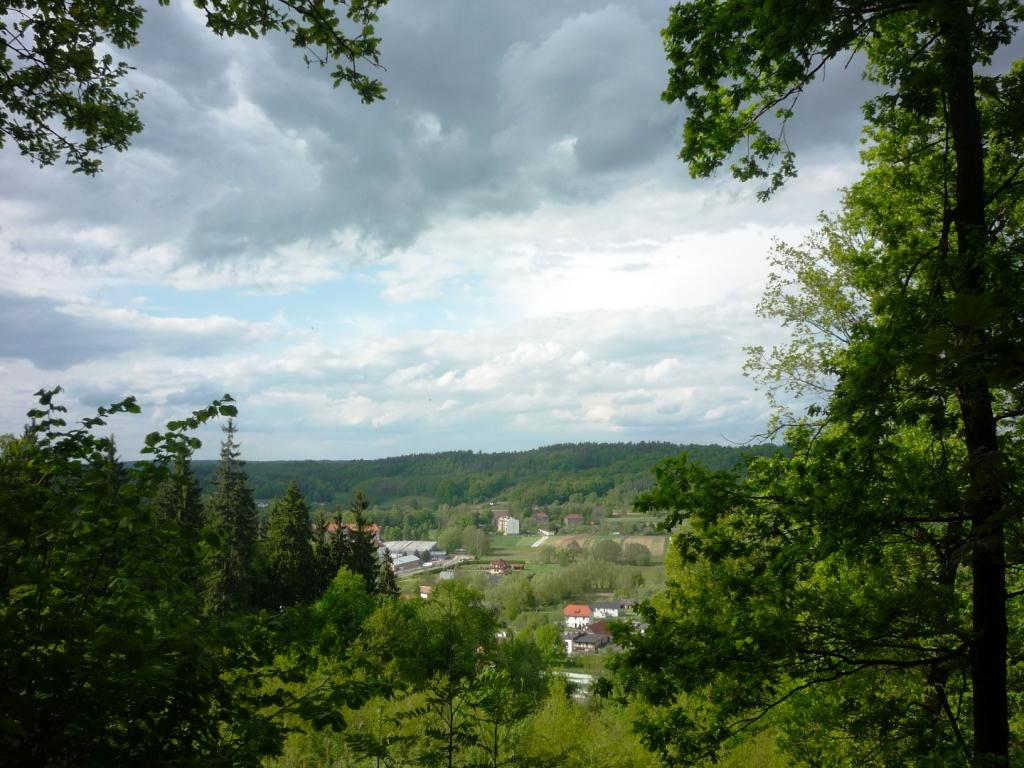
Góra Jaglarz w Płakowicach
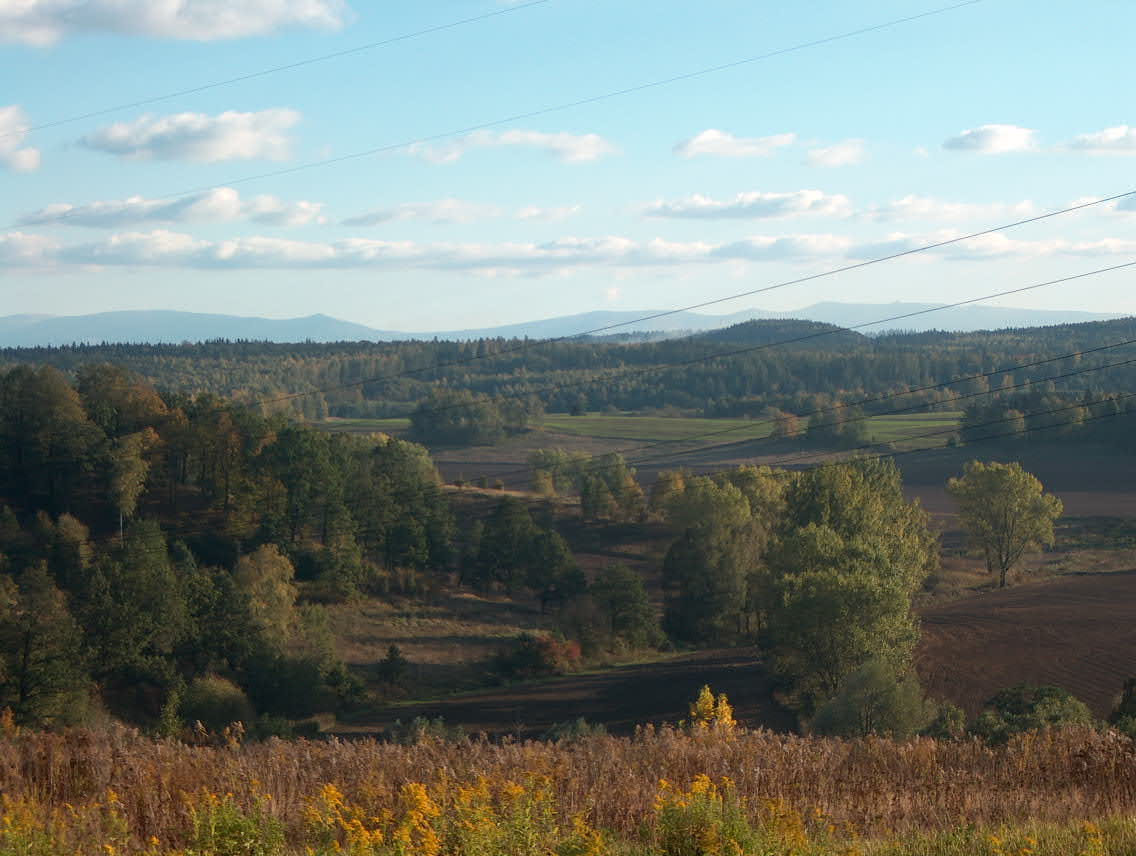
Pogórze Izerskie w okolicach Lwówka Śl.
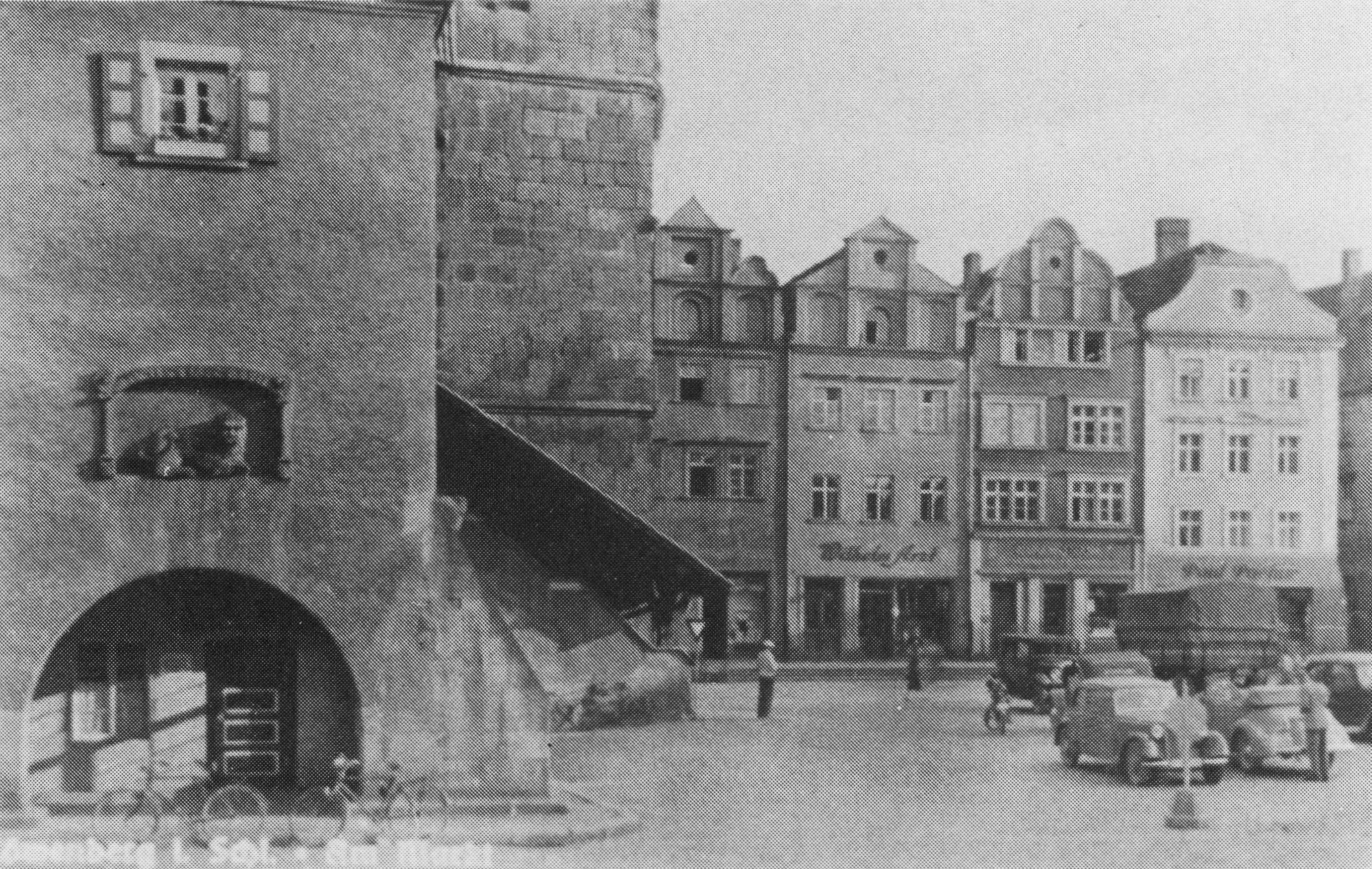
Lwówek Śląski, pocztówka, XX w.
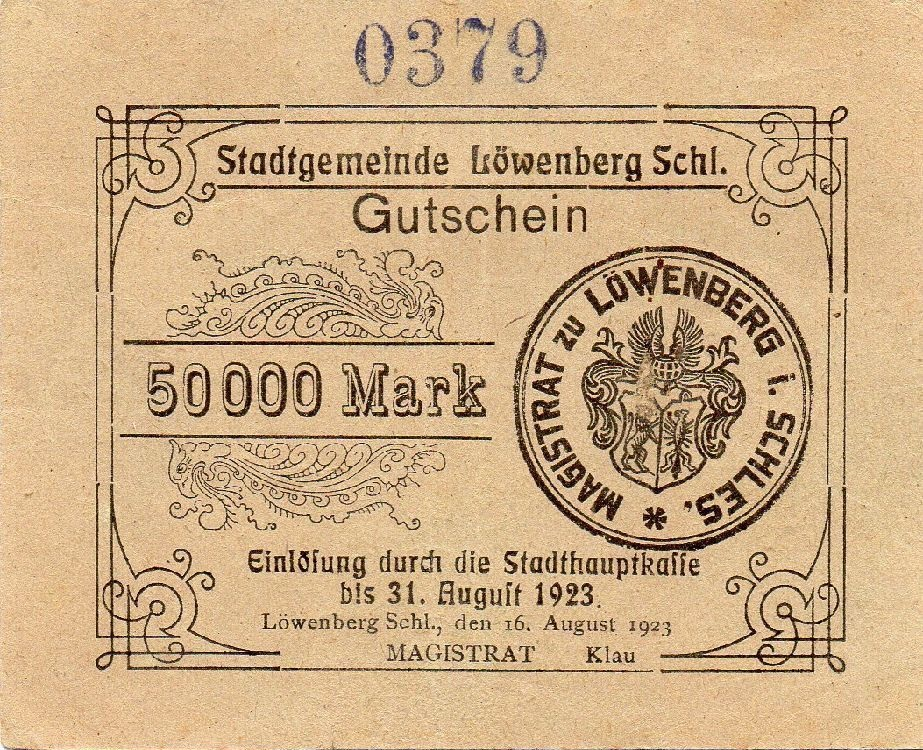
50 tys. marek
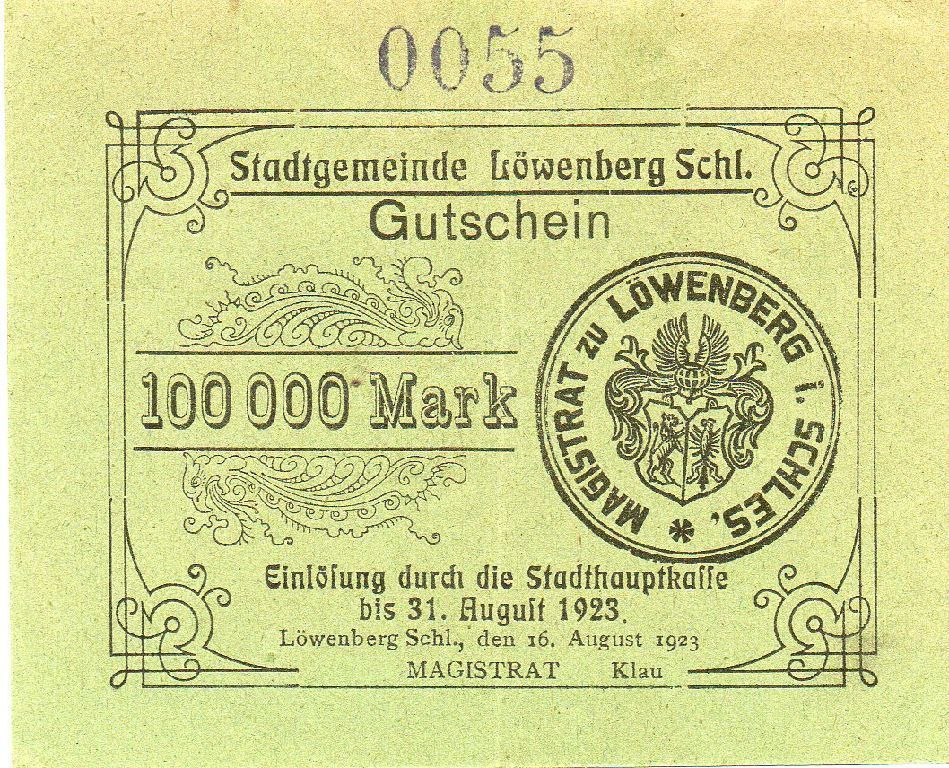
100 tys. marek
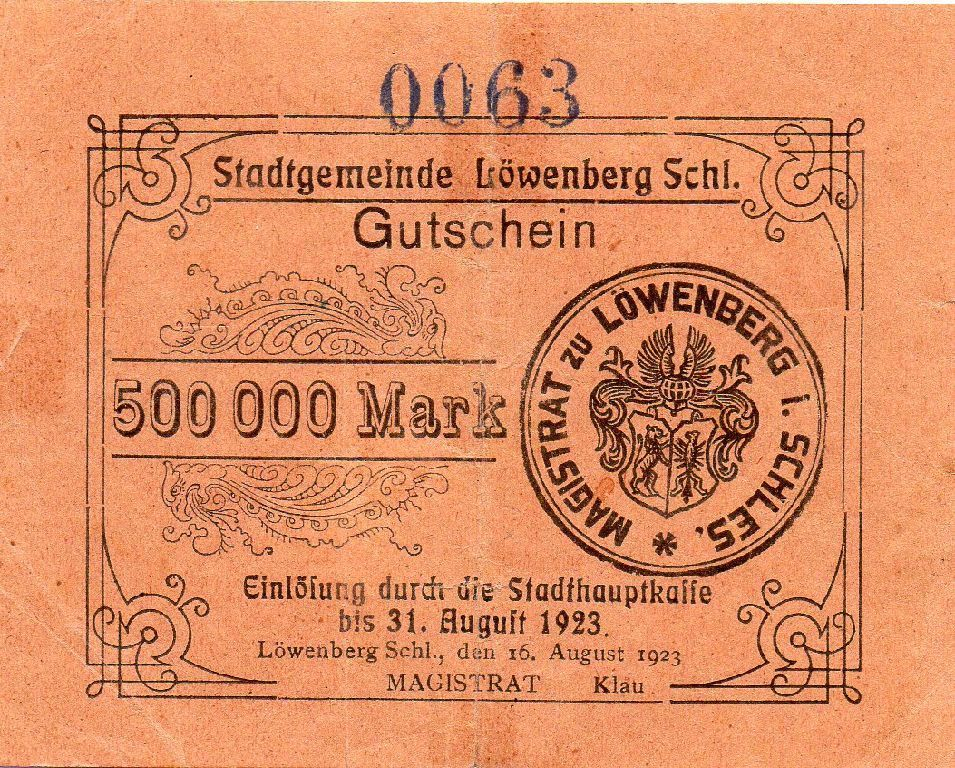
500 tys. marek
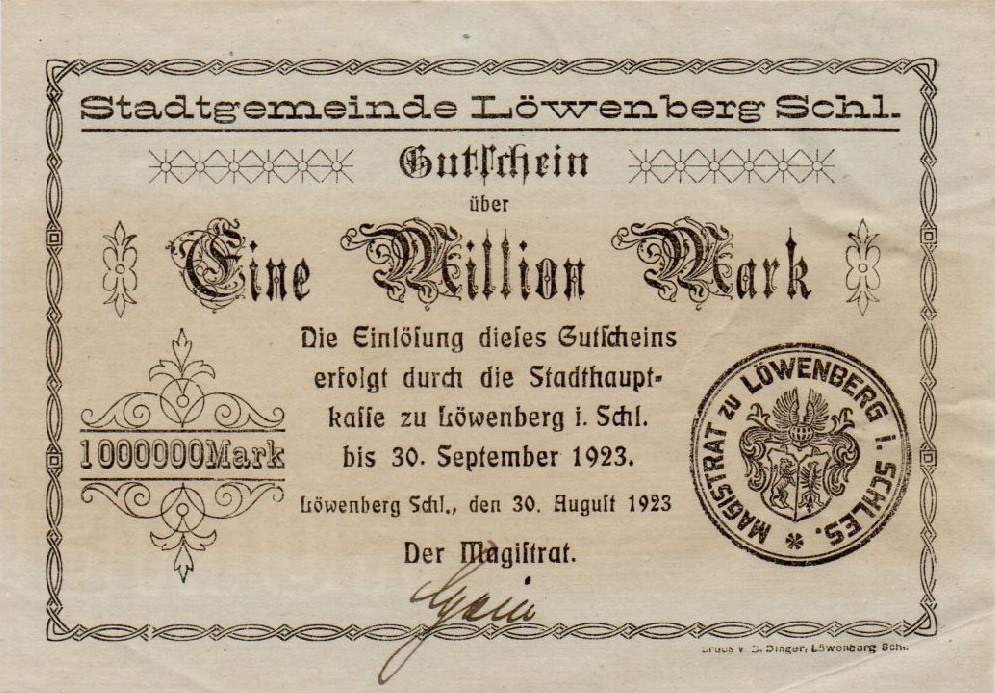
1 mln marek
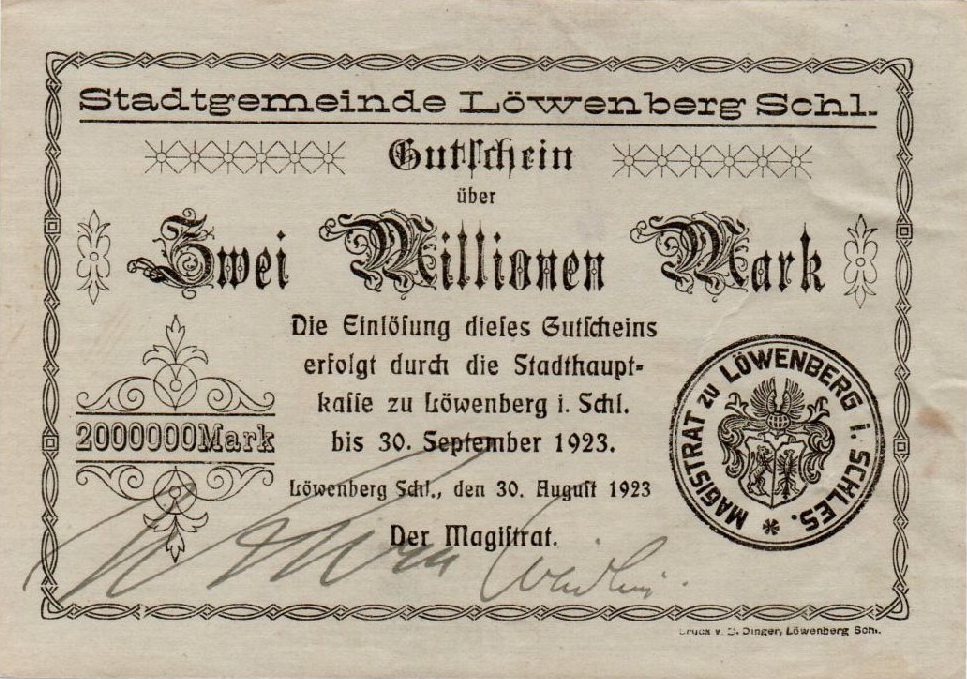
2 mln marek
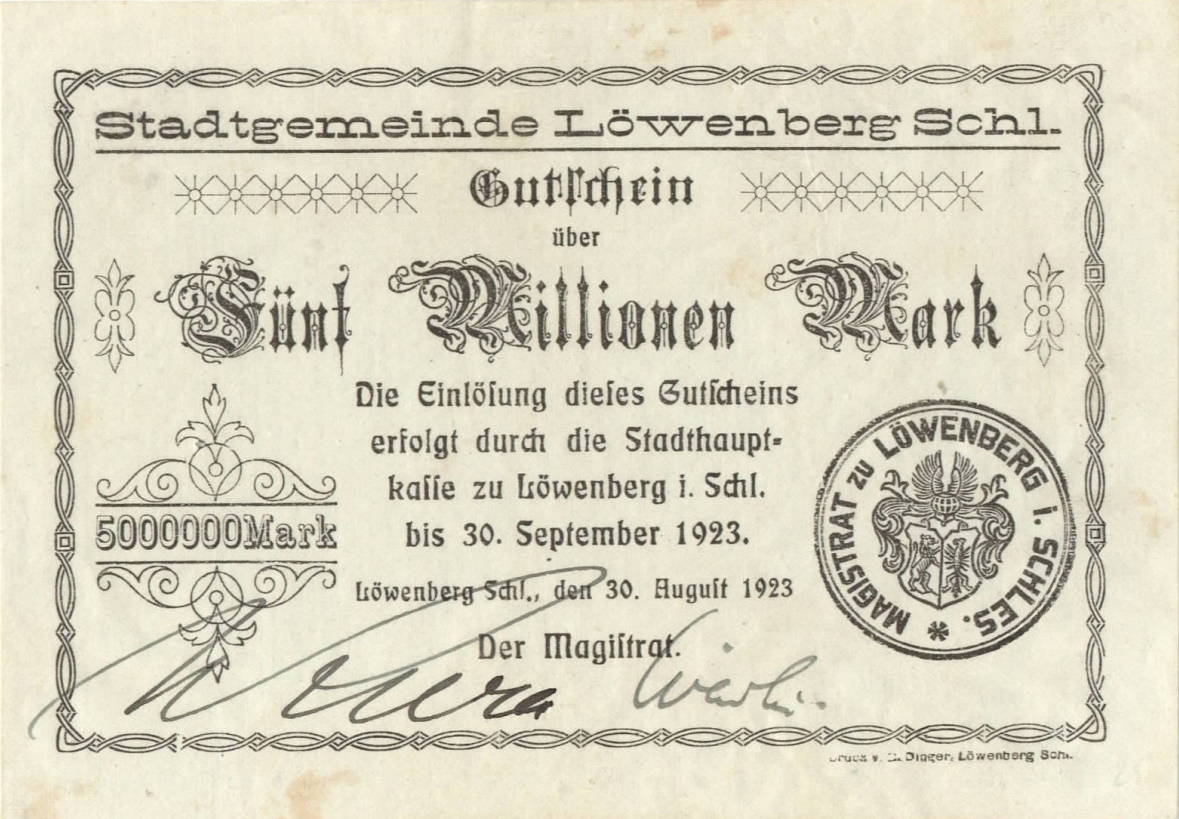
5 mln marek
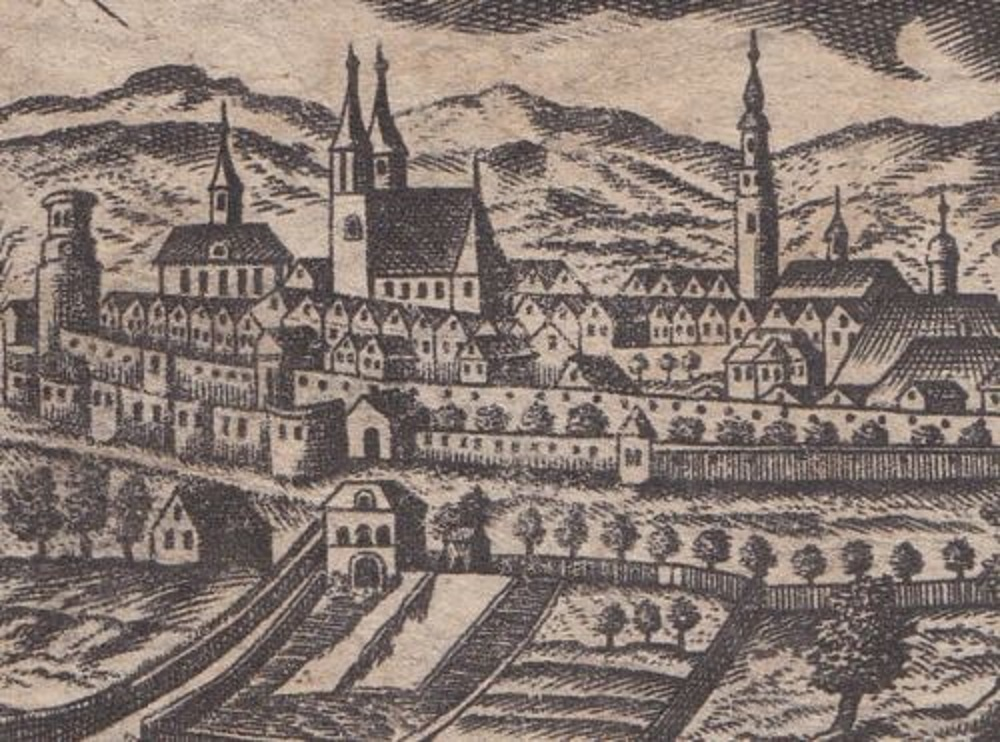
Panorama Lwówka Śląskiego XVI w.
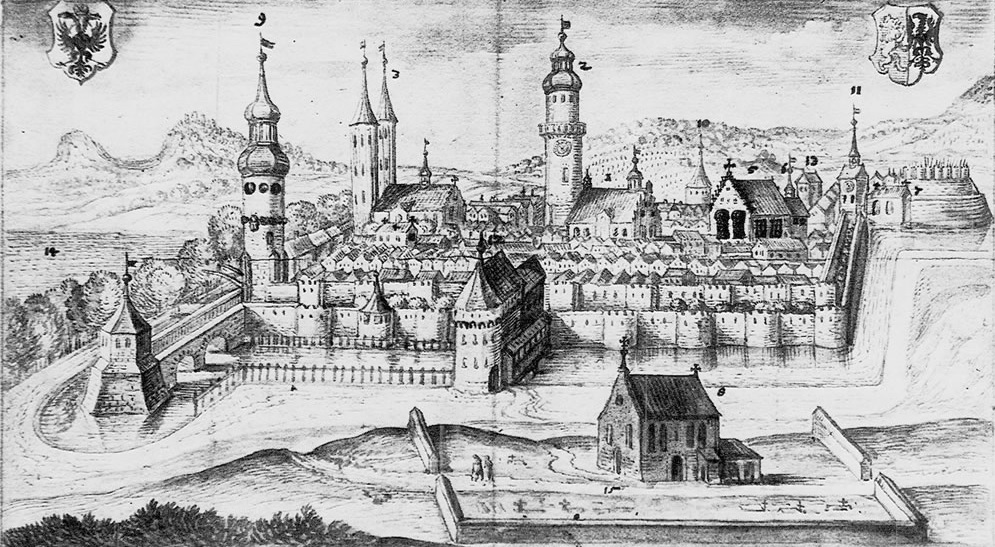
Lwówek Śląski XVII w.
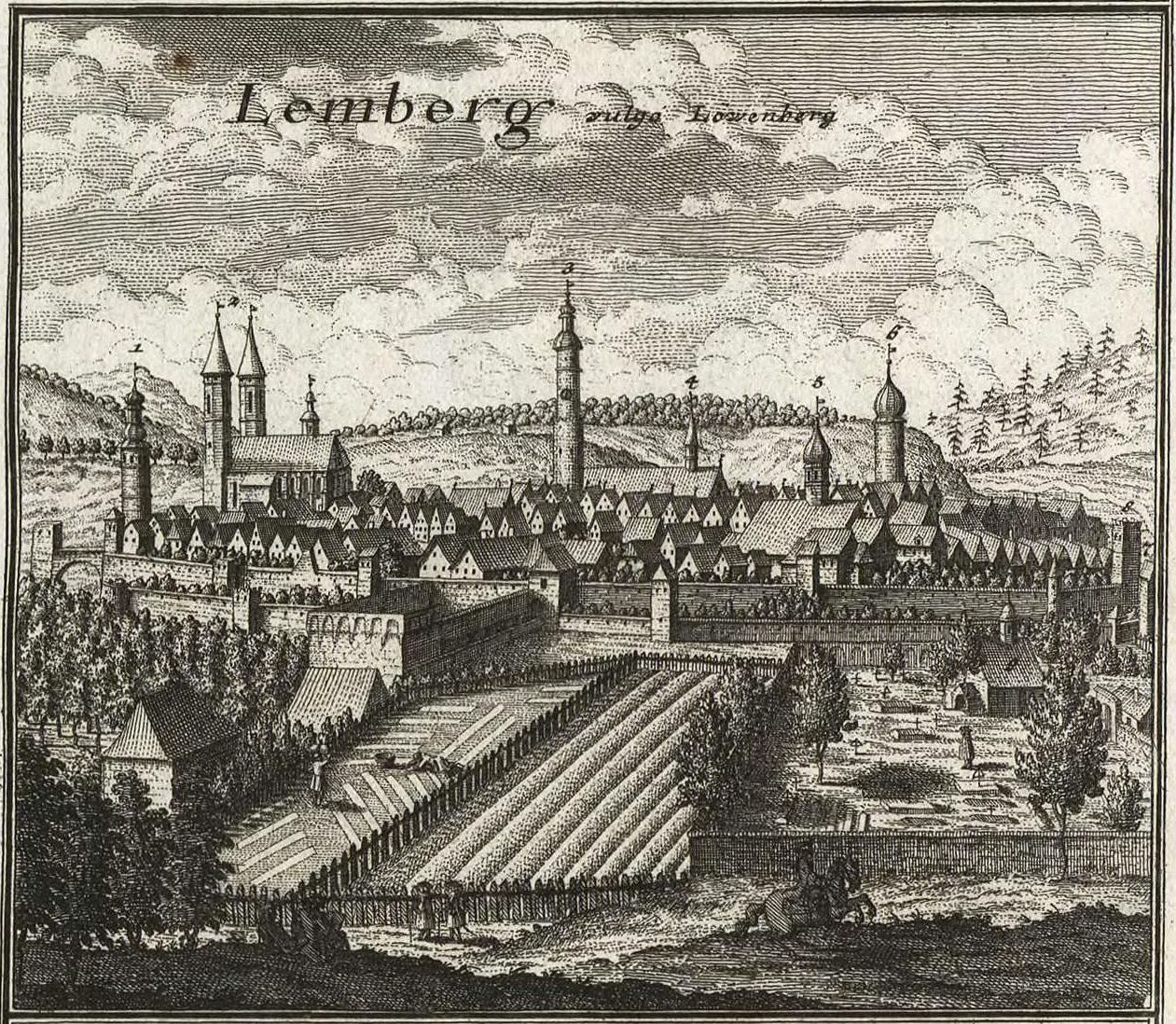
Lwówek Śląski 1739
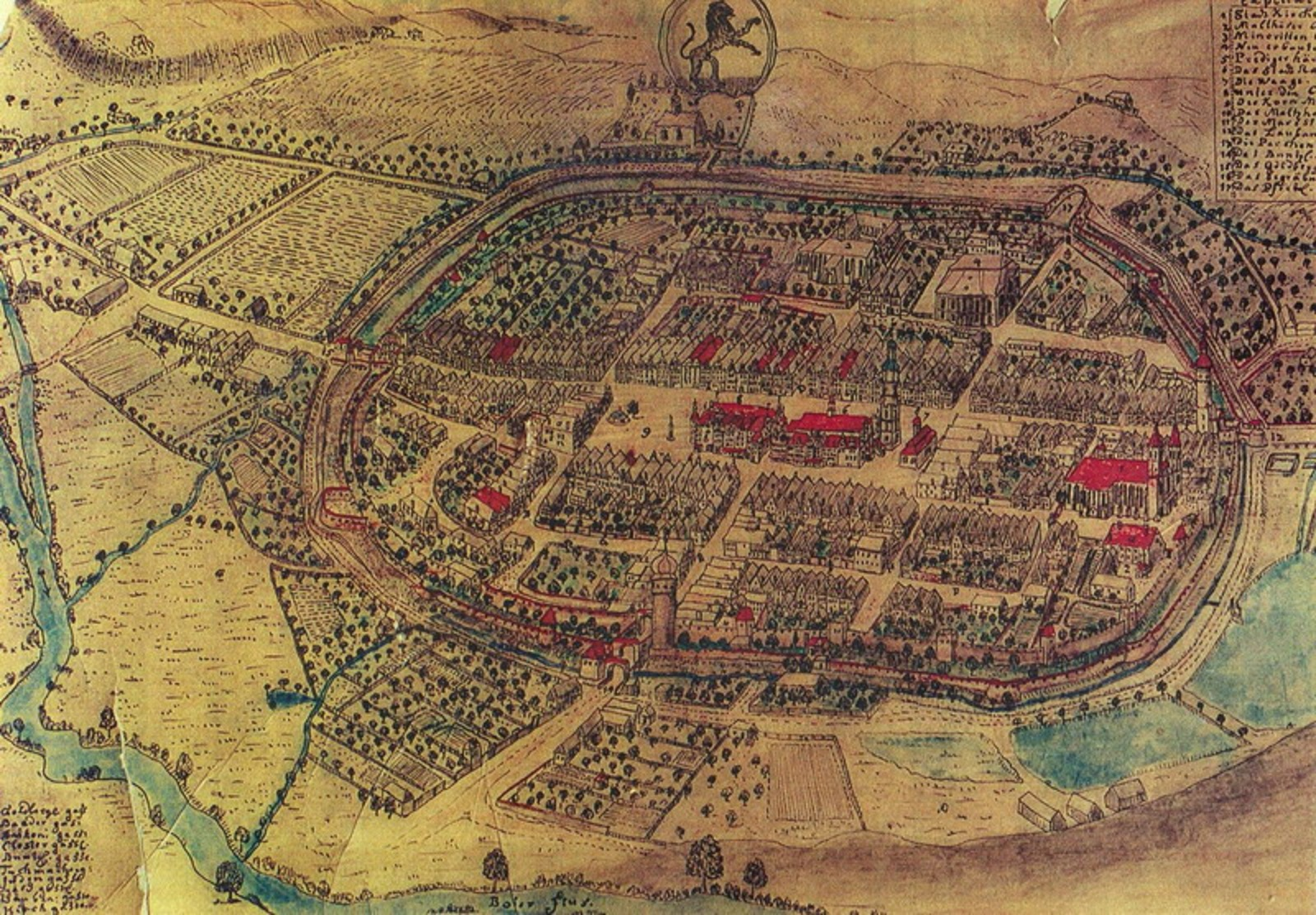
Lwówek Śląski z lotu ptaka XVIII w.
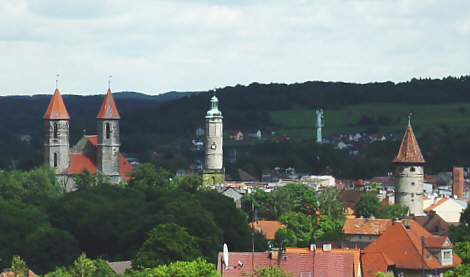
Współczesny widok miasta, 2005
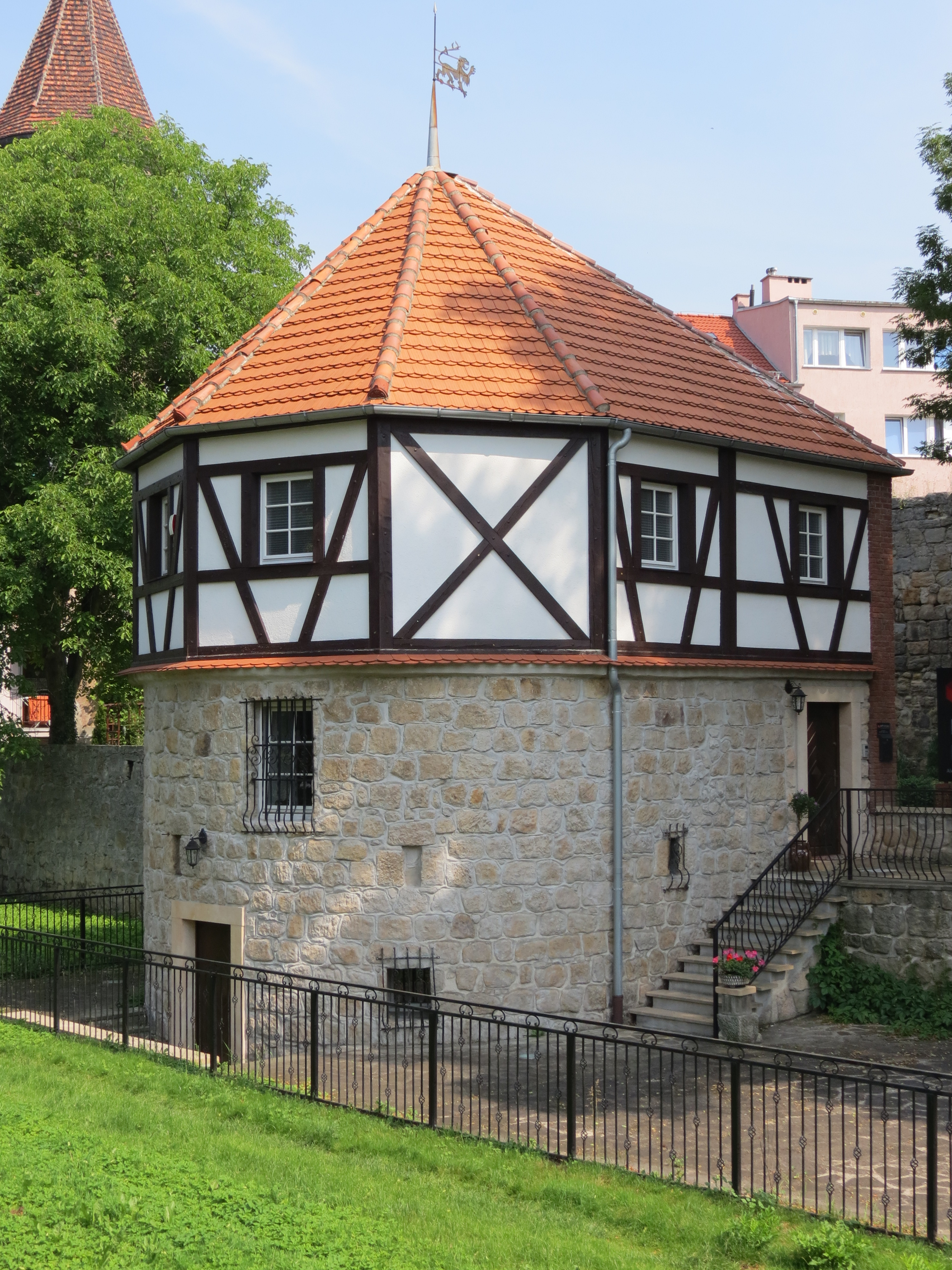
Mury obronne i strażnica

W okresie międzywojennym nadzieje na bardziej aktywny rozwój nie spełniły się. Wprawdzie liczba ludności wzrosła do ponad 6 tysięcy, ale zmalała liczba zakładów przemysłowych i rzemieślniczych. Procesu degradacji gospodarczej miasta nie zdołał nawet zatrzymać specjalny program pomocy prowincjom wschodnim Rzeszy Niemieckiej wdrożony w 1937 roku. W czasie II wojny światowej pogłębił się zastój gospodarczy miasta, które w 1945 r. zostało zniszczone w 40%.
Lwówek Śląski, został zdobyty przez wojska radzieckie 16 lutego 1945 roku, został na mocy ustaleń konferencji poczdamskiej przekazany Polsce. Dotychczasową ludność miasta wysiedlono do Niemiec. Już w maju 1945 miasto stało się ośrodkiem polskiej administracji powiatowej, funkcję tę pełniło do czerwca 1975 roku i ponownie od roku 1999. Ponadto od 1973 roku jest siedzibą gminy miejsko-wiejskiej, obejmującej aktualnie miasto Lwówek Śląski i 28 wsi. W czasach Polski Ludowej w mieście działała płatkarnia, zakłady przemysłu terenowego i duże zakłady piwowarskie.
W 2017 roku gmina i miasto Lwówek Śląski przystąpiła do porozumienia sygnatariuszy Sudety 2030 skupiającego 107 podmiotów jednostek samorządu terytorialnego ze zintegrowanych inwestycji terytorialnych Aglomeracji Wałbrzyskiej i ZIT Aglomeracji Jeleniogórskiej oraz pozostałych pomimo tego, że gmina nie należy do żadnej z wymienionych aglomeracji.

## Demografia
| Demografia | Demografia      | Demografia | Demografia       | Demografia |
| Lp.        | Epoka           | Data       | Liczba ludności  | Komentarz |
| ---------- | --------------- | ---------- | ---------------- | --- |
| 1.         | Średniowiecze   | 1329       | ok. 11 000       | Gwałtowny napływ ludności dzięki dużym złożom złota pod miastem |
| 2.         | Średniowiecze   | XV wiek    | ok. 4000         | Częściowe wyczerpanie się złóż złota. |
| 3.         | Nowożytność     | XVI wiek   | ok. 6500         | Złoty wiek dla rozwoju miasta. Ze względu na udział w przebudowie miasta architektów ze Zgorzelca, wiele renesansowych budowli w obu miastach miało podobne cechy. |
| 4.         | Nowożytność     | 1543       | 4100             | Złoty wiek dla rozwoju miasta. Ze względu na udział w przebudowie miasta architektów ze Zgorzelca, wiele renesansowych budowli w obu miastach miało podobne cechy. |
| 5.         | Nowożytność     | XVII wiek  | ponad 8000       | Jedno z największych miast regionu, ludnościowo przewyższa m.in. Zgorzelec. |
| 6.         | Nowożytność     | 1617       | ok. 6000         | Jedno z największych miast regionu, ludnościowo przewyższa m.in. Zgorzelec. |
| 7.         | Nowożytność     | 1640       | ok. 960          | Wojna trzydziestoletnia – I oblężenie i zdobycie miasta przez wojska szwedzkie pod dowództwem Karola XII Wittelsbacha |
| 8.         | Nowożytność     | 1643       | ok. 150          | Wojna trzydziestoletnia – II oblężenie i zdobycie miasta przez oddziały cesarskie |
| 9.         | Nowożytność     | 1740       | 1495             | Odbudowa miasta i powolny napływ ludności po wojnie trzydziestoletniej. |
| 10.        | Nowożytność     | 1756       | 2116             | Odbudowa miasta i powolny napływ ludności po wojnie trzydziestoletniej. |
| 11.        | Nowożytność     | 1771       | 2198             | Odbudowa miasta i powolny napływ ludności po wojnie trzydziestoletniej. |
| 12.        | Nowożytność     | 1775       | 2462             | Odbudowa miasta i powolny napływ ludności po wojnie trzydziestoletniej. |
| 13.        | Nowożytność     | 1776       | 2475             | Odbudowa miasta i powolny napływ ludności po wojnie trzydziestoletniej. |
| 14.        | Nowożytność     | 1777       | 2486             | Odbudowa miasta i powolny napływ ludności po wojnie trzydziestoletniej. |
| 15.        | Nowożytność     | 1778       | 2433             | Odbudowa miasta i powolny napływ ludności po wojnie trzydziestoletniej. |
| 16.        | Nowożytność     | 1780       | 2500             | Odbudowa miasta i powolny napływ ludności po wojnie trzydziestoletniej. |
| 17.        | Nowożytność     | 1781       | 2537             | Odbudowa miasta i powolny napływ ludności po wojnie trzydziestoletniej. |
| 18.        | Nowożytność     | 1784       | 2597             | Odbudowa miasta i powolny napływ ludności po wojnie trzydziestoletniej. |
| 19.        | Nowożytność     | 1785       | 2660             | Odbudowa miasta i powolny napływ ludności po wojnie trzydziestoletniej. |
| 20.        | Nowożytność     | 1786       | 2724             | Odbudowa miasta i powolny napływ ludności po wojnie trzydziestoletniej. |
| 21.        | Nowożytność     | 1787       | 2619             | Odbudowa miasta i powolny napływ ludności po wojnie trzydziestoletniej. |
| 22.        | Nowożytność     | 1797       | 3928             | Odbudowa miasta i powolny napływ ludności po wojnie trzydziestoletniej. |
| 23.        | Nowożytność     | 1816       | 3684             | W 1815 r. sprowadzono do miasta mechaniczną przędzarkę. W późniejszych latach Lwówek otrzymał status miasta powiatowego, ale nie rozwijał się w nim większy przemysł. Działał browar, niewielka fabryka chemiczna, tartak i dwie drukarnie.                                                      |
| 24.        | Nowożytność     | 1825       | 3552             | W 1815 r. sprowadzono do miasta mechaniczną przędzarkę. W późniejszych latach Lwówek otrzymał status miasta powiatowego, ale nie rozwijał się w nim większy przemysł. Działał browar, niewielka fabryka chemiczna, tartak i dwie drukarnie.                                                      |
| 25.        | Nowożytność     | 1840       | 3770             | W 1815 r. sprowadzono do miasta mechaniczną przędzarkę. W późniejszych latach Lwówek otrzymał status miasta powiatowego, ale nie rozwijał się w nim większy przemysł. Działał browar, niewielka fabryka chemiczna, tartak i dwie drukarnie.                                                      |
| 26.        | Nowożytność     | 1861       | 4628             | Niewielkie ożywienie gospodarcze. W 1885 r. połączono Lwówek Śląski linią kolejową z Gryfowem Ślaskim, a na początku XX w. z Jelenią Górą. |
| 27.        | Nowożytność     | 1871       | 4798             | Niewielkie ożywienie gospodarcze. W 1885 r. połączono Lwówek Śląski linią kolejową z Gryfowem Ślaskim, a na początku XX w. z Jelenią Górą. |
| 28.        | Nowożytność     | 1885       | 4720             | Niewielkie ożywienie gospodarcze. W 1885 r. połączono Lwówek Śląski linią kolejową z Gryfowem Ślaskim, a na początku XX w. z Jelenią Górą. |
| 29.        | Nowożytność     | 1897/1900  | 5293             | Niewielkie ożywienie gospodarcze. W 1885 r. połączono Lwówek Śląski linią kolejową z Gryfowem Ślaskim, a na początku XX w. z Jelenią Górą. |
| 30.        | Nowożytność     | 1905       | 5682             | Niewielkie ożywienie gospodarcze. W 1885 r. połączono Lwówek Śląski linią kolejową z Gryfowem Ślaskim, a na początku XX w. z Jelenią Górą. |
| 31.        | Nowożytność     | 1910       | 6339             | Niewielkie ożywienie gospodarcze. W 1885 r. połączono Lwówek Śląski linią kolejową z Gryfowem Ślaskim, a na początku XX w. z Jelenią Górą. |
| 32.        | Czasy najnowsze | 1920       | 6319             | Okres dwudziestolecia międzywojennego. |
| 33.        | Czasy najnowsze | 1921/1925  | 6047             | Okres dwudziestolecia międzywojennego. |
| 34.        | Czasy najnowsze | 1931/1933  | 6068             | Okres dwudziestolecia międzywojennego. |
| 35.        | Czasy najnowsze | 1939       | 6328             | Okres dwudziestolecia międzywojennego. |
| 36.        | Czasy najnowsze | 1941       | 6063             | II wojna światowa. Część ludności wcielono do armii. |
| 37.        | Czasy najnowsze | 1945       | 6238             | II wojna światowa. Część ludności wcielono do armii. |
| 38.        | Czasy najnowsze | 1946       | 3364             | Wysiedlenie rdzennej ludności niemieckiej z terenów Ziem Odzyskanych. Napływ ludności głównie z dawnych Kresów Wschodnich RP. |
| 39.        | Czasy najnowsze | 1950       | 3411             | Systematyczny wzrost ludności miasta w czasach PRL i na pocz. III RP. |
| 40.        | Czasy najnowsze | 1960       | 5517             | Systematyczny wzrost ludności miasta w czasach PRL i na pocz. III RP. |
| 41.        | Czasy najnowsze | 1970       | 6714             | Systematyczny wzrost ludności miasta w czasach PRL i na pocz. III RP. |
| 42.        | Czasy najnowsze | 1978       | 7776             | Systematyczny wzrost ludności miasta w czasach PRL i na pocz. III RP. |
| 43.        | Czasy najnowsze | 1988       | 9266             | Systematyczny wzrost ludności miasta w czasach PRL i na pocz. III RP. |
| 44.        | Czasy najnowsze | 1995       | 9435             | Systematyczny wzrost ludności miasta w czasach PRL i na pocz. III RP. |
| 45.        | Czasy najnowsze | 1996       | 9406             | Powolne wyludnianie się miasta. |
| 46.        | Czasy najnowsze | 1997       | 9317             | Powolne wyludnianie się miasta. |
| 47.        | Czasy najnowsze | 1998       | 9269             | Powolne wyludnianie się miasta. |
| 48.        | Czasy najnowsze | 1999       | 8923             | Powolne wyludnianie się miasta. |
| 49.        | Współczesność   | 2000       | 9983             | Przyłączenie Płakowic. |
| 50.        | Współczesność   | 2001       | 9875             | Częściowy upadek przemysłu w Lwówku Śląskim, m.in. Słodownia Browaru Lwówek przy ul. Jaśkiewicza, fabryka mebli „Sikora” przy ul. Budowlanych, zburzenie budynków dawnej rzeźni (ul. Oświęcimska) i ubojni (ul. Kościuszki). W handlu początek powstawania wielu nowych supermarketów w mieście. |
| 51.        | Współczesność   | 2002       | 9823             | Częściowy upadek przemysłu w Lwówku Śląskim, m.in. Słodownia Browaru Lwówek przy ul. Jaśkiewicza, fabryka mebli „Sikora” przy ul. Budowlanych, zburzenie budynków dawnej rzeźni (ul. Oświęcimska) i ubojni (ul. Kościuszki). W handlu początek powstawania wielu nowych supermarketów w mieście. |
| 52.        | Współczesność   | 2003       | 9723             | Częściowy upadek przemysłu w Lwówku Śląskim, m.in. Słodownia Browaru Lwówek przy ul. Jaśkiewicza, fabryka mebli „Sikora” przy ul. Budowlanych, zburzenie budynków dawnej rzeźni (ul. Oświęcimska) i ubojni (ul. Kościuszki). W handlu początek powstawania wielu nowych supermarketów w mieście. |
| 53.        | Współczesność   | 2004       | 9807             | Częściowy upadek przemysłu w Lwówku Śląskim, m.in. Słodownia Browaru Lwówek przy ul. Jaśkiewicza, fabryka mebli „Sikora” przy ul. Budowlanych, zburzenie budynków dawnej rzeźni (ul. Oświęcimska) i ubojni (ul. Kościuszki). W handlu początek powstawania wielu nowych supermarketów w mieście. |
| 54.        | Współczesność   | 2005       | 9717             | Częściowy upadek przemysłu w Lwówku Śląskim, m.in. Słodownia Browaru Lwówek przy ul. Jaśkiewicza, fabryka mebli „Sikora” przy ul. Budowlanych, zburzenie budynków dawnej rzeźni (ul. Oświęcimska) i ubojni (ul. Kościuszki). W handlu początek powstawania wielu nowych supermarketów w mieście. |
| 55.        | Współczesność   | 2006       | 9631             | Częściowy upadek przemysłu w Lwówku Śląskim, m.in. Słodownia Browaru Lwówek przy ul. Jaśkiewicza, fabryka mebli „Sikora” przy ul. Budowlanych, zburzenie budynków dawnej rzeźni (ul. Oświęcimska) i ubojni (ul. Kościuszki). W handlu początek powstawania wielu nowych supermarketów w mieście. |
| 56.        | Współczesność   | 2007       | 9536             | Częściowy upadek przemysłu w Lwówku Śląskim, m.in. Słodownia Browaru Lwówek przy ul. Jaśkiewicza, fabryka mebli „Sikora” przy ul. Budowlanych, zburzenie budynków dawnej rzeźni (ul. Oświęcimska) i ubojni (ul. Kościuszki). W handlu początek powstawania wielu nowych supermarketów w mieście. |
| 57.        | Współczesność   | 2008       | 9434             | Częściowy upadek przemysłu w Lwówku Śląskim, m.in. Słodownia Browaru Lwówek przy ul. Jaśkiewicza, fabryka mebli „Sikora” przy ul. Budowlanych, zburzenie budynków dawnej rzeźni (ul. Oświęcimska) i ubojni (ul. Kościuszki). W handlu początek powstawania wielu nowych supermarketów w mieście. |
| 58.        | Współczesność   | 2009       | 9350             | Częściowy upadek przemysłu w Lwówku Śląskim, m.in. Słodownia Browaru Lwówek przy ul. Jaśkiewicza, fabryka mebli „Sikora” przy ul. Budowlanych, zburzenie budynków dawnej rzeźni (ul. Oświęcimska) i ubojni (ul. Kościuszki). W handlu początek powstawania wielu nowych supermarketów w mieście. |
| 59.        | Współczesność   | 2010       | 9480             | Powolny proces wyludniania się miasta za granice Polski w celach zarobkowych i zjawisko suburbanizacji, czyli przeprowadzania się mieszkańców do domów jednorodzinnych w podlwóweckich wsiach.                                                                                                   |
| 60.        | Współczesność   | 2011       | 9435             | Powolny proces wyludniania się miasta za granice Polski w celach zarobkowych i zjawisko suburbanizacji, czyli przeprowadzania się mieszkańców do domów jednorodzinnych w podlwóweckich wsiach.                                                                                                   |
| 61.        | Współczesność   | 2012       | 9338             | Powolny proces wyludniania się miasta za granice Polski w celach zarobkowych i zjawisko suburbanizacji, czyli przeprowadzania się mieszkańców do domów jednorodzinnych w podlwóweckich wsiach.                                                                                                   |
| 62.        | Współczesność   | 2013       | 9271             | Powolny proces wyludniania się miasta za granice Polski w celach zarobkowych i zjawisko suburbanizacji, czyli przeprowadzania się mieszkańców do domów jednorodzinnych w podlwóweckich wsiach.                                                                                                   |
| 63.        | Współczesność   | 2014       | 9115             | Powolny proces wyludniania się miasta za granice Polski w celach zarobkowych i zjawisko suburbanizacji, czyli przeprowadzania się mieszkańców do domów jednorodzinnych w podlwóweckich wsiach.                                                                                                   |
| 64.        | Współczesność   | 2015       | 9102             | Powolny proces wyludniania się miasta za granice Polski w celach zarobkowych i zjawisko suburbanizacji, czyli przeprowadzania się mieszkańców do domów jednorodzinnych w podlwóweckich wsiach.                                                                                                   |
| 65.        | Współczesność   | 2016       | 9051             | Powolny proces wyludniania się miasta za granice Polski w celach zarobkowych i zjawisko suburbanizacji, czyli przeprowadzania się mieszkańców do domów jednorodzinnych w podlwóweckich wsiach.                                                                                                   |
| 66.        | Współczesność   | 2017       | 8895             | Powolny proces wyludniania się miasta za granice Polski w celach zarobkowych i zjawisko suburbanizacji, czyli przeprowadzania się mieszkańców do domów jednorodzinnych w podlwóweckich wsiach.                                                                                                   |
| 67.        | Współczesność   | 2018       | 8859             | Powolny proces wyludniania się miasta za granice Polski w celach zarobkowych i zjawisko suburbanizacji, czyli przeprowadzania się mieszkańców do domów jednorodzinnych w podlwóweckich wsiach.                                                                                                   |
| 68.        | Współczesność   | 2019       | 8822             | Przyspieszony proces depopulacji starszej części mieszkańców miasta w związku z koronawirusem COVID-19. |
| 69.        | Współczesność   | 2020       | 8753             | Przyspieszony proces depopulacji starszej części mieszkańców miasta w związku z koronawirusem COVID-19. |
| 70.        | Współczesność   | 2021       | 8661(I półrocze) | Przyspieszony proces depopulacji starszej części mieszkańców miasta w związku z koronawirusem COVID-19. |

Wykres liczby ludności miasta Lwówek Śląski na przestrzeni kilku ostatnich stuleci

Piramida wieku mieszkańców Lwówka Śląskiego w 2014 roku.

Lwówek Śląski jest 40. miastem w województwie dolnośląskim, pod względem liczby mieszkańców (na całkowitą liczbę 91 miast). Szczegółowe dane z 30 czerwca 2014 r.
Lwówek Śląski jest 54. miastem w województwie dolnośląskim, pod względem gęstości zaludnienia (na całkowitą liczbę 91 miast). Szczegółowe dane z 30 czerwca 2014 r.

## Administracja

### Symbole Lwówka Śląskiego
Herbem Lwówka Śląskiego jest wizerunek lwa i orła. Symbolem miasta jest lew. Aktualnie stosowany wzór herbu został przyjęty przez Radę Miejską w Lwówku Śląskim w 1996 r. 
Barwami Lwówka Śląskiego są kolory: żółty, biały wywodzące się z herbu Lwówka Śląskiego i błękitny. 
 Codziennie o godz. 12:00 z Wieży Zegarowej (Ratuszowej) Ratusza Miejskiego w Lwówku Śląskim odgrywany jest hejnał lwówecki.

### Wybory
| Wybory do rady gminy                                                                                                  | Wybory do rady gminy                                                                                                  |
| Wybory do rady gminy 1998                                                                                             | Wybory do rady gminy 1998                                                                                             |
| --- | --- |
| | Ilość mandatów zdobytych w wyborach samorządowych do rady gminy w 1998 roku przez partie polityczne w Lwówku Śląskim: |
| | W tym miejscu powinien znaleźć się wykres. Z przyczyn technicznych nie może zostać wyświetlony. Więcej informacji     |
| Wybory do rady gminy 2002                                                                                             | |
| | Ilość mandatów zdobytych w wyborach samorządowych do rady gminy w 2002 roku przez partie polityczne w Lwówku Śląskim: |
| | W tym miejscu powinien znaleźć się wykres. Z przyczyn technicznych nie może zostać wyświetlony. Więcej informacji     |
| Frekwencja:48,34% | |
| Wybory do rady gminy 2006                                                                                             | |
| Procent głosów zdobytych w wyborach samorządowych do rady gminy w 2006 roku przez partie polityczne w Lwówku Śląskim: | Ilość mandatów zdobytych w wyborach samorządowych do rady gminy w 2006 roku przez partie polityczne w Lwówku Śląskim: |
| W tym miejscu powinien znaleźć się wykres. Z przyczyn technicznych nie może zostać wyświetlony. Więcej informacji     | W tym miejscu powinien znaleźć się wykres. Z przyczyn technicznych nie może zostać wyświetlony. Więcej informacji     |
| Frekwencja:44,00% | |
| Wybory do rady gminy 2010                                                                                             | |
| Procent głosów zdobytych w wyborach samorządowych do rady gminy w 2010 roku przez partie polityczne w Lwówku Śląskim: | Ilość mandatów zdobytych w wyborach samorządowych do rady gminy w 2010 roku przez partie polityczne w Lwówku Śląskim: |
| W tym miejscu powinien znaleźć się wykres. Z przyczyn technicznych nie może zostać wyświetlony. Więcej informacji     | W tym miejscu powinien znaleźć się wykres. Z przyczyn technicznych nie może zostać wyświetlony. Więcej informacji     |
| Frekwencja:42,81% | |
| Wybory do rady gminy 2014                                                                                             | |
| Procent głosów zdobytych w wyborach samorządowych do rady gminy w 2014 roku przez partie polityczne w Lwówku Śląskim: | Ilość mandatów zdobytych w wyborach samorządowych do rady gminy w 2014 roku przez partie polityczne w Lwówku Śląskim: |
| W tym miejscu powinien znaleźć się wykres. Z przyczyn technicznych nie może zostać wyświetlony. Więcej informacji     | W tym miejscu powinien znaleźć się wykres. Z przyczyn technicznych nie może zostać wyświetlony. Więcej informacji     |
| Frekwencja:44,26% | |
| Wybory do rady gminy 2018                                                                                             | |
| Procent głosów zdobytych w wyborach samorządowych do rady gminy w 2018 roku przez partie polityczne w Lwówku Śląskim: | Ilość mandatów zdobytych w wyborach samorządowych do rady gminy w 2018 roku przez partie polityczne w Lwówku Śląskim: |
| W tym miejscu powinien znaleźć się wykres. Z przyczyn technicznych nie może zostać wyświetlony. Więcej informacji     | W tym miejscu powinien znaleźć się wykres. Z przyczyn technicznych nie może zostać wyświetlony. Więcej informacji     |
| Frekwencja:50,86% | |

| Wybory burmistrza                                                                                                 | Wybory burmistrza                                                                                                 |
| Wybory burmistrza 2002                                                                                            | Wybory burmistrza 2002                                                                                            |
| --- | --- |
| Wybory burmistrza 2002 – I Tura                                                                                   | Wybory burmistrza 2002 – II Tura                                                                                  |
| W tym miejscu powinien znaleźć się wykres. Z przyczyn technicznych nie może zostać wyświetlony. Więcej informacji | W tym miejscu powinien znaleźć się wykres. Z przyczyn technicznych nie może zostać wyświetlony. Więcej informacji |
| Wybory burmistrza 2006                                                                                            | |
| Wybory burmistrza 2006 – I Tura                                                                                   | Wybory burmistrza 2006 – II Tura                                                                                  |
| W tym miejscu powinien znaleźć się wykres. Z przyczyn technicznych nie może zostać wyświetlony. Więcej informacji | W tym miejscu powinien znaleźć się wykres. Z przyczyn technicznych nie może zostać wyświetlony. Więcej informacji |
| Wybory burmistrza 2010                                                                                            | |
| W tym miejscu powinien znaleźć się wykres. Z przyczyn technicznych nie może zostać wyświetlony. Więcej informacji | |
| Wybory burmistrza 2014                                                                                            | |
| Wybory burmistrza 2014 – I Tura                                                                                   | Wybory burmistrza 2014 – II Tura                                                                                  |
| W tym miejscu powinien znaleźć się wykres. Z przyczyn technicznych nie może zostać wyświetlony. Więcej informacji | W tym miejscu powinien znaleźć się wykres. Z przyczyn technicznych nie może zostać wyświetlony. Więcej informacji |
| Wybory burmistrza 2018                                                                                            | |
| Wybory burmistrza 2018 – I Tura                                                                                   | Wybory burmistrza 2018 – II Tura                                                                                  |
| W tym miejscu powinien znaleźć się wykres. Z przyczyn technicznych nie może zostać wyświetlony. Więcej informacji | W tym miejscu powinien znaleźć się wykres. Z przyczyn technicznych nie może zostać wyświetlony. Więcej informacji |

#### Samorząd

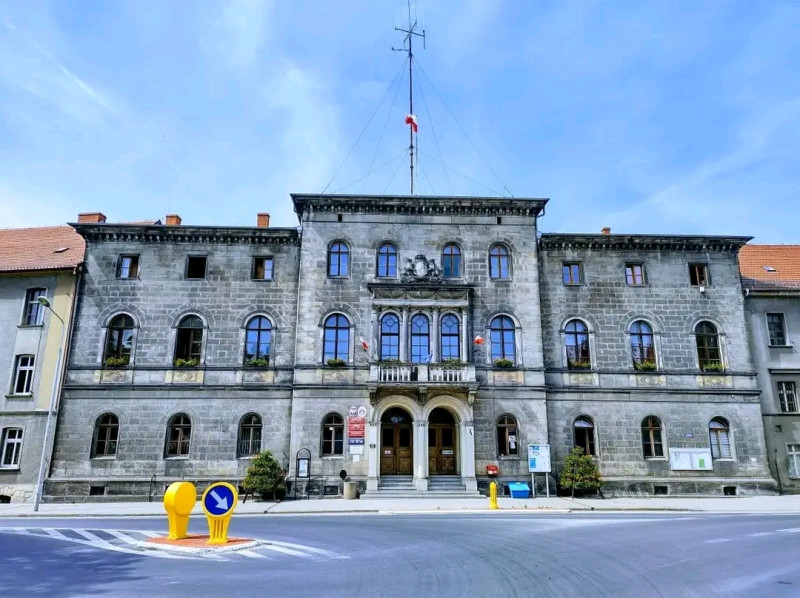
Budynek Urzędu Gminy i Miasta w Lwówku Śląskim

Mieszkańcy miasta wybierają do Rady Miejskiej w Lwówku Śląskim 15 radnych. Organem wykonawczym samorządu jest burmistrz miasta.

### Burmistrzowie
| Burmistrzowie Lwówka Śląskiego                              | Burmistrzowie Lwówka Śląskiego           | Burmistrzowie Lwówka Śląskiego           | Burmistrzowie Lwówka Śląskiego                                                                                        | Burmistrzowie Lwówka Śląskiego                                                                                        |
| Wczesne Święte Cesarstwo Rzymskie                           | Wczesne Święte Cesarstwo Rzymskie        | Wczesne Święte Cesarstwo Rzymskie        | Wczesne Święte Cesarstwo Rzymskie                                                                                     | Wczesne Święte Cesarstwo Rzymskie                                                                                     |
| Lp.                                                         | Lata                                     | Lata                                     | Burmistrz | Burmistrz |
| ----------------------------------------------------------- | ---------------------------------------- | ---------------------------------------- | --- | --- |
| 1.                                                          | 1163 – 1166                              | 1163 – 1166                              | Sebastian Brogelius                                                                                                   | Sebastian Brogelius                                                                                                   |
| 2.                                                          | XII wiek, około 1217                     | XII wiek, około 1217                     | Tomasz Hartlieb (zasadźcy i jeden z pierwszych znanych wójtów Lwówka)                                                 | Tomasz Hartlieb (zasadźcy i jeden z pierwszych znanych wójtów Lwówka)                                                 |
| 3.                                                          | 1223 – 1224                              | 1223 – 1224                              | Georg Hosumann | Georg Hosumann |
| 4.                                                          | 1253 – 1254                              | 1253 – 1254                              | Janko Silszo | Janko Silszo |
| 5.                                                          | 1255                                     | 1255                                     | Matthias Ruprecht (Rupprecht)                                                                                         | Matthias Ruprecht (Rupprecht)                                                                                         |
| 6.                                                          | 1256 – 1257                              | 1256 – 1257                              | Janko Silszo | Janko Silszo |
| 7.                                                          | 1258                                     | 1258                                     | Matthias Ruprecht | Matthias Ruprecht |
| 8.                                                          | 1320                                     | 1320                                     | Nitsche Kuder | Nitsche Kuder |
| 9.                                                          | 1335                                     | 1335                                     | Nicklos Seidler | Nicklos Seidler |
| 10.                                                         | 1341                                     | 1341                                     | Leo de Len | Leo de Len |
| 11.                                                         | 1342                                     | 1342                                     | Nycolaus Schildow (magister civium)                                                                                   | Nycolaus Schildow (magister civium)                                                                                   |
| 12.                                                         | 1344                                     | 1344                                     | Michael Lewte | Michael Lewte |
| 13.                                                         | 1358                                     | 1358                                     | Hannus Kelbechin | Hannus Kelbechin |
| 14.                                                         | 1364-1366                                | 1364-1366                                | Hentschel Helwig (właściciel folwarku w Brunowie)                                                                     | Hentschel Helwig (właściciel folwarku w Brunowie)                                                                     |
| 1366 – Lwówek otrzymuje przywilej wolnego wyboru burmistrza |                                          |                                          | | |
| Lp.                                                         | Lata                                     | Lata                                     | Burmistrz | Burmistrz |
| 15.                                                         | 1367 – 1368                              | 1367 – 1368                              | Niklas Ruprecht (Rupprecht)                                                                                           | Niklas Ruprecht (Rupprecht)                                                                                           |
| 16.                                                         | 30.03.1369                               | 30.03.1369                               | Niklas Schoppiecz | Niklas Schoppiecz |
| 17.                                                         | 1369                                     | 1369                                     | Hentschel Helwig | Hentschel Helwig |
| 18.                                                         | 1375                                     | 1375                                     | Jakob Gos(s)win Ny. Eyffred Nitsche Goswin                                                                            | Jakob Gos(s)win Ny. Eyffred Nitsche Goswin                                                                            |
| 19.                                                         | 1376                                     | 1376                                     | Peter Stirbe | Peter Stirbe |
| 20.                                                         | 1377                                     | 1377                                     | Peter Sporn | Peter Sporn |
| 21.                                                         | 1378 – 1379                              | 1378 – 1379                              | Nicze (Nitsche) Smotil                                                                                                | Nicze (Nitsche) Smotil                                                                                                |
| 22.                                                         | 1381                                     | 1381                                     | Johannes Sartonicht                                                                                                   | Johannes Sartonicht                                                                                                   |
| 23.                                                         | 1382                                     | 1382                                     | Jakob Grosswein | Jakob Grosswein |
| 24.                                                         | 1385                                     | 1385                                     | Nitsche Herdan | Nitsche Herdan |
| 25.                                                         | 1386                                     | 1386                                     | Nitsche Smotel | Nitsche Smotel |
| 26.                                                         | 1387                                     | 1387                                     | Nickloz Funken | Nickloz Funken |
| 27.                                                         | 1399                                     | 1399                                     | Hannus Bonman (Borman)                                                                                                | Hannus Bonman (Borman)                                                                                                |
| Święte Cesarstwo Rzymskie                                   |                                          |                                          | | |
| Lp.                                                         | Lata                                     | Lata                                     | Burmistrz | Burmistrz |
| 28.                                                         | 1406                                     | 1406                                     | Laurentius Rimer | Laurentius Rimer |
| 29.                                                         | 1411                                     | 1411                                     | Nicklos Beyer | Nicklos Beyer |
| 30.                                                         | 1417                                     | 1417                                     | Hannus Schacz (Schapcz)                                                                                               | Hannus Schacz (Schapcz)                                                                                               |
| 31.                                                         | 1417                                     | 1417                                     | Bartel Klemm | Bartel Klemm |
| 32.                                                         | 1417 – 1419                              | 1417 – 1419                              | Bartel Klemm | Bartel Klemm |
| 33.                                                         | 1422 – 1423                              | 1422 – 1423                              | Alexius Schadewaldt                                                                                                   | Alexius Schadewaldt                                                                                                   |
| 34.                                                         | 1432 – 1433                              | 1432 – 1433                              | Andreas (Andres) Egler (aptekarz)                                                                                     | Andreas (Andres) Egler (aptekarz)                                                                                     |
| 35.                                                         | 1437                                     | 1437                                     | Bartusch Schapcz | Bartusch Schapcz |
| 36.                                                         | 1437 – 1438                              | 1437 – 1438                              | Niklas Klemm | Niklas Klemm |
| 37.                                                         | 1439                                     | 1439                                     | Simon Beyer | Simon Beyer |
| 38.                                                         | 1440 – 1441                              | 1440 – 1441                              | Andreas Egler | Andreas Egler |
| 39.                                                         | 1442 – 1443                              | 1442 – 1443                              | Niklas Gro | Niklas Gro |
| 40.                                                         | 1444 – 1445                              | 1444 – 1445                              | Nicklas Klemm (Clemme)                                                                                                | Nicklas Klemm (Clemme)                                                                                                |
| 41.                                                         | 1450                                     | 1450                                     | Andreas Egler | Andreas Egler |
| 42.                                                         | 1470 – 1471                              | 1470 – 1471                              | Hans Schleusser | Hans Schleusser |
| 43.                                                         | 1476                                     | 1476                                     | Bartel (Bartholomeo) Sauer                                                                                            | Bartel (Bartholomeo) Sauer                                                                                            |
| 44.                                                         | 1477                                     | 1477                                     | Nicol Ehrhardt | Nicol Ehrhardt |
| 45.                                                         | 1480                                     | 1480                                     | Martin Büttner | Martin Büttner |
| 46.                                                         | 1481                                     | 1481                                     | Michel Goldmann | Michel Goldmann |
| 47.                                                         | 1482                                     | 1482                                     | Nicol Utman (Nikol Utmann)                                                                                            | Nicol Utman (Nikol Utmann)                                                                                            |
| 48.                                                         | 1483 – 1484                              | 1483 – 1484                              | Johann Schwob | Johann Schwob |
| 49.                                                         | 1485                                     | 1485                                     | Michel Goldmann | Michel Goldmann |
| 50.                                                         | 1487 – 1488                              | 1487 – 1488                              | Pankratius Scheps | Pankratius Scheps |
| 51.                                                         | 1497                                     | 1497                                     | Nickol Utmann | Nickol Utmann |
| 52.                                                         | 1499                                     | 1499                                     | Franz Grundmann | Franz Grundmann |
| 53.                                                         | 1500                                     | 1500                                     | Martin Büttner | Martin Büttner |
| 54.                                                         | 1501                                     | 1501                                     | Martin Hans Ruprecht (Ruppricht)                                                                                      | Martin Hans Ruprecht (Ruppricht)                                                                                      |
| 55.                                                         | 1502                                     | 1502                                     | Nickol Utmann (Uthmann)                                                                                               | Nickol Utmann (Uthmann)                                                                                               |
| 56.                                                         | 1503                                     | 1503                                     | Martin Büttner | Martin Büttner |
| 57.                                                         | 1504                                     | 1504                                     | Adam Tschörtner (Tschertner)                                                                                          | Adam Tschörtner (Tschertner)                                                                                          |
| 58.                                                         | 1505                                     | 1505                                     | Nikolaus Beyer | Nikolaus Beyer |
| 59.                                                         | 1506                                     | 1506                                     | Nickol Utmann | Nickol Utmann |
| 60.                                                         | 1507                                     | 1507                                     | Martin Büttner | Martin Büttner |
| 61.                                                         | 1508                                     | 1508                                     | Andreas Hertrampft (vel Hartranpf, Harttrampft)                                                                       | Andreas Hertrampft (vel Hartranpf, Harttrampft)                                                                       |
| 62.                                                         | 1509                                     | 1509                                     | Christoph Anders | Christoph Anders |
| 63.                                                         | 1510                                     | 1510                                     | Martin Scholz | Martin Scholz |
| 64.                                                         | 1511                                     | 1511                                     | Simon Hoffmann | Simon Hoffmann |
| 65.                                                         | 1512                                     | 1512                                     | Martin Büttner | Martin Büttner |
| 66.                                                         | 1513                                     | 1513                                     | Franz Beyer | Franz Beyer |
| 67.                                                         | 1514                                     | 1514                                     | Andreas Hertrampft (Harttrampft)                                                                                      | Andreas Hertrampft (Harttrampft)                                                                                      |
| 68.                                                         | 1515                                     | 1515                                     | Franz Beyer | Franz Beyer |
| 69.                                                         | 1516                                     | 1516                                     | Christoph Anders | Christoph Anders |
| 70.                                                         | 1517                                     | 1517                                     | Andreas Hertrampft (Harttrampft)                                                                                      | Andreas Hertrampft (Harttrampft)                                                                                      |
| 71.                                                         | 1518                                     | 1518                                     | Vitus Tietz | Vitus Tietz |
| 72.                                                         | 1519                                     | 1519                                     | Franz Beyer | Franz Beyer |
| 73.                                                         | 1520                                     | 1520                                     | Andreas Hertrampft (Harttrampft)                                                                                      | Andreas Hertrampft (Harttrampft)                                                                                      |
| 74.                                                         | 1521                                     | 1521                                     | Simon Hoffmann | Simon Hoffmann |
| 75.                                                         | 1522                                     | 1522                                     | Franz Beyer | Franz Beyer |
| 76.                                                         | 1523                                     | 1523                                     | Andreas Hertrampft (Harttrampft)                                                                                      | Andreas Hertrampft (Harttrampft)                                                                                      |
| 77.                                                         | 1524                                     | 1524                                     | Christoph Johannes Fritschner                                                                                         | Christoph Johannes Fritschner                                                                                         |
| 78.                                                         | 1525                                     | 1525                                     | Jakob Weygler | Jakob Weygler |
| 79.                                                         | 1526                                     | 1526                                     | Christoph Fritschner                                                                                                  | Christoph Fritschner                                                                                                  |
| 80.                                                         | 1527                                     | 1527                                     | Andreas Hertrampft (Harttrampft)                                                                                      | Andreas Hertrampft (Harttrampft)                                                                                      |
| 81.                                                         | 1528                                     | 1528                                     | Christoph Fritschner                                                                                                  | Christoph Fritschner                                                                                                  |
| 82.                                                         | 1529                                     | 1529                                     | Franz Beyer | Franz Beyer |
| 83.                                                         | 1530                                     | 1530                                     | Christoph Fritschner                                                                                                  | Christoph Fritschner                                                                                                  |
| 84.                                                         | 1531                                     | 1531                                     | Nikol Edler | Nikol Edler |
| 85.                                                         | 1532                                     | 1532                                     | Christoph Fritschner                                                                                                  | Christoph Fritschner                                                                                                  |
| 86.                                                         | 1533                                     | 1533                                     | Michel Klette (Klett)                                                                                                 | Michel Klette (Klett)                                                                                                 |
| 87.                                                         | 1534                                     | 1534                                     | Franz Mohaupt | Franz Mohaupt |
| 88.                                                         | 1535                                     | 1535                                     | Franz Beyer | Franz Beyer |
| 89.                                                         | 1536                                     | 1536                                     | Franz Mohaupt | Franz Mohaupt |
| 90.                                                         | 1537                                     | 1537                                     | Kacper Pausewang (Casper Pausewange)                                                                                  | Kacper Pausewang (Casper Pausewange)                                                                                  |
| 91.                                                         | 1538                                     | 1538                                     | Georg Kütting | Georg Kütting |
| 92.                                                         | 1539                                     | 1539                                     | Franz Beyer | Franz Beyer |
| 93.                                                         | 1540                                     | 1540                                     | Michel Klette | Michel Klette |
| 94.                                                         | 1541                                     | 1541                                     | Nikol Edler (Edeler)                                                                                                  | Nikol Edler (Edeler)                                                                                                  |
| 95.                                                         | 1542                                     | 1542                                     | Kacper Becker | Kacper Becker |
| 96.                                                         | 1543                                     | 1543                                     | Kacper Pausewang | Kacper Pausewang |
| 97.                                                         | 1544                                     | 1544                                     | Franz Helbig | Franz Helbig |
| 98.                                                         | 1545                                     | 1545                                     | Georg Eyssig | Georg Eyssig |
| 99.                                                         | 1546                                     | 1546                                     | Franz Mohaupt | Franz Mohaupt |
| 100.                                                        | 1547                                     | 1547                                     | Georg Essig | Georg Essig |
| 101.                                                        | 1548                                     | 1548                                     | Kacper Becker | Kacper Becker |
| 102.                                                        | 1549                                     | 1549                                     | Peter Hübner | Peter Hübner |
| 103.                                                        | 1550                                     | 1550                                     | Georg Fröder | Georg Fröder |
| 104.                                                        | 1551                                     | 1551                                     | Peter Hübner | Peter Hübner |
| 105.                                                        | 1552                                     | 1552                                     | Thomas Geissler | Thomas Geissler |
| 106.                                                        | 1553                                     | 1553                                     | Peter Hübner | Peter Hübner |
| 107.                                                        | 1554                                     | 1554                                     | Thomas Geisseler | Thomas Geisseler |
| 108.                                                        | 1555                                     | 1555                                     | Peter Hübner | Peter Hübner |
| 109.                                                        | 1556                                     | 1556                                     | Georg Fröder | Georg Fröder |
| 110.                                                        | 1557                                     | 1557                                     | Kaspar Orthmann | Kaspar Orthmann |
| 111.                                                        | 1558                                     | 1558                                     | Georg Fröder | Georg Fröder |
| 112.                                                        | 1559                                     | 1559                                     | Peter Hübner | Peter Hübner |
| 113.                                                        | 1560                                     | 1560                                     | Valentius (Valentin) Zeidler                                                                                          | Valentius (Valentin) Zeidler                                                                                          |
| 114.                                                        | 1561                                     | 1561                                     | Kaspar Orthmann | Kaspar Orthmann |
| 115.                                                        | 1562                                     | 1562                                     | Valentius Zeidler | Valentius Zeidler |
| 116.                                                        | 1563                                     | 1563                                     | Martin Ender | Martin Ender |
| 117.                                                        | 1564                                     | 1564                                     | Valentius Zeidler | Valentius Zeidler |
| 118.                                                        | 1565                                     | 1565                                     | Martin Ender | Martin Ender |
| 119.                                                        | 1566                                     | 1566                                     | Valentin Zeidler | Valentin Zeidler |
| 120.                                                        | 1567                                     | 1567                                     | Martin Ender | Martin Ender |
| 121.                                                        | 1568                                     | 1568                                     | Valentin Zeidler | Valentin Zeidler |
| 122.                                                        | 1569                                     | 1569                                     | Martin Ender | Martin Ender |
| 123.                                                        | 1570                                     | 1570                                     | Johannes Hans Pommer(n)                                                                                               | Johannes Hans Pommer(n)                                                                                               |
| 124.                                                        | 1571                                     | 1571                                     | Michel Scholz | Michel Scholz |
| 125.                                                        | 1572                                     | 1572                                     | Valentin Zeidler | Valentin Zeidler |
| 126.                                                        | 1573                                     | 1573                                     | Michel Scholz | Michel Scholz |
| 127.                                                        | 1574                                     | 1574                                     | Johann Pommer(n) | Johann Pommer(n) |
| 128.                                                        | 1575                                     | 1575                                     | Martin Ender | Martin Ender |
| 129.                                                        | 1576                                     | 1576                                     | Valentin Zeidler | Valentin Zeidler |
| 130.                                                        | 1577                                     | 1577                                     | Michel Scholz | Michel Scholz |
| 131.                                                        | 1579                                     | 1579                                     | Hans Brendel | Hans Brendel |
| 132.                                                        | 1580                                     | 1580                                     | Jeremias Steiger | Jeremias Steiger |
| 133.                                                        | 1581                                     | 1581                                     | Hans Brendel | Hans Brendel |
| 134.                                                        | 1582                                     | 1582                                     | Johannes Hans Pommer(n)                                                                                               | Johannes Hans Pommer(n)                                                                                               |
| 135.                                                        | 1583                                     | 1583                                     | Hans Brendel | Hans Brendel |
| 136.                                                        | 1584                                     | 1584                                     | Nicklas Klette | Nicklas Klette |
| 137.                                                        | 1585                                     | 1585                                     | Hans Brendel | Hans Brendel |
| 138.                                                        | 1586                                     | 1586                                     | Niklas Klette | Niklas Klette |
| 139.                                                        | 1587                                     | 1587                                     | Hans Brendel | Hans Brendel |
| 140.                                                        | 1588                                     | 1588                                     | Valentin Zeidler - junior                                                                                             | Valentin Zeidler - junior                                                                                             |
| 141.                                                        | 1589                                     | 1589                                     | Hans Brendel | Hans Brendel |
| 142.                                                        | 1590                                     | 1590                                     | Valentin Zeidler - junior                                                                                             | Valentin Zeidler - junior                                                                                             |
| 143.                                                        | 1591                                     | 1591                                     | Matthäus Renner | Matthäus Renner |
| 144.                                                        | 1592                                     | 1592                                     | Johann Hans Pommer(n)                                                                                                 | Johann Hans Pommer(n)                                                                                                 |
| 145.                                                        | 1593                                     | 1593                                     | mgr Christoph Reussner                                                                                                | mgr Christoph Reussner                                                                                                |
| 146.                                                        | 1594                                     | 1594                                     | Valentin Zeidler - junior                                                                                             | Valentin Zeidler - junior                                                                                             |
| 147.                                                        | 1595                                     | 1595                                     | mgr Christoph Reussner                                                                                                | mgr Christoph Reussner                                                                                                |
| 148.                                                        | 1596                                     | 1596                                     | Nicklas Klette | Nicklas Klette |
| 149.                                                        | 1597                                     | 1597                                     | Niklas Winckler | Niklas Winckler |
| 150.                                                        | 1598                                     | 1598                                     | Niklas Klette | Niklas Klette |
| 151.                                                        | 1599                                     | 1599                                     | Franz Moller (Möller)                                                                                                 | Franz Moller (Möller)                                                                                                 |
| 152.                                                        | 1601                                     | 1601                                     | mgr Christoph Reussner                                                                                                | mgr Christoph Reussner                                                                                                |
| 153.                                                        | 1602                                     | 1602                                     | Georg Becker | Georg Becker |
| 154.                                                        | 1603                                     | 1603                                     | Georg Schulze | Georg Schulze |
| 155.                                                        | 1604                                     | 1604                                     | Chryzostom (Chrisostemus) Schubart                                                                                    | Chryzostom (Chrisostemus) Schubart                                                                                    |
| 156.                                                        | 1605                                     | 1605                                     | Georg Schulze | Georg Schulze |
| 157.                                                        | 1606                                     | 1606                                     | Chryzostom Schubart                                                                                                   | Chryzostom Schubart                                                                                                   |
| 158.                                                        | 1607                                     | 1607                                     | Georg Schulze | Georg Schulze |
| 159.                                                        | 1608                                     | 1608                                     | Chrisostemus Schubart                                                                                                 | Chrisostemus Schubart                                                                                                 |
| 160.                                                        | 1609                                     | 1609                                     | Georg Schulze | Georg Schulze |
| 161.                                                        | 1610                                     | 1610                                     | Chryzostom Schubart                                                                                                   | Chryzostom Schubart                                                                                                   |
| 162.                                                        | 1611                                     | 1611                                     | Georg Schulze | Georg Schulze |
| 163.                                                        | 1612                                     | 1612                                     | Chrisostom Schubart                                                                                                   | Chrisostom Schubart                                                                                                   |
| 164.                                                        | 1613                                     | 1613                                     | Georg Schulze | Georg Schulze |
| 165.                                                        | 1614                                     | 1614                                     | Chrisostemus Schubart                                                                                                 | Chrisostemus Schubart                                                                                                 |
| 166.                                                        | 1615                                     | 1615                                     | Georg Schulze | Georg Schulze |
| 167.                                                        | 1616                                     | 1616                                     | Chrisostom Schubart                                                                                                   | Chrisostom Schubart                                                                                                   |
| 168.                                                        | 1617                                     | 1617                                     | Kaspar Reinchhardt | Kaspar Reinchhardt |
| 169.                                                        | 1618                                     | 1618                                     | Kacpar Gleisberg | Kacpar Gleisberg |
| 170.                                                        | 1619                                     | 1619                                     | Georg Schulze | Georg Schulze |
| 171.                                                        | 1620                                     | 1620                                     | Chryzostom Schubart                                                                                                   | Chryzostom Schubart                                                                                                   |
| 172.                                                        | 1621                                     | 1621                                     | Georg Schulze | Georg Schulze |
| 173.                                                        | 1622                                     | 1622                                     | dr Bernhard Lange | dr Bernhard Lange |
| 174.                                                        | 1623                                     | 1623                                     | Martin Schöps | Martin Schöps |
| 175.                                                        | 1624                                     | 1624                                     | Chryzostom Schubart                                                                                                   | Chryzostom Schubart                                                                                                   |
| 176.                                                        | 1625                                     | 1625                                     | Franz Möller | Franz Möller |
| 177.                                                        | 1626                                     | 1626                                     | Chryzostom Schubart                                                                                                   | Chryzostom Schubart                                                                                                   |
| 178.                                                        | 1627                                     | 1627                                     | Franz Möller | Franz Möller |
| 179.                                                        | 1628                                     | 1628                                     | Chryzostom Schubart                                                                                                   | Chryzostom Schubart                                                                                                   |
| 180.                                                        | 1629                                     | 1629                                     | Bartholomäus Hoppe Franz Müller brat Julius Elias Seiler George Seifert Melchior Hübner Daniel Seiler Melchior Scholz | Bartholomäus Hoppe Franz Müller brat Julius Elias Seiler George Seifert Melchior Hübner Daniel Seiler Melchior Scholz |
| 181.                                                        | 1630                                     | 1630                                     | Friedrich Folmhauss                                                                                                   | Friedrich Folmhauss                                                                                                   |
| 182.                                                        | 1631                                     | 1631                                     | Daniel Seiler | Daniel Seiler |
| 183.                                                        | 1632                                     | 1632                                     | Bartholomäeus Hoppe                                                                                                   | Bartholomäeus Hoppe                                                                                                   |
| 184.                                                        | 1633                                     | 1633                                     | Christoph Hoppe | Christoph Hoppe |
| 185.                                                        | 1634                                     | 1634                                     | Melchior Kreckler | Melchior Kreckler |
| 186.                                                        | 1635                                     | 1635                                     | Jeremias Schöps | Jeremias Schöps |
| 187.                                                        | 1636                                     | 1636                                     | Bartholomäus Hoppe | Bartholomäus Hoppe |
| 188.                                                        | 1637-1638                                | 1637-1638                                | Daniel Seiler | Daniel Seiler |
| 189.                                                        | 1639                                     | 1639                                     | Friedrich Folmhauss                                                                                                   | Friedrich Folmhauss                                                                                                   |
| 190.                                                        | 1640                                     | 1640                                     | Bartholomäus Hoppe | Bartholomäus Hoppe |
| 191.                                                        | 1641                                     | 1641                                     | Christoph Hoppe | Christoph Hoppe |
| 192.                                                        | 1642                                     | 1642                                     | Daniel Seiler Christoph Hoppe Daniel Seiler Melchior Klein                                                            | Daniel Seiler Christoph Hoppe Daniel Seiler Melchior Klein                                                            |
| 193.                                                        | 1643                                     | 1643                                     | Thobias Scholze | Thobias Scholze |
| 194.                                                        | 1644-1646                                | 1644-1646                                | Daniel Seiler | Daniel Seiler |
| 195.                                                        | 1647–1654                                | 1647–1654                                | Caspar Zeidler (Kasper Seidler)                                                                                       | Caspar Zeidler (Kasper Seidler)                                                                                       |
| 196.                                                        | 1655-1657                                | 1655-1657                                | Friedrich König | Friedrich König |
| 197.                                                        | 1658-1659                                | 1658-1659                                | Friedrich Fuchs | Friedrich Fuchs |
| 198.                                                        | 1660-1663                                | 1660-1663                                | Friedrich König | Friedrich König |
| 199.                                                        | 1664-1666                                | 1664-1666                                | Friedrich Fuchs | Friedrich Fuchs |
| 200.                                                        | 1667-1674                                | 1667-1674                                | Friedrich König | Friedrich König |
| 201.                                                        | 1674-1687                                | 1674-1687                                | Bernhard Joseph Augustin Hoffmann                                                                                     | Bernhard Joseph Augustin Hoffmann                                                                                     |
| 202.                                                        | 1688-1691                                | 1688-1691                                | Matthäus Wache | Matthäus Wache |
| 203.                                                        | 1692-1695                                | 1692-1695                                | Chrisostom Gulitz | Chrisostom Gulitz |
| 204.                                                        | 1696-1697                                | 1696-1697                                | Johann Heinrich Volkmann                                                                                              | Johann Heinrich Volkmann                                                                                              |
| 205.                                                        | 1698                                     | 1698                                     | Chrisostom Gulitz | Chrisostom Gulitz |
| 206.                                                        | 1699-1702                                | 1699-1702                                | Johann Heinrich Volkmann                                                                                              | Johann Heinrich Volkmann                                                                                              |
| 207.                                                        | 1703-1705                                | 1703-1705                                | Ferdinand Friedrich Herbst                                                                                            | Ferdinand Friedrich Herbst                                                                                            |
| 208.                                                        | 1706                                     | 1706                                     | Ignatius Kühn | Ignatius Kühn |
| 209.                                                        | 1707-1741                                | 1707-1741                                | Ferdinand Friedrich Herbst                                                                                            | Ferdinand Friedrich Herbst                                                                                            |
| 210.                                                        | 1742                                     | 1742                                     | Joachim Heinrich Löwe (Lewe)                                                                                          | Joachim Heinrich Löwe (Lewe)                                                                                          |
| 211.                                                        | 1743-1744                                | 1743-1744                                | Ferdinand Friedrich Herbst                                                                                            | Ferdinand Friedrich Herbst                                                                                            |
| 212.                                                        | 1745-1753                                | 1745-1753                                | Heinrich Richard von Hagen                                                                                            | Heinrich Richard von Hagen                                                                                            |
| 213.                                                        | 1754–1779                                | 1754–1779                                | Johann Georg Gädicke                                                                                                  | Johann Georg Gädicke                                                                                                  |
| 214.                                                        | 1779–1796                                | 1779–1796                                | Martin Wilhelm Bones                                                                                                  | Martin Wilhelm Bones                                                                                                  |
| 215.                                                        | 1796–1808                                | 1796–1808                                | Carl Gottlieb Fischer                                                                                                 | Carl Gottlieb Fischer                                                                                                 |
| Związek Niemiecki                                           |                                          |                                          | | |
| Lp.                                                         | Lata                                     | Lata                                     | Burmistrz | Burmistrz |
| 216.                                                        | 1808                                     | 1808                                     | Johann Gottlieb Rasper                                                                                                | Johann Gottlieb Rasper                                                                                                |
| 217.                                                        | 1829–1848                                | 1829–1848                                | Ehrmann | Ehrmann |
| Związek Północnoniemiecki                                   |                                          |                                          | | |
| Lp.                                                         | Lata                                     | Lata                                     | Burmistrz | Burmistrz |
| 218.                                                        | 1848–1861                                | 1848–1861                                | Fliegel | Fliegel |
| 219.                                                        | 1861–1874                                | 1861–1874                                | Otto Rüppel | Otto Rüppel |
| 220.                                                        | 1874                                     | 1874                                     | Marzahn | Marzahn |
| Republika Weimarska                                         |                                          |                                          | | |
| Lp.                                                         | Lata                                     | Lata                                     | Burmistrz | Burmistrz |
| 221.                                                        | 1900–1924                                | 1900–1924                                | Artur Klau | Artur Klau |
| 222.                                                        | 1924–1938                                | 1924–1938                                | dr Werner Lohmann | dr Werner Lohmann |
| Trzecia Rzesza                                              |                                          |                                          | | |
| Lp.                                                         | Lata                                     | Lata                                     | Burmistrz | Burmistrz |
| 223.                                                        | 1938                                     | 1938                                     | Schäfer | Schäfer |
| 224.                                                        | 19.02.1945                               | 19.02.1945                               | Adolf Möller | Adolf Möller |
| Polska Rzeczpospolita Ludowa                                |                                          |                                          | | |
| Lp.                                                         | Data rozpoczęcia/Lata piastowania urzędu | Data rozpoczęcia/Lata piastowania urzędu | Naczelnik | Naczelnik |
| 225.                                                        | 25.06.1945                               | 25.06.1945                               | Jan Frankowski | Jan Frankowski |
| 226.                                                        | 08.1945                                  | 08.1945                                  | Stanisław Dudzik | Stanisław Dudzik |
| 227.                                                        | 21.12.1946                               | 21.12.1946                               | Mikołaj Chruszczyński                                                                                                 | Mikołaj Chruszczyński                                                                                                 |
| 228.                                                        | 12.1947                                  | 12.1947                                  | Aleksander Zaremba | Aleksander Zaremba |
| 229.                                                        | 25.10.1948                               | 25.10.1948                               | Józef Myśliński | Józef Myśliński |
| 230.                                                        | 1.08.1949                                | 1.08.1949                                | Zofia Piotrowska | Zofia Piotrowska |
| 231.                                                        | 03.03.1950                               | 03.03.1950                               | Piotr Pysz | Piotr Pysz |
| 232.                                                        | 03.03.1951                               | 03.03.1951                               | Feliks Rosiak | Feliks Rosiak |
| 233.                                                        | 09.1954                                  | 09.1954                                  | Jarosław Jaworski | Jarosław Jaworski |
| 234.                                                        | 12.11.1955                               | 12.11.1955                               | Antoni Rzeczycki | Antoni Rzeczycki |
| 235.                                                        | 14.01.1957                               | 14.01.1957                               | Antoni Rejowski | Antoni Rejowski |
| 236.                                                        | 29.09.1957                               | 29.09.1957                               | Jarosław Jaworski | Jarosław Jaworski |
| 237.                                                        | 04.11.1958                               | 04.11.1958                               | Piotr Pysz | Piotr Pysz |
| 238.                                                        | 01.02.1960                               | 01.02.1960                               | Julian Szafrański | Julian Szafrański |
| 239.                                                        | 27.04.1961                               | 27.04.1961                               | Wacław Rzeczycki | Wacław Rzeczycki |
| 240.                                                        | 04.10.1966                               | 04.10.1966                               | Władysław Baworowski                                                                                                  | Władysław Baworowski                                                                                                  |
| 241.                                                        | 14.08.1970–20.12.1973                    | 14.08.1970–20.12.1973                    | Michał Pawłowicz | Michał Pawłowicz |
| 242.                                                        | 01.01.1973                               | 01.01.1973                               | Bronisław Paprotny | Bronisław Paprotny |
| 243.                                                        | 20.12.1973                               | 20.12.1973                               | Michał Pawłowicz | Michał Pawłowicz |
| 244.                                                        | 01.06.1975                               | 01.06.1975                               | Bogusław Nowakowski                                                                                                   | Bogusław Nowakowski                                                                                                   |
| 245.                                                        | 01.06.1977                               | 01.06.1977                               | Ryszard Ćwioro | Ryszard Ćwioro |
| 246.                                                        | 01.04.1981                               | 01.04.1981                               | Sylwester Michalak | Sylwester Michalak |
| 247.                                                        | 1985–25.04.1990                          | 1985–25.04.1990                          | Zdzisław Rzewuski | Zdzisław Rzewuski |
| Rzeczpospolita Polska                                       |                                          |                                          | | |
| Lp.                                                         | Lata                                     | Kadencji                                 | Burmistrz | Przynależność partyjna lub partia popierająca                                                                         |
| 248.                                                        | 19.06.1990–23.04.1991                    | -                                        | Bożena Buszewicz | |
| 249.                                                        | 23.04.1991–14.05.1991                    | -                                        | p.o. Wojciech Pruss (radny)                                                                                           | |
| 250.                                                        | 14.05.1991–2002                          | 3                                        | Hilary Modelski | Przymierze Samorządowe                                                                                                |
| 251.                                                        | 10.11.2002–2014                          | 3                                        | Ludwik Kaziów | Wspólnota Samorządowa Lwówek Śląski                                                                                   |
| 252.                                                        | od 8.12.2014-2024                        | 2                                        | Mariola Szczęsna | Polskie Stronnictwo Ludowe                                                                                            |
| 253.                                                        | od 06.05.2024                            | 1                                        | Dawid Kobiałka | Po Stronie Mieszkańców                                                                                                |

### Podział administracyjny
Lwówek Śląski oficjalnie dzieli się administracyjnie na 2 dzielnice, stanowiące jednostki pomocnicze miasta (Lwówek Śląski i Płakowice). Niegdyś miasto nie składało się z żadnych dzielnic.
Oficjalne dzielnice miasta:
| Dzielnice Lwówka Śląskiego | Dzielnice Lwówka Śląskiego | Dzielnice Lwówka Śląskiego |
| Lp.                        | Nazwa dzielnicy            | TERYT:SIMC                 |
| -------------------------- | -------------------------- | -------------------------- |
| 1.                         | Lwówek Śląski (właściwy)   | 0936227                    |
| 2.                         | Płakowice                  | 0190880                    |

W miejscowym planie zagospodarowania przestrzennego Lwówka Śląskiego wyróżniamy podział miasta na 4 obręby. Jest to przymiarka władz miejskich do podzielenia miasta na dzielnice wraz z rozwojem Lwówka Śląskiego w przyszłości. Niektóre z obrębów już dziś pełnią funkcję dzielnicy/osiedla. Obręby w Lwówku Śląskim:
| Obręby miasta Lwówek Śląski | Obręby miasta Lwówek Śląski | Obręby miasta Lwówek Śląski | Obręby miasta Lwówek Śląski       | Obręby miasta Lwówek Śląski                                                                                   |
| Lp.                         | Obręb                       | Część miasta                | Nazwa                             | Plany zagospodarowania                                                                                        |
| --------------------------- | --------------------------- | --------------------------- | --------------------------------- | --- |
| 1.                          | Obręb I                     | północno-zachodnia          |                                   | Zał. graf. nr 4. MPZP dla obrębu nr 1 m. Lwówek Śląski Zał. graf. nr 3. MPZP dla obrębu nr 1 m. Lwówek Śląski |
| 2.                          | Obręb I                     | centralna                   | Stare Miasto                      | Zał. graf. nr 2. MPZP dla obrębu nr 1 m. Lwówek Śląski                                                        |
| 3.                          | Obręb II                    | południowo-zachodnia        | Osiedle Chopina (Osiedle Szopena) | Zał. graf. nr 1. MPZP dla obrębu nr 2 m. Lwówek Śląski                                                        |
| 4.                          | Obręb III                   | południowo-wschodnia        | Bucholec                          | Zał. graf. nr 1. MPZP dla obrębu nr 3 m. Lwówek Śląski                                                        |
| 5.                          | Obręb IV                    | północno-wschodnia          | Płakowice                         | Zał. graf. nr 1. MPZP dla obrębu nr 4 m. Lwówek Śląski                                                        |

Obręby posiadające nieoficjalne nazwy to:
- centralna część obrębu I – Stare Miasto,
- obręb skrzyżowania dróg wojewódzkich nr 297 i 364 – Centrum
- i obręb III – Bucholec.

Nie są to nazwy urzędowe, a jedynie używane przez mieszkańców w mowie potocznej.

## Zabytki, architektura i urbanistyka
W Lwówku Śląskim mimo zniszczeń wojennych i powojennych dewastacji (75% budynków) zachowała się część budowli w stanie pierwotnym, bądź odrestaurowano je po wojnie.
Do wyróżniających się należą:
- Gotycko-renesansowy ratusz w Lwówku Śląskim,
- XIII-wieczny, późnogotycki Kościół Wniebowzięcia Najświętszej Marii Panny (przy nim kaplica św. Krzyża z 1496 roku),
- Dawna Komandoria Joannitów w Lwówku Śląskim – będący dawną siedzibą zakonu Joannitów, budynek Caritasu
- Klasztor i Kościół św. Franciszka z Asyżu,
- Neogotycka Kaplica Cmentarna i Cmentarz Komunalny,
- Zespół Szkół Ogólnokształcących i Zawodowych z początku XX wieku,
- Baszta Bramy Lubańskiej i Baszta Bramy Bolesławieckiej[138],
- Zespół budynków Dworca Kolejowego z 1885 r.,
- Gmach Urzędu Miasta i Gminy,
- Średniowieczne Mury Obronne,
- Urząd Pocztowy przy ul. Daszyńskiego,
- Wieże ciśnień przy ul. Towarowej,
- Osiedle domków jednorodzinnych przy ulicy Jana Pawła II.

Oprócz tego w mieście zachowało się wiele zabytkowych kamienic reprezentujących style historyczne pochodzących z XIX i początków XX wieku, które władze samorządowe starają się w ramach specjalnych programów rewitalizacyjnych sukcesywnie poddawać renowacjom.
Jako jedno z nielicznych miast w Europie Lwówek Śląski ma niemalże w pełni zachowane dwa pierścienie średniowiecznych murów obronnych, przez co często nazywany jest polskim Carcassonne.
Lwówecki ratusz z XIII wieku jest jednym z najstarszych ratuszy w Polsce. Wielokrotnie przebudowywany, jest to obecnie zabytek 1. klasy.

## Atrakcje turystyczne Lwówka Śląskiego

### Kościół Wniebowzięcia Najświętszej Maryi Panny w Lwówku Śląskim

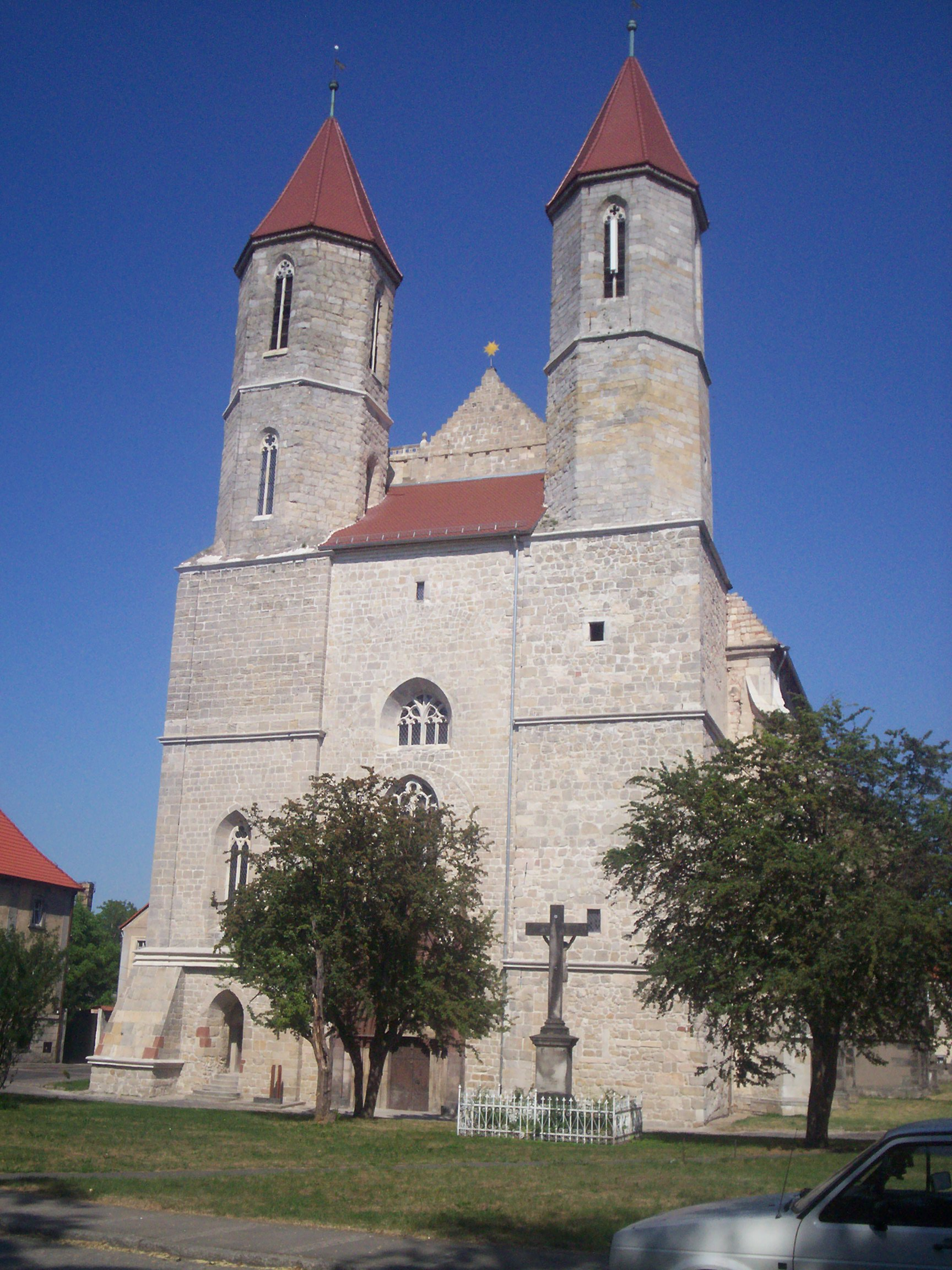
Kościół Wniebowzięcia Najświętszej Maryi Panny

Kościół zbudowany ok. 1300 roku przez joannitów, w miejscu stojącego tu już w XII wieku kościoła drewnianego. Murowany z kamienia ciosowego, z masywną fasadą zwieńczoną dwoma wieżami rozdzielonymi portalem z czerwonego piaskowca z ok. 1300 roku. We wnętrzu kościoła wiele cennych elementów wyposażenia min.; w przedsionku lewego wejścia do kościoła, najstarszy na Śląsku drewniany krzyż z 1410 roku, obraz „Koronacja Matki Boskiej” z 1771 roku; kamienna renesansowa chrzcielnica z 1560 roku; 40-głosowe organy z XVIII wieku; drewniana ambona; trzy kamienne ołtarze; ołtarz Matki Boskiej Ostrobramskiejoraz konfesjonały.

### Kościół Ewangelicki

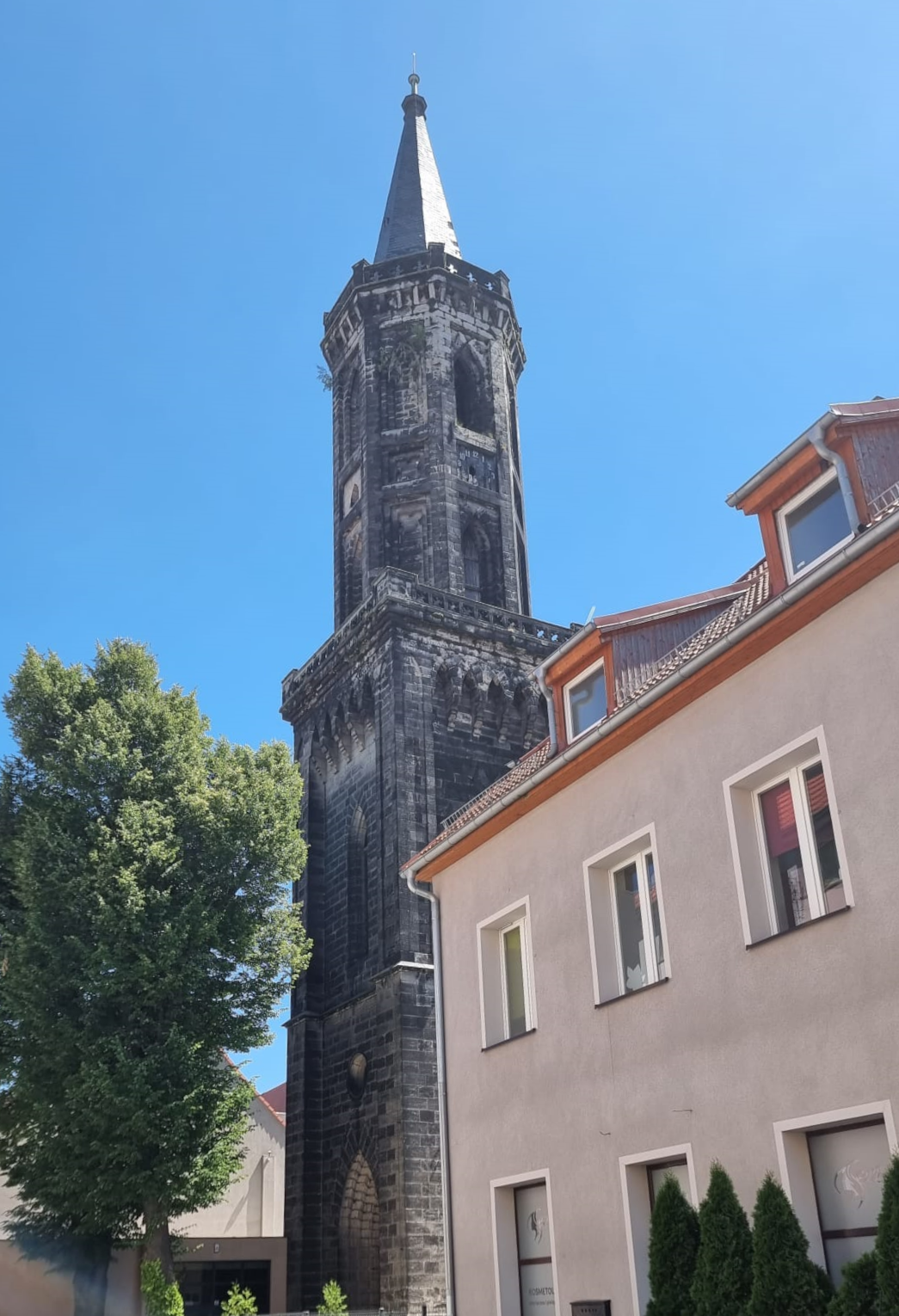
Tzw. „Czarna Wieża” po wyburzonym kościele ewangelickim

Kościół Ewangelicki z poł. XVIII w., XIX w., obecnie istnieje tylko wieża. Wieża z 1846 r. jest jedyną pozostałością po nieistniejącym już kościele.

### Kaplica Świętego Krzyża

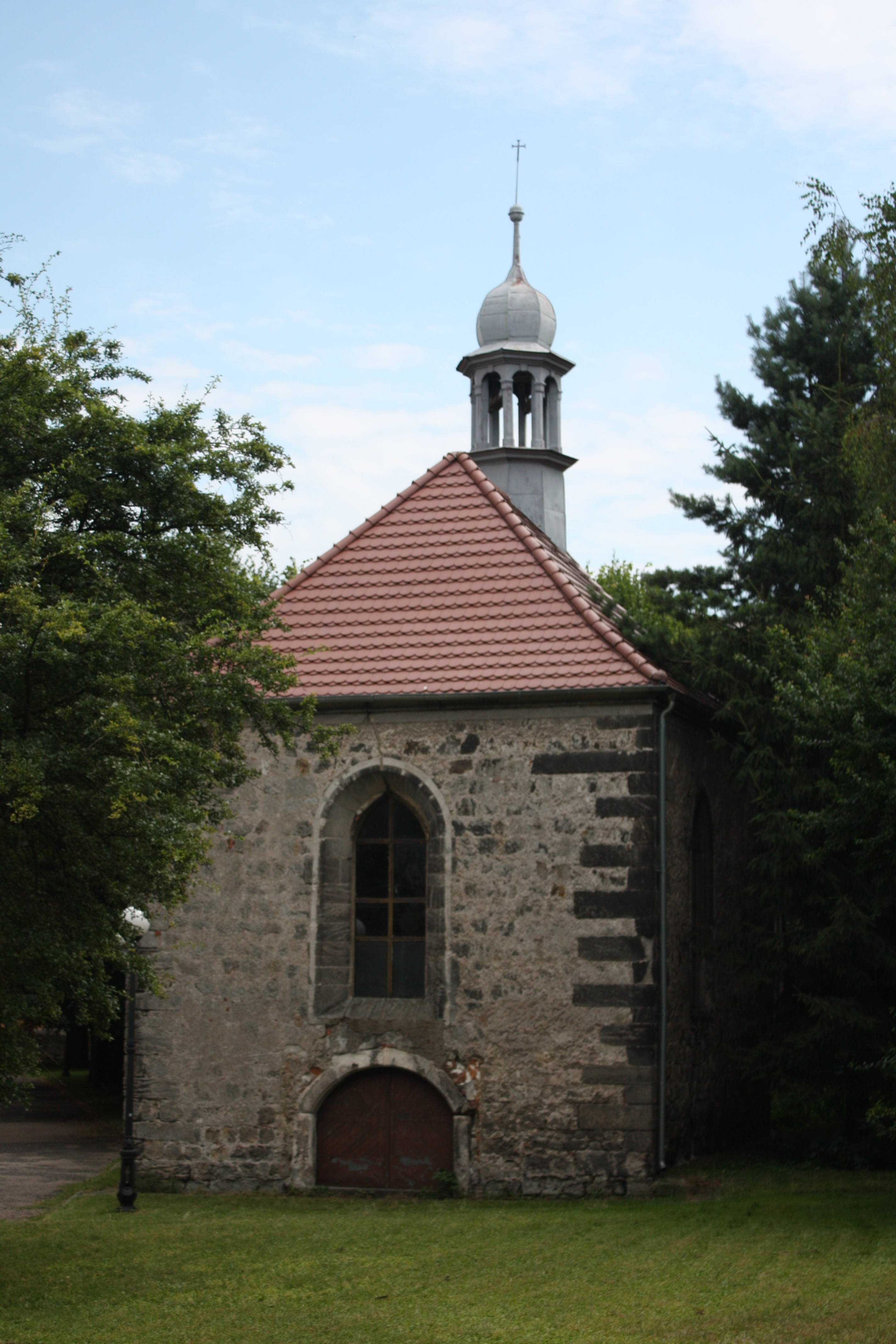
Kaplica Świętego Krzyża

Późnogotycka kaplica Świętego Krzyża zbudowana w 1496 roku na czas przebudowy kościoła parafialnego pw. Wniebowzięcia Najświętszej Marii Panny. Postawiono ją na miejscu ówczesnej kaplicy cmentarnej pw. św. Szczepana i Wawrzyńca. Do czasu wybudowania kościoła w kaplicy odbywały się msze. W 1682 roku została odbudowana po wcześniejszym zniszczeniu i zwrócona fundatorowi, którego w niej później pochowano. Po spaleniu podczas wielkiego pożaru miasta w 1752 roku kaplica została ponownie odbudowana w 1755 roku. Trzyosiowe wnętrze budowli pokrywa sklepienie sieciowe z 1496 roku (data na zworniku), wsparte na wspornikach wyciętych w części na kształt ludzkich głów. Całość jest nakryta czterospadowym dachem zwieńczonym barokową sygnaturką z małym dzwonem. Z czasu budowy kaplicy pochodzi też znajdujący się na północnej ścianie niewielki gotycki portal ostrołukowy. Okna kaplicy rozszerzają się na zewnątrz. Część z nich ma zachowane maswerki. Na wyposażenie wewnętrzne składają się klasycystyczny, drewniany ołtarz z trzeciego kwartału XVIII wieku z obrazem Ukrzyżowania, dwa rokokowe epitafia z XVIII wieku i płyta nagrobna z ok. 1500 roku.

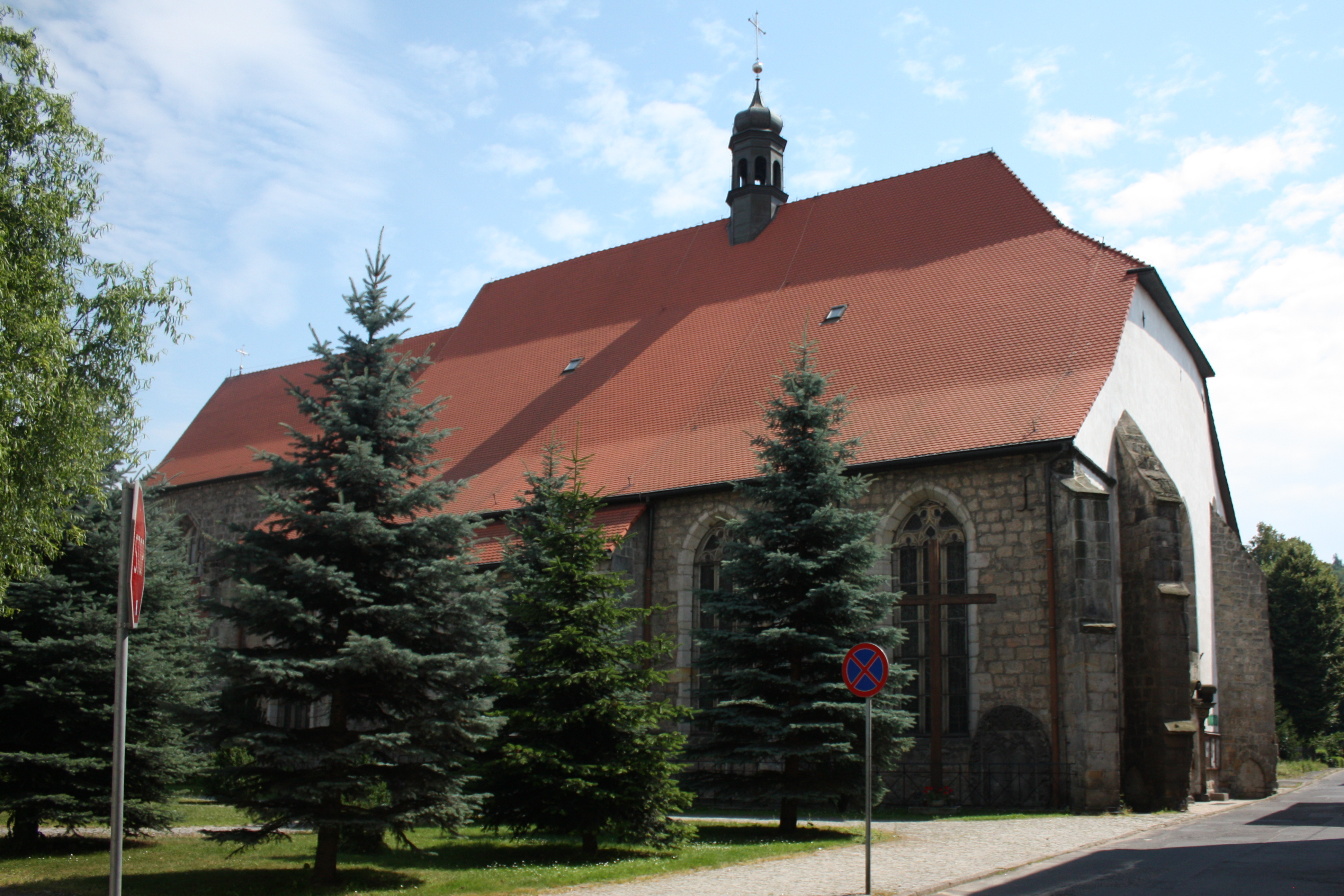
Kościół św. Franciszka z Asyżu

### Kościół św. Franciszka z Asyżu
Kościół budowany w latach 1264–1320, pierwotnie jednonawowy. W XV wieku dobudowano nawę południową, a następnie północną. W 1810 roku po kasacie zakonu, zespół klasztorny przeszedł we władanie państwa pruskiego. Od XIX wieku często zmieniali się włodarze zespołu klasztornego. W latach 1873–1875 budynek klasztorny przebudowano i nadano mu obecny wygląd. W latach 1905–1945 w murach kościelnych mieściło się Muzeum Historyczne Powiatu Lwóweckiego. Po wojnie w budynku siedzibę miała straż pożarna, a potem urządzono magazyn materiałów budowlanych i składnicę maszyn rolniczych.

### Zespół klasztorny franciszkanów w Lwówku Śląskim
Zespół Klasztorny z XIII-XIV w.

### Dawna Komandoria Joannitów

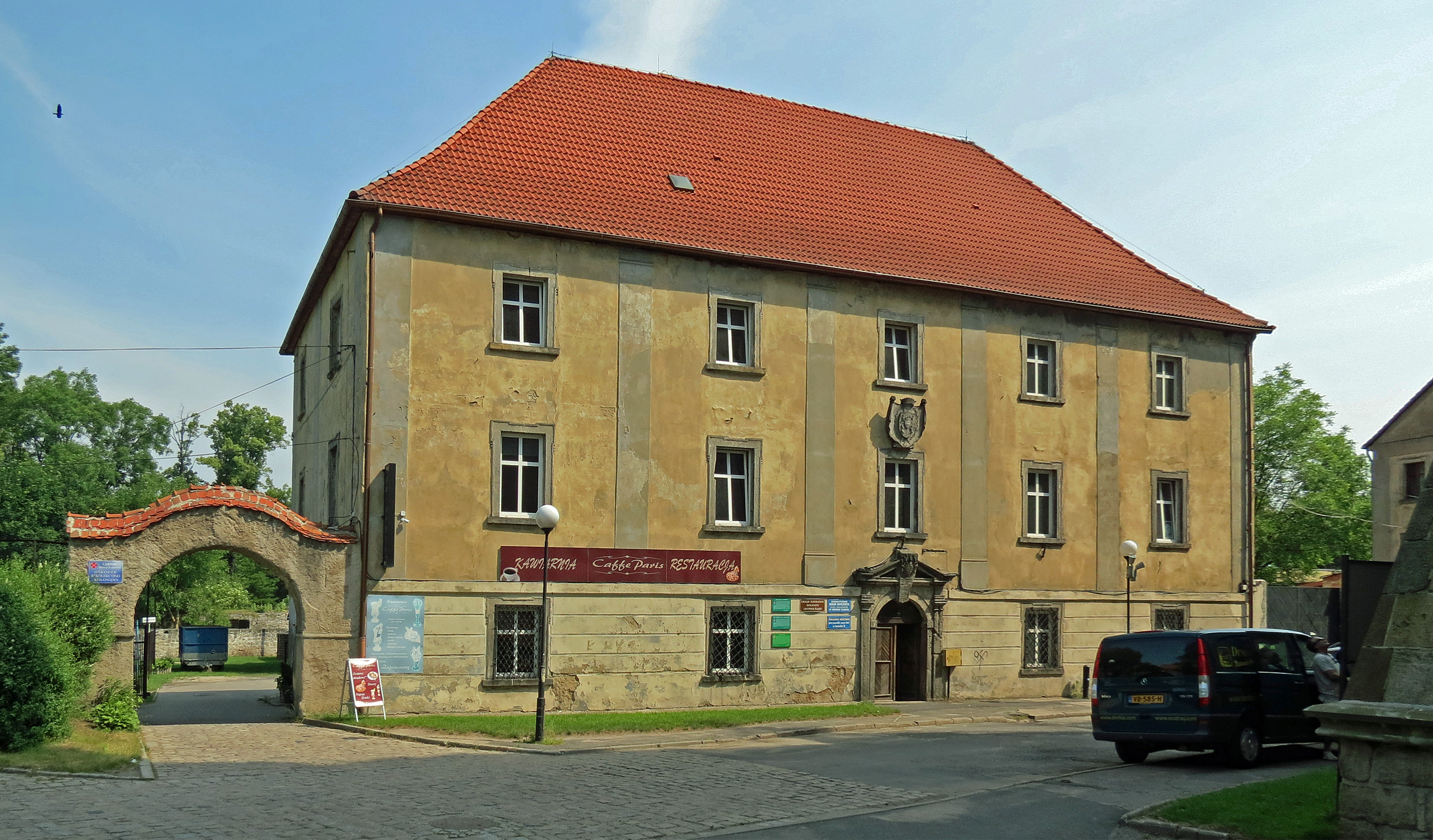
Dawna Komandoria Joannitów w Lwówku Śląskim

Barokowa komandoria joannitów zbudowana została w 1728 r. przez miejscowego komtura zakonu hr. Jana Józefa von Götzen na miejscu poprzedniej renesansowej komandorii. Świadczy o tym piękny barokowy portal z kartuszem herbowym z 1728 r. Budynek komandorii został przebudowany w 1752 r. oraz w 1782 r., kiedy otrzymał obecny wygląd. Potwierdza to znajdujący się nad oknem I piętra kartusz herbowy hrabiego Józefa Wenegerskiego, składający się z herbu, krzyża i orderu joannitów. Od momentu powstania, aż do kasaty tego zakonu rycerskiego w r. 1810, budowla znajdowała się w posiadaniu joannitów. Po sprzedaży majątku joannitów przez komisarza pruskiego, właścicielem byłej komandorii stał się żydowski kupiec – Dawid Meier Löwenberg. W budynku przebywały znakomite osobistości, m.in. 23 maja 1813 r. kwaterował car Rosji Aleksander I. Przebywali w nim również generałowie i oficerowie sztabowi wojsk napoleońskich. Od 1860 r. w obiekcie mieścił się szpital w którym pracowały siostry Boromeuszki z Trzebnicy. Następnie od początku XX wieku do 1945 r. mieściło się w nim przedszkole katolickie. Po wojnie budynek wykorzystywała parafia, m.in. odbywały się w nim lekcje religii. Obecnie w dawnej komandorii znajduje się Ośrodek Kolonijno-Szkoleniowy „Caritas”.

### Cmentarz komunalny

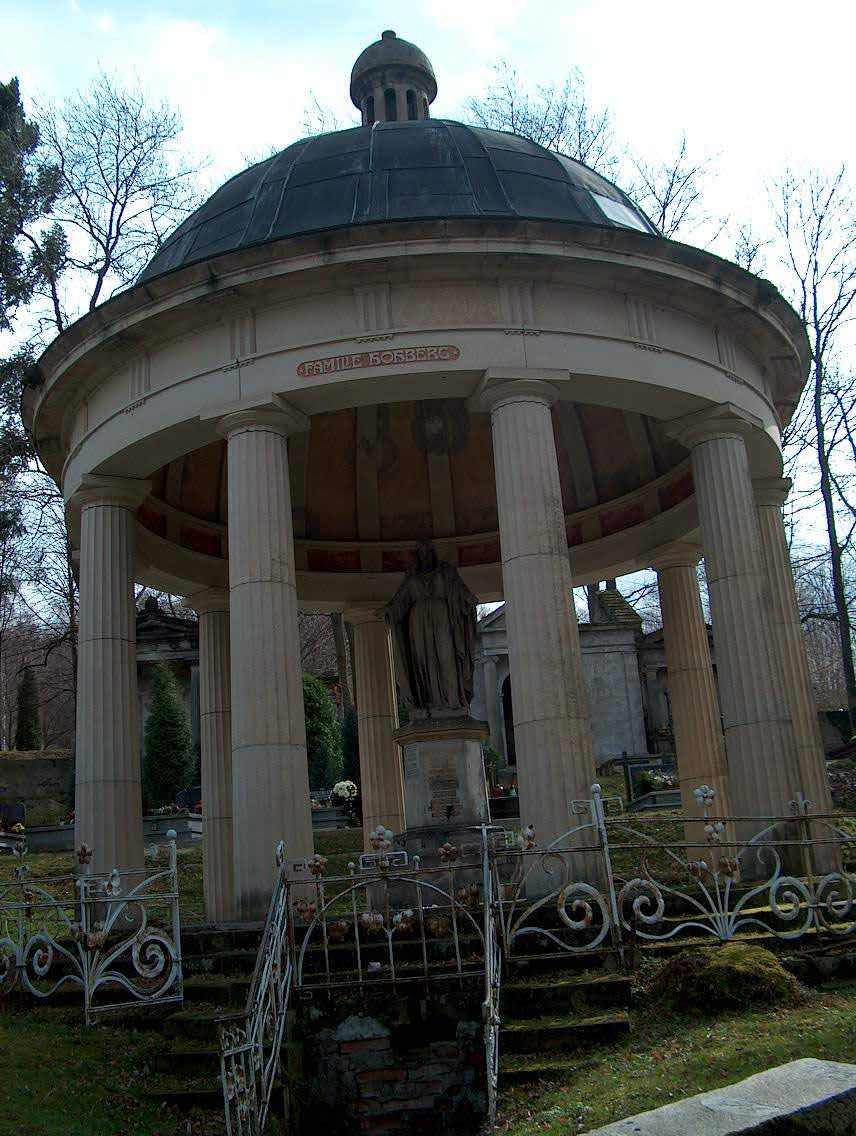
Mauzoleum Hohbergów na lwóweckim cmentarzu komunalnym

Cmentarz komunalny znajduje się przy ul. Wojska Polskiego, po południowej stronie miasta, poniżej Szpitalnej Góry (256 m n.p.m.). Założono go w XV wieku, kiedy zabrakło miejsc do pochówku na cmentarzach przykościelnych. W I połowie XVI w. wzniesiono na nim kościół cmentarny św. Mikołaja, który wielokrotnie niszczony podczas wojen i odbudowywany, ostatecznie został zniszczony przez żołnierzy szwedzkich w czasie wojny trzydziestoletniej. Dopiero w XIX w. pobudowano neogotycką kaplicę cmentarną, do dzisiaj użytkowaną. Główne wejście na cmentarz prowadzi od ul. Wojska Polskiego przez kamienny mostek nad rzeką Płóczką, lewym dopływem Bobru. Na bramie cmentarza i ścianach kaplicy cmentarnej znajdują się epitafia z XVII i XVIII w.; część z nich przeniesiono z kościoła franciszkańskiego. Dużo starych grobowców zachowało się na starym południowym i zachodnim murze cmentarza. Są tu epitafia z XVII i XVIII w., ale także groby poległych w czasie I wojny światowej oraz zmarłych w latach 30. XX w. Najbardziej okazałym grobowcem jest mogiła rodu Hohberg, która znajduje się w centralnej części cmentarza. Wykonana jest w formie okrągłej otwartej kaplicy wspartej na doryckich kolumnach z napisem przed wejściem „Familie Hohberg”. Pochowani są w niej byli właściciele lwóweckiego browaru, m.in. Julius Hohberg (1839-1907), który nabył browar miejski w 1861 r., a w latach 1882–1892 zbudował nowy duży zakład, Edward Hohberg (1872-1935), Paweł Hohberg (1873-1940). Po wielu mogiłach zaginął ślad. Nie zachowały się groby wybitnych postaci pochodzących z Lwówka, np. Moritza Hanemanna (1808-1875) – pierwszego muzyka kapeli królewskiej oraz Hansa Pfuhla (1846-1914) – wybitnego artysty rzeźbiarza, autora wielu monumentalnych kompozycji rzeźbiarskich, m.in. w Berlinie, Atenach, Poznaniu. W niewielkiej odległości od kaplicy cmentarnej znajduje się pomnik osadników wojskowych z dwoma mieczami i napisem „W hołdzie osadnikom wojskowym, kombatantom II wojny światowej w roku 40-lecia PRL 19 maja 1984 – Społeczeństwo miasta i gminy Lwówka Śl.”.

### Planty Miejskie

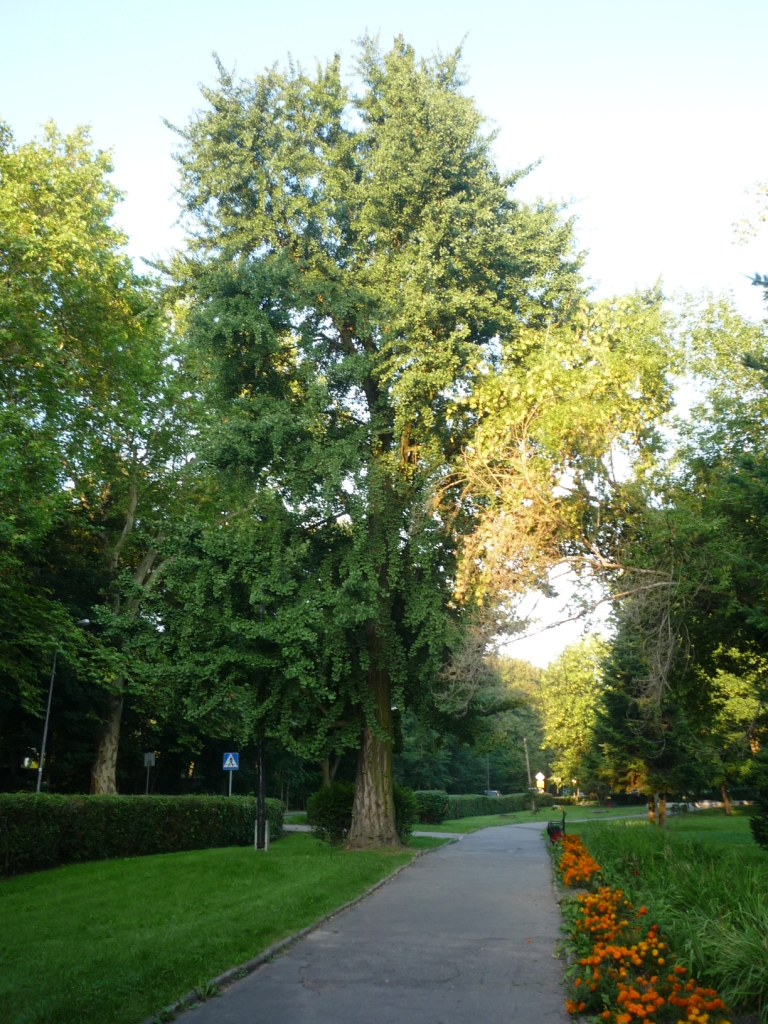
Planty Miejskie w Lwówku Śląskim

Lwówek Śląski to jedno z najstarszych miast Dolnego Śląska. W średniowieczu należał do najlepiej rozwijających się ośrodków miejskich. Jego założenie urbanistyczne w drugiej połowie XIII wieku otoczyły kamienne obwarowania. W XV stuleciu poprzedził je drugi ciąg murów. Pomiędzy nimi znajdowała się fosa. Obwarowania straciły na znaczeniu w XVIII wieku. W następnym stuleciu rozpoczęto sukcesywną ich rozbiórkę. W drugiej połowie XIX wieku zasypano fosę. Władze miejskie podjęły wówczas decyzję o przekazaniu tego terenu pod ciąg spacerowy. W 1870 r. wzdłuż wewnętrznego muru obronnego oddano do użytku miejskie planty. Teren zasypanej w większości fosy obsadzono drzewami i krzewami, wytyczono ścieżki i ustawiono ławki. Mieszkańcy zyskali doskonałe miejsce do spacerów i wypoczynku. Zieleń doskonale uzupełniła pozostawione elementy obwarowań, które w pierwszej połowie XX wieku odnowiono i poddano częściowej rekonstrukcji. Planty i dziś stanowią ozdobę Lwówka Śląskiego. 22 czerwca 1995 r. podjęto decyzję o objęciu plant ochroną konserwatorską.

### Mury obronne

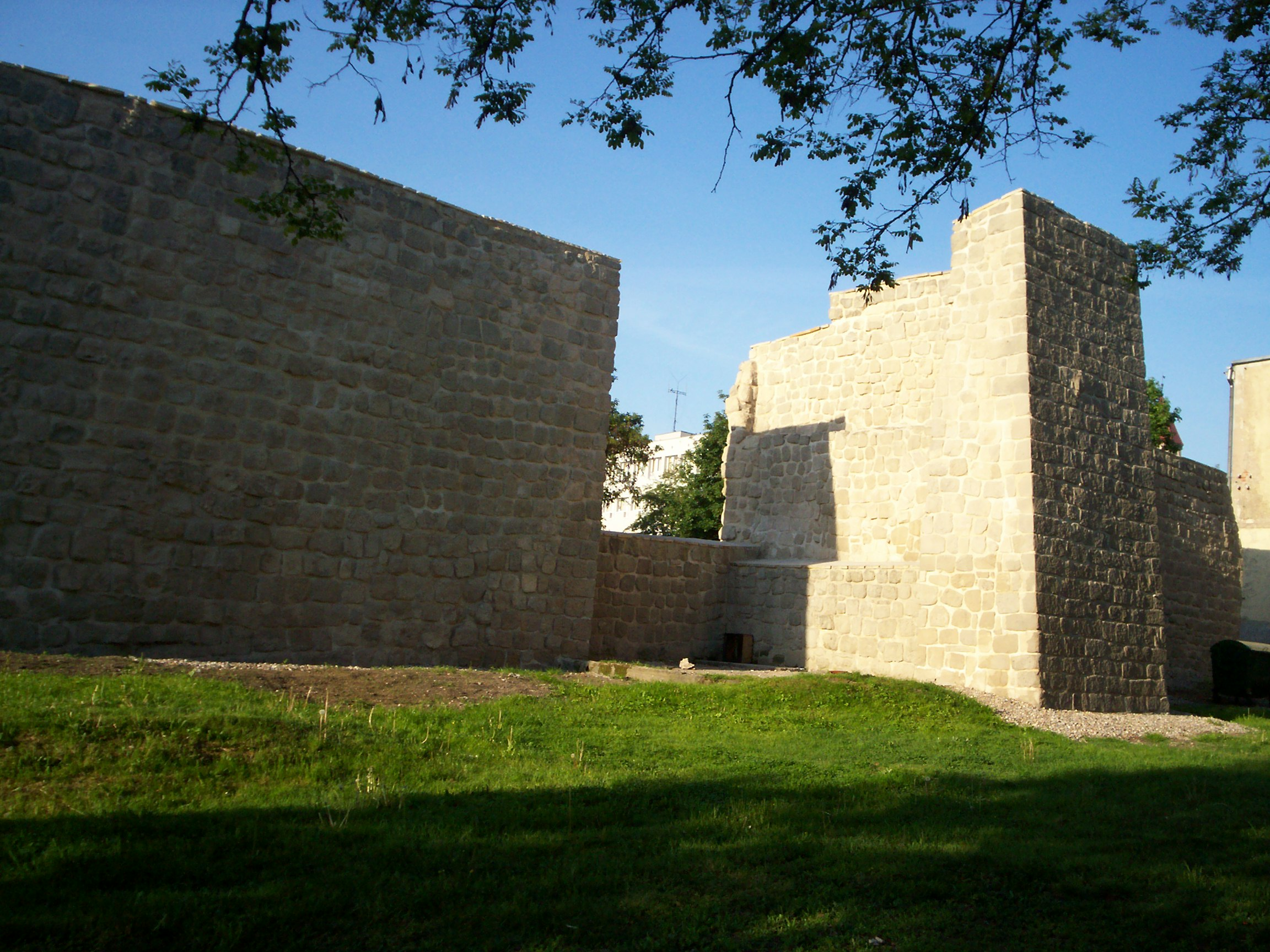
Fragment lwóweckich murów obronnych

Lwóweckie mury obronne składają się z dwóch pierścieni otaczających miasto i zachowały się niemal w całości. Należą one do najciekawszych na Dolnym Śląsku. Najciekawsze zachowane odcinki murów przy wieżach bramnych – Bolesławieckiej i Lubańskiej.

### Baszta Bramy Lubańskiej

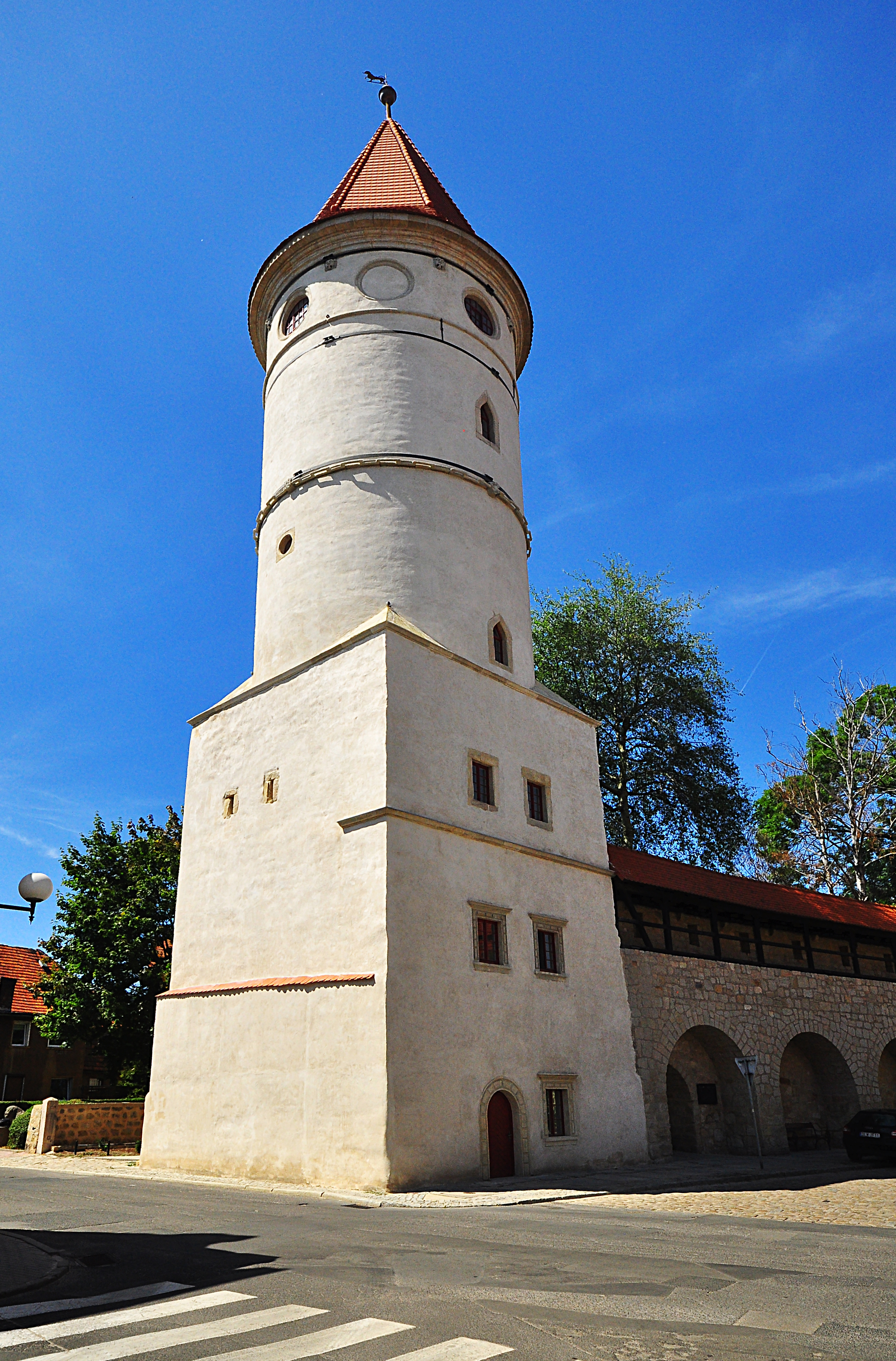
Baszta Bramy Lubańskiej

Zbudowana w XIII wieku jako jedna z trzech wież broniących bram miejskich. Wielokrotnie przebudowywana. XVI-wieczne błędy konstrukcyjne sprawiły, że w 1616 r. runęła. Remont wieży przerwała wojna trzydziestoletnia, więc dopiero w 1661 r. osadzono na niej barokowy hełm. W 1752 r. wieżę strawił pożar, podobnie jak większą część miasta. Po 32 latach odbudowy uzyskała swój stan podobny do dzisiejszego. W 1809 r. w wieżę uderzył piorun, oszczędzając budowlę, zniszczył jedynie barokowy hełm, który szybko odrestaurowano. Około 1935 r. dokonano kompleksowej, lecz niezbyt wiernej rekonstrukcji wieży i przybramnego odcinka murów, odtwarzając średniowieczny pomost i kryty ganek straży. Podczas II wojny światowej przechowywano w wieży zbiory biblioteki wrocławskiej. Po wojnie zabytkiem opiekowali się harcerze, a po remoncie z lat 1966–1977 utworzono tu Izbę Pamięci. Obecnie wieża znajduje się pod opieką lwóweckiego Oddziału PTTK.

### Baszta Bramy Bolesławieckiej

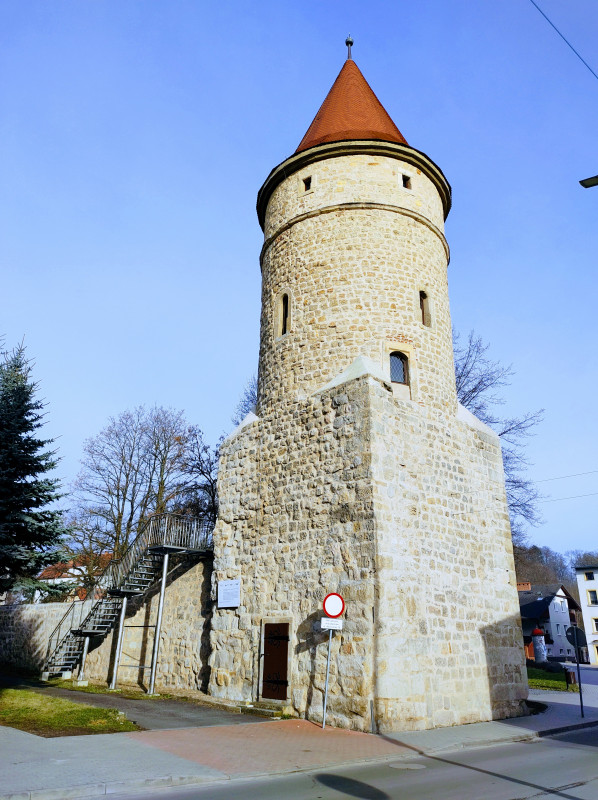
Baszta Bramy Bolesławieckiej

Wieża Bramy Bolesławieckiej, mniejsza od Lubańskiej, powstała w XIII wieku, przebudowana w wieku XVI. Swoją górną część straciła podczas wojny 1641 r. Po odbudowaniu urządzono tu więzienie z izbą tortur i lochem głodowym. Strawiona przez pożar w 1752 roku, straciła barokowy hełm i odtąd popadała w ruinę. W 1905 wykuto w przyziemiu wieży dolne wejście, natomiast loch głodowy wykorzystywano do przechowywania lodu. Prace mające na celu odbudowę wieży prowadzono w latach 1959–1960, wówczas wieża została przykryta płaskim dachem. Ponowna konserwacja dokonana przez Powiatowy Ośrodek Sportu, Turystyki i Wypoczynku miała miejsce w latach 1971–1972, prowadzono prace adaptacyjne do celów użytkowych i turystycznych. Nowy (obecny) hełm przykrył wieżę w 1986 roku.

### Ratusz w Lwówku Śląskim

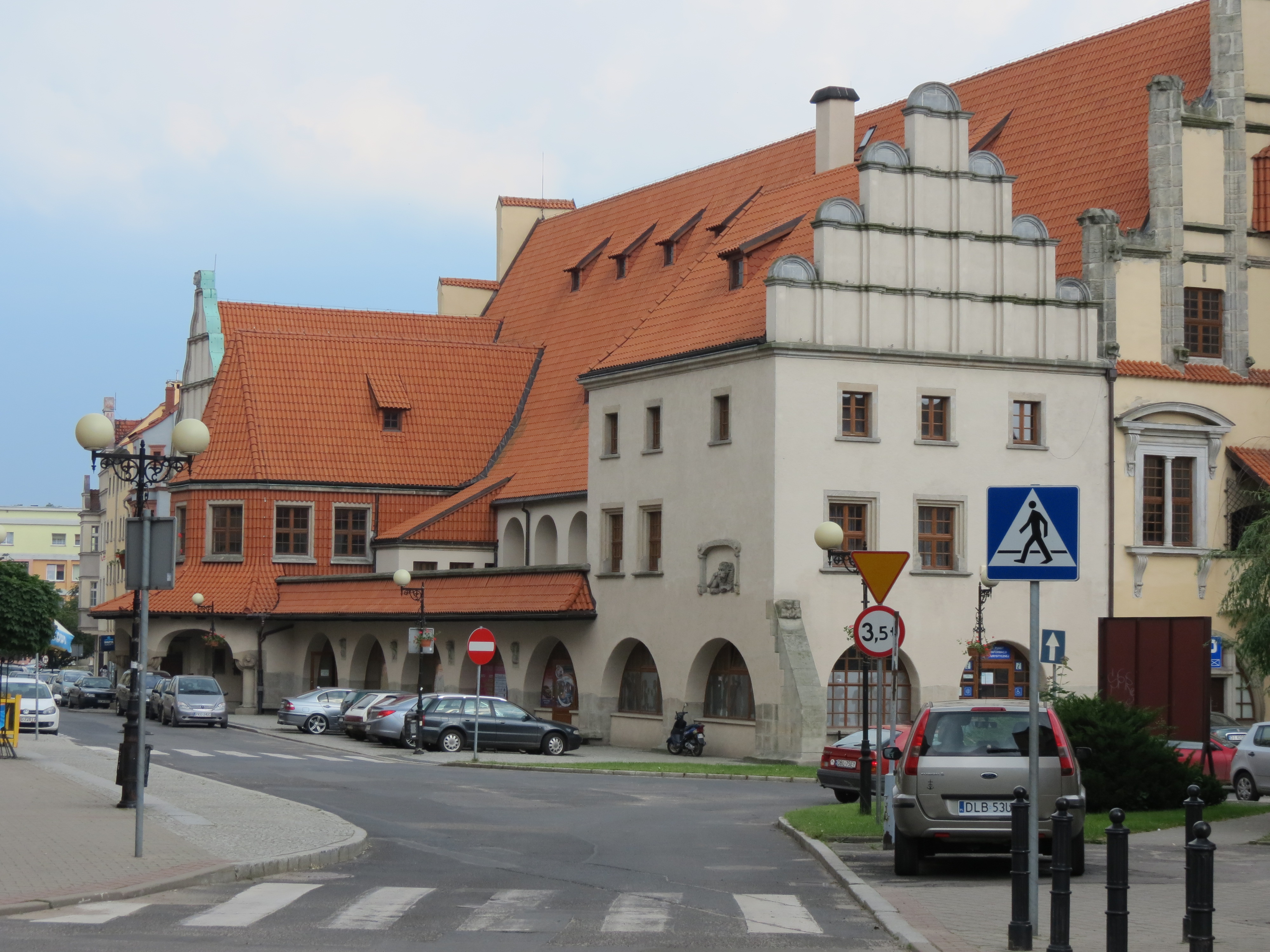
Lwówecki ratusz z XIII wieku, jeden z najstarszych w Polsce – widok od północnego zachodu

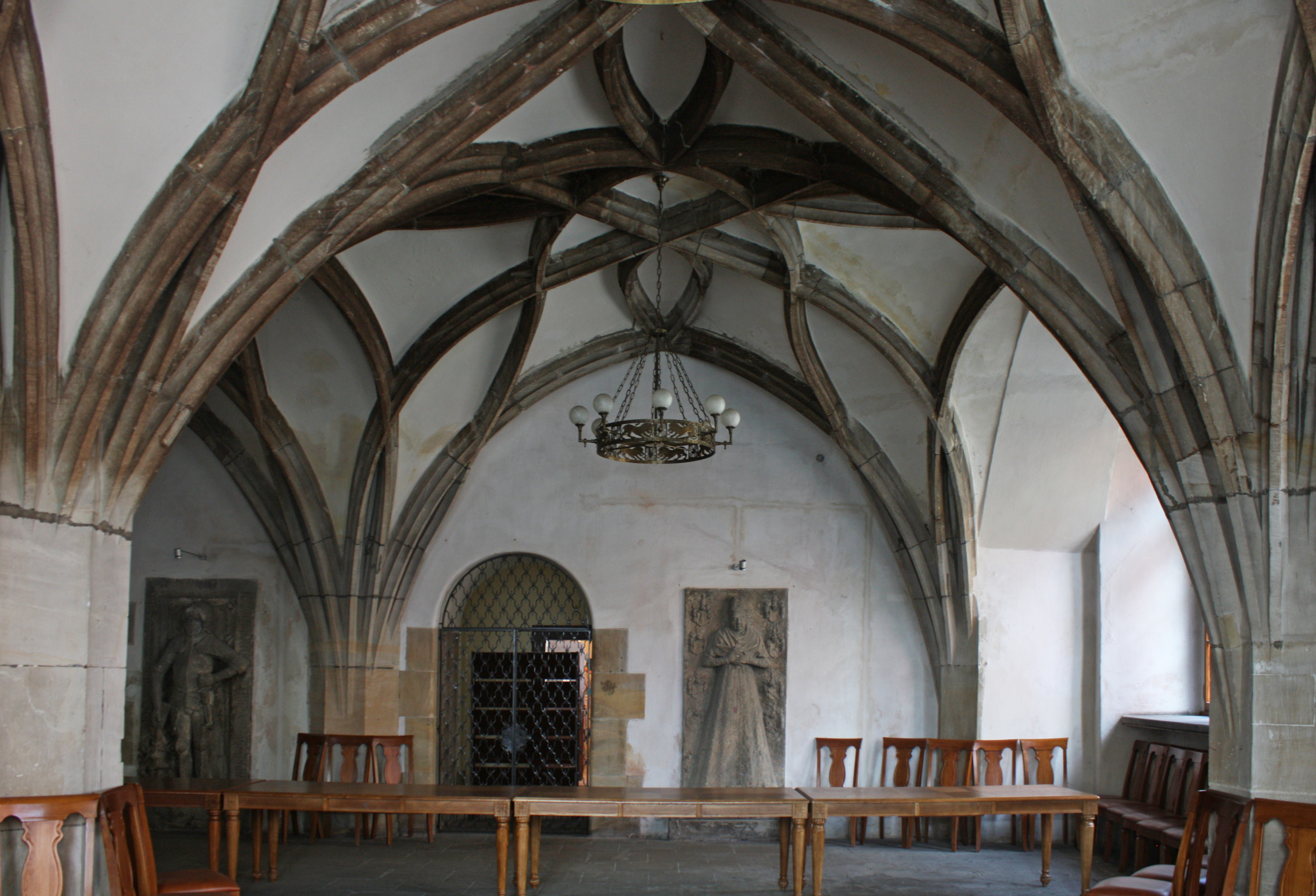
Sień w ratuszu

Ratusz pierwotny wzniesiono w połowie XIII w., co potwierdzają wzmianki z wieku następnego.
Najstarsze partie budowli obecnej pochodzą z ok. 1480 r. obok wieży dostawionej do nich w latach 1500–1504. Obecną formę otrzymał ratusz po przebudowie w latach 1522–1524, projektowanej niewątpliwie przez Wendela Roskopfa przy współpracy monognamisty T.L., a obejmującej dekoracyjne sklepienia parteru, oraz po dalszych pracach przy elewacjach rozpoczętych ok. 1546 r. Ostatnia przebudowa z lat 1902–1905 powiększyła obiekt o handlowe podcienia w parterze i nową klatkę schodową od północy. Częściowo spalony w 1945 r., został odbudowany w latach 1955–1958. Obecnie jest to budynek murowany na rzucie prostokąta, dwukondygnacjowy, dwutraktowy, z wieżą od zachodu. Fasady wschodnia i zachodnia ujęte są w pary szczytów o geometrycznych podziałach wewnętrznych. Fasadę południową akcentuje portal i szereg zdwojonych okien prostokątnych o ozdobnych obramieniach z kanclowanych pilastrów o roślinnej i maszkaronowej dekoracji. We wnętrzach szereg sal nakrytych skomplikowanymi w rysunku żeber sklepieniami sieciowymi oraz obszerna sień z centralnym filarem. Zgromadzono tu w pocz. XX w. szereg płyt nagrobnych z dawnego klasztoru franciszkańskiego z najciekawszą z nich – płytą księcia Henryka jaworskiego i jego żony Agnieszki, pochodzącą z ok. 1350 r. Pierwszym budynkiem pełniącym funkcję ratusza miejskiego był piętrowy Dom Kupców, wzniesiony na placu targowym w połowie XIII wieku, za czasów panowania Bolesława Rogatki. Ostatni wielki remont z przebudową dokonano w latach 1902–1905, pod okiem Hansa Poelziga. Wtedy też stworzono reprezentacyjną siedzibę burmistrza – obecnie Sala Ślubów oraz zamontowano wewnątrz wszystkie płyty epitafijne, przeniesione z klasztoru franciszkanów. Na trzecim co do wielkości rynku w Polsce, stoi gotycko-renesansowy ratusz lwówecki. Jest to budowla dwukondygnacyjna, na rzucie wydłużonego czworoboku, nakryta wysokim dachem dwuspadowym. Do elewacji zachodniej dostawiona jest kamienna wieża, o podstawie kwadratowej z galerią, z której wyłania się część walcowa z czterema zegarami, a wyżej część ośmioboczna z małymi otworami okiennymi, zwieńczona hełmem z prześwitem. W rozczłonkowanej bryle można dostrzec najstarszą cześć budowli – fragmenty dawnego Domu Kupców, z połowy XIII wieku. Jest to zachodnia cześć ratusza, przylegająca do wieży, z łukowymi oknami. Na północnej ścianie tego budynku, w płytkiej wnęce, zamontowano rzeźbę XVI wiecznego lwa, z łacińskim napisem: „który tłumaczy się: „sprawiedliwy jak lew”. Do Domu Kupców przylega budynek Ławy Sądowej. Jego szczyt widoczny jest tylko w połowie, gdyż drugą, południową stronę fasady, zasłoniła wieża, dostawiona później. Renesansowa elewacja południowa jest najefektowniejszą elewacją lwóweckiego ratusza. Ciekawe obramienia okienne, wzorowane na dojrzałym rzymskim renesansie, są czymś tak wyjątkowym na Śląsku, co każe przypuszczać, że twórcami tej kamieniarki musiał być zapewne jakiś mistrz włoski. Do dziś robią wrażenie podwójne renesansowe okna parteru. To właśnie południowy portal z bogatym obramieniem, od XVI wieku był głównym wejściem do ratusza. Główne wejście od strony południowej wiedzie przez renesansowy, efektowny portal do obszernej sieni, która była węzłowym miejscem ruchu wewnętrznego. Stąd można było wejść do winiarni w piwnicach, do Mieszczańskiej Sali Obrad lub schodami na piętro, do Ławy Sądowej i Sali Rajców. W sieni znajdują się dwie prostokątne, kamienne płyty nagrobne członków rodu rycerskiego – Talkenbergów. Obie płyty pochodzą z franciszkańskiego kościoła klasztornego. Nad schodami do piwnicy, średniowiecznej winiarni, znajdują się dwie kamienne rzeźby. Jedna z nich przedstawia męską postać z cyrklem w dłoniach i monogramem T.L. Co może symbolizować domniemanego budowniczego, ostatnio zidentyfikowanego, jako Tomas Lindener. Druga rzeźba przedstawia parę młodych w objęciach, ze splecionymi dłońmi. Z lewej strony sieni znajduje się wejście do Mieszczańskiej Sali Obrad. Było to największe pomieszczenie budynku, a jego główną ozdobą pozostało dziś sklepienie sieciowe Schody z sieni wiodą na pierwsze piętro, gdzie znajdują się następne trzy płyty epitafijne. Najefektowniejszą salą pierwszego pietra jest Sala Ślubów, wyłożona ciemnym drewnem, z drewnianym pseudosklepieniem. W rogach sali stoją cztery ozdobne filary, do których przylegają metalowe, ornamentowe kraty podtrzymujące spływy łuków sklepienia. Wnętrze ozdobione jest wieloma snycerskimi detalami oraz interesującymi neogotyckimi witrażami. Z Salą Ślubów sąsiadują pomieszczenia obecnie wykorzystywane jak Biblioteka Miejska. Na zachodniej stronie korytarza, od strony południowej, znajduje się pomieszczenie Ławy Sądowej. Na ścianie wschodniej zachowało się malowidło z uskrzydlonymi, kobiecymi alegoriami. Z ławy Sądowej przechodzi się do sali tortur i usytuowanego w najniższej kondygnacji wieży lochu więziennego. Naprzeciwko Ławy Sądowej znajdują się dwa pomieszczenia, w których eksponuje się dziś zbiory tworzonego muzeum lwóweckiego, którym zarządza obecnie Lwówecki Ośrodek Kultury.
Codziennie w południe w lwóweckim rynku wybrzmiewa melodia hejnału lwóweckiego granego z wieży ratusza.

### Neorenesansowy Pałac Hohenzollernów

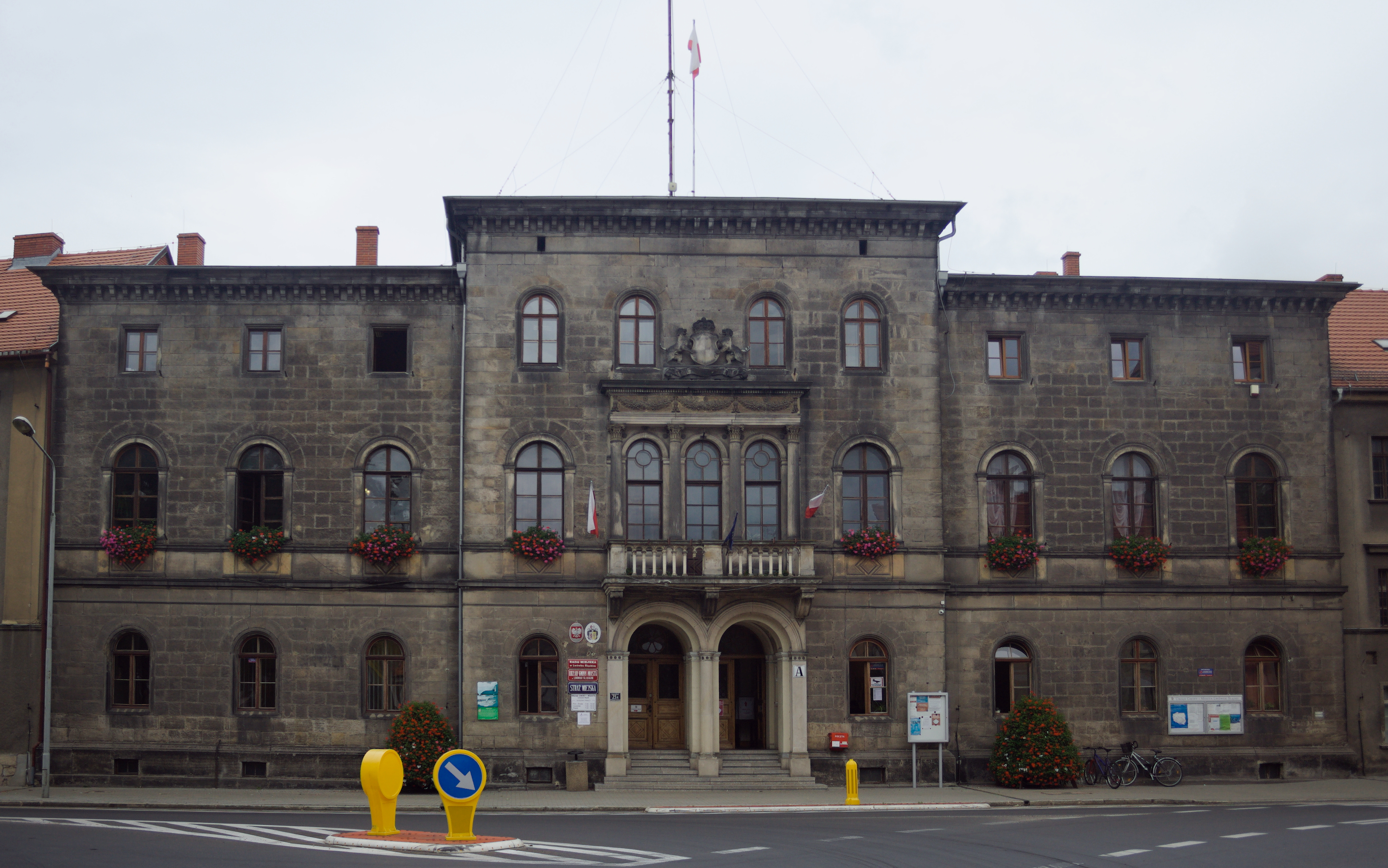
Pałac Hohenzollernów – obecny Urząd Miasta i Gminy Lwówek Śląski

Pałac z drugiej poł. XIX w., siedziba władz miejskich i powiatowych. W latach 50. XIX stulecia Lwówek Śląski stał się prawdziwą potęgą na koncertowej mapie Śląska, a nawet Europy. Wszystko za sprawą wielkich miłośników muzyki, księcia Konstantyna von Hohenzollern-Hechingen (chrześniaka samego Napoleona Bonaparte), oraz jego żony Amalii. W 1851 r. pochodzący z Wirtembergii książę osiadł w odziedziczonym po matce pałacu w niedalekiej Skale, sprowadzając ze sobą własną orkiestrę symfoniczną. Po przeprowadzce, zgodnie z obowiązującą wśród ówczesnej arystokracji modą, zapragnął wybudować rezydencję zimową. Tak doszło do powstania w Lwówku Śląskim klasycystycznego pałacu, którego głównym, reprezentacyjnym pomieszczeniem była sala koncertowa. Z występami gościli w niej jedni z największych kompozytorów tamtej epoki: Liszt, Wagner i Berlioz. Na koncertach obowiązywały eleganckie stroje: panie pojawiały się w kosztownych sukniach, panowie we frakach. Czasami książę po powrocie do Skały chciał jeszcze posłuchać kwartetu smyczkowego. Zespół dowożono wówczas specjalnym powozem zwanym „harfą”. Obecnie w pałacu mieści się siedziba władz gminnych i powiatowych, więc sala koncertowa zamiast melomanom służy urzędnikom jako miejsce obrad, a jedynym śladem po Hohenzollernach jest umieszczony nad wejściem kartusz herbowy księcia, trzymany przez stojące po bokach psy.

### Basteja Archonattiego

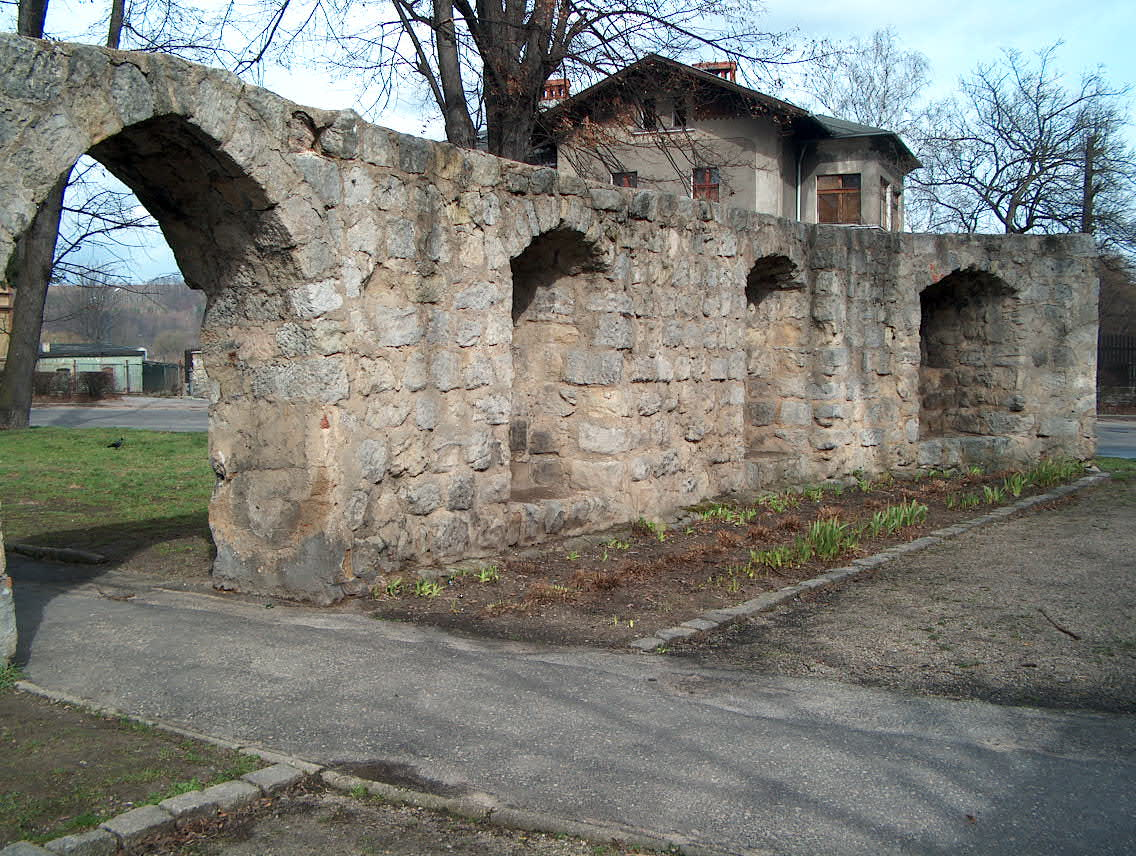
Basteja Archonattiego

Basteja Archonattiego w Lwówku Śląskim to dawny element średniowiecznych fortyfikacji miejskich. W XVI wieku została przebudowana i dostosowana do ówczesnych wymogów wojennych.
Basteja do dziś posiada otwory strzelnicze dostosowane do broni palnej i armat.

### Browar Lwówek

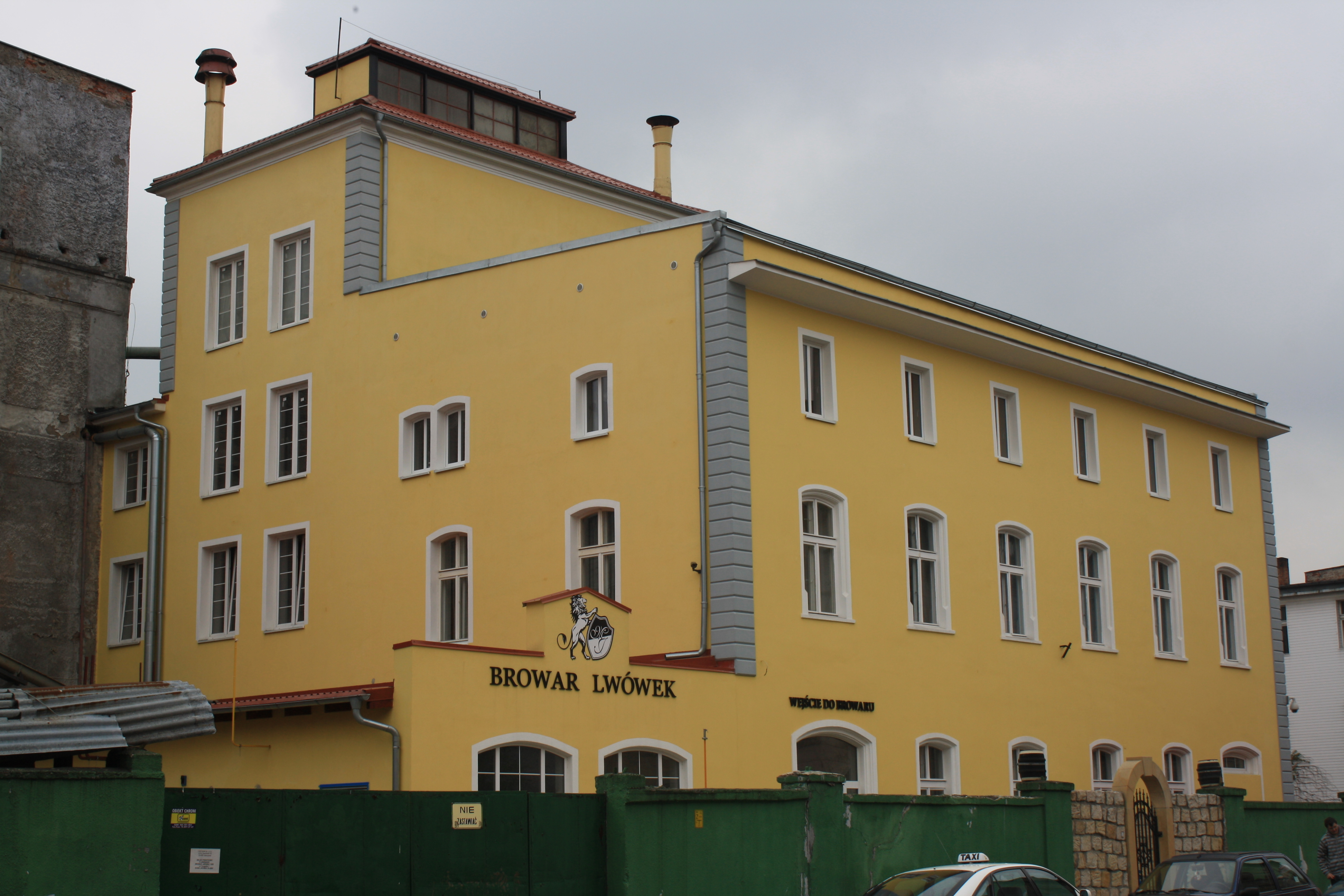
Browar „Lwówek”

Tradycje warzenia piwa w Lwówku Śląskim sięgają co najmniej roku 1209, kiedy to Henryk Brodaty nadał miastu przywilej „mili piwnej”. Oprócz mieszczan korzystał z niego także miejscowy zakon joannitów. Ich wyrób nie cieszył się jednak najlepszą opinią – aż do dnia, gdy po mieście rozeszła się wieść, że dotychczasowy cienkusz nabrał nieoczekiwanie znakomitego smaku. Lwóweckie tradycje piwowarskie podtrzymuje do dziś browar wybudowany pod koniec XIX wieku przez Juliusa Hohberga na dawnych terenach zamkowych. W 1999 r. podupadającą firmę przejął niemiecki przedsiębiorca, który zmodernizował zakład, zachowując tradycyjne metody produkcji z wykorzystaniem oryginalnych przedwojennych kadzi i otwartych basenów fermentacyjnych. W ciągu następnych lat piwo z Lwówka zdobyło uznanie, potwierdzone licznymi nagrodami. Dla grup zorganizowanych istnieje możliwość zwiedzenia zakładu.

### Krzyż pokutny

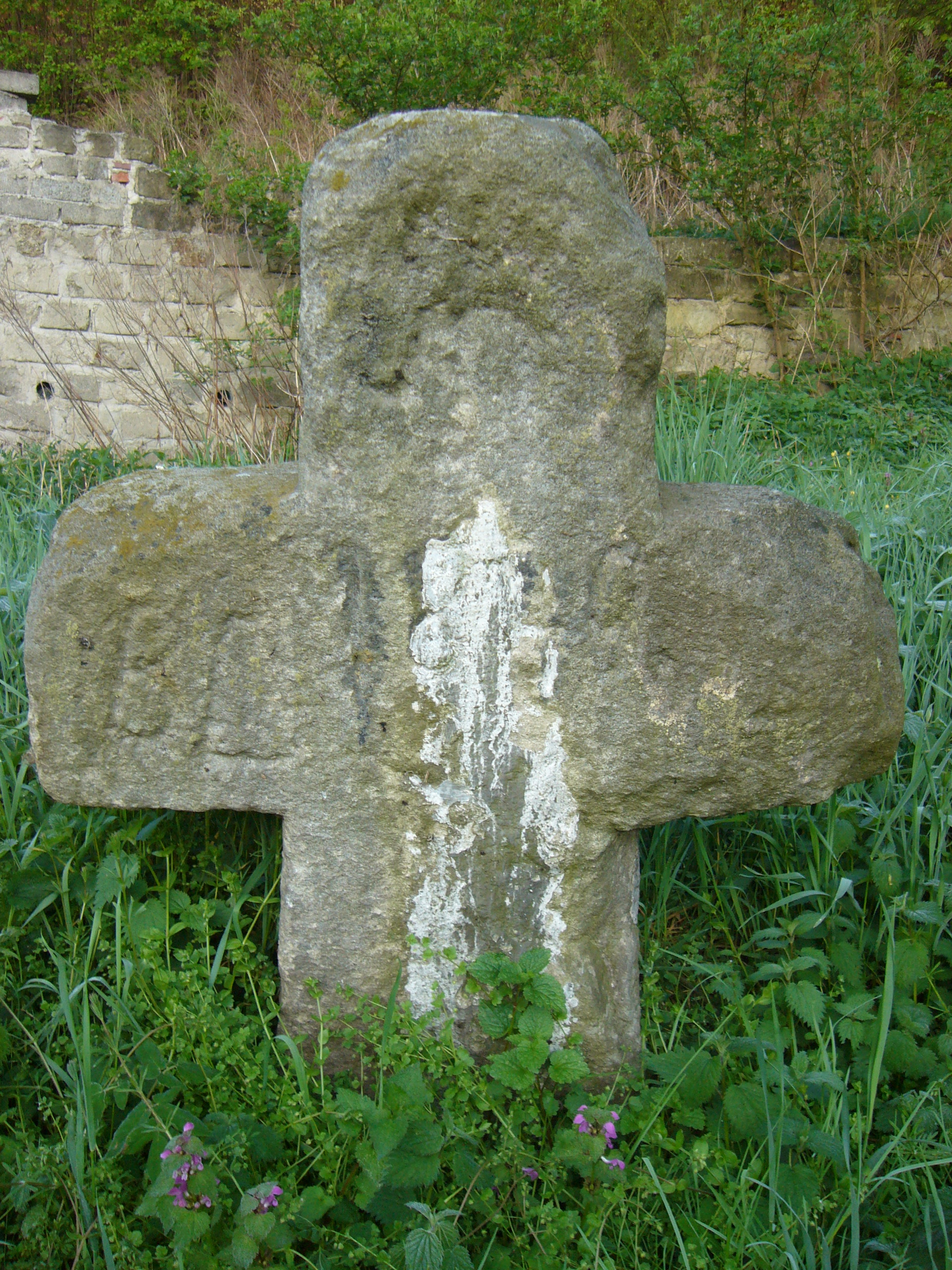
Krzyż pokutny

Krzyż pokutny znajduje się przy wjeździe do miasta od strony Rakowic Wielkich.

### Zbór BetaniaKościoła Zielonoświątkowego
Murowana budowla z końca XIX w., z ryzalitem i trójkątnym szczytem. Ma ostrołukowy portal i okna w opaskach.

### Zespół Szkół Ogólnokształcących i Zawodowych
Budynek obecnego Zespołu Szkół Ogólnokształcących i Zawodowych został wzniesiony w latach 1912–1913 według planów architekta miejskiego Möllera. W budynku mieściły się ewangelicka szkoła i szkoła średnia dla dziewcząt. Budowla była tak rozplanowana, że wszystkie klasy miały okna od strony wschodniej, skierowane na znajdujący się obok cmentarz. Na dachu była platforma do obserwacji nieba. Na południowej fasadzie znajduje się duży zegar słoneczny ze znakami Zodiaku. Nad jednym z dwóch wejść do szkoły są rzeźby ze scenami z niemieckich bajek braci Grimm: Szczęśliwy Jaś, Stoliczku, nakryj się, Siedmiu zuchów ze Szwabii. Po wojnie w niezniszczonym budynku uruchomiono w 1946 r. Szkołę Podstawową i Liceum Ogólnokształcące, tzw. „11-latkę”, której dyrektorem w latach 1948–1972 był Stanisław Brutkowski. W roku 1960 Szkoła Podstawowa została przeniesiona do innego budynku, a Liceum Ogólnokształcące otrzymało imię Henryka Brodatego. W ostatnich latach nastąpiło połączenie pod jednym kierownictwem Liceum Ogólnokształcącego z Zespołem Szkół Zawodowych. Przy głównym wejściu znajdują się dwie tablice pamiątkowe odsłonięte z okazji 50-lecia i 60. rocznicy powstania Liceum.

### Kamienny most na Bobrze
Most z 1558 roku.

### Szwajcaria Lwówecka

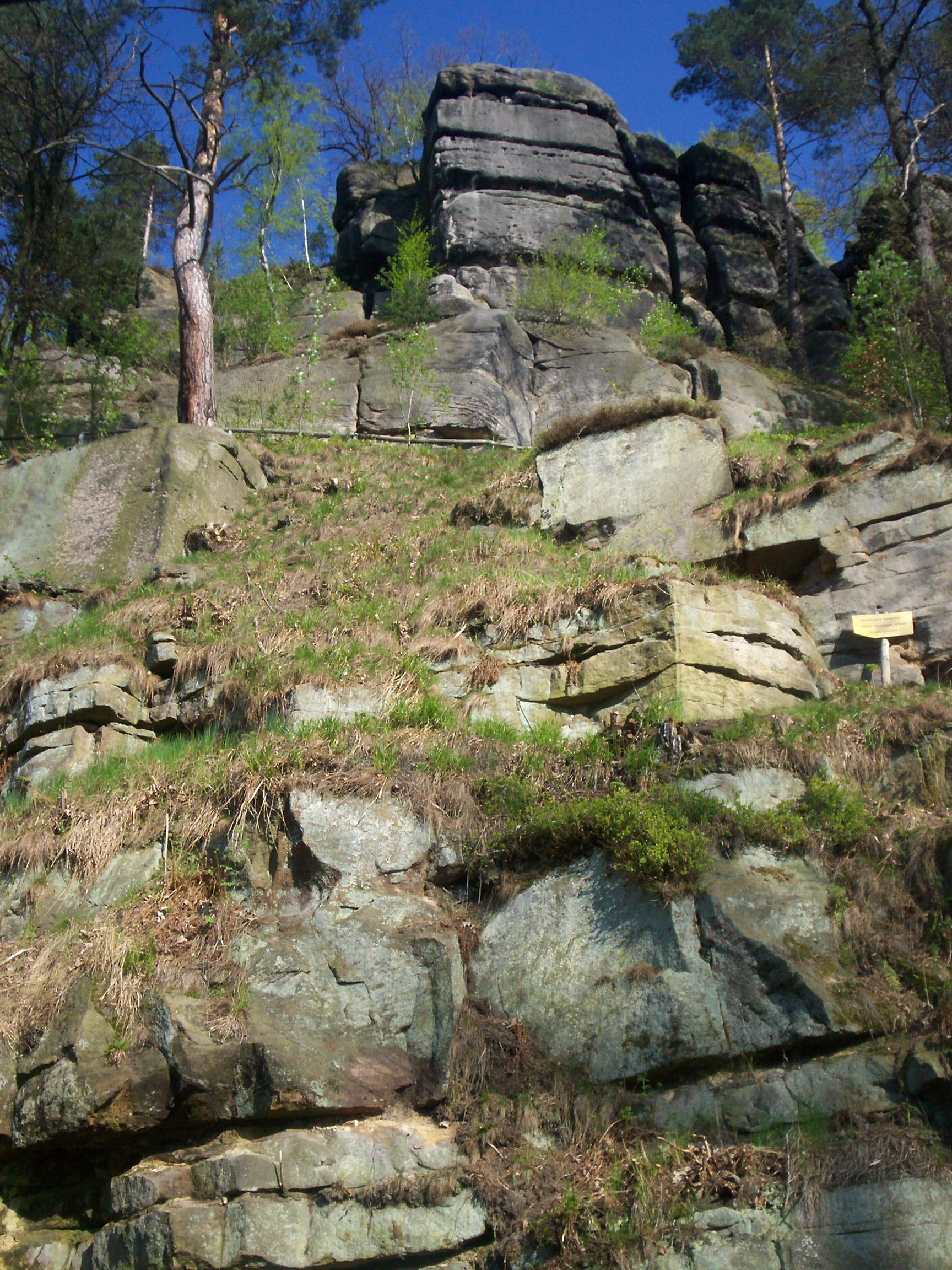
Masyw Skalny „Szwajcaria Lwówecka”

Skałki „Szwajcaria Lwówecka” to zgrupowanie piaskowcowych form skalnych, największe poza Górami Stołowymi w całych Sudetach. Ciąg baszt i murów skalnych na długości ok. 200 m. wznosi się nad głęboko wciętą doliną potoku Srebrna /lewostronny dopływ Bobru/. W północnej ścianie skalnej o łącznej wysokości do 20 m. znajdują się cztery wolnostojące baszty skalne oraz szereg ambon, półek skalnych, szczelin i jaskiń szczelinowych. „Szwajcaria Lwówecka” od wielu dziesięcioleci była zapleczem rekreacyjnym dla mieszkańców Lwówka Śląskiego i turystów. Skałki te są udostępnione schodami i ścieżkami. W ich zasięgu są szlaki turystyczne, znajdują się tam również punkty widokowe pozwalające podziwiać piękno Ziemi Lwóweckiej. Skałki „Szwajcaria Lwówecka” ze względu na swoje walory przyrodnicze i geomorfologiczne – przed II wojną światową były uznane jako państwowy rezerwat przyrody, jednakże w okresie powojennym ochrona rezerwatowa nie była kontynuowana. „Szwajcaria Lwówecka” znajduje się na terenie Parku Krajobrazowego Doliny Bobru.

### Miejsca pamięci[148]
| Lista pomników i miejsc pamięci narodowych w Lwówku Śląskim | Lista pomników i miejsc pamięci narodowych w Lwówku Śląskim | Lista pomników i miejsc pamięci narodowych w Lwówku Śląskim                                     | Lista pomników i miejsc pamięci narodowych w Lwówku Śląskim | Lista pomników i miejsc pamięci narodowych w Lwówku Śląskim                                   |
| Lp.                                                         | Zdjęcie                                                     | Obiekt                                                                                          | Informacje                                                  | Lokalizacja                                                                                   |
| ----------------------------------------------------------- | ----------------------------------------------------------- | ----------------------------------------------------------------------------------------------- | ----------------------------------------------------------- | --------------------------------------------------------------------------------------------- |
| 1.                                                          |                                                             | Lapidarium                                                                                      |                                                             | Planty Miejskie przy ul. Szkolnej                                                             |
| 2.                                                          |                                                             | Kamienny Lew z Bucholca                                                                         | Kamienny Lew ze Wzgórza Bucholec                            | przy ul. Orzeszkowej (od 2016 r.)                                                             |
| 3.                                                          |                                                             | Krzyż Pokutny                                                                                   |                                                             | przy ul. Przyjaciół Żołnierza                                                                 |
| 4.                                                          |                                                             | Obelisk na Cmentarzu Żołnierzy Radzieckich                                                      |                                                             |                                                                                               |
| 5.                                                          |                                                             | Pomnik Honorowych Dawców Krwi                                                                   | pomnik z 2003 r.                                            | przy ul. PCK                                                                                  |
| 6.                                                          |                                                             | Pomnik Napoleona Bonaparte                                                                      | pomnik z 2008 r.                                            | Do grudnia 2021 Górny Rynek, od 12.2021 Skwer im. Napoleona I Bonaparte na Plantach Miejskich |
| 7.                                                          |                                                             | Pomnik Kombatantów                                                                              |                                                             | Wzgórze Kombatantów przy ul. Kombatantów                                                      |
| 8.                                                          |                                                             | Pomnik Pamięci Ofiar Zbrodni OUN-UPA w Korościatynie i na Kresach Wschodnich                    |                                                             | Cmentarz Komunalny w Lwówku Śląskim                                                           |
| 9.                                                          |                                                             | Pomnik ofiar I Wojny Światowej                                                                  |                                                             | Planty Miejskie przy ul. Zamkowej                                                             |
| 10.                                                         |                                                             | Pomnik Niepodległości w Lwówku Śląskim (Obelisk)                                                |                                                             | Planty Miejskie przy ul. Sienkiewicza                                                         |
| 11.                                                         |                                                             | Pomnik Sukienników                                                                              |                                                             | pl. Wolności, Fontanna Sukienników                                                            |
| 12.                                                         |                                                             | Pomnik św. Floriana                                                                             |                                                             | przy ul. Sikorskiego                                                                          |
| 13.                                                         |                                                             | Pomnik św. Jana Nepomucena                                                                      |                                                             | przy południowej ścianie Kościoła Wniebowzięcia Najświętszej Maryi Panny                      |
| 14.                                                         |                                                             | Pomnik św. Jana Pawła II                                                                        | pomnik z 2014 roku                                          | pl. papieski św. Jana Pawła II                                                                |
| 15.                                                         |                                                             | Pomnik Żołnierzy Wyklętych                                                                      | pomnik z 2017 r.                                            | skwer Żołnierzy Wyklętych                                                                     |
| 16.                                                         |                                                             | Pręgierz                                                                                        |                                                             | w sali mieszczańskiej lwóweckiego ratusza                                                     |
| 17.                                                         |                                                             | Tablica Pamiątkowa 750-lecia Praw Miejskich                                                     | Tablica z 1967 roku                                         | wmurowana w południową ścianę lwóweckiego ratusza                                             |
| 18.                                                         |                                                             | Tablica Pamiątkowa 790-lecia Miasta                                                             | Tablica z 2007 roku                                         | przy skrzyżowaniu ul. Gryfowskiej i al. Wojska Polskiego                                      |
| 19.                                                         |                                                             | Tablica Pamiątkowa 800-lecia Miasta                                                             | Tablica z 2017 roku                                         | Wjazd do centrum miasta – ul. Orzeszkowej                                                     |
| 20.                                                         |                                                             | Tablica Pamiątkowa Fundatorom Mostu na Bobrze                                                   |                                                             | wmurowana w kamienny most na Bobrze przy ul. Betleja                                          |
| 21.                                                         |                                                             | Tablica Pamiątkowa Ku Pamięci Sierot z Korei przebywających w Płakowicach w latach 60. XX wieku |                                                             | wmurowana w budynek Szkoły Podstawowej nr 3, Płakowice ul. Pałacowa                           |
| 22.                                                         |                                                             | W Hołdzie Osadnikom – Wojskowym Kombatantom II Wojny Światowej                                  |                                                             | Cmentarz Komunalny w Lwówku Śląskim                                                           |

### Fontanny

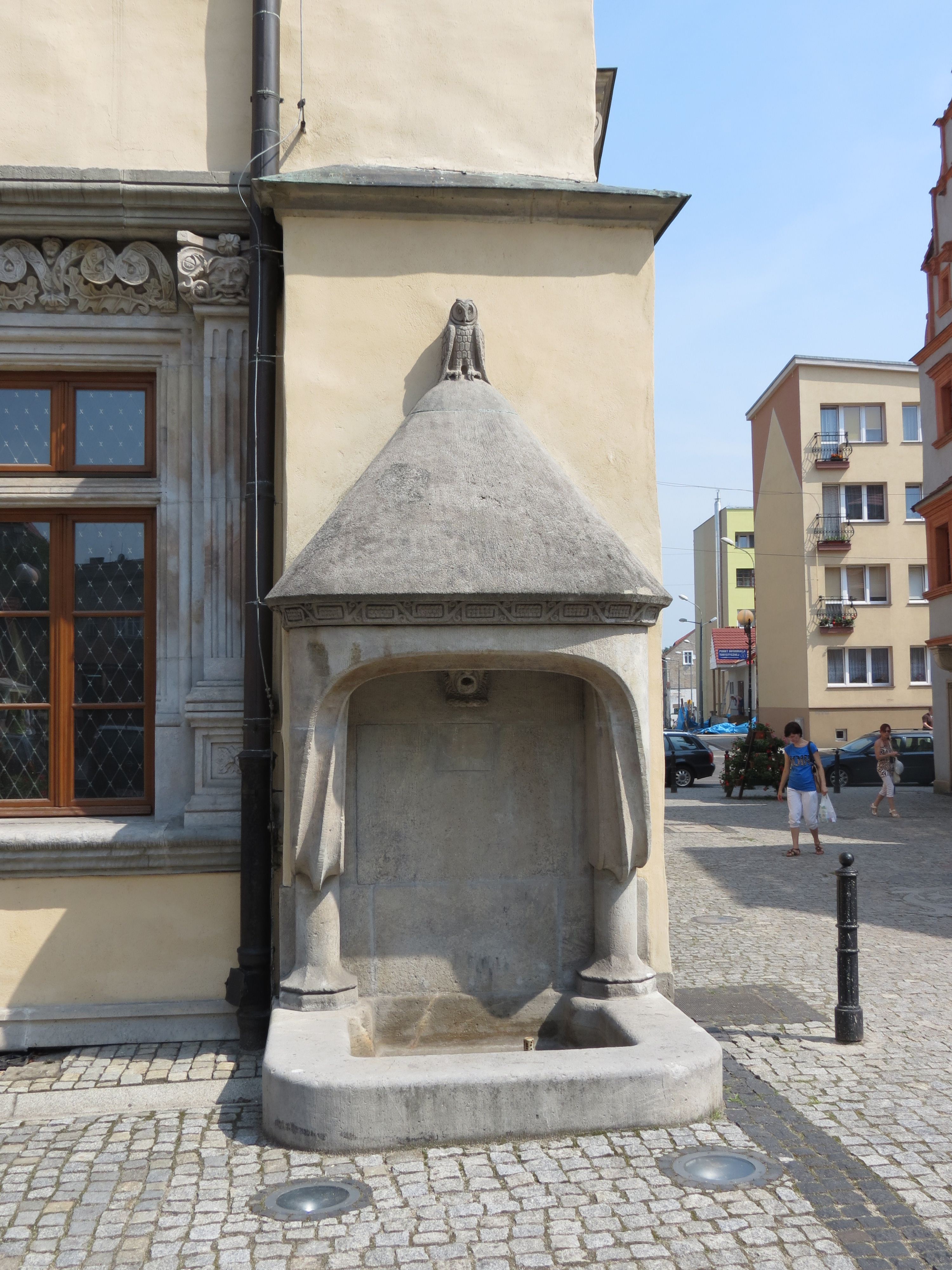
Lwówecka fontanna z Sową

Na płycie lwóweckiego rynku, oprócz zabytkowego ratusza i kilku kamienic, zachowały się trzy fontanny, które stanowią dziś ciekawą atrakcję turystyczną miasta.
Lista fontann w Lwówku Śląskim:
- Fontanna Sukienników (Dolny Rynek)

Najstarszą z fontann jest fontanna sukienników, która jest również największą z wszystkich fontann.
Wcześniej w miejscu tym stała studnia miejska, którą w XVIII wieku przerobiono na fontannę. Przebudowy dokonał niemiecki architekt Paul Schulz z Wrocławia. W dwudziestoleciu międzywojennym w fontannie umieszczono pomnik Sukienników, od którego pochodzi nazwa tejże fontanny.
- Fontanna z Lwem (Górny Rynek);

Fontanna z lwem znajduje się w zachodniej części rynku. Swoją nazwę zawdzięcza figurze lwa, która jest jej zwieńczeniem. Powstała w XVIII wieku w miejscu studni, gdzie wzniesiono betonowy murek z głową delfina. W centralnym miejscu wzniesiono toskańską kolumnę z rzeźby lwa trzymającą herb miasta z wyrytym na cokole 1711 rokiem. Figurę lwa na początku XXI wieku zdemontowano i zastąpiono kopią. Oryginał mieści się w budynku ratusza.
- Fontanna z Sową (na południowej ścianie ratusza);

Najmniejszą i najmłodszą fontanną jest fontanna z sową, mieszcząca się w narożniku ratusza. Powstała w czasie prac renowacyjnych, które przeprowadzono w pierwszej połowie XX wieku. Jest to fontanna przykryta owalnym daszkiem, u podłoża zamieszczono niski murek, który otacza miskę fontanny. Na szczycie fontanny zamontowano rzeźbę sowy, która w pewnym stopniu odzwierciedla nazwę i kształt fontanny.
- Fontanna przy ul. Szkolnej;
- Fontanna na wschodniej ścianie Zespołu Szkół (ul. Brodatego 1).

#### zlikwidowane fontanny
- Fontanna na placu Zespołu Szkół Ogólnokształcących i zawodowych (na terenie dzisiejszego boiska);
- Fontanna na Skwerze Żołnierzy Wyklętych (przed budynkiem byłego aresztu śledczego).

### Kamienice

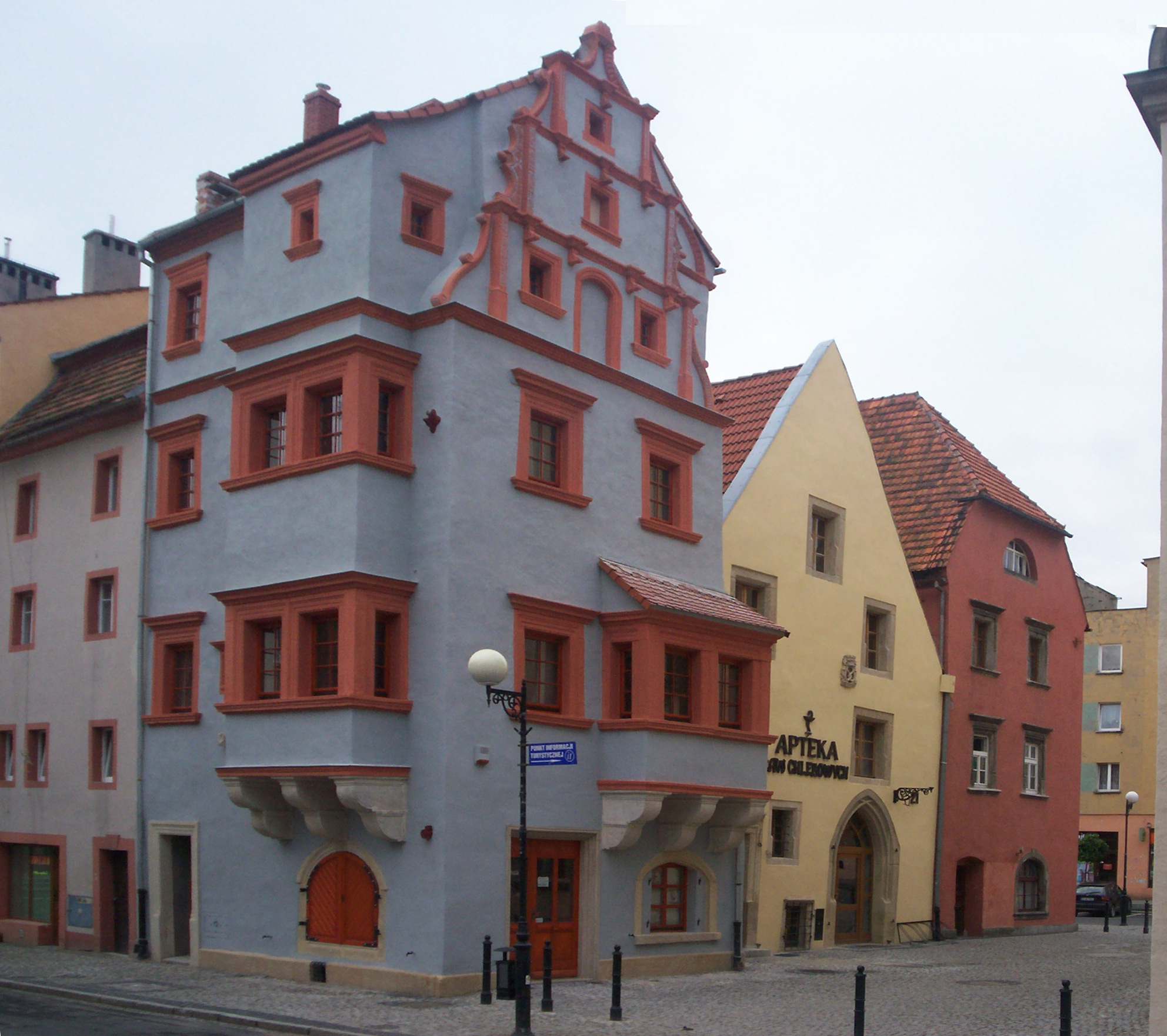
Agatowa Kamienica i Kamienica Ław Szewskich i Chlebowych

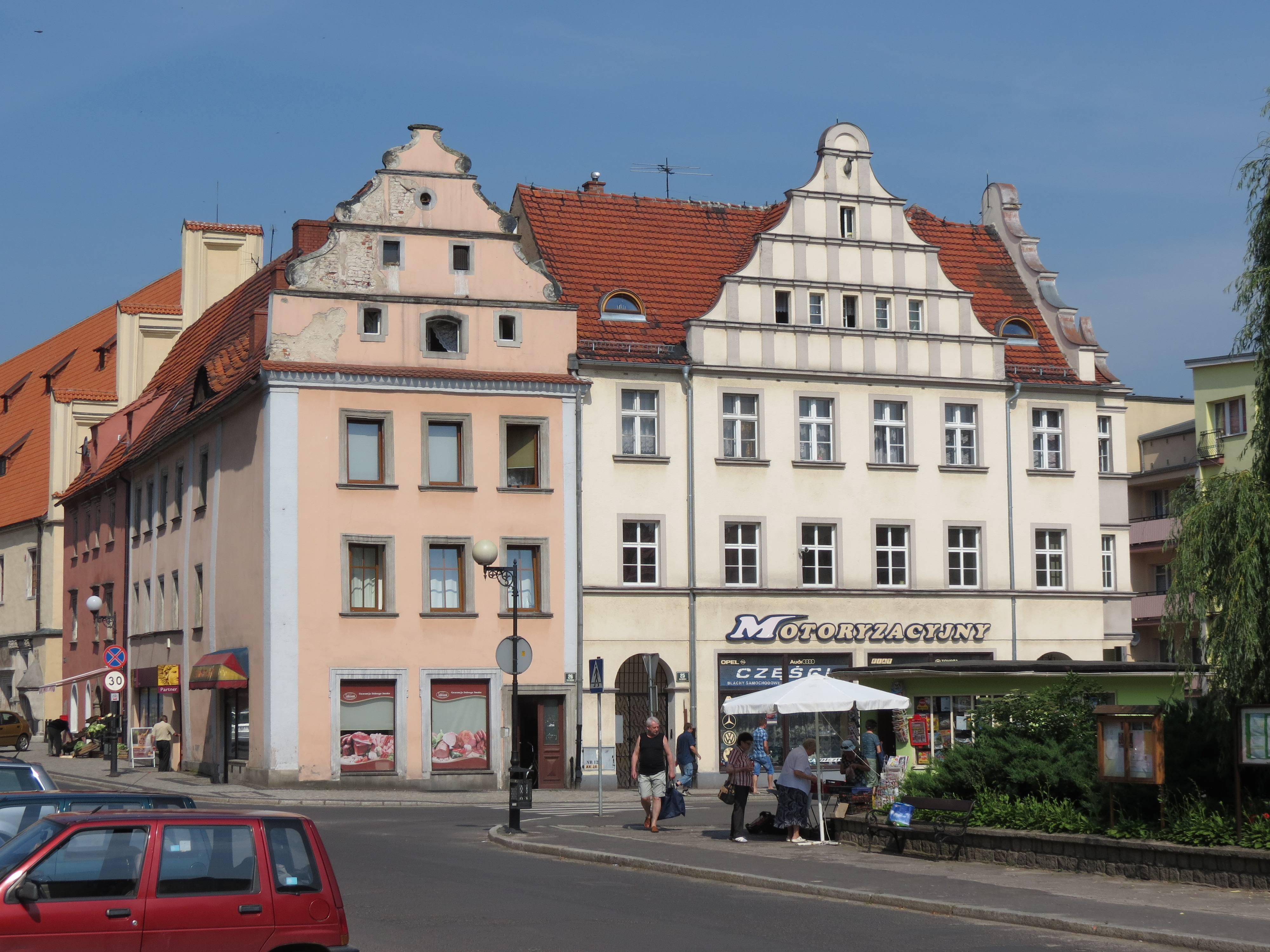
Z prawej – Kamienica „Pod Koniem”

W bloku śródrynkowym znajdują się renesansowe domy. Między kamienicami, a ratuszem przebiega wąska uliczka.
Zabytkowe kamienice w Rynku:
- Agatowa Kamienica (pl. Wolności 22) (dawny dom burmistrza);
- Kamienica Ław Szewskich i Chlebowych (pl. Wolności 21);
- Kamienica „Pod Koniem”[153] (pl. Wolności 25);
- Kamienica przy pl. Wolności 27.

Ponadto na terenie miasta w obrębie murów obronnych zachowały się m.in.:
- Dom Johannes’a Titz’a[154] przy ul. Krawczyńskiego 6;
- Kamienice przy ul. Kościelnej;
- Kamienice przy ul. Malinowskiego;
- Kamienice przy ul. Orzeszkowej;
- Kamienice przy ul. Sienkiewicza;
- Kamienice przy ul. Szpitalnej;
- Kamienice przy ul. Traugutta.

## Atrakcje Turystyczne w dzielnicy Lwówka Śląskiego – Płakowicach

### Zamek w Płakowicach
Na skraju Lwówka Śląskiego w malowniczej dolinie rzeki Bóbr znajduje się wyjątkowa rezydencja. Wzniesiona w połowie XVI w. należy obecnie do grupy największych i najpiękniejszych budowli rycerskich na Dolnym Śląsku. Renesansowa siedziba jest również doskonałym przykładem szczytowego rozwoju murowanych dworów szlacheckich tego okresu. Początki średniowiecznej osady zwanej Płakowicami sięgają końca XII w., kiedy to w okolicy pojawili się liczni koloniści poszukujący złotonośnego piasku. Po założeniu wsi (1217) obok mostu na rzece Bóbr postawiono drewnianą komorę celną. Jej zadaniem było pobieranie opłat od kupców przyjeżdżających do Lwówka Śl., a zarazem podróżujących po wielkim szlaku handlowym – „Drodze Królewskiej” (Via Regia) z Rusi na zachód Europy. Wieś początkowo stanowiła własność książęcą. Sytuacja ta zmieniła się w XIV stuleciu, kiedy książę jaworski Henryk podarował ją dla zasłużonego rodu von Raussendorf. Mieszczańsko-rycerska rodzina była wówczas najbogatszą i najbardziej wykształconą w okolicy. Przedstawiciele tego rodu pełnili funkcje sędziów nadwornych, kanoników wrocławskich i legnickich oraz wójtów i burgrabiów lwóweckich. Najprawdopodobniej w miejscu dawnej komory celnej nowi dziedzice wznieśli w XIV w. gotycki dwór obronny. Dotychczas we wszystkich opracowaniach początki istnienia drugiej płakowickiej rezydencji przesuwano na połowę XVI stulecia. Zupełnie niesłusznie, albowiem z 1480 r. zachował się dokument podający, że w tym czasie we wsi stały dwa dwory, do których doprowadzono ciek wodny w celu utworzenia fosy. Ostatnim właścicielem jednej z gotyckich siedzib był rycerz Gunczel, który chciał ułatwić sobie pośmiertną drogę do nieba, opłacając w lwóweckim kościele franciszkańskim dwie msze w tygodniu (1482). Jego córka wyszła za mąż za Krzysztofa von Talkenberga, starostę głogowskiego (1480), a później radcę królewskiego i starostę Królestwa Czech (1490). Pod koniec życia Gunczel von Raussendorf nakazał sporządzić testament, w którym wszelkie dobra przekazał swemu wnukowi, Rumpoldowi von Talkenbergowi. Nowy dziedzic postanowił rozebrać skromny dwór odziedziczony po dziadku i wznieść okazałą rezydencję. W tym celu ok. 1550 r. pozyskał wybitnego architekta Franciszka Parra, który poprowadził prace budowlane. Mimo iż korpus budynku ukończono kilka lat później (1558), prace wykończeniowe trwały jeszcze do 1563 r. Z zewnątrz do dziś widać, jak bardzo dwór odwoływał się do najlepszych wzorców bazujących na książęcym zamku w Brzegu. Dzięki dobremu stanowi zachowania obiektu można sobie wyobrazić, co widzieli pierwsi goście przybywający na zaproszenie właścicieli. Powstałe trzy trójkondygnacyjne skrzydła wyposażono w charakterystyczne kwadratowe alkierze basztowe, otoczone fosą i wysokim murem obwodowym. Najbardziej ozdobiona została frontowa fasada budynku bramnego. Cała została pokryta bogatymi dekoracjami rzeźbiarskimi. Po przejściu po moście nad fosą i zbliżeniu się do wyjątkowo pięknym portalem uwagę przykuwały: liczne płaskorzeźby, inskrypcje, osiem kartuszy herbowych i dwa medaliony portretowe; pierwszy z głową rycerza Rumpolda w antycznym hełmie, a drugi z wizerunkiem jego żony w czepku z brokatu. Powyżej umieszczono dwie wstęgi. Pierwsza zawierała informację o fundatorze dworu, zaś druga miała religijne przesłanie. Kierując się dalej, goście wchodzili na niewielki dziedziniec, na którym ponoć właściciele mieli demonstrować swe rycerskie umiejętności. Podczas pokazów walk bronią obusieczną lub obuchową tłum gapiów usadawiał się pod otaczającymi dziedziniec ozdobnymi krużgankami podtrzymywanymi przez zdobione roślinną dekoracją jońskie kolumny, połączone szerokimi i półkolistymi archiwoltami. Pozostali udawali się na piętro, gdzie były trzy ganki z balustradami wzorowanymi sztuką włoskiego renesansu zamknięte murem kurtynowym z ozdobna balustradą. Pierwotnie dziedziniec był otwarty w kierunku wschodnim i ograniczony fosą, dopiero z czasem zamknięto go istniejącym do dzisiaj murem kurtynowym z ozdobną balustradą. Zewnętrzne piękno biło niemal z każdego miejsca. Wystarczyło zerknąć na zdobienia obramień okien i drzwi, wyposażone w rzadko spotykany na Śląsku rysunek wieńca laurowego, podobny do występującego na książęcym zamku w Brzegu. Uwagę przykuwały również balustrady ganku oraz położony na piętrze głównego skrzydła reliefowo dekorowany portal. Na koniec goście udawali się na spoczynek, gdzie czekała ich kolejna niespodzianka. Bogato wyposażone komnaty z zawieszonymi na ścianach obrazami, bogatymi zbiorami broni, zdobionymi tkaninami i meblami. Niektóre z pokojów w 1558 roku ozdobiono polichromią z dekoracją kwiatową, dziś niestety zachowaną fragmentarycznie. Po śmierci Rumpolda majątek przejęła jego córka Magdalena, która rezydencję wniosła w posagu, wychodząc za mąż za Kacpra von Schaffgotscha z zamku Chojnik i Gryf, wolnego pana na Żmigrodzie. Córkę Rumpolda złożono w Lwówku w pięknej kaplicy rodowej w kościele franciszkanów (wówczas jednej z najokazalszych na Śląsku), gdzie od kilkudziesięciu lat spoczywały zwłoki jego ojca, Krzysztofa von Talkenberga. W mauzoleum nie złożono zwłok Kaspra, albowiem ten zmarł w Snowidzy koło Jawora (1616) i tam też został pochowany. Płyty Magdaleny i Krzysztofa cudem przetrwały kolejne stulecia. Dzięki temu dziś w północnej ścianie sieni lwóweckiego ratusza możemy zobaczyć uwiecznioną w piaskowcu właścicielkę rezydencji w Płakowicach – Magdalenę von Schaffgotsch z domu Raussendorf (zm. 1605). Przez kolejne dekady pałac w Płakowicach przechodził rozmaite koleje losu. W czasach wojen napoleońskich podczas toczących się kilkaset metrów od zamku dwóch bitew (1813), miano zakopać kasę z pieniędzmi przeznaczonymi na żołd. Skarbu poszukiwano później wielokrotnie, ale za każdym razem bezskutecznie. W 1824 roku August Ludwig von Nostitz sprzedał pałac królewskiemu rządowi. Po opróżnieniu pomieszczeń z ozdobnych kominków, portali z kartuszami i innych kilkusetletnich dekoracji, obiekt został przeznaczony na Prowincjonalny Zakład Opiekuńczy. Niebawem renesansową rezydencję przemianowano na Zakład dla Umysłowo Chorych (1829). Kolejna zmiana nastąpiła w latach 1866–1870 podczas wojny prusko-austriackiej. Z płakowickiego Zakładu dla Nerwowo i Psychicznie Chorych zostali usunięci pacjenci, a pomieszczenia dawnego pałacu przeznaczono na wojskowy lazaret, w którym przebywali m.in. ranni i chorzy austriaccy żołnierze. Kilkadziesiąt lat później w pobliżu pałacu dobudowano pawilon dla chorych i kilka innych budynków. Na tajne polecenie wyższych władz III Rzeszy w płakowickim kompleksie szpitalnym miano prowadzić systematyczną eutanazję pacjentów. Po zakończeniu wojny w dawnym pałacu przez pewien czas kwaterowały sieroty wojenne z Grecji, Macedonii i Korei, a następnie batalion żołnierzy. Przez kilka kolejnych dekad majątek był w zasadzie nieużytkowany, co walnie przyczyniło się do pogorszenia jego stanu technicznego. Pod koniec lat 80. Kenneth i Giselle Herweynen nawiązali współpracę z domem dziecka w Płakowicach i starali się założyć centrum religijno-szkoleniowo-rehabilitacyjne. W 1992 roku kilkusetletnia nieruchomość stała się ich nowym domem zwanym odtąd Chrześcijańskim Ośrodkiem Elim. Bardzo drogie i pracochłonne roboty budowlane trwają tu nieustannie, co jednak nie przeszkadza w zwiedzaniu pałacu, który należy do nielicznego grona najwcześniejszych, a zarazem najpiękniejszych, największych i najlepiej zachowanych renesansowych siedzib rycerskich w Polsce.

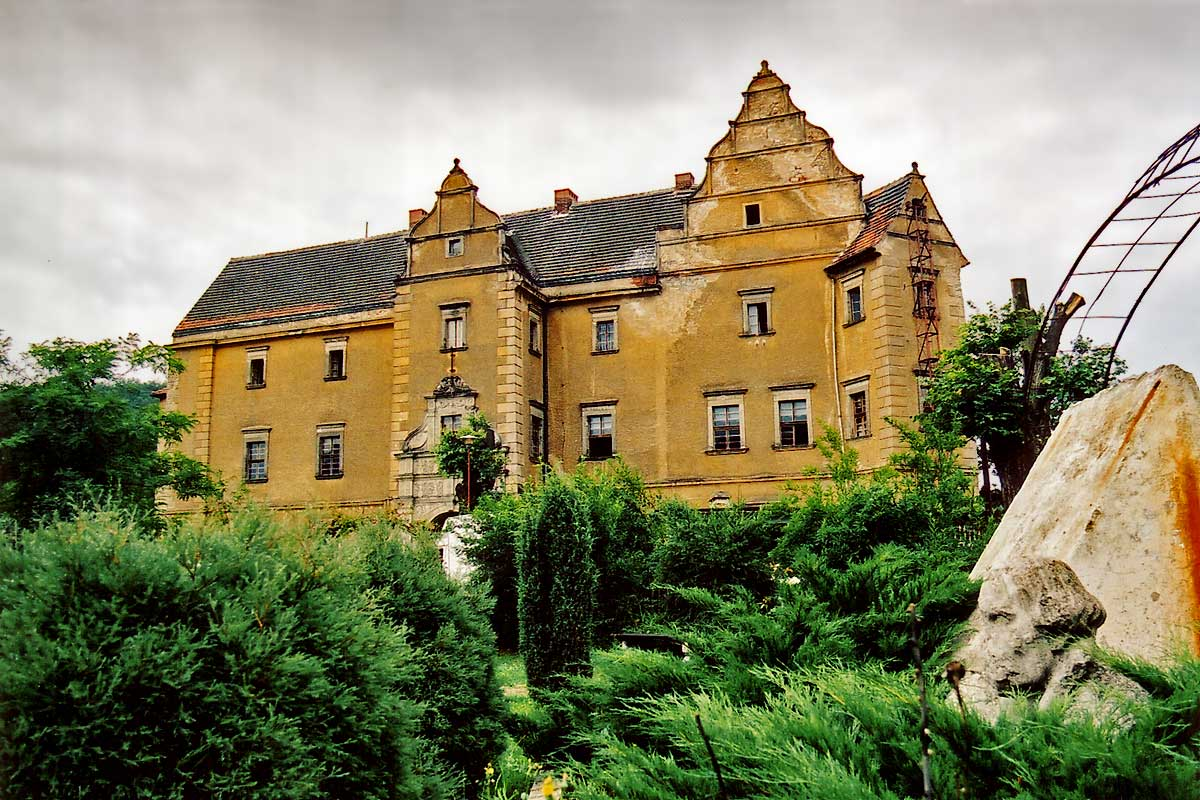
Pałac w Płakowicach – dzielnicy Lwówka
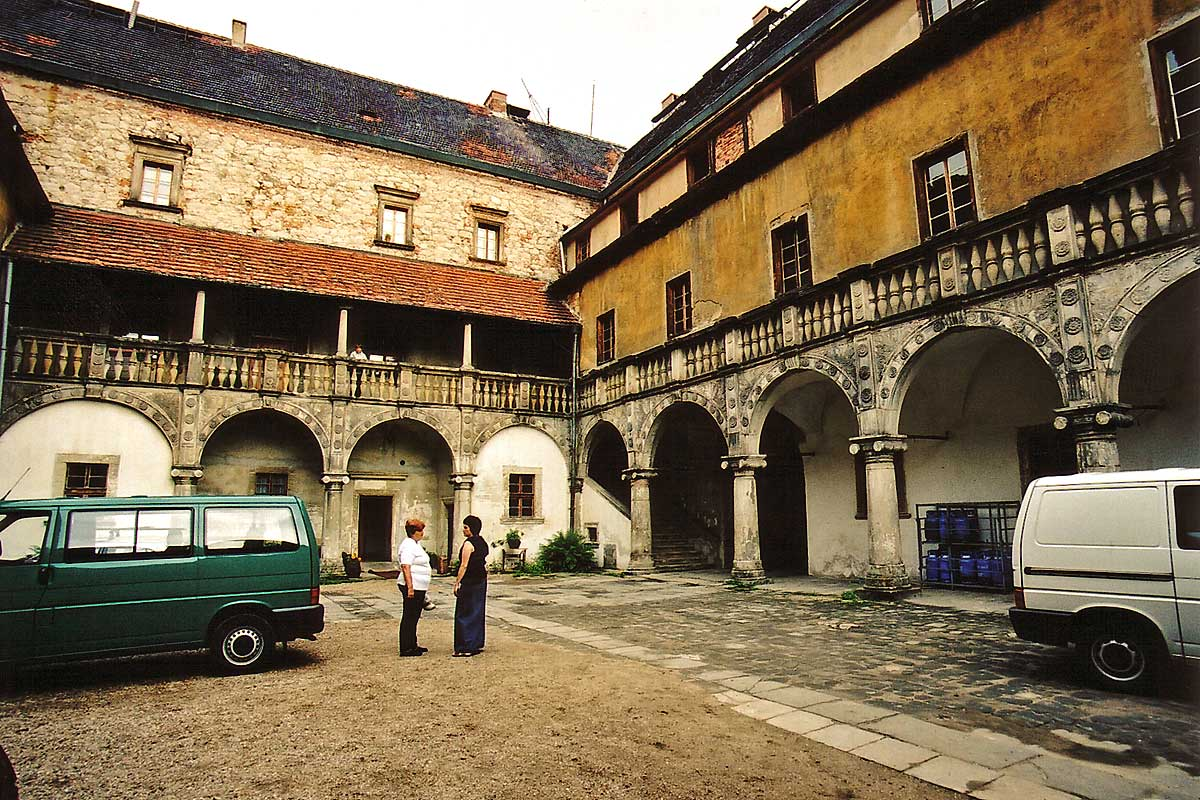
Dziedziniec Pałacu w Płakowicach
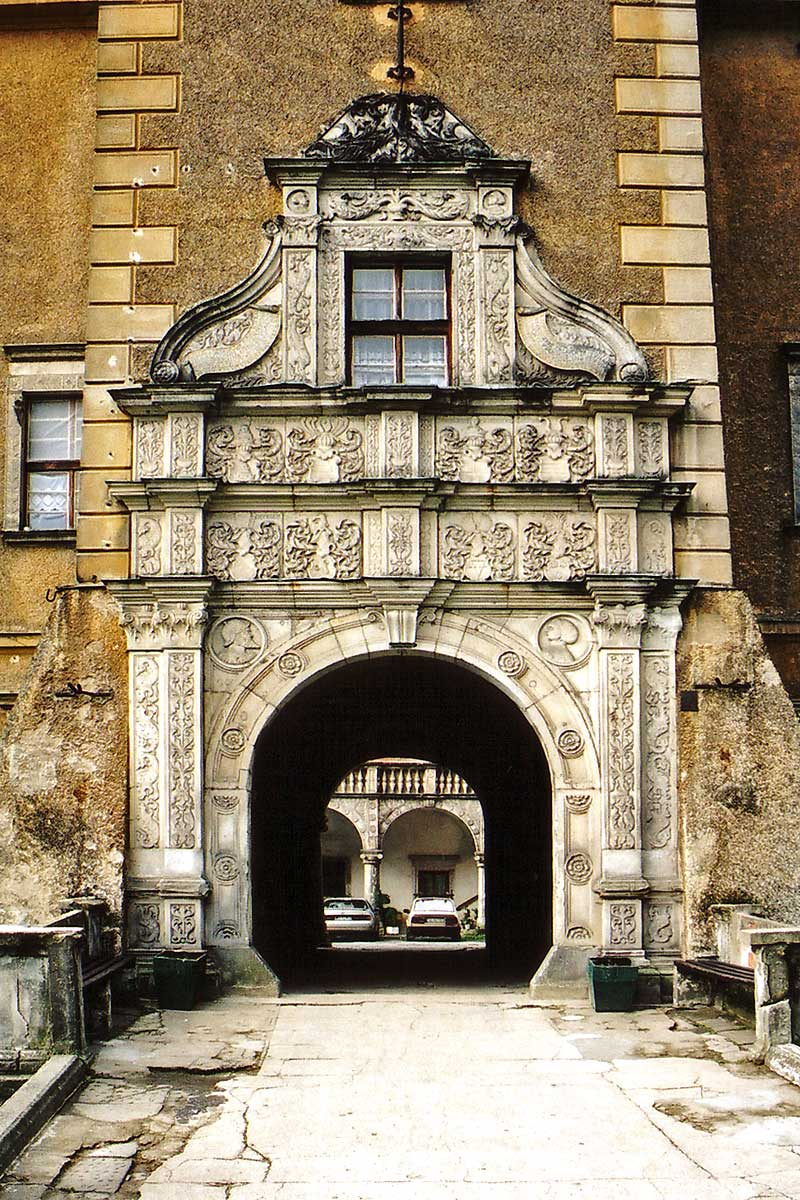
Portal Pałacu w Płakowicach

## Gospodarka
Gospodarka Lwówka Śląskiego, zarówno przed, jak i po wojnie, opierała się głównie na rolnictwie. Poza rolnictwem spore znaczenie ma również drobna przedsiębiorczość, albowiem w okolicy miasta znajduje się niewiele dużych zakładów przemysłowych. W mieście występuje przemysł spożywczy, związany z materiałami budowlanymi, drzewny, odzieżowy i włókienniczy. W pobliżu Lwówka Śląskiego eksploatowane są złoża anhydrytu, kruszywa i kamieni budowlanych (głównie piaskowce). W mieście znajduje się też towarowy węzeł kolejowy.

### Budżet miasta
W 2019 roku dochody miasta wyniosły 73 mln 192 tys. 948,96 zł, a wydatki 74 mln 300 tys. zł. W planie budżetu na 2020 rok dochody Lwówka Śląskiego zaplanowano w wysokości 73 mln 882 tys. 662,09 zł, a wydatki 69 mln 241 tys. 498,70 tys. zł. W zakładanej prognozie budżetu Lwówka Śląskiego dochód miasta w 2028 roku ma wynieść 83 mln 183 tys. zł.

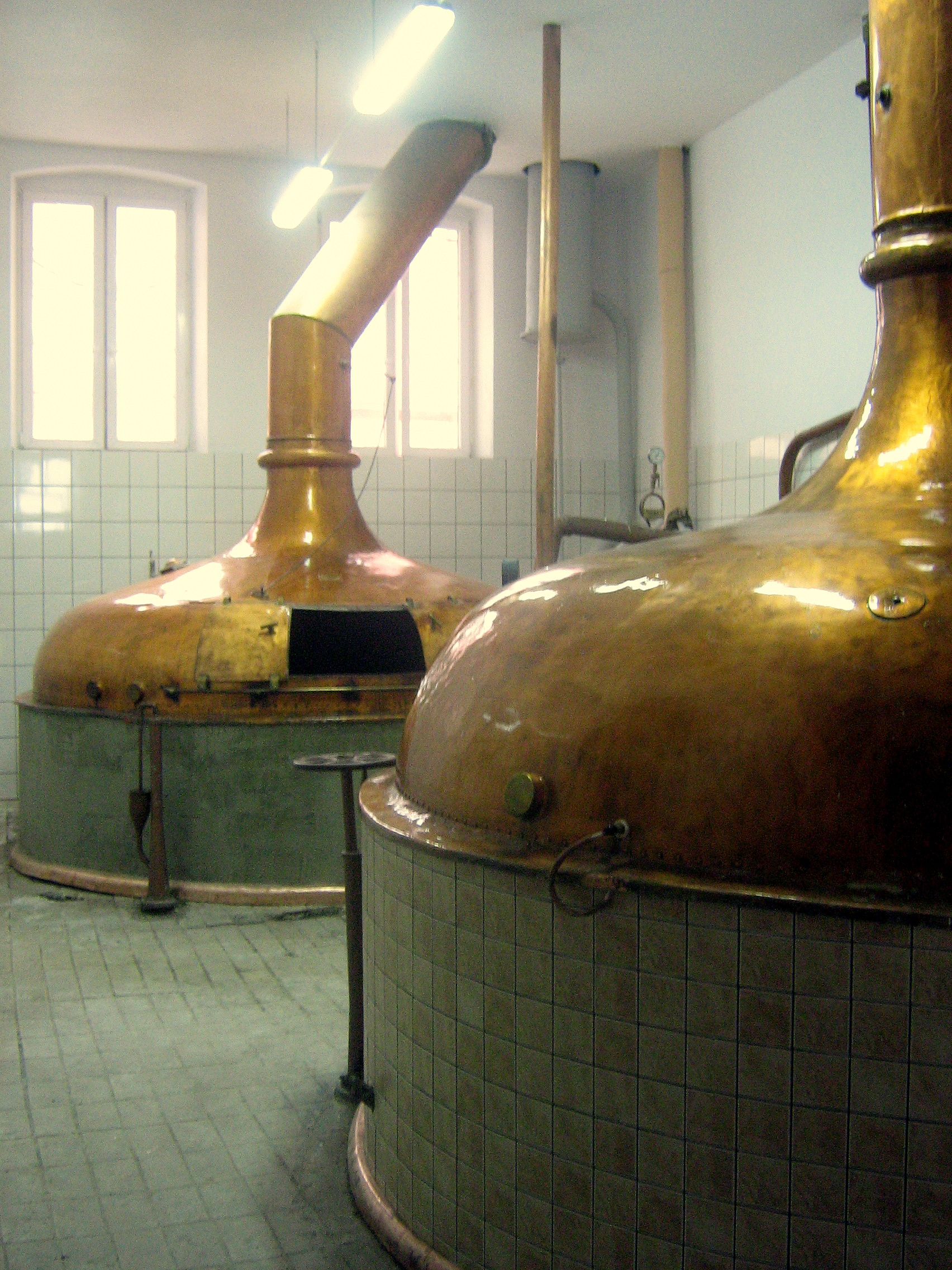
Warzelnia Browaru Lwówek

### Zakłady pracy
| Lp. | Zdjęcie | Zakład                                   | Adres                       |
| --- | ------- | ---------------------------------------- | --------------------------- |
| 1.  |         | ART Płakowice                            | Płakowice, ul. Nowy Świat 2 |
| 2.  |         | Bad Element Polska Sp. z o.o.            | Rakowice Małe 17D           |
| 3.  |         | Bürkle                                   | Rakowice Małe 17b           |
| 4.  |         | Browar Lwówek                            | ul. Traugutta 7             |
| 5.  |         | Kopalnia Gipsu i Anhydrytu Nowy Ląd      | Niwnice 147                 |
| 6.  |         | Zakład Kamieniarski Gruszecki            | ul. Oświęcimska 7a          |
| 7.  |         | Zakład Prefabrykacji Betonu Comfort S.A. | Rakowice Małe 17            |

### zlikwidowane zakłady
| Lp. | Zdjęcie | Zakład          | Zlikwidowano | Adres             |
| --- | ------- | --------------- | ------------ | ----------------- |
| 1.  |         | Ubojnia         | b.d.         | ul. Kościuszki 5  |
| 2.  |         | Rzeźnia Miejska | 2009         | ul. Sikorskiego 2 |
| 3.  |         | Słodownia       | 2010         | ul. Jaśkiewicza 4 |
| 4.  |         | Meble Sikora    | b.d.         | ul. Budowlanych 4 |

### Specjalna strefa ekonomiczna
Dnia 22 lipca 2017 r. weszło w życie Rozporządzenie Rady Ministrów z dnia 21 czerwca 2017 r. zmieniające rozporządzenie w sprawie kamiennogórskiej specjalnej strefy ekonomicznej. Rozporządzenie m.in. wskazuje na wydzielenie Podstrefy Lwówek Śląski jako części Kamiennogórskiej Specjalnej Strefy Ekonomicznej Małej Przedsiębiorczości. Podstrefa Lwówek Śląski obejmuje łącznie obszar o powierzchni 8,66 ha i jest w całości terenem niezabudowanym.

### Handel wielkopowierzchniowy
| Supermarkety | Supermarkety | Supermarkety             | Supermarkety |
| Lp.          | Nazwa sklepu | Adres                    |              |
| ------------ | ------------ | ------------------------ | ------------ |
| 1.           | Biedronka    | ul. Jaśkiewicza 4        |              |
| 2.           | Biedronka    | ul. Orzeszkowej 17       |              |
| 3.           | Biedronka    | ul. Oświęcimska 3b       |              |
| 4.           | Intermarché  | ul. Kościuszki 5         |              |
| 5.           | Lidl         | ul. Jaśkiewicza 22A      |              |
| 6.           | Netto        | ul. Betleja 2a           |              |
| 7.           | Polomarket   | al. Wojska Polskiego 32A |              |
| 8.           | Dino         | ul. Widokowa 1A          |              |

### Turystyka
Lwówek Śląski, często nazywany perłą Dolnego Śląska, znalazł się w zestawieniu „10 ciekawych miast i miasteczek w Polsce, które trzeba zobaczyć” portalu Onet Podróże i w zestawieniach serwisu Polska Zachwyca: „Zaskakująco ciekawe miasta idealne na weekend w Polsce” i „11 miast z potencjałem, które warto odwiedzić w 2020 r.”. W 2018 roku w mieście działało 5 turystycznych obiektów noclegowych.

### Bezrobocie
W 2019 roku liczba zarejestrowanych bezrobotnych zamieszkałych na terenie miasta wynosiła 227 osób.

### Środki Unii Europejskiej
Wiele inwestycji i projektów realizowanych na terenie miasta otrzymało wsparcie ze środków Unii Europejskiej, m.in. renowacja ratusza czy budowa ścieżki rowerowej do Pławnej. W latach 2014–2020 władze miasta pozyskały 9 mln 249 tys. 908,87 zł z funduszów unijnych, co plasuje Lwówek Śląski na 575 miejscu w zestawieniu 2238 polskich gmin i miast na prawach powiatów, które pozyskały najwięcej unijnych środków.

### Transport drogowy
Lwówek jest węzłem dróg wojewódzkich:
| Droga | Trasa |
| ----- | --- |
| 297   | Nowa Sól S3E65 – Kożuchów 283293296 – Szprotawa 12 – Bolesławiec A4E40A18E36382 – Lwówek Śląski 364 – Pasiecznik 30 |
| 364   | Legnica A4E40394 – Złotoryja 328382 – Lwówek Śląski 297 – Gryfów Śląski 30360                                       |

Struktura sieci drogowej Lwówka jest silnie zorientowana na centrum miasta, mając kształt promienisty.
W mieście funkcjonują przystanki komunikacji drogowej. Miejscowość obsługuje regularna linia PKS Tour Jelenia Góra (Jelenia Góra – Lwówek Śląski). Ponadto Lwówek Ślaski posiada bezpośrednie połączenia autobusowe m.in. z: Wrocławiem, Bolesławcem, Złotoryją, Świeradowem-Zdrój. W okresie sezonu letniego dostępne połączenie autobusowe do Unieścia.

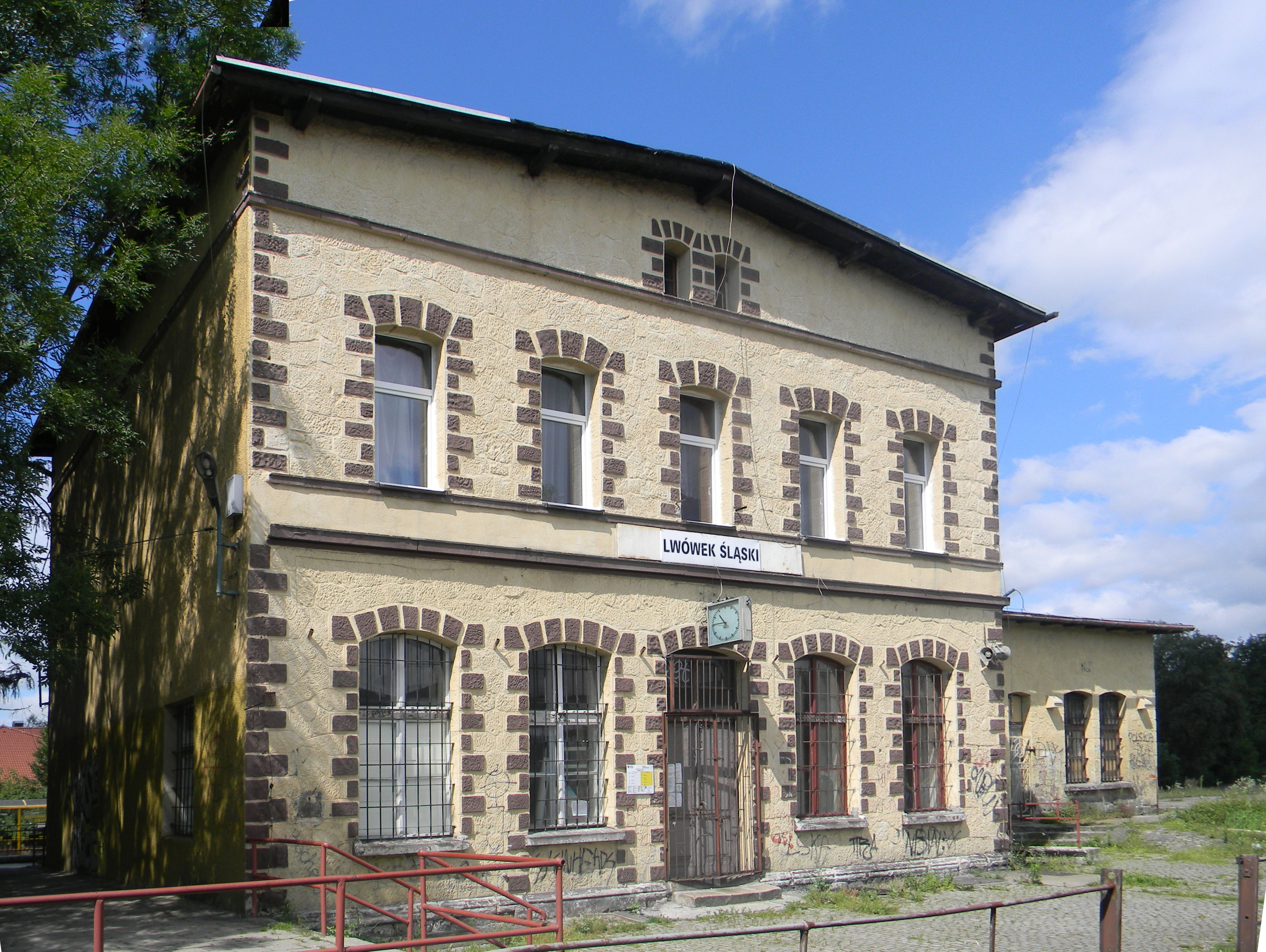
Lwówecki dworzec kolejowy

### Transport kolejowy
Lwówek Śląski posiada nieczynny dworzec kolejowy z 1885 roku.
Z Lwówka Śląskiego wychodziły linie kolejowe w kierunkach:
- 283 Jelenia Góra → Lwówek Śląski → Żagań
- 284 Legnica → Lwówek Śląski → Pobiedna

Ponadto istnieje nieczynny fragment linii kolejowej:
- 284 Lwówek Śląski → Jerzmanice Zdrój → Złotoryja.

Ruch pasażerski na wszystkich liniach został zlikwidowany.

### Szlaki rzeczne
- Rzeka Bóbr:

Rzeka wypływa na stokach góry Lasocin w czeskich Karkonoszach i ma długość 268 km, ujście do Odry na km 516,0 rz. Odry. Szlak o długości 239,8 km zaczyna się w Marciszowie Dolnym, a przy niskim stanie wód w Lwówku Śląskim. Jest to szlak dość trudny i uciążliwy, wymaga aż 45 przenoszeń kajaka, na jego przebycie potrzeba 10 dni. W granicach województwa dolnośląskiego długość szlaku wynosi 128,7 km, a przy niskim stanie wód – 56,3 km. Do Lwówka Śląskiego nurt rzeki jest bardzo szybki, poniżej Lwówka Śląskiego nieco słabszy, ale ten odcinek rzeki aż do ujścia zaliczono do szlaków górskich. Na szlaku występuje 18 elektrowni wodnych, z których największe to: Wrzeszczyn, Pilchowice I, Kraszowice i Stara Olesna. Rzeka na swojej długości jest mocno zróżnicowana ze względu na warunki spływu. Atrakcyjność szlaku podnoszą przepiękne okolice i walory krajoznawcze, szlak przypomina spływ Dunajcem, lecz jest trudniejszy i bardziej uciążliwy.
Rozpoznane miejsca do biwakowania:
- wieś Dąbrowica – lasek koło wysepki (P),
- miasto Lwówek Śląski – miejsce przy kąpielisku miejskim (L),
- wieś Włodzice Małe – brzegi ndające się do biwakowania (L),
- miasto Bolesławiec – park miejski (P),
- wieś Stara Oleszna – za mostem, w lesie iglastym (L).

Stan czystości wód Bobru wg „Raportu o stanie środowiska województwa dolnośląskiego w roku 2002” nie odpowiada normom ze względu na przekroczenia dopuszczalnych norm: substancji biogennych (azot azotynowy), wskaźników fizyko-chemicznych, stanu sanitarnego. Na odcinku od miejscowości Dobra k. Bolesławca do miejscowości Buczek (woj. lubuskie) szlak wodny przebiega przez teren Ośrodka Szkolenia Poligonowego Wojsk Lądowych Żagań będącego terenem zamkniętym zgodnie z art. 2 ust. 9 ustawy Prawo geodezyjne i kartograficzne Utrudnieniem w ruchu turystycznym mogą być ćwiczenia prowadzone na przeprawie rzecznej dla pojazdów wojskowych (km 91,380 – km 91,880). Szlak graniczy lewobrzeżnie z OSPWL Żagań. Utrudnieniem mogą być ćwiczenia prowadzone na Ośrodku Przepraw Wodnych przy rz. Bóbr (km 117,5 – km 119,2).
| Gmina przy szlaku wodnym | Dostępność komunikacyjna rzeki                                                                                           | Dostępność komunikacyjna rzeki                                                                                            | Dostępność komunikacyjna rzeki |
| Gmina przy szlaku wodnym | Powiązanie rzeki z siecią dróg                                                                                           | Powiązanie rzeki z siecią kolejową                                                                                        | ocena zbiorcza – wnioski       |
| ------------------------ | --- | --- | ------------------------------ |
| Lwówek Śląski            | skrzyżowanie dróg wojewódzkich nr 297 i 364, dostęp do rzeki drogą wojewódzką nr 297 oraz przez drogi powiatowe i gminne | stacja kolejowa w Lwówku Śląskim na linii lokalnej, w bezpośrednim sąsiedztwie rzeki                                      | korzystne warunki dostępności  |
| Lwówek Śląski            | Infrastruktura turystyczna rzeki                                                                                         | |                                |
| Lwówek Śląski            | Ośrodki sportów wodnych, przystanie, stacje paliw dla żeglugi, kempingi, pola biwakowe itp.                              | Rozpoznane warunki do biwakowania                                                                                         | ocena zbiorcza – wnioski       |
| Lwówek Śląski            | pole biwakowe i kąpielisko OSIR                                                                                          | km 167,4 – miejsce na biwak przy kąpielisku miejskim km 154,6 – Włodzice Małe – miejsce na biwak przy moście drogowym (L) | rozwinięta baza turystyczna    |

### Miejski transport indywidualny
Na terenie gminy zlokalizowane są trzy trasy rowerowe oraz dwie ścieżki rowerowe. W Lwówku Śląskim jest około 20 km tras i ścieżek rowerowych. W 2004 roku uruchomiono najnowszą ścieżkę rowerową prowadzącą aż do Pławnej. W mieście działają również firmy taksówkarskie.
Ścieżki i trasy rowerowe przebiegające przez miasto:
 Ścieżka rowerowa w mieście – „pomarańczowa” – 2,9 km:

Urząd Skarbowy → ul. Graniczna (przejazd kolejowy) → plac sportowy → przejazd kolejowy → śluza na Bobrze → ogródki działkowe → „ścieralnia” → ul.Wiejska /mostek/ Urząd Skarbowy;
 Ścieżka rowerowa Lwówek Śląski – Pławna – 7,6 km

Lwówek Śląski → Mojesz → Pławna Dolna → Pławna Średnia → Pławna Górna;
 Trasa rowerowa – „żółta” – 9,2 km

Lwówek Śląski → Płóczki Dolne → Mojesz → Lwówek Śląski;
 Trasa rowerowa – „fioletowa” – 21,2 km

Lwówek Śląski → Mojesz → Dębowy Gaj → Sobota → Pieszków → Dworek → Lwówek Śląski;
 Trasa rowerowa – „zielona” – 55,5 km

Lwówek Śląski → Mojesz → Dębowy Gaj → Sobota → Bielanka → Zbylutów → Gaszów → Skała → Żerkowice → Rakowice Małe → Kotliska → Niwnice → Radłówka → Lwówek Śląski;
 Trasa rowerowa – czerwona – „Pętla Lwówecka” – 93 km

Lwówek Śląski → Radłówka → Niwnice → Gradówek → Rząsiny → Ubocze → Gryfów Śląski → Wieża → Brzeziniec → Mirsk → Rębiszów → Grudza → Janice → Popielówek → Lubomierz → Wojciechów → Radomice → Klecza → Wleń → Bystrzyca → Przeździedza → Górczyca → Sobota → Dębowy Gaj → Mojesz → Lwówek Śląski;
 Euroregionalny Szlak Rowerowy ER-4 (Szlak Średniowiecznych Miast):

Görliz → Zgorzelec → Pokrzywnik → Gronów → Sławnikowice → Henryków Lubański → Radogoszcz → Uniegoszcz → Lubań → Radostów Średni → Radostów → Mściszów → Niwnice → Radłówka → Lwówek Śląski → Złotoryja → Jawor → Wrocław;
 Euroregionalny Szlak Rowerowy ER-6 – 122 km:

Lubawka → Kamienna Góra → Marciszów → Janowice Wielkie → Jelenia Góra → Siedlęcin → Barcinek → Pokrzywnik → Pilchowice → Nielestno → Czernica → Modrzewie → Wleń → Przeździedza → Górczyca → Sobota → Dębowy Gaj → Lwówek Śląski → Rakowice Wielkie → Rakowice Małe → Włodzice Małe → Bolesławiec;
 Euroregionalny Szlak Rowerowy ER-10 – 60 km:

Lwówek Śląski → Mojesz → Pławna Dolna → Pławna Średnia → Pławna Górna → Lubomierz → Chmieleń → Mirsk → Giebułtów → Wolimierz → Jindřichovice pod Smrkem → Frydlant.

## Turystyka
Biuro Informacji Turystycznej mieści się w Dolnym Rynku przy pl. Wolności 1.
Lwówek Śląski odwiedza rocznie ponad 4.500 turystów, a podczas Lwóweckiego Lata Agatowego w mieście może przebywać nawet 50 000 osób.
Miasto posiada kilka punktów widokowych zlokalizowanych w różnych miejscach, są to m.in.: Baszta Lubańska, Góra Okrąg, Wieża Ratuszowa, masyw skalny Szwajcaria Lwówecka.
Szlaki turystyczne przebiegające przez miasto:
 Szlak Agatowy:
Lwówek Śląski → Płóczki Dolne (jaskinie) → Płóczki Górne → Wzgórze Lipień (pola agatowe) → Szpitalna Góra → Lwówek Ślaski. Długość – 12,5 km;
- Szlak Lwóweckich Form Skalnych:

plac Wolności (Fontanna Sukienników) → ul.Browarna → ul.Brodatego → Góra Szpitalna → Panieńskie Skały → ul.Polna → Droga Wojewódzka nr 297 → ścieżka pieszo-rowerowa → Szwajcaria Lwówecka → Park Bucholec → Wzgórze Kombatantów. Długość – 6,6 km.
 Dolnośląski Rowerowy Szlak Papieski:
Bolesławiec → Lwówek Śląski → Lubomierz → Mirsk → Świeradów-Zdrój → Szklarska Poręba → Sobieszów → Zamek Chojnik → Jelenia Góra → Karpacz → Kowary → Kamienna Góra → Krzeszów → Szczawno-Zdrój → Książ → Świebodzice
 Szlak Pielgrzymkowy św. Jakuba – Via Regia:
Brzeg → Oława → Wrocław → Środa Śląska → Legnica → Legnickie Pole → Złotoryja → Lwówek Śląski → Lubań → Zgorzelec;
Via Regia przebiega następującymi ulicami Lwówka Śląskiego: ul.Płakowicka → ul.Złotoryjska → ul.Słoneczna → ul.Widokowa → ul.Złotoryjska → ul.Betleja → ul.Jaśkiewicza → ul.Sienkiewicza → Plac Wolności → ul.Orzeszkowej → ul.10. Dywizji → ul.Sobieskiego;
- Szlak Tradycji Rzemieślniczych – Via Fabrilis: Bolesławiec → Tomaszów Bolesławiecki → Lwówek Śląski → Lubań → Zgorzelec → Lubomierz → Wleń → Jelenia Góra → Kowary → Karpacz → Szklarska Poręba → Piechowice → Harrachov → Rokytnice nad Jizerou → Paseky nad Jizerou → Vysoké nad Jizerou → Poniklá → Jilemnice → Trutnov (Voletiny) → Horní Maršov → Vrchlabí[189];

 Trasa Nordic Walking – 4,2 km (59 min):
ul. Zamkowa → Góra Szpitalna → Panieńskie Skały → ul. Jaśkiewicza → Szwajcaria Lwówecka → ul. Graniczna → Panieńskie Skały → Góra Szpitalna
- Szlak Dolnośląskich Zamków i Pałaców[191][192]:

Jawor → Warmątowice Sienkiewiczowskie → Legnica → Prochowice → Lubin → Chocianów → Chojnów → Kliczków → Gościszów → Skała → Lwówek Śląski (Płakowice) → Czocha → Leśna → Radomierzyce → Świecie → Zapusta → Olszyna Dolna → Rząsiny → Nagórze → Lubomierz → Lubomierz → Proszówka → Stara Kamienica → Rybnica → Jelenia Góra (Sobieszów) → Jelenia Góra (Cieplice Śląskie-Zdrój) → Staniszów → Staniszów → Jelenia Góra → Wleń
- Szlak Romański w Polsce[193]

 Szlak żółty:
Lwówek Śląski → Radłówka → Niwnice. Długość – 10 km;
 Szlak żółty:
Lwówek Śląski → Lwóweckie Skały → Dębowy Gaj → zamek Lenno → Wleń. Długość 15 km;
 Szlak zielony:
Lwówek Śląski → Płóczki Górne → Nagórze → Oleszna Podgórska → Gryfów Śląski. Długość 18 km;
 Szlak zielony:
Lwówek Śląski → Chmielno → Skała → Żerkowice → Włodzice Wielkie. Długość 15 km;
 Szlak niebieski:
Lwówek Śląski → Dworek → Bielanka → zamek Grodziec. Długość 21 km;
 Szlak czarny:
Lwówek Śląski → Płóczki Dolne (jaskinie) → Gradówek (Pirszyn) → Rząsiny. Długość 11 km.

## Kultura i rozrywka

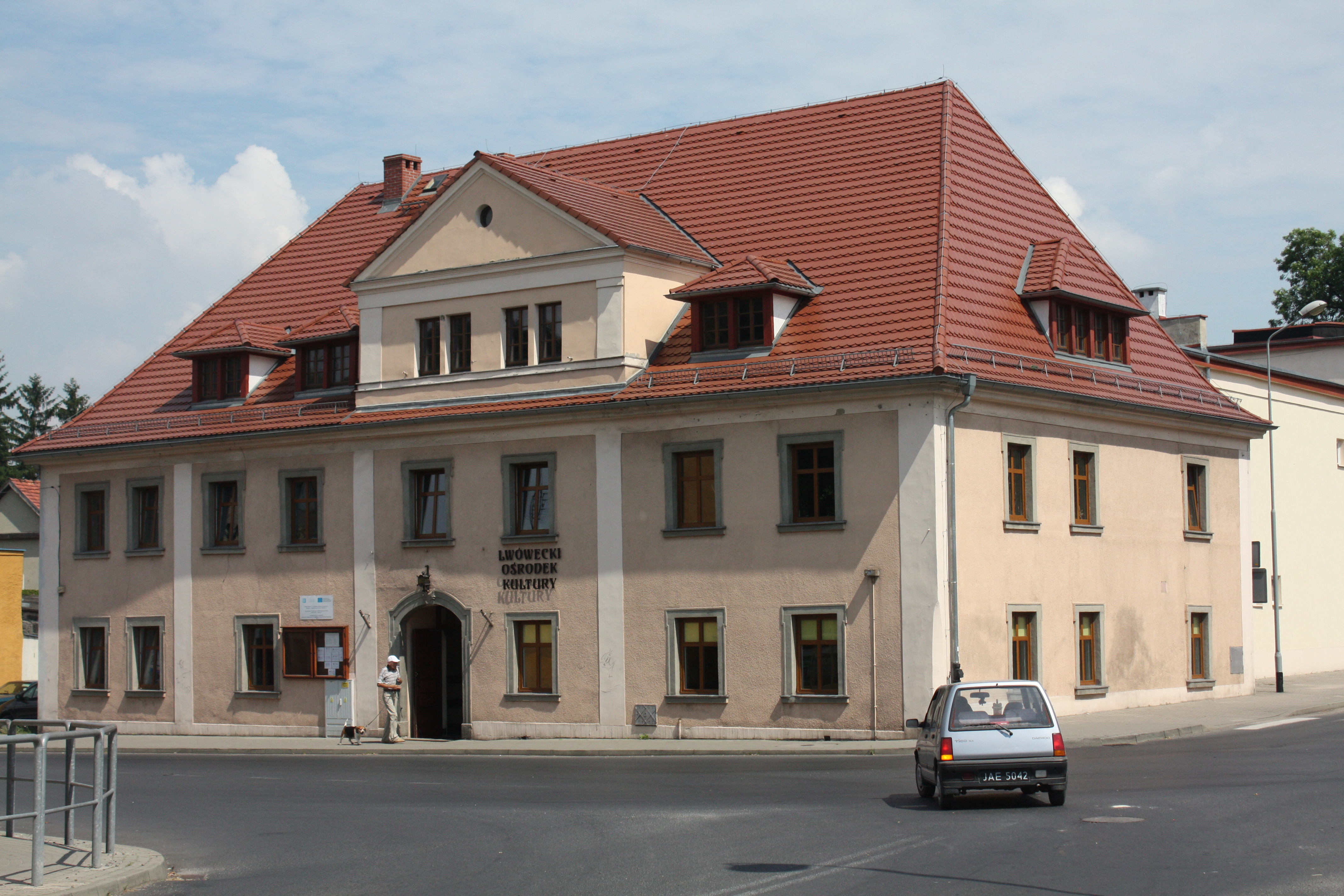
Lwówecki Ośrodek Kultury

### Lwówecki Ośrodek Kultury
Lwówecki Ośrodek Kultury (LOK) jest instytucją działającą na terenie miasta. Siedziba mieści się przy ul. Przyjaciół Żołnierza 5. Lwówecki Ośrodek Kultury jest instytucją, która prowadzi wiele imprez kulturalnych, rozrywkowych i oświatowych na terenie miasta. Angażuje w życie kulturalne samych mieszkańców, oferując zajęcia stałe prowadzone przez wyspecjalizowane osoby. Wielu lwówczan może się aktywnie włączyć w animację życia kulturalnego miasta, poprzez uczestnictwo w różnego rodzaju zajęciach plastycznych, muzycznych, tanecznych, rozrywkowych.
W budynku Lwóweckiego Domu Kultury mieszczą się m.in. :
- Kino LOK;
- Galeria Sztuki Kla-Tka;
- Szkoła Tańca Vega;
- Sala Muzyczna;
- Szkoła Rysunku.

### Powiatowa i Miejska Biblioteka Publiczna w Lwówku Śląskim
Biblioteka zapewnia obsługę biblioteczną mieszkańców gminy. Rozwija i zaspokaja potrzeby czytelnicze i informacyjne mieszkańców, upowszechnia wiedzę i sprzyja rozwojowi kultury. Przy bibliotece działa Dyskusyjny Klub Książki, ponadto organizowane są różnego rodzaju wystawy, a także konkursy. PiMBP w Lwówku Śląskim ma kilka filii na terenie Gminy w tym w: Chmielnie Kotliskach, Płóczkach Górnych (zawieszona od 1 czerwca 2008 r.), Sobocie, Rakowicach Wielkich, Niwnicach. Filia w Radłówce z powodu niewielkiej ilości czytelników, a także braku wystarczających funduszy decyzją rady gminy została zlikwidowane.

### Organizacje pozarządowe
W Lwówku Śląskim zarejestrowano wiele organizacji pozarządowych (NGO):
- Dolnośląskie Stowarzyszenie Sportów Wodnych Chmura;
- Fundacja Nasz Szpital;
- Fundacja Pomocy Niepełnosprawnym Płakowice;
- Fundacja Rozwoju Dzieci „Razem”;
- „Lwówecka” Spółdzielnia Mieszkaniowa;
- Lwówecki Klub Strzelecko-Kolekcjonerski;
- Lwóweckie Towarzystwo Regionalne;
- Lwóweckie Towarzystwo Wędkarskie;
- Klub Wspinaczkowo-Rowerowy „Leo”;
- Ochotnicza Straż Pożarna w Chmielnie;
- Ochotnicza Straż Pożarna w Kotliskach;
- Ochotnicza Straż Pożarna w Niwnicach;
- Ochotnicza Straż Pożarna w Płóczkach Górnych;
- Ochotnicza Straż Pożarna w Sobocie;
- Ochotnicza Straż Pożarna w Zbylutowie;
- Ochotnicza Straż Pożarna we Włodzicach Wielkich;
- Oddział PTTK „Ziemi Lwóweckiej” w Lwówku Śląskim;
- Polski Związek Emerytów, Rencistów i Inwalidów;
- Powiatowe Stowarzyszenie Inicjatyw Gospodarczych w Lwówku Śląskim;
- Powiatowe Zrzeszenie Ludowe Zespoły Sportowe w Lwówku Śląskim;
- Powiatowy Szkolny Związek Sportowy w Lwówku Śląskim;
- Samorządowe Stowarzyszenie na Rzecz Ochrony i Odbudowy Kolei Na Dolnym Śląsku;
- Stowarzyszenie Absolwentów i Przyjaciół Liceum Ogólnokształcącego im. Henryka Brodatego we Lwówku Śląskim;
- Stowarzyszenie Artystyczne „Artyści Dla Powiatu Lwóweckiego”;
- Stowarzyszenie Kupców Lwóweckich;
- Stowarzyszenie „Lower Sielsia Country Life”;
- Stowarzyszenie Maltanowo;
- Stowarzyszenie Motocyklistów „Leopolis Bikers”;
- Stowarzyszenie na Rzecz Oświaty w Powiecie Lwóweckim;
- Stowarzyszenie „Nasz Dworek”;
- Stowarzyszenie Przedszkole Naszych Dzieci;
- Stowarzyszenie Przyjaciół Szkoły „Jedenastka”;
- Stowarzyszenie na Rzecz Ofiar Wypadków Drogowych „Pomoc” w Lwówku Śląskim;
- Stowarzyszenie na Rzecz Osób Niepełnosprawnych, Bezdomnych i Zagrożonych Patologiami Społecznymi „Moje Miejsce”;
- Stowarzyszenie na Rzecz Rozwoju Społecznego Oraz Integracji Europejskiej;
- Stowarzyszenie na Rzecz Rozwoju Wsi;
- Stowarzyszenie na Rzecz Szkół Wiejskich w Gminie Lwówek Śląski;
- Stowarzyszenie „Nasza Gmina Lwówek Śląski”;
- Stowarzyszenie „Nowoczesna Wieś”;
- Stowarzyszenie Rozwoju Wsi Włodzice;
- Stowarzyszenie Sołtysów Gminy Lwówek Śląski „Nasza Wieś”;
- Stowarzyszenie „Srebrna Dolina”;
- Stowarzyszenie „ZSET – Nasza Szkoła”;
- Związek Sybiraków[197].

### Artyści z Lwówka Śląskiego
- Dziewczęca grupa taneczna Sibro (1977–1992)[198]
- Zespół Buty Sapera (1985–1991, od 2012)[199]

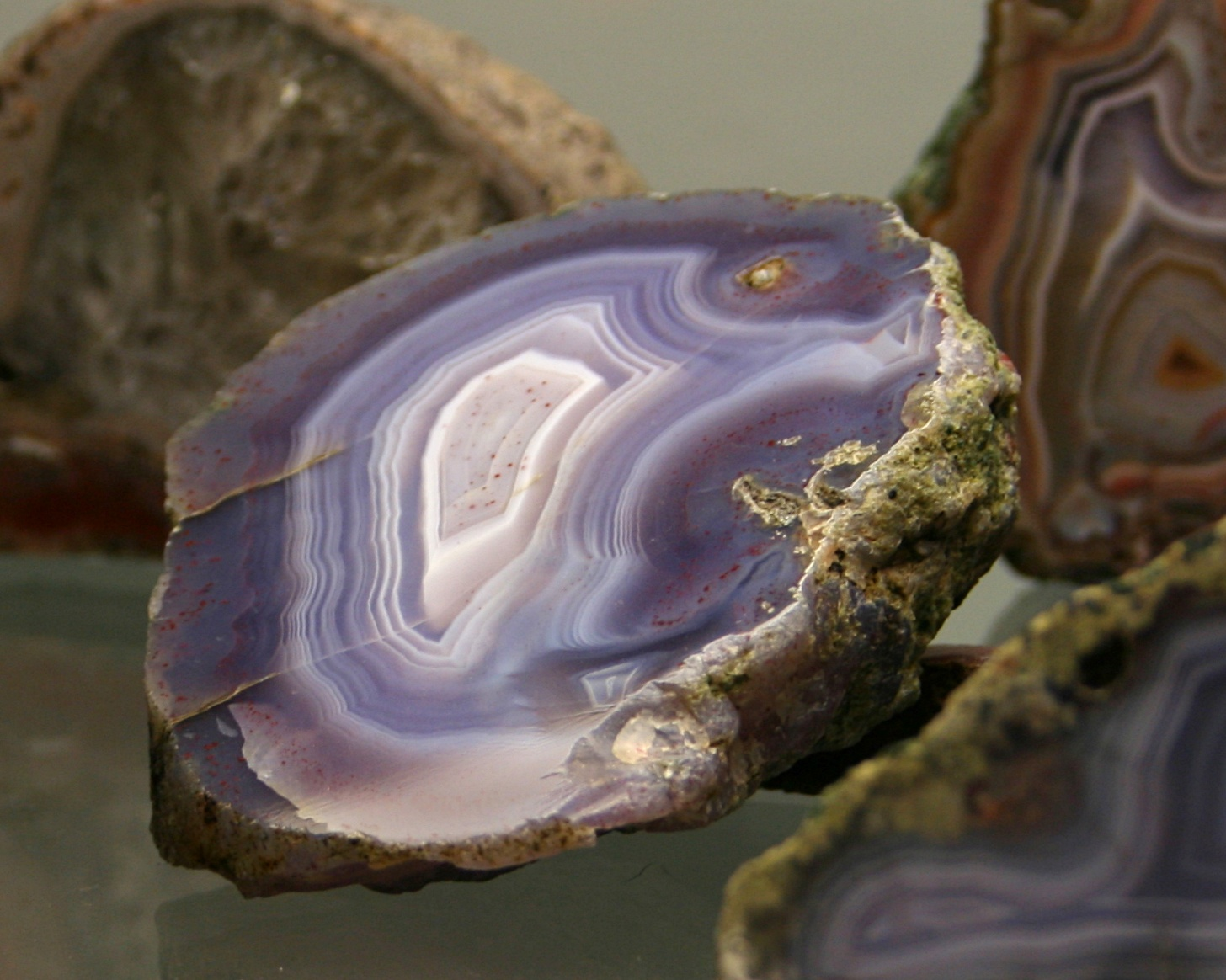
Agat z Lwóweckiego Lata Agatowego

- LLA Valon (1999– 2017, 2019)[200][201][202]
- Za Kratą (2002– ?)
- Włodzimierz Zdzienicki[203]

### Muzea
W Lwówku Śląskim znajduje się dwa znaczące obiekty muzealne:
- Placówka Historyczno-Muzealna w ratuszu (pl. Wolności 1);
- Muzeum Browarnictwa w browarze „Lwówek” (ul. Traugutta 4);
- Muzeum Lwóweckie w Agatowej Kamienicy (pl. Wolności 22)[204].

### Kina
W Lwówku Śląskim w Lwóweckim Domu Kultury działa kino:
- Kino „Lok” (ul. Przyjaciół Żołnierza 5).
- W mieście istnieje budynek po zlikwidowanym Kinie „Bajka” (ul. Jaśkiewicza 2)[205][206].

### Kąpieliska
Baseny:
- Basen Ośrodka Sportu i Rekreacji (ul. Betleja 8)[207][208][209][210][211].

Kąpieliska odkryte, niestrzeżone działające sezonowo:
- Kąpielisko „Żwirownia” (Rakowice Wielkie);
- Kąpielisko „Tama” na rzece Bóbr (ul. Rybna 15).

## Edukacja

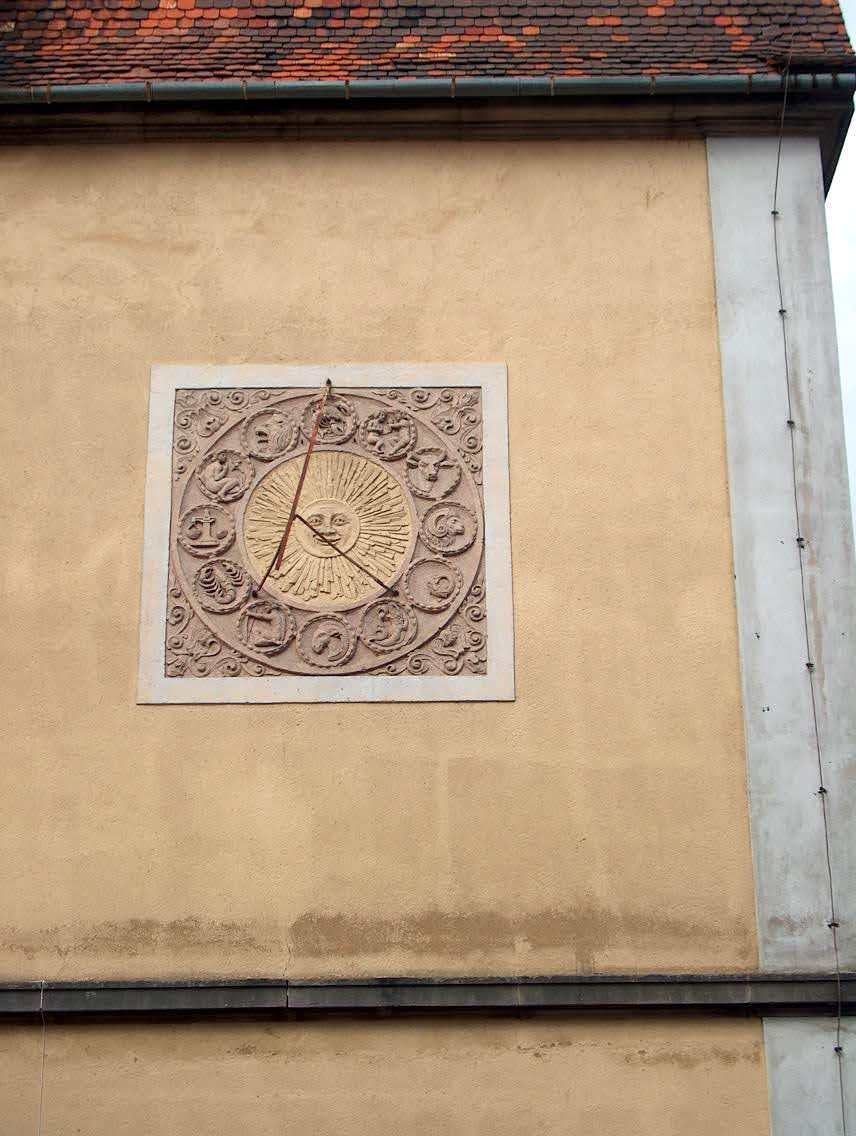
Zegar słoneczny na elewacji zespołu szkół ogólnokształcących i zawodowych

### Historia szkolnictwa w Lwówku Śląskim w latach 1945–1958
Koniec drugiej wojny światowej zastał Lwówek Śląski w znacznej części zniszczony. Miasto wyzwolone 16-17 II 1945 r. ostatecznie zostało zajęte przez wojska radzieckie 8-9 V. W ciągu kilkunastu następnych tygodni została utworzona polska administracja. Powstanie Komendy Milicji Obywatelskiej i Urzędu Bezpieczeństwa Publicznego zachęcało do osadnictwa. Dla przybywających, oprócz służby zdrowia, zaczęto organizować pierwsze sklepy i zakłady. Przybywali tu zarówno osadnicy z województw centralnych, jak i osoby wysiedlone z Kresów Wschodnich. Lwówek Śl. i jego okolice przekazano głównie na zasiedlanie przez żołnierzy i ich rodziny, w szybkim czasie dał się odczuć deficyt różnych profesji. Dlatego wśród przybywających tu cywilów, pierwszeństwo mieli ci rzemieślnicy, których najbardziej brakowało. Pilnie poszukiwano urzędników, księży oraz nauczycieli.
W takich warunkach w Lwówku Śląskim rodziła się powojenna szkoła. Działania te zgodne były z polityką kształtującego się polskiego rządu, który widział w rozwoju szkolnictwa integrację mieszkańców oraz odrodzenia polskości na Dolnym Śląsku.
W oparciu o uprawnienia Wydziału Oświaty na Okręg Administracyjny Dolnego Śląska (z dnia 10 lipca 1945 r.) rozpoczęto organizację szkolnictwa na terenie powiatu lwóweckiego. Pełnomocnik z Jeleniej Góry Wojciech Tabaka i Jeleniogórski Inspektor Szkolny Bronisław Piórkowski polecili burmistrzowi zabezpieczenie budynków szkolnych, pomocy naukowych i mieszkań dla nauczycieli. Zalecali, by dnia 1 września 1945 r., a nawet wcześniej otworzyć szkoły. Dla zachęcenia osadzania się w okolicy nauczycieli, sugerowano nadawanie każdemu nauczycielowi po 2 ha ziemi i inwentarz żywy. Trudność pojawiała się jednak, gdy pedagodzy chcieli jako miejsce zamieszkania wybrać miasto.
Tworzenie sieci szkół i powiększająca się ilość nauczycieli wymusiła w Starostwie utworzenie Referat Oświaty i Szkolnictwa zwanego Inspektoratem. Pierwszym Inspektorem Szkolnym na terenie powiatu lwóweckiego został Albin Ratajski. Tymczasem przebywająca w mieście od sierpnia 1945 r. nauczycielka Henryka Szpak, po uzyskaniu zgody Inspektora Szkolnego rozpoczęła zapisy dzieci do szkoły. W tym celu spotykała się z osadnikami i repatriantami, odwiedzała nieliczne lwóweckie urzędy, instytucje oraz domy prywatne, zachęcając rodziców by ich pociechy rozpoczęły lub kontynuowały edukację. Kilka dni później, na początku września przybyła do Lwówka Śl. wieloletnia nauczycielka Helena Pielarska, która szybko włączyła się w organizowanie lwóweckiej szkoły.
Dzięki wysiłkom i ogromnej pracy tych trzech osób w dniu 8 września 1945 r. odbyły się pierwsze (nieoficjalne) zajęcia w lwóweckiej szkole. Do dwóch klas łączonych uczęszczało w sumie 28 uczniów. Stąd w klasie od I – IV oraz V – VII było zapisanych po kilkanaście osób. Lekcje odbywały się w dwóch przywróconych do użytku salach, znajdujących się na parterze w północnej części budynku (obecnie szkoła średnia – Zespół Szkół Zawodowych i Ogólnokształcących).
Helena Pielarska tak wspominała pierwsze dni:

„Budynek szkolny, choć okazały, robił przykre wrażenie. Dach świecił dziurami jak sito, gdzieniegdzie zwisały niebezpieczne dachówki. Okna bez futryn, nie mówiąc o szkle. W salach kupy gruzów, z gruzami zmieszane niemieckie książki, pomoce naukowe, rury popękane. Na dziedzińcu przed jednym z wejść ogromny lej po wybuchu pocisku.”

17 października 1945 r. pierwszym kierownikiem szkoły został podporucznik Kazimierz Banach. W szkole prowadził zajęcia z fizyki, chemii, wychowania fizycznego, a także dyrygował chórem szkolnym. Henryka Szpakówna nauczała języka polskiego, natomiast Helena Pielarska geografii i historii.
W listopadzie 1945 r. zmienił się inspektor szkolny, został nim Bolesław Błaszczyński. Był on głównym inicjatorem uroczystego (oficjalnego) otwarcia lwóweckiej szkoły podstawowej. W tym celu został powołany Komitet Organizacyjny, który wyznaczył datę zjazdu na 20 grudnia 1945 r. Uroczystemu spotkaniu przewodniczył Pełnomocnik Rządu Zygmunt Mościcki. W trakcie spotkania ustalono, że pierwsza szkoła podstawowa w Lwówku będzie nosiła imię „Dzieci Piastów”. Po zakończeniu spotkania dla uczestników ksiądz Loszke odprawił uroczyste nabożeństwo. Po mszy udano się w kierunku budynku, gdzie w wyremontowanej specjalnie na tę uroczystość auli, na honorowej ścianie umieszczono wizerunek orła białego a obok słowa Juliusza Słowackiego:

„Niech żywi nie tracą nadziei
przed Narodem niosą oświaty kaganek”

Wydarzenie zostało opisane w „Pionierze” (1946, nr 3), jednej z najwcześniejszych popularnych gazet, jakie ukazywały się na Dolnym Śląsku. Tytuł artykułu brzmiał Jeszcze jedna polska szkoła na Dolnym Śląsku, a zapisano w nim m.in.: Dnia 20 XII 1945 r. odbyło się (...) uroczyste otwarcie publicznej szkoły powszechnej im. Dzieci Piastów. W uroczystościach tych wzięły udział organizacje społeczne.

Początkowo szkoła funkcjonowała bez wody i prądu. Brakowało podręczników, programów i bibliotek. Czasami w szkole był jeden podręcznik, często więc teksty przepisywano na taką ilość kartek, by starczyło dla każdego ucznia. Nauczyciele starali się zdobywać podręczniki i inne środki dydaktyczne na własną rękę np. prosząc o nie znajomych lub oddając własne zbiory. Helena Pielarska zapisała we wspomnieniach: 

„Lektur dla dzieci nie było, pojechałam do Częstochowy, gdzie przebywałam w czasie okupacji, tam zdobyłam kilkadziesiąt książek – to była pierwsza biblioteka.”

Innym sposobem zdobywania funduszy na zakup niezbędnych rzeczy, a przede wszystkim książek, było organizowanie zabaw, imprez kulturalno-rozrywkowych, przedstawień amatorskich, z których dochód przeznaczano właśnie na cele szkoły. Korzystano także ze zbiórek Komitetu Rodzicielskiego oraz z pomocy instytucji i przedsiębiorstw.
Pomoce szkolne i mapy wykonywali także uczniowie, którzy poświęcali swój czas również na porządkowanie budynku szkoły. Zdarzało się, że pod nadzorem rzemieślników wykonywali także instalacje elektryczne i wodne. Chcąc uczęszczać do szkoły, uczniowie pieszo pokonywali nawet ponad 4 kilometry.

Te trudne chwile tak o to opisała Helena Pielarska: 

„Szkoła zasypana gruzem, okna bez szyb, ogrzewanie centralne nieczynne. [Dlatego zimą klasy i kancelarię szkolną ogrzewano paląc w małych, żelaznych piecykach.] Na razie sprzątnęłyśmy dwie sale i tak zaczęłyśmy naukę z koleżanką Szpak w klasach łączonych. Nadeszły mrozy, wstawiono piece przenośne, które niewiele dawały ciepła, bo atrament w kałamarzach zamarzał. Po przybyciu kolegi Banacha, który objął kierownictwo szkoły, zaczęło się poszukiwanie pomocy do nauki. Mapy, obrazy poniemieckie przenieśliśmy ze starego muzeum, przedmioty czyściło się, katalogowało. Remont szkoły przeprowadził inżynier Kraczkiewicz, który wrócił z obozu w Murnau, a żona jego była pierwszą przewodniczącą Komitetu Rodzicielskiego.”

Nauczyciele pracowali nawet po kilkanaście godzin. Często zajęcia prowadzili po osiem godzin dziennie, a po lekcjach pomagali dzieciom słabszym w nauce lub z uczniami czytali obowiązujące lektury. Dzięki ogromnemu poświęceniu i ich pracy w ciągu kilku lat w Lwówku Śląskim zakończył się główny etap państwowej „walki z analfabetyzmem”.
Na konferencji nauczycieli powiatu w dniu 15 kwietnia 1946 r. powołano Oddział Powiatowego Związku Nauczycielstwa Polskiego z siedzibą w budynku władz powiatowych (dawny pałac Hohenzollernów – dziś budynek Urzędu Gminy i Miasta Lwówek Śląski oraz Starostwa Powiatowego). Później Oddział ZNP miał siedzibę w domu przy dawnej ul. Marszałka Roli-Żymierskiego.
Sprawozdanie z działalności za lata 1945–1946 wykazało na dzień 1 września 1946 r. łącznie 92 członków, w tym 32 z Lwówka Śl. Według stanu na dzień 1 października 1946 r. liczba nauczycieli w ZNP wynosiła już 101 osób. Do ZNP wstępowało się wówczas na zasadzie dobrowolności, dlatego nie wszyscy nauczyciele byli jego członkami.
Od początku działalności głównym zadaniem ZNP było organizowanie pomocy dla nauczycieli niekwalifikowanych. W latach 40. w wielu szkołach pedagogami zostawali zdemobilizowani żołnierze lub żony oficerów. Na ogólną liczbę 101 pedagogów – 30 (29, 7%) nie posiadało pełnych kwalifikacji. Dlatego zaczęto urządzać dokształcające konferencje rejonowe w trakcie, których odbywały się lekcje pokazowe z różnych przedmiotów. Ponadto odczytywano referaty z zakresu metodyki nauczania oraz zapoznawano uczestników z programami nauczania i sposobami i realizacji. W roku szkolnym 1946/1947 i w pierwszym półroczu 1948 r. zorganizowanych zostało 14 takich spotkań, na których odczytano 14 referatów oraz przeprowadzono 12 lekcji pokazowych.
Tymczasem w kwietniu 1946 r. w lwóweckiej szkole siedmioklasowej pracowało 9 nauczycieli, a uczyło się 187 uczniów. Funkcjonowało też 12 sal lekcyjnych. Z powodu braków etatowych, zdarzało się, iż zatrudnieni nauczyciele mieli nawet do 12 godzin nadliczbowych tygodniowo. Szukający oszczędności Inspektor Szkolny z czasem unikał przydzielania wszystkich godzin nadliczbowych, co odbijało się nie tylko na wyjątkowo niskich pensjach nauczycieli, lecz także na możliwości dodatkowej edukacji uczniów.
Sytuacji nie poprawiło przyznanie nauczycielom od 1 stycznia 1946 r. dodatku mieszkaniowego w wysokości 28 zł miesięcznie. Dodatkowym problemem okazywało się sprawne przekazanie całych poborów. Listy płac dla nauczycieli powiatu lwóweckiego sporządzano, bowiem w Kuratorium. W efekcie nader często wkradały się tam różne błędy. W listopadzie 1946 r. w wyniku takiej pomyłki Kuratorium nie wypłaciło poborów za 1, 2 lub 3 miesiące dla 19 nauczycieli. Zdarzało się, że na listach płac przysyłanych do Lwówka były nazwiska nauczycieli nigdy tu nie zatrudnionych. Dlatego z końcem roku na prośbę Inspektora Szkolnego Bogusława Błaszczyńskiego Kuratorium wydało zgodę, aby listy płac sporządzano według ustalonych przez Inspektorat pięciu rejonów płatniczych. Płatnikiem rejonu lwóweckiego został wspomniany pierwszy kierownik szkoły podstawowej – Kazimierz Banach.
W 1947 r. Szkołę Powszechną im. „Dzieci Piastów” opuściło pierwszych kilkunastu absolwentów. Następne lata przyniosły ze sobą zwiększoną liczbę kończących tę szkołę. Wynikało to przede wszystkim ze stale zwiększającej się liczby osadników. Dla nich też w budynku szkoły zorganizowano prywatne gimnazjum oraz kursy dla dorosłych.
Wynikiem starań kierownictwa szkoły i Komitetu Rodzicielskiego budynek szkolny został przywrócony do przyzwoitego stanu. Do 1948 roku wyremontowano dach, poprawiono tynki oraz usprawniono urządzenia wodociągowo-kanalizacyjne.
Z powodu wzrastającej liczby uczniów w roku szkolnym 1951/1952 zdecydowano się kilka klas przenieść do „budynku zastępczego”. Był nim stary klasztor pofranciszkański przy ul. Szkolnej, zwany popularnie „babką”. W ciągu kolejnych dwóch lat prowadzono remont budynku, by zaadaptować go do nauczania. W 1954 r. przeniesiono tam resztę klas szkoły podstawowej. Tymczasem pozostałe w starym budynku prywatne gimnazjum, przekształcono w państwową szkołę średnią.
Budynek poklasztorny był dość ciasny i wymagał ciągłych remontów. Początkowo Inspektor Oświaty nie odmawiał pieniędzy i w sumie zainwestował 0,5 miliona złotych. Niestety naprawy przeprowadzone przez miejscowe przedsiębiorstwo nie przyniosły oczekiwanych efektów i już w 1956 r. zaczął odpadać tynk w dalszej części budynku. W wyniku postępujących zniszczeń szkoła musiała zrezygnować z auli i sali gimnastycznej.
Ponieważ nadal zwiększała się liczba dzieci, zaczęło robić się coraz ciaśniej. Konsekwencją tego była potrzeba zaadaptowania kolejnego obiektu. Została nim położona przy Alei Wojska Polskiego Spółdzielnia, zwana „budynkiem po szewcach” (dziś wchodzi w skład obiektów Szkoły Podstawowej nr 2). Dzięki temu szkoła zyskała dodatkowe sale lekcyjne, co chwilowo usunęło problem dwuzmianowości. Nadal jednak pozostała kwestia położenia w znacznej odległości od siebie dwóch budynków jednej szkoły.
Kolejne lata powojennego wyżu wymusiły ponowne wprowadzenie zajęć na dwie zmiany. Ten trudny stan postawiono rozwiązać w zupełnie inny sposób. Po uzyskaniu zezwolenia na budowę nowej szkoły, wiosną 1958 r. po zatwierdzeniu projektu 11-izbowej szkoły wraz z salą gimnastyczną i innymi pomieszczeniami, Jeleniogórskie Przedsiębiorstwo Budownictwa Terenowego rozpoczęło prace budowlane. Jesienią tego samego roku do budowy nowej szkoły przyłączył się Komitet Rodzicielski, który powołał Społeczny Komitet Budowy Szkoły. W międzyczasie decyzją Krajowego Społecznego Funduszu Budowy Szkół, lwówecka szkoła została wciągnięta na listę Szkół 1000-lecia.
Ukończona w 1959 r. początkowo funkcjonowała z imieniem „Dzieci Piastów” (świadczą o tym m.in. zachowane pieczęcie na szkolnych dokumentach). Dla rozróżnienia z „babką”, szybko wprowadzono oznaczenie nr 2. Kolejnym etapem było nadanie w 1963 r. szkole imienia „Bohaterów 10-tej Sudeckiej Dywizji Piechoty”.
Ponieważ Szkoła Podstawowa nr 1, nosząca imię „Dzieci Piastów” nadal posiadała nieodpowiedni budynek do prowadzenia zajęć, zdecydowano się w północno-zachodniej części miasta wybudować nowy. W 1964 r. ukończono prace, a młodzież mogła opuścić kilkusetletnie mury „babki”.
Obecnie w budynku SP nr 1 mieści się lwóweckie gimnazjum im. Jana Pawła II. Ponieważ szkołę im „Dzieci Piastów” rozwiązano przed kilku laty, dziś w Lwówku znajduje się tylko SP nr 2 oraz SP nr 3 (położona w dawnych Płakowicach).

### Ośrodek dla sierot z Korei
Północnokoreański minister kultury i propagandy Cho Czon Suk w swoim przemówieniu 31 maja 1951 roku zwrócił się do krajów obozu socjalistycznego z prośbą o pomoc dla koreańskich dzieci, w tym w szczególności sierot. Do Polski największa grupa w liczbie 1270 osób dotarła na Dolny Śląsk w 1953 roku, już po zakończeniu wojny. Docelowym miejscem stała się miejscowość Płakowice koło Lwówka Śląskiego. Priorytetowe znaczenie miał fakt, że wieś leżała z dala od szlaków drogowych i kolejowych i była wtedy mało znana i uczęszczana.
Dla koreańskich dzieci przeznaczono poniemiecki kompleks szpitala psychiatrycznego. W sumie było to 13 domów dziecka, szpital dziecięcy, ambulatorium, budynki dyrekcji, księgowość, magazyny, stołówki i mieszkania oraz szkoła. Obsługa ze strony polskiej obejmowała 600 osób (kucharki, sprzątaczki, nauczyciele, wychowawcy, lekarze, pielęgniarki). Dzieci z Korei pochodziły z rejonów po obu stronach granicznego 38 równoleżnika. Akcja z dziećmi z Korei trwała przez 6 lat, by nagle zakończyć się w 1959 roku.
W tym czasie dzieci były pod stałą opieką koreańskich wychowawców dbających o ich ideologiczny kręgosłup. Do dziś są osoby w KRLD władające językiem polskim, którego tutaj się nauczyły, w tym sam szef Towarzystwa Przyjaciół Polski w Korei. Jedna z dziewczynek, która zmarła w Polsce, pochowana jest na wrocławskim cmentarzu Osobowickim.

### Placówki oświatowe w Lwówku Śląskim
| Placówki oświatowe w Lwówku Śląskim                                    | Placówki oświatowe w Lwówku Śląskim |
| Przedszkola                                                            | Lokalizacja                         |
| ---------------------------------------------------------------------- | ----------------------------------- |
| Publiczne Przedszkole nr 1                                             | al. Wojska Polskiego 21             |
| Publiczne Przedszkole nr 2                                             | ul. Partyzantów 10                  |
| Szkoły podstawowe                                                      | Lokalizacja                         |
| Szkoła Podstawowa nr 1 im. Dzieci Piastów                              | ul. Jana Pawła II 35                |
| Szkoła Podstawowa nr 2 im. Bohaterów X Sudeckiej Dywizji Piechoty      | al. Wojska Polskiego 1a             |
| Szkoła Podstawowa nr 3 im. Szarych Szeregów                            | Płakowice, ul. Pałacowa 11          |
| Prywatna Szkoła Podstawowa Master’s Academy                            | ul. Szkolna 1                       |
| Szkoły średnie                                                         | Lokalizacja                         |
| Specjalny Ośrodek Szkolno-Wychowawczy                                  | Płakowice, ul. Parkowa 9, 17        |
| Zespół Szkół Ekonomiczno-Technicznych im. Kombatantów Ziemi Lwóweckiej | Rakowice Wielkie 48                 |
| Zespół Szkół Ogólnokształcących i Zawodowych                           | ul. Brodatego 1                     |

## Media
Stacje telewizyjne, portale internetowe, gazety i czasopisma stanowiące lokalne media docierają do blisko 50 000 mieszkańców gmin: Gryfów Śląski, Lubomierz, Lwówek Śląski, Mirsk i Wleń.

### Stacje telewizyjne
- TV LOK

### Portale internetowe
- lwowecki.info
- infolwowek24.pl
- lwowek24.pl

### Gazety i czasopisma
- Kurier Lwówecki[215]
- Lwowek24 – Gazeta[216]

### Gazety i czasopisma wycofane ze sprzedaży
- Głos Lwówecki[217]

- Gazeta Lwówecka

### Odniesienia w filmie
Produkcje filmowe mające miejsce w Lwówku Śląskim:
- Pierwszy film fabularny kręcony na obszarze powiatu lwóweckiego powstał w Lwówku Śląskim. Był to Żołnierz zwycięstwa (1953) w reżyserii Wandy Jakubowskiej;
- Lwówek Śląski – film promocyjny z 1968 roku[218];
- Pochód z okazji 1 maja 1974 roku na lwóweckim rynku na nagraniu Zygmunta Klementowskiego[219];
- Film Droga do raju (2010) w reżyserii Gerwazego Reguły, głównie kręcony we Wleniu; w Lwówku Śląskim nakręcono scenę odgrywającą się w kinie (dawne kino Bajka);
- Rosyjski serial pt. „Proces Norymberski” (2011), Lwówek Śląski w serialu odgrywa Berlin[220][221][222];
- Polski film 7 grzechów głównych (2012) rozgrywający się w plenerach Bolesławca i Lwówka Śląskiego[223];
- Program Echa Przeszłości Telewizji Łużyce (odcinek 145 z dnia 26.03.2015) – Wyzwolenie Lwówka Śląskiego[224];
- W programie TVN Turbo Absurdy drogowe (seria 6, odcinek 7; od 20. minuty programu[225]) pokazano ul. Górną w Lwówku Śląskim[226];
- Telewizja Echo24 i filmy: Fortyfikacje Lwówka Śląskiego, Ratusz w Lwówku Śląskim, Lwóweckie Agaty[227];
- Różnorodne współczesne filmy i produkcje promujące gminę i miasto Lwówek Śląski[228][229][230][231][232][233][234][235];
- 168.[236] odcinek programu TVP „Zakochaj się w Polsce” – „Lwówek Śląski” (2020) z fragmentem o Wleniu[236]

Produkcje filmowe wzmiankujące o Lwówku Śląskim:
- Serial Rodzinka.pl (sezon 9, odcinek 195) – na początku serialu Ludwik Boski (grany przez Tomasza Karolaka) wypowiada słowa:

„Trasa z pięknego Lwówka Śląskiego do pięknego Lubomierza [...]”

## Religia

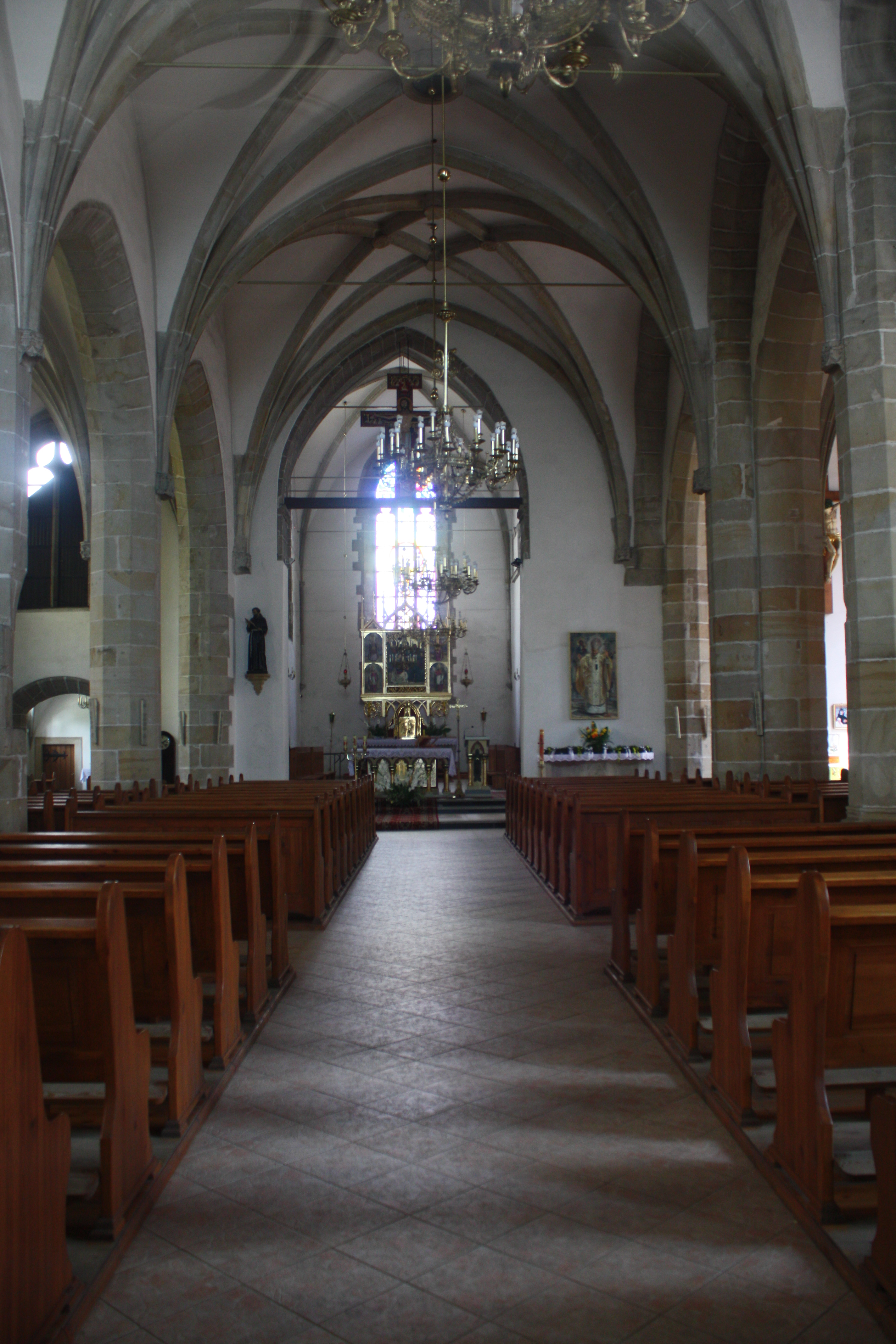
Wnętrze kościoła św. Franciszka z Asyżu

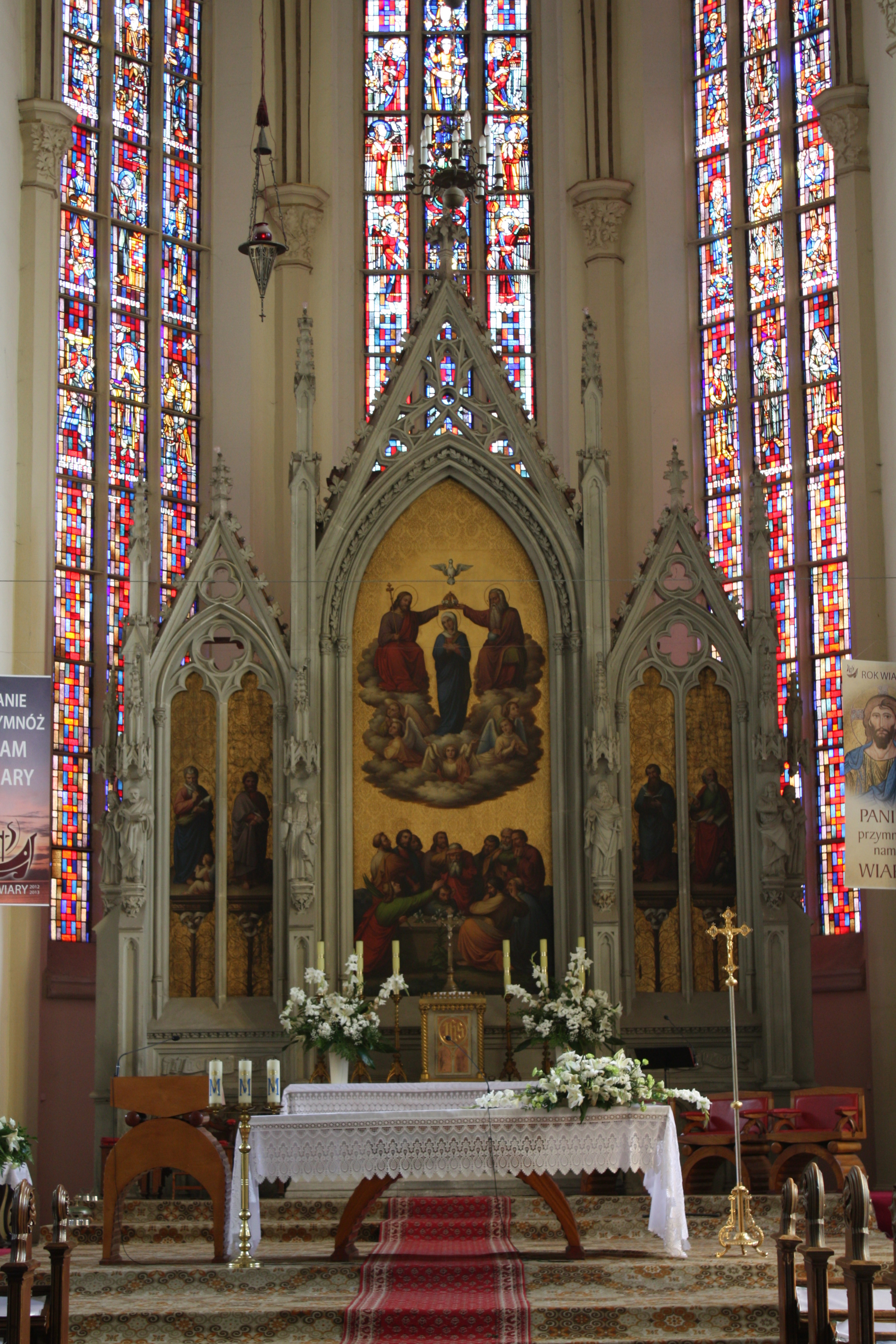
Ołtarz w kościele Wniebowzięcia NMP

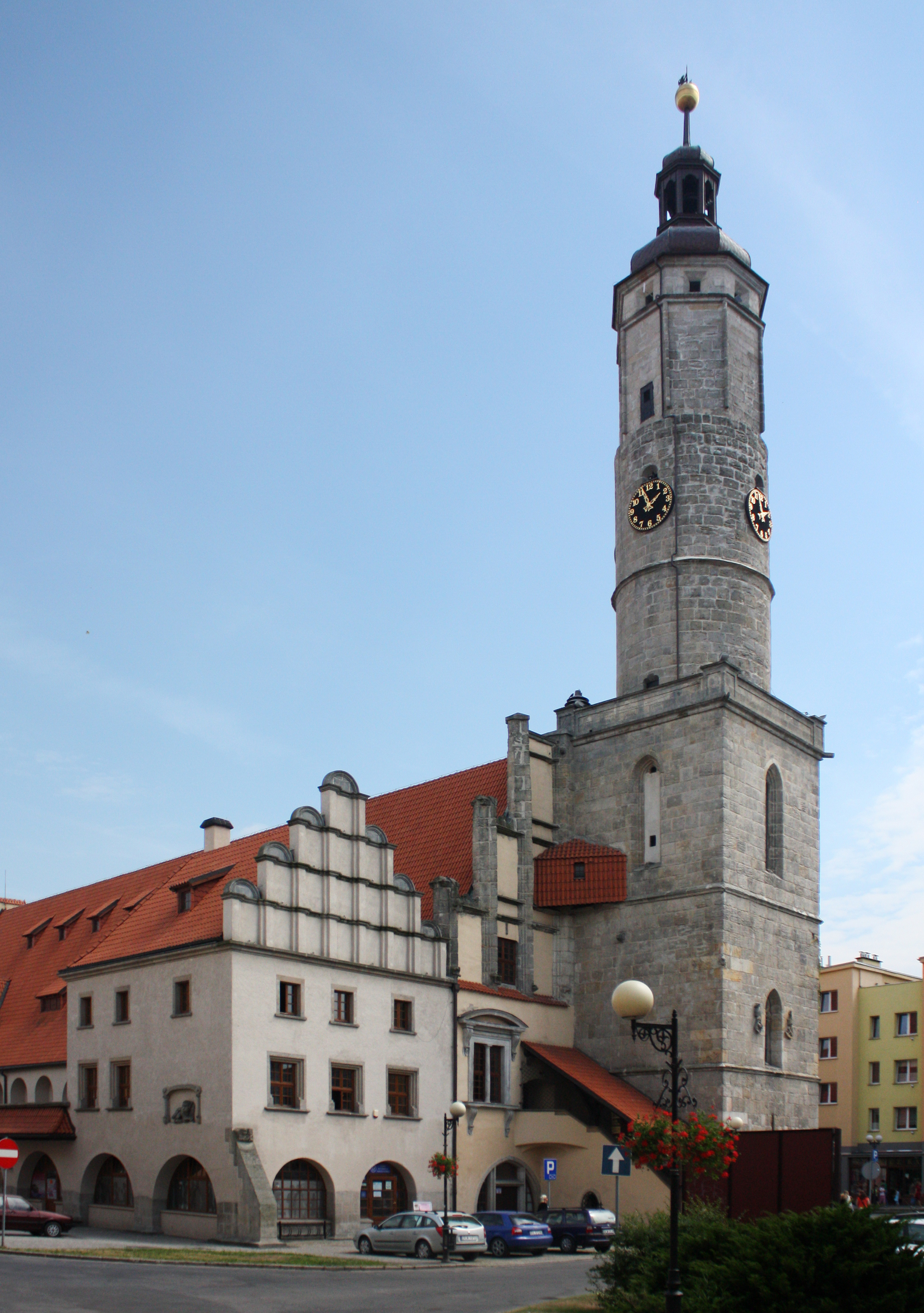
Ratusz w Lwówku Śląskim – niemy świadek wielu wydarzeń historycznych w mieście

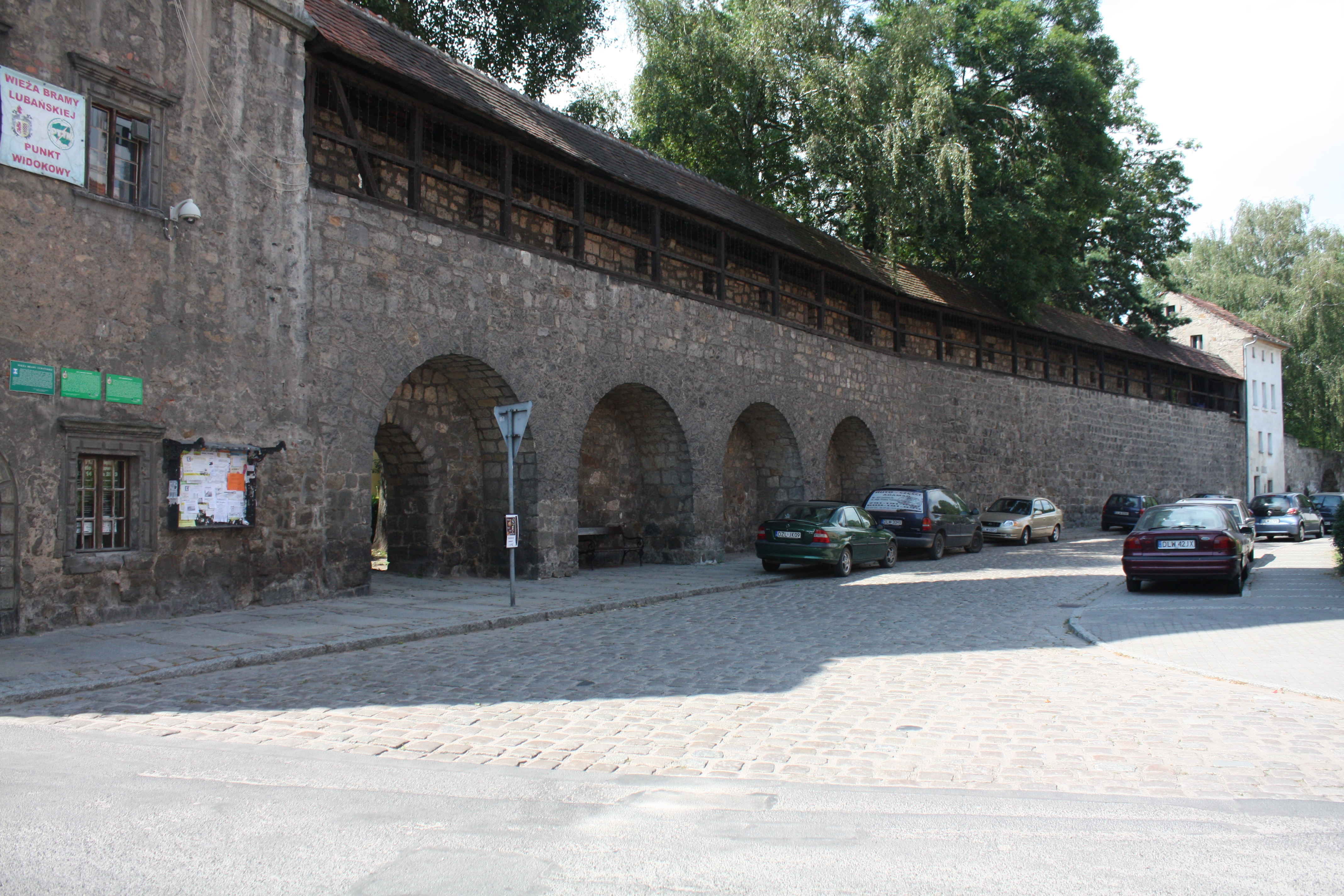
Mury obronne, które na przestrzeni wieków odegrały istotną rolę w kwestii bezpieczeństwa mieszkańców

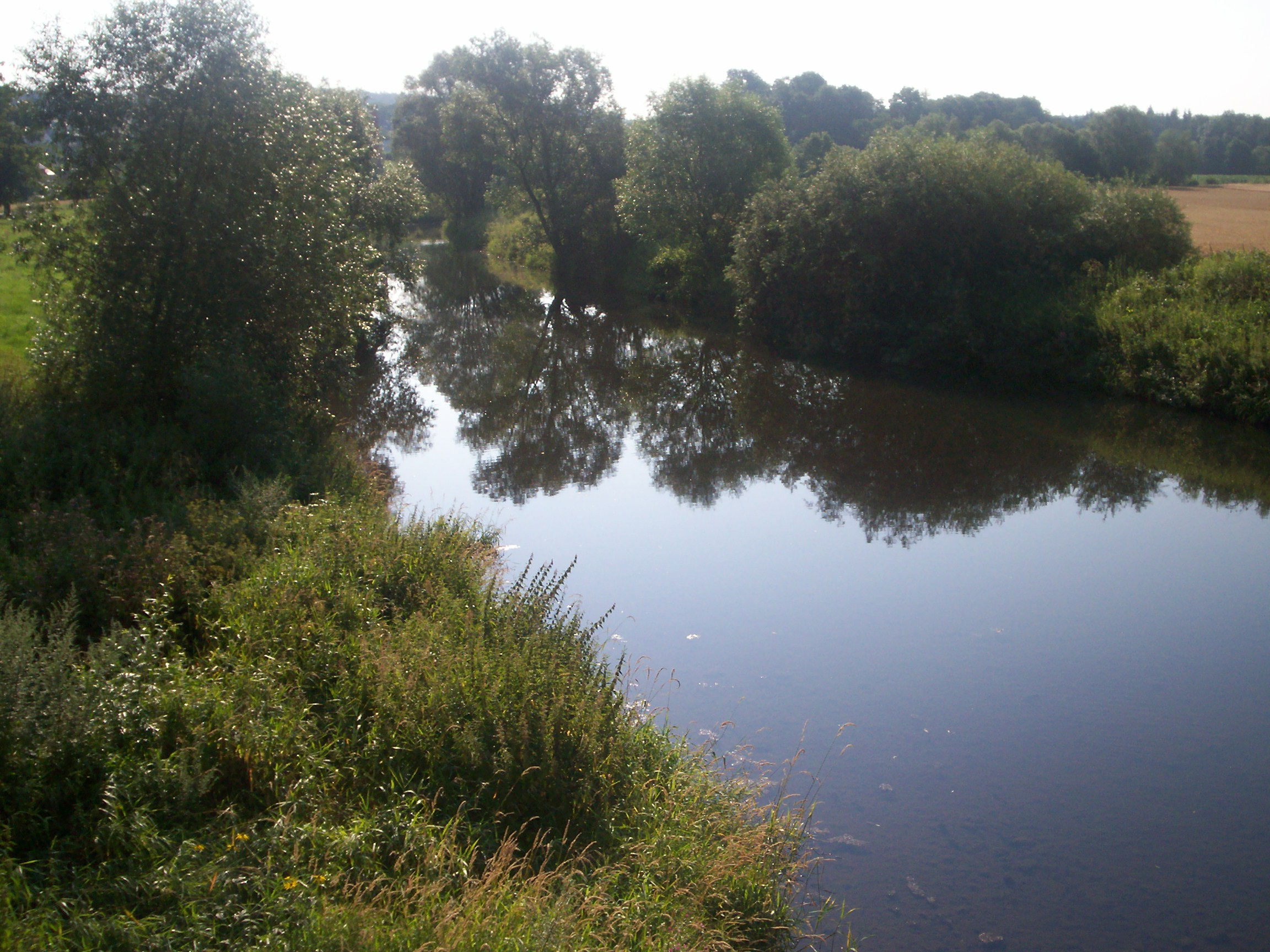
Rzeka Bóbr – ważny czynnik we wczesnych etapach rozwoju miasta

Od czasu włączenia Lwówka Śląskiego do Polski po II wojnie światowej największą grupą wyznaniową są katolicy. Stąd najwięcej świątyń chrześcijańskich należy do diecezji legnickiej obrządku łacińskiego. Lwówek Śląski jest także siedzibą dekanatu Lwówek Śląski znajdującego się w rejonie bolesławiecko-zgorzeleckim wchodzącym w skład diecezji legnickiej.

### Kościoły i związki wyznaniowe
Na terenie miasta działalność religijną prowadzą następujące kościoły i związki wyznaniowe:
| Kościoły i związki wyznaniowe w Lwówku Śląskim | Kościoły i związki wyznaniowe w Lwówku Śląskim   | Kościoły i związki wyznaniowe w Lwówku Śląskim |
| Lp.                                            | Kościół rzymskokatolicki (dekanat Lwówek Śląski) | Lokalizacja                                    |
| ---------------------------------------------- | ------------------------------------------------ | ---------------------------------------------- |
| 1.                                             | Kościół Wniebowzięcia Najświętszej Maryi Panny   | ul. Kościelna 29                               |
| 2.                                             | Kaplica Świętego Krzyża                          | ul. Kościelna                                  |
| 3.                                             | Kościół św. Franciszka z Asyżu                   | ul. Szkolna 3                                  |
| Lp.                                            | Kościoły protestanckie                           | Lokalizacja                                    |
| 1.                                             | Zbór Kościoła Adwentystów Dnia Siódmego          | ul. Jaśkiewicza 3                              |
| 2.                                             | Zbór Kościoła Chrześcijan Baptystów „Betel”      | ul. Gryfowska 1                                |
| 3.                                             | Zbór Kościoła Zielonoświątkowego „Betania“       | ul. Stogryna 2                                 |
| Lp.                                            | Świadkowie Jehowy                                | Lokalizacja                                    |
| 1.                                             | Sala Królestwa Świadków Jehowy                   | ul. Malinowskiego 9                            |

## Nekropolie

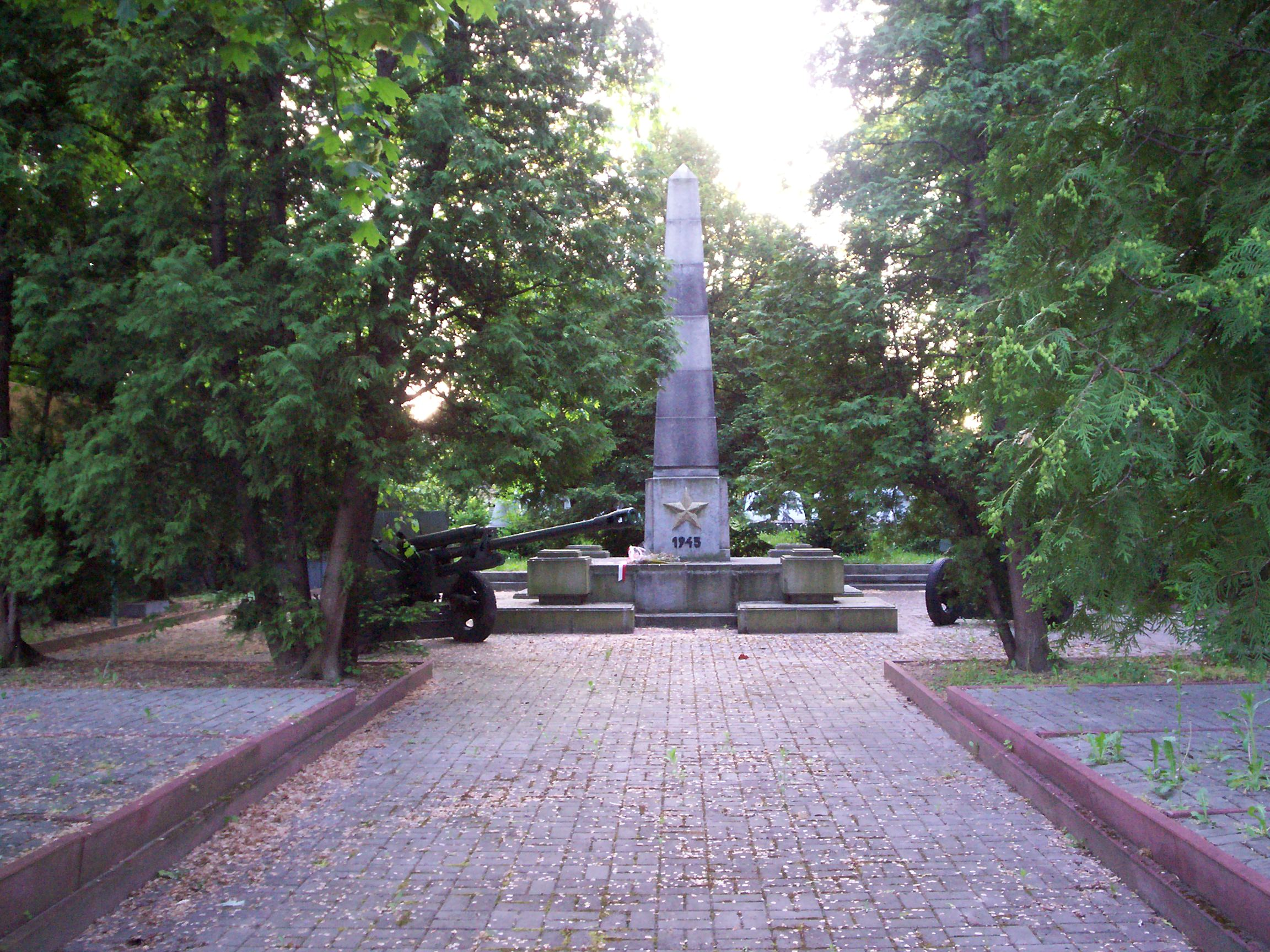
Cmentarz Żołnierzy Radzieckich

| Cmentarze w Lwówku Śląskim | Cmentarze w Lwówku Śląskim     | Cmentarze w Lwówku Śląskim    |
| Miejsce                    | Miejsce                        | Lokalizacja                   |
| Lp.                        | Lwówek Śląski                  | Lokalizacja                   |
| -------------------------- | ------------------------------ | ----------------------------- |
| 1.                         | Cmentarz komunalny             | al. Wojska Polskiego 19       |
| 2.                         | Cmentarz Żołnierzy Radzieckich | ul. Zwycięzców 2              |
| 3.                         | Cmentarz żydowski              | ul. Oświęcimska; nie istnieje |
| Miejsce                    | Miejsce                        | Lokalizacja                   |
| Lp.                        | Lwówek Śląski (Płakowice)      | Lokalizacja                   |
| 4.                         | Cmentarz Ewangelicki           | Płakowice, ul. Podgórska      |

## Ekologia

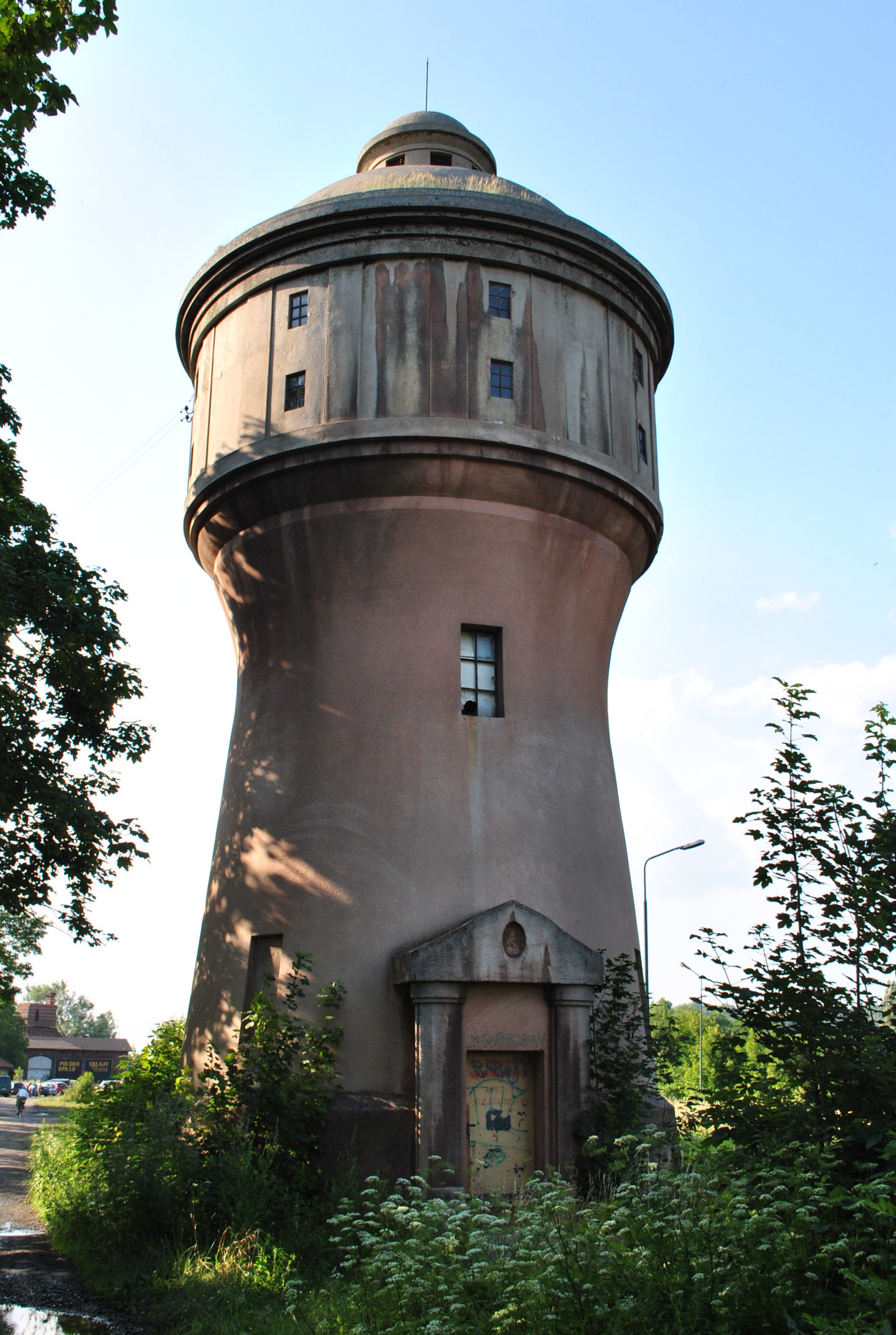
Wieża ciśnień z 1920 roku

### Gospodarka wodna
Zwodociągowanie Gminy Lwówek Śląski wynosi 87,4%. Na 240,37 km² powierzchni Gminy przypada 148,5 km sieci wodociągowej. Na terenie Gminy działa łącznie 7 ujęć wody, 17 pompowni oraz 5 zbiorników retencyjnych. W systemie tym wyróżnia się siedem niezależnych podsystemów:
- podsystem „SUW Płakowice”,
- podsystem „Rakowice Wielkie”,
- podsystem „Rakowice Małe”,
- podsystem „SUW Lwówek Śląski”,
- podsystem „SUW Sobota”,
- podsystem „Ujęcie Gradówek”,
- podsystem „Ujęcie Radomiłowice”[244].

### Gospodarka ściekowa
Według danych z 2013 r. 68% mieszkańców gminy jest podłączonych do sieci kanalizacyjnej. Liczba oczyszczalni ścieków w gminie w 2013 r. wyniosła 2 Liczba ludności korzystającej z oczyszczalni ścieków w gminie wyniosła 12 000.

### Gospodarka odpadami
Na terenie miasta i gminy prowadzona jest selektywna zbiórka odpadów. Wysypisko śmieci znajduje się w przyległej do miasta wsi – Płóczki Dolne.

## Sport
W Lwówku Śląskim istnieje kilka klubów sportowych, jednak największymi są „Czarni” i „Piast”. Najpopularniejszym klubem sportowym jest LKS Czarni Lwówek Śląski. Obecnie klub piłkarski LKS Czarni Lwówek Śląski występuje w V lidze. Od 13 października 2005 roku klub uzyskał status organizacji pożytku publicznego.
| Dyscyplina sportu | Nazwa klubu                                                                             |
| ----------------- | --------------------------------------------------------------------------------------- |
| Piłka nożna       | Lwówecki Klub Sportowy Czarni Lwówek Śląski (LKS Czarni Lwówek Śląski)                  |
| Lekkoatletyka     | Miejski Klub Sportowy Piast Lwówek Śląski (MKS Piast Lwówek Śląski)                     |
| Lekkoatletyka     | Powiatowy Szkolny Związek Sportowy w Lwówku Śląskim (PSZS Lwówek Śląski)                |
| Lekkoatletyka     | Międzyszkolny Ludowy Klub Sportowy Rakowice (MLKS Rakowice)                             |
| Lekkoatletyka     | Klub Sportowy Lekkoatletycznego Związku Sportowego Płóczki Górne (KS LZS Płóczki Górne) |

### Czarni Lwówek
Rok założenia 1946

#### Nazwy
- 1946–1947 – Robotniczy Klub Sportowy „Czarni”;
- 1948–1949 – Zakładowy Klub Sportowy „Browar”;
- 1950–1951 – Klub Sportowy „Gwardia”;
- 1951–1954 – Klub Sportowy „Spójnia”;
- 1955–1956 – Klub Sportowy „Sparta”;
- 1957–1964 – Robotniczy Klub Sportowy „Czarni”;
- 1965–1967 – Lwówecki Klub Sportowy „Skalnik”;
- 1968–1969 – Międzyzakładowy Klub Sportowy „Czarni”;
- 1970–1985 – Międzyzakładowy Ludowy Klub Sportowy „Czarni”;
- 1986–1993 – Międzyzakładowy Klub Sportowy „Czarni”;
- od 1994 – Lwówecki Klub Sportowy „Czarni”.

Barwyżółto-zielone, stadion przy ul. Kościuszki 3h

### Obiekty sportowe
- Stadion Miejski (Piłka Nożna, Lekkoatletyka) ok. 1000 miejsc stojących, 200 siedzących – ul.Kościuszki 3
- Hala Sportowa przy Szkole Podstawowej nr 2 (Tenis, siatkówka, Koszykówka, Piłka ręczna, Futsal, ponadto siłownia i sauna) – al. Wojska Polskiego 1
- Hala Sportowa przy Zespole Szkół Ogólnokształcących i Zawodowych (siatkówka, Koszykówka, Piłka ręczna, Futsal) – ul. Brodatego 1
- Hala Sportowa przy Gimnazjum im. Jana Pawła II – ul. Jana Pawła II 35
- Basen Miejski – przy ul. Betleja – nieczynny
- Boiska Orlik przy al. Wojska Polskiego 1 i Pałacowej 1 (Płakowice)
- Stadion lekkoatletyczny przy ul. Jana Pawła II 35 wybudowany w ramach programu „Dolny Śląsk dla Królowej Sportu”
- Boisko przy Szkole Podstawowej nr 3 – ul. Pałacowa 11 (Płakowice)
- Siłownia Zewnętrzna przy Zespole Placówek Edukacyjno-Wychowawczych – ul. Parkowa 3 (Płakowice)

## Bezpieczeństwo publiczne

### Służba zdrowia
Lwówek Śląski posiada kilka szpitali, przychodni i ośrodków zdrowia:
| Szpitale, przychodnie i ośrodki zdrowia w Lwówku Śląskim | Szpitale, przychodnie i ośrodki zdrowia w Lwówku Śląskim   | Szpitale, przychodnie i ośrodki zdrowia w Lwówku Śląskim |
| Lp.                                                      | Nazwa Obiektu                                              | Adres                                                    |
| -------------------------------------------------------- | ---------------------------------------------------------- | -------------------------------------------------------- |
| 1.                                                       | Powiatowe Centrum Zdrowia                                  | ul. Kościelna 21                                         |
| 2.                                                       | Przychodnia Rejonowa                                       | ul. Morcinka 7                                           |
| 3.                                                       | Pogotowie Ratunkowe w Jeleniej Górze Oddział Lwówek Śląski | ul. Gryfowska 1                                          |
| 4.                                                       | Prywatne Centrum Medyczne Medvita                          | ul. Traugutta 1                                          |

### Policja
W Lwówku Śląskim Powiatowa Komenda Policji do roku 2019 znajdowała się przy ul. Jana Pawła II 12. Obecnie siedziba Powiatowej Komendy Policji w Lwówku Śląskim znajduje się pod adresem Przyjaciół Żołnierza 22.

### Prokuratura Rejonowa w Lwówku Śląskim
W Lwówku Śląskim mieści się Prokuratura Rejonowa w Lwówku Śląskim, która znajduje się przy ul. Obrońców Pokoju 1.

### Straż pożarna
W Lwówku Śląskim mieści się Powiatowa Komenda Straży Pożarnej, która znajduje się przy ul. Sikorskiego 2. Przed budynkiem znajduje się pomnik św. Floriana – patrona strażaków.

## Obiekty obrony cywilnej
Obrona cywilna na terenie Lwówka Śląskiego posiada ukrycia dla ludności typu II (szczeliny przeciwlotnicze) w Lwówku Śląskim przy ul. Pałacowej i ul. Basztowej.
Oba obiekty powstały przed 1945 rokiem i wymagają generalnego remontu.

## Współpraca między miastami

Powojenny, niemiecki znaczek pocztowy przedstawiający wnętrze lwóweckiego ratusza

### Miasta partnerskie
| Miasta partnerskie | Miasta partnerskie | Miasta partnerskie | Miasta partnerskie               | Miasta partnerskie      | Miasta partnerskie | Miasta partnerskie          |
| Lp.                | Miasto             | Gmina              | Powiat/Departament               | Województwo/Region      | Państwo            | Data rozpoczęcia współpracy |
| ------------------ | ------------------ | ------------------ | -------------------------------- | ----------------------- | ------------------ | --------------------------- |
| 1.                 | Heidenau           | Heidenau           | Sächsische Schweiz-Osterzgebirge | Saksonia                | Niemcy             | 4 kwietnia 1995             |
| 2.                 | Velký Šenov        | Rumburk            | Děčín                            | Kraj ustecki            | Czechy             | 16 listopada 2000           |
| 3.                 | Lwówek             | Lwówek             | nowotomyski                      | wielkopolskie           | Polska             | 31 sierpnia 2003            |
| 4.                 | Noidans-lès-Vesoul | Vesoul             | Górna Saona                      | Burgundia-Franche-Comté | Francja            | 21 czerwca 2006             |
| 5.                 | Chrastava          | Liberec            | Liberec                          | Kraj liberecki          | Czechy             | 18 czerwca 2007             |
| 6.                 | Wilthen            | Wilthen            | Budziszyn                        | Saksonia                | Niemcy             | 22 września 2009            |

## Ludzie

### Honorowi i zasłużeni obywatele Lwówka Śląskiego
W 2017 roku tytuł Honorowego Obywatela Lwówka Śląskiego zastąpiono tytułem Zasłużonego dla Gminy i Miasta Lwówek Śląski. Tytuł ten jest wręczany pojedynczym osobom, jak i instytucjom. Oprócz tytułu nominowani otrzymują również piaskowcową statuetkę przedstawiającą Lwóweckiego Lwa wzorowanego na herbie miejskim.
| Honorowi i zasłużeni obywatele Lwówka Śląskiego      | Honorowi i zasłużeni obywatele Lwówka Śląskiego | Honorowi i zasłużeni obywatele Lwówka Śląskiego                                           | Honorowi i zasłużeni obywatele Lwówka Śląskiego | Honorowi i zasłużeni obywatele Lwówka Śląskiego |
| Honorowi Obywatele Lwówka Śląskiego (do 1989)        | Honorowi Obywatele Lwówka Śląskiego (do 1989)   | Honorowi Obywatele Lwówka Śląskiego (do 1989)                                             | Honorowi Obywatele Lwówka Śląskiego (do 1989) | Honorowi Obywatele Lwówka Śląskiego (do 1989)   |
| Odznaczenia nadawane przed 1989 rokiem, w PRL        | Odznaczenia nadawane przed 1989 rokiem, w PRL   | Odznaczenia nadawane przed 1989 rokiem, w PRL                                             | Odznaczenia nadawane przed 1989 rokiem, w PRL | Odznaczenia nadawane przed 1989 rokiem, w PRL   |
| Lp.                                                  | Zdjęcie                                         | Wyróżnione osoby                                                                          | Funkcja | Data                                            |
| ---------------------------------------------------- | ----------------------------------------------- | ----------------------------------------------------------------------------------------- | --- | ----------------------------------------------- |
| 1.                                                   |                                                 | płk Edward Jakubowski                                                                     | członek Zarządu Głównego Związku Kombatantów RP i Byłych Więźniów Politycznych, prezes Zarządu Okręgowego w Jeleniej Górze                                                | 1973                                            |
| Honorowi Obywatele Lwówka Śląskiego (do 2017)        |                                                 |                                                                                           | |                                                 |
| Odznaczenia nadawane po 1989 roku, w III RP          |                                                 |                                                                                           | |                                                 |
| Lp.                                                  | Zdjęcie                                         | Wyróżnione osoby                                                                          | Funkcja | Data                                            |
| 2.                                                   |                                                 | Kenneth Herweynen                                                                         | misjonarz, założyciel w 1992 r. w Płakowicach (obecnie Lwówek Śląski) Chrześcijańskiego Ośrodka Kościoła Baptystów „Elim”                                                 | 2003, 29 czerwca 2017                           |
| 3.                                                   |                                                 | Józef Gielert                                                                             | twórca lokalnego krwiodawstwa | 2008, pośmiertnie                               |
| 4.                                                   |                                                 | Michael Canov                                                                             | czeski polityk, były burmistrz miasta partnerskiego Lwówka Śląskiego – Chrastavy                                                                                          | 23 maja 2013                                    |
| Zasłużeni dla Gminy i Miasta Lwówek Śląski (od 2017) |                                                 |                                                                                           | |                                                 |
| Lp.                                                  | Zdjęcie                                         | Wyróżnione osoby/instytucje                                                               | Funkcja | Data                                            |
| 5.                                                   |                                                 | Aleksandra Fiutowska                                                                      | lekarka pediatra | 19 stycznia 2017                                |
| 6.                                                   |                                                 | Komenda Powiatowa Państwowej Straży Pożarnej w Lwówku Śląskim                             | Komenda Powiatowa Państwowej Straży Pożarnej w Lwówku Śląskim | 19 stycznia 2017                                |
| 7.                                                   |                                                 | Komenda Powiatowej Policji w Lwówku Śląskim                                               | Komenda Powiatowej Policji w Lwówku Śląskim | 19 stycznia 2017                                |
| 8.                                                   |                                                 | Kopalnia Gipsu i Anhydrytu Nowy Ląd w Niwnicach                                           | Kopalnia Gipsu i Anhydrytu Nowy Ląd w Niwnicach | 19 stycznia 2017                                |
| 9.                                                   |                                                 | Oddział Gminnych Ochotniczych Straży Pożarnych Rzeczypospolitej Polskiej w Lwówku Śląskim | Oddział Gminnych Ochotniczych Straży Pożarnych Rzeczypospolitej Polskiej w Lwówku Śląskim                                                                                 | 19 stycznia 2017                                |
| 10.                                                  |                                                 | Stanisław Wachal                                                                          | wieloletni działacz na rzecz sportu w Gminie Lwówek Śląski | 19 stycznia 2017                                |
| 11.                                                  |                                                 | Zdzisław Rzewuski                                                                         | dyrektor Oddziału w Jeleniej Górze Wojewódzkiego Funduszu Ochrony Środowiska i Gospodarki Wodnej we Wrocławiu, naczelnik Miasta i Gminy Lwówek Śląski w okresie 1985–1990 |                                                 |
| 12.                                                  |                                                 | Zofia Sadownik                                                                            | emerytowana nauczycielka Liceum Ogólnokształcącego im. Henryka Brodatego w Lwówku Śląskim                                                                                 | 19 stycznia 2017                                |
| 13.                                                  |                                                 | Artur Drozdowicz                                                                          | b.d. | 29 czerwca 2017                                 |
| 14.                                                  |                                                 | Góralski Teatr Pieśni „Dunawiec”                                                          | Góralski Teatr Pieśni „Dunawiec” | 29 czerwca 2017                                 |
| 15.                                                  |                                                 | Józef Borowiec                                                                            | b.d. | 29 czerwca 2017                                 |
| 16.                                                  |                                                 | Lwówecki Ośrodek Kultury (LOK)                                                            | Lwówecki Ośrodek Kultury (LOK) | 29 czerwca 2017                                 |
| 17.                                                  |                                                 | Wiktor Szymonowicz                                                                        | solista Reprezentacyjnego Zespołu Artystycznego Wojska Polskiego, który przed laty mieszkał w Lwówku Śląskim                                                              | 29 czerwca 2017                                 |
| 18.                                                  |                                                 | Zespół „Jarzębina”                                                                        | Zespół „Jarzębina” | 29 czerwca 2017                                 |
| 19.                                                  |                                                 | ZHP Lwówek Śląski                                                                         | ZHP Lwówek Śląski | 29 czerwca 2017                                 |
| 20.                                                  |                                                 | Eugeniusz Ścigan                                                                          | członek zarządu fundacji Płakowice | 3 lutego 2018                                   |
| 21.                                                  |                                                 | Sławomir Machowski                                                                        | | 1 września 2018                                 |
| 22.                                                  |                                                 | Piotr Wiśniowski                                                                          | | 1 września 2018                                 |
| 23.                                                  |                                                 | Stanisław Kolarz                                                                          | pierwszy powojenny lekarz, twórca lwóweckiej służby zdrowia | 1 września 2018                                 |
| 24.                                                  |                                                 | Wojciech Szczerepa                                                                        | polski historyk i publicysta, autor książek o tematyce historycznej | 27 stycznia 2019                                |
| 25.                                                  |                                                 | Comfort S.A. w Rakowicach Małych                                                          | Comfort S.A. w Rakowicach Małych | 27 stycznia 2019                                |
| 26.                                                  |                                                 | Muzyczne Radio Sp. z o.o.                                                                 | Muzyczne Radio Sp. z o.o. | 27 stycznia 2019                                |
| 27.                                                  |                                                 | OSP Kotliska                                                                              | OSP Kotliska | 27 stycznia 2019                                |
| 28.                                                  |                                                 | Andrzej Duda                                                                              | 6. prezydent Polski w III RP | 3 lipca 2019                                    |
| 29.                                                  |                                                 | Władysław Grześków                                                                        | | 30 grudnia 2019, pośmiertnie                    |
| 30.                                                  |                                                 | Zdzisław Mirecki                                                                          | | 30 grudnia 2019                                 |
| 31.                                                  |                                                 | Juliusz Naumowicz                                                                         | | 30 grudnia 2019, pośmiertnie                    |
| 32.                                                  |                                                 | Antoni Stryjewski                                                                         | | 30 grudnia 2019                                 |
| 33.                                                  |                                                 | Janusz Szupszyński                                                                        | | 30 grudnia 2019, pośmiertnie                    |
| 34.                                                  |                                                 | Jean-Pierre Wadoux                                                                        | Mer miasta Noidans-lès-Vesoul | 30 grudnia 2019                                 |
| 35.                                                  |                                                 | Ireneusz Witkowski                                                                        | burmistrz miasta i gminy Lwówek (Wielkopolski) w latach 2002–2006 | 30 grudnia 2019                                 |

### Znani lwówczanie
| Znani lwówczanie | Znani lwówczanie | Znani lwówczanie                            | Znani lwówczanie | Znani lwówczanie        |
| Lp.              | Zdjęcie          | Mieszkaniec                                 | Opis | Lata życia              |
| ---------------- | ---------------- | ------------------------------------------- | --- | ----------------------- |
| 1.               |                  | Stanisław Sauer                             | luminarz epoki | b.d.                    |
| 2.               |                  | Jakub Ortunalus                             | humanista śląski | b.d.                    |
| 3.               |                  | Bernard Zwinny                              | książę lwówecki w latach 1281–1286 | między 1253 i 1257–1286 |
| 4.               |                  | Jan Cerasinus                               | wójt sądu wyższego na Wawelu | 1507–1556               |
| 5.               |                  | Christoph von Talkenberg                    | pan na zamku w Płakowicach (obecnej dzielnicy Lwówka Śląskiego) | b.d.–1525               |
| 6.               |                  | Hieronim Archonatti Młodszy (ps. „Leorini”) | poeta śląskiego Odrodzenia, piszący po łacinie | 1533 – b.d.             |
| 7.               |                  | Casparo Svevo                               | rektor i syndyk | 1539–1585               |
| 8.               |                  | Nikolaus von Reusner                        | jurysta | 1545–1602               |
| 9.               |                  | Franciszek Mymer                            | tłumacz, poeta i wydawca | ok. 1500 – po 1564      |
| 10.              |                  | Magdalena von Schaffgotsch                  | pani na zamku w Płakowicach (obecnej dzielnicy Lwówka Śląskiego) | b.d.–1605               |
| 11.              |                  | Caspar von Schaffgotsch                     | pan na zamku w Płakowicach (obecnej dzielnicy Lwówka Śląskiego) | b.d.–1616               |
| 12.              |                  | Martin Moller                               | poeta i mistyk | 1547–1606               |
| 13.              |                  | Michael Wirth                               | jurysta | 1571–1618               |
| 14.              |                  | Georg Schultze                              | jurysta | 1599–1634               |
| 15.              |                  | Caspar Zeidler                              | burmistrz Lwówka Śląskiego | b.d.–1655               |
| 16.              |                  | Esaias Reusner                              | lutnista i kompozytor | 1636–1679               |
| 17.              |                  | Moritz Hanemann                             | pierwszy muzyk kapeli królewskiej | 1808–1875               |
| 18.              |                  | Franz Schmidt                               | proboszcz, reprezentant w parlamencie frankfurckim w 1848; wyjechał do Szwajcarii, później do Saint Louis, gdzie założył niemieckie liceum | 1818–1853               |
| 19.              |                  | Otto Liebmann                               | filozof, profesor w Strasburgu, prekursor neokantyzmu | 1840–1912               |
| 20.              |                  | Hans Pfuhl                                  | artysta rzeźbiarz, autor wielu monumentalnych kompozycji rzeźbiarskich, m.in. w Berlinie, Atenach, Poznaniu | 1846–1914               |
| 21.              |                  | Georg Wichmann                              | malarz pejzażysta, uczeń Akademii Berlińskiej, związany z terenem Dolnego Śląska i Sudetów, współzałożyciel Stowarzyszenia Artystów św. Łukasza | 1876–1944               |
| 22.              |                  | Günther Klammt                              | główny generał | 1898–1971               |
| 23.              |                  | Eberhard Zwirner                            | lekarz i fonetyk | 1899–1984               |
| 24.              |                  | Stefan Hüfner                               | fizyk | 1935–2013               |
| 25.              |                  | Józef Andrzej Bossowski                     | historyk, autor wielu książek m.in.: o Lwówku Śląskim i Częstochowie | 1947 – 2017             |
| 26.              |                  | Jerzy Wilkin                                | polski ekonomista, profesor nauk ekonomicznych, dziekan Wydziału Nauk Ekonomicznych Uniwersytetu Warszawskiego, członek rzeczywisty Polskiej Akademii Nauk | ur. 1947                |
| 27.              |                  | Tadeusz Więckowski                          | rektor Politechniki Wrocławskiej | ur. 1952                |
| 28.              |                  | Zygmunt Pacuszka                            | polski bokser. W 1975 r. mistrz Polski w wadze lekkopółśredniej | 1954–1994               |
| 29.              |                  | Lidia Lempart                               | terapeutka słuchu i mowy, działaczka społeczna | ur. 1957                |
| 30.              |                  | Roman Marian Kulczycki                      | polski samorządowiec, urzędnik i menedżer, wiceburmistrz Lwówka Śląskiego w latach 2005–2007 wicewojewoda dolnośląski | ur. 1959                |
| 31.              |                  | Szczepan Szczykno                           | polski reżyser teatralny i telewizyjny | ur. 1960                |
| 32.              |                  | Małgorzata Masternak-Kubiak                 | polska prawniczka, profesor nauk prawnych, profesor Uniwersytetu Wrocławskiego, specjalistka w zakresie prawa konstytucyjnego | ur. 1962                |
| 33.              |                  | Zbigniew Mandziejewicz                      | polski piłkarz występujący na pozycji obrońcy. Grał w barwach Śląska Wrocław, z warszawską Legią wystąpił w Lidze Mistrzów | ur. 1962                |
| 34.              |                  | Krzysztof Zawadzki                          | polski aktor teatralny, telewizyjny i filmowy | ur. 1970                |
| 35.              |                  | Krzysztof Kociubiński                       | polski politolog, doktor habilitowany nauk humanistycznych, nauczyciel akademicki Uniwersytetu Wrocławskiego, dyrektor Instytutu Studiów Międzynarodowych tej uczelni | ur. 1971                |
| 36.              |                  | Lucjan Błaszczyk                            | olimpijczyk i wielokrotny medalista międzynarodowych turniejów w tenisie stołowym | ur. 1974                |
| 37.              |                  | Marta Lempart                               | polska działaczka społeczna i polityczna, inicjatorka i jedna z liderek Ogólnopolskiego Strajku Kobiet | ur. 1979                |
| 38.              |                  | Anna Zagórska-Rostkowska                    | polska atletka, olimpijka z Pekinu | ur. 1980                |
| 39.              |                  | Damian Broj                                 | polski badmintonista, wielokrotny medalista Mistrzostw Polski, członek Kadry Polski | ur. 1989                |
| 40.              |                  | Gracjan Kozak                               | polski lekkoatleta, specjalizujący się w rzucie dyskiem | ur. 2001                |
| 41.              |                  | Leszek Mikulski                             | w 2015 r. w ciągu 17 godzin i 11 minut dwukrotne zdobył najwyższy szczyt Europy – Elbrus (5642 m, szczyt zachodni) oraz Elbrus (5621 m, szczyt wschodni) wraz z dwoma pełnymi zjazdami do siodła 5300 m i dalej do samej podstawy lodowca (3771 m) ustanawiając tym samym rekord Guinnesa. | b.d.                    |
| 42.              |                  | Zbigniew Boczar                             | zdobywca 3 złotych medali na III Mistrzostwach Europy w Martwym Ciągu i Wyciskaniu Sztangi Leżąc | b.d.                    |
| 43.              |                  | Ryszard Lech                                | st. Strażnik Leśny Nadleśnictwa Lwówek Śląski, uhonorowany medalem za zasługi dla ochrony środowiska i gospodarki wodnej | b.d.                    |
| 44.              |                  | Wojciech Szczerepa                          | polski historyk i publicysta, autor książek o tematyce historycznej | b.d.                    |
| 45.              |                  | Robert Primke                               | polski historyk i publicysta, autor książek o tematyce historycznej | b.d.                    |
|                  |                  | Danuta Sadownik                             | pisarka, dr pedagogiki społecznej Narodowej Akademii Nauk w San Marino | b.d.                    |

### Ludzie związani z miastem
| Ludzie związani z miastem | Ludzie związani z miastem | Ludzie związani z miastem               | Ludzie związani z miastem | Ludzie związani z miastem |
| Lp.                       | Zdjęcie                   | Osobistość                              | Opis | Lata życia                |
| ------------------------- | ------------------------- | --------------------------------------- | --- | ------------------------- |
| 1.                        |                           | Bolesław I Wysoki                       | inicjator budowy zamku książęcego w Lwówku Śląskim w drugiej połowie XII wieku, zamek był częścią fortyfikacji miejskich (zamek obecnie niezachowany, w jego miejscu jest Browar Lwówek)                                                                  | 1127–1201                 |
| 2.                        |                           | Henryk I Brodaty                        | książę śląski (wrocławski), nadał prawa miejskie dla Lwówka Śląskiego w 1217 roku | 1165/1170–1238            |
| 3.                        |                           | Bolesław II Rogatka                     | książę krakowski, południowo-zachodniej Wielkopolski, śląski, legnicko-głogowski; organizator pierwszego turnieju rycerskiego na ziemiach polskich w Lwówku Śląskim w 1243 r.                                                                             | 1220/1225–1278            |
| 4.                        |                           | Bolko I Surowy                          | książę lwówecki w latach 1278–1281 | 1252/1256–1301            |
| 5.                        |                           | Wendel Roskopf                          | niemiecki architekt, budowniczy i kamieniarz doby późnego średniowiecza i wczesnego renesansu, działający na obszarze Łużyc, Czech i Dolnego Śląska; brał udział w przebudowie ratusza lwóweckiego w latach 1522–1524                                     | ok. 1480–1549             |
| 6.                        |                           | Władysław II Jagiellończyk              | król czeski i węgierski, nadał w 1501 r. herb Lwówkowi Śląskiemu, który w nieco zmienionej formie używany jest do dzisiaj | 1456–1516                 |
| 7.                        |                           | Hieronim Archonatti starszy             | włoski architekt z Mediolanu, który zaprojektował w połowie XVI wieku Basteję Archonattiego w Lwówku Ślaskim | XVI wiek                  |
| 8.                        |                           | Alberti Valentinus                      | teolog, filozof, doktor Uniwersytetu Lipskiego, profesor, konsystor elektoralny i książęcy, asesor fakultetu teologicznego, członek akademickiego decemwiratu, Kolegium NMP i senior narodowości polskiej Uniwersytetu Lipskiego, mędrzec, erudyta, poeta | b.d.–1697                 |
| 9.                        |                           | August Neidhardt von Gneisenau          | hrabia, feldmarszałek; mieszkał w Lwówku Śląskim w latach 1785–1795 | 1760–1831                 |
| 10.                       |                           | Konstantyn von Hohenzollern-Hechingen   | ostatni książę Hohenzollern–Hechingen, mieszkał w Lwówku Śląskim w latach 1850–1869 | 1801–1869                 |
| 11.                       |                           | Juliusz Hohberg                         | urodzony w Kowarach niemiecki przemysłowiec, piwowar, założyciel browaru przemysłowego w Lwówku Śląskim | 1839–1907                 |
| 12.                       |                           | Johannes Titz                           | urodzony we Wleniu, większość życia spędził jednak w Lwówku Śląskim; legendarny budowniczy jednej z najsłynniejszych na świecie fisharmonii artystycznych                                                                                                 | 1844–1925                 |
| 13.                       |                           | Friedrich August Stüler                 | architekt niemiecki, brał udział w przebudowie pałacu książąt von Hohenzollern-Hechingen w 1855 r. (obecnie Urząd Masta i Gminy) | 1800–1865                 |
| 14.                       |                           | Adolf Rehnert                           | fotograf, wynalazca-konstruktor, podróżnik; wieloletni mieszkaniec Lwówka Śląskiego | 1852–1908                 |
| 15.                       |                           | Max Wislicenus                          | niemiecki malarz i projektant gobelinów, zaprojektował gobeliny zdobiące wnętrza lwóweckiego ratusza | 1861–1957                 |
| 16.                       |                           | Hans Poelzig                            | architekt niemiecki, wziął udział w renowacji i przebudowie lwóweckiego ratusza w 1910 r. | 1869–1936                 |
| 17.                       |                           | Wanda Bibrowicz                         | polska artystka specjalizująca się w tkactwie, głównie w projektowaniu i wykonywaniu gobelinów, wykonała gobeliny zdobiące lwówecki ratusz | 1878–1954                 |
| 18.                       |                           | Eugen Rosenstock-Huessy                 | niemiecki profesor, historyk i filozof, utworzył w Lwówku Śląskim ośrodek spotkań poświęcony sprawom socjalnym na Śląsku | 1888–1973                 |
| 19.                       |                           | Tadeusz Andrzej Broniewski              | współredaktor serii Śląsk w zabytkach sztuki (w ramach tej serii opracował m.in. Lwówek Śląski i Ziębice) | 1894–1976                 |
| 20.                       |                           | Helmut James von Moltke                 | niemiecki prawnik wojskowy, założyciel organizacji „Krąg z Krzyżowej”, utworzył w Lwówku Śląskim ośrodek spotkań poświęcony sprawom socjalnym na Śląsku                                                                                                   | 1907–1945                 |
| 21.                       |                           | Tadeusz Nowobilski                      | główny księgowy w nadleśnictwie Lwówek Śląski w latach 1960–1978, skoczek Cichociemny | 1919–1989                 |
| 22.                       |                           | Konrad Małek                            | instruktor, nauczyciel, mistrz tańca towarzyskiego, twórca amatorskiego ruchu tanecznego w Jeleniej Górze i regionie, popularyzator kultury tanecznej, inicjator i organizator wielkich imprez tanecznych                                                 | 1921–1996                 |
| 23.                       |                           | lejtnant Wasylij Jefremowicz Biełousow  | spoczywa na Cmentarzu Żołnierzy Radzieckich w Lwówku Śląskim | 1922–1945                 |
| 24.                       |                           | Hanna-Barbara Strehblow (ps. Erle Bach) | pisarka, mecenaska śląskiej kultury ludowej w Niemczech, działaczka na rzecz zrozumienia międzyludzkiego; matka pisarki została zamordowana w szpitalu psychiatrycznym w Płakowicach                                                                      | 1927–1996                 |
| 25.                       |                           | Mieczysław Zlat                         | współredaktor serii Śląsk w zabytkach sztuki (w ramach tej serii opracował m.in. Lwówek Śląski i Ziębice) | 1927–2014                 |
| 26.                       |                           | Rudolf Müller                           | urodzony w Pławnej niemiecki duchowny rzymskokatolicki, w latach 1994–2006 biskup diecezjalny Görlitz, uczęszczał do lwóweckiego gimnazjum (do 1945) | 1931–2012                 |
| 27.                       |                           | Mieczysław Żołądź                       | artysta malarz i rzeźbiarz, wieloletni mieszkaniec Lwówka Śląskiego | 1930–1996                 |
| 28.                       |                           | Mieczysław Buczyński                    | historyk sztuki, bibliotekarz, muzealnik, nauczyciel; po wojnie mieszkał w Płakowicach koło Lwówka Śląskiego | 1941–2005                 |
| 29.                       |                           | Zygmunt Klementowski                    | ukończył Liceum Ogólnokształcące w Lwówku Śląskim; działacz, animator, pracownik kultury, dyrektor Lwóweckiego Ośrodka Kultury (LOK) | 1942–2007                 |
| 30.                       |                           | Dariusz Miliński                        | polski malarz, scenograf i twórca plakatów z Pławnej Dolnej aktywnie uczestniczący w życiu artystycznym Lwówka Śląskiego | ur. 1957                  |
| 31.                       |                           | Rafał Ślusarz                           | senator VI i IX kadencji (2005–2007, od 2015), w 2002 był zastępcą dyrektora w ZOZ w Lwówku Śląskim | ur. 1962                  |
| 32.                       |                           | Sylwia Ejdys-Tomaszewska                | polska lekkoatletka specjalizująca się w biegach średniodystansowych, absolwentka Liceum Ogólnokształcącego im. Henryka Brodatego w Lwówku Śląskim | ur. 1984 r.               |

### Osobistości w Lwówku Śląskim
| Sławne osobistości w Lwówku Śląskim z oficjalną wizytą w mieście | Sławne osobistości w Lwówku Śląskim z oficjalną wizytą w mieście | Sławne osobistości w Lwówku Śląskim z oficjalną wizytą w mieście | Sławne osobistości w Lwówku Śląskim z oficjalną wizytą w mieście | Sławne osobistości w Lwówku Śląskim z oficjalną wizytą w mieście |
| Lp.                                                              | Zdjęcie                                                          | Osobistość                                                       | Funkcja | Data pobytu                                                      |
| ---------------------------------------------------------------- | ---------------------------------------------------------------- | ---------------------------------------------------------------- | --- | ---------------------------------------------------------------- |
| 1.                                                               |                                                                  | Władysław III Laskonogi                                          | książę wielkopolski i krakowski | między 1194–1216                                                 |
| 2.                                                               |                                                                  | Henryk I jaworski                                                | książę jaworsko-świdnicki od 1301, w wyniku podziału od 1312 książę jaworski, w latach 1319–1329 we wschodnich Łużycach ze Zgorzelcem (do 1337 w Przewozie), od 1329 w Hradcu Kralove (dożywotnio), od 1337 w Głogowie i Kątach Wrocławskich                   | między 1301–1346                                                 |
| 3.                                                               |                                                                  | Agnieszka Przemyślidka                                           | królewna czeska, księżna jaworska | między 1316–1337                                                 |
| 4.                                                               |                                                                  | Albrecht II Habsburg                                             | król Rzymian (Niemiec) | 8.11.1438                                                        |
| 5.                                                               |                                                                  | Maciej Korwin                                                    | król Węgier i Czech | 1469                                                             |
| 6.                                                               |                                                                  | Rudolf II Habsburg                                               | cesarz Świętego Cesarstwa Rzymskiego | 1577                                                             |
| 7.                                                               |                                                                  | Matthäus Merian                                                  | rytownik pochodzenia szwajcarskiego, działający głównie w Niemczech | między 1615–1650                                                 |
| 8.                                                               |                                                                  | Karol XII Wittelsbach                                            | król Szwecji, książę Palatynatu-Zweibrücken | 12.09.1706                                                       |
| 9.                                                               |                                                                  | Friedrich Bernhard Werner                                        | rysownik miast śląskich | między 1728–1737                                                 |
| 10.                                                              |                                                                  | Fryderyk II Wielki                                               | król Prus | 27.11.1756                                                       |
| 11.                                                              |                                                                  | John Quincy Adams                                                | amerykański polityk, późniejszy prezydent Stanów Zjednoczonych | 1800                                                             |
| 12.                                                              |                                                                  | Jacques Pierre Louis Puthod                                      | generał, dowódca 17 Dywizji w 1813 r. | 1813                                                             |
| 13.                                                              |                                                                  | Jacques Alexandre Law de Lauriston                               | francuski generał, marszałek Francji, potomek szkockiego ekonomisty Johna Lawa; uczestnik bitwy nad Bobrem w 1813 r. | 1813                                                             |
| 14.                                                              |                                                                  | Johann Ludwig Yorck von Wartenburg                               | pruski feldmarszałek; uczestnik bitwy nad Bobrem w 1813 r. | 1813                                                             |
| 15.                                                              |                                                                  | Étienne Macdonald                                                | książę Tarentu, marszałek Francji, z pochodzenia Szkot, syn zwolennika wygnanej dynastii Stuartów; uczestnik bitwy nad Bobrem w 1813 r. | 1813                                                             |
| 16.                                                              |                                                                  | Alexandre Andrault de Langeron                                   | generał francuskiego pochodzenia, służący w armii Imperium Rosyjskiego, wolnomularz; uczestnik bitwy nad Bobrem w 1813 r. | 1813                                                             |
| 17.                                                              |                                                                  | Aleksander Fredro                                                | polski komediopisarz, pamiętnikarz, poeta, wolnomularz, tworzył w epoce romantyzmu; wstąpił do armii Napoleona w Lwówku Śląskim 22.08.1813 r. | 22.08.1813                                                       |
| 18.                                                              |                                                                  | Józef Bonawentura Załuski                                        | hrabia w Królestwie Kongresowym w 1820 roku, polski generał walczący w czasie powstania listopadowego, pamiętnikarz, publicysta i poeta; dowódca polskiego pułku w Gwardii Cesarskiej                                                                          | 21-23.08.1813                                                    |
| 19.                                                              |                                                                  | Józef Ignacy Grabowski                                           | adiutant Napoleona Bonapartego, polityk konserwatywny, działacz publiczny w Wielkim Księstwie Poznańskim, pamiętnikarz i autor pism ekonomiczno-politycznych. Kawaler Legii Honorowej oraz Orderu Orła Czerwonego; oficer polskiego pułku w Gwardii Cesarskiej | 21-23.08.1813                                                    |
| 20.                                                              |                                                                  | Tadeusz Suchorzewski                                             | generał brygady Armii Królestwa Polskiego i generał brygady powstania listopadowego; oficer polskiego pułku w Gwardii Cesarskiej | 21-23.08.1813                                                    |
| 21.                                                              |                                                                  | Napoleon Bonaparte                                               | cesarz Francuzów, uczestnik bitwy nad Bobrem w 1813 r. | 21–23.08.1813                                                    |
| 22.                                                              |                                                                  | Konstanty Pawłowicz Romanow                                      | wielki książę rosyjski z dynastii Romanowów | 23-25.05.1813                                                    |
| 23.                                                              |                                                                  | Aleksander I Romanow                                             | car Rosji | 23-25.05.1813                                                    |
| 24.                                                              |                                                                  | Fryderyk Wilhelm III Pruski                                      | król pruski | 23-25.05.1813                                                    |
| 25.                                                              |                                                                  | Gebhard Leberecht von Blücher                                    | pruski feldmarszałek | 28-30.08.1813                                                    |
| 26.                                                              |                                                                  | Heinrich Friedrich Karl vom Stein                                | pruski polityk, baron Rzeszy, szef ministrów | 23-25.05.1813                                                    |
| 27.                                                              |                                                                  | Józef Lompa                                                      | górnośląski działacz, poeta, tłumacz, publicysta | między 1817–1847                                                 |
| 28.                                                              |                                                                  | Heinrich Adamy                                                   | niemiecki nauczyciel, popularyzator wiedzy geograficznej i historycznej o Śląsku i Wrocławiu, autor pierwszego syntetycznego opracowania toponimii śląskich miejscowości                                                                                       | między 1834–1897                                                 |
| 29.                                                              |                                                                  | Ferenc Liszt                                                     | kompozytor i pianista węgierski | 1861                                                             |
| 30.                                                              |                                                                  | Richard Wagner                                                   | kompozytor niemiecki epoki romantyzmu | 1863                                                             |
| 31.                                                              |                                                                  | Hans Guido von Bülow                                             | pianista i dyrygent niemiecki | 1863                                                             |
| 32.                                                              |                                                                  | Hector Berlioz                                                   | francuski kompozytor | około 1852–1858                                                  |
| 33.                                                              |                                                                  | David Popper                                                     | czeski wiolonczelista i kompozytor | około 1852–1858                                                  |
| 34.                                                              |                                                                  | Karol Tausig                                                     | pianista i kompozytor polski | około 1852–1858                                                  |
| 35.                                                              |                                                                  | Hans Bronsart                                                    | niemiecki pianista i kompozytor | około 1852–1858                                                  |
| 36.                                                              |                                                                  | Louis Spohr                                                      | niemiecki kompozytor, skrzypek i dyrygent | około 1852–1858                                                  |
| 37.                                                              |                                                                  | Karol Wojtyła                                                    | późniejszy papież kościoła katolickiego i święty znany jako Jan Paweł II. Lwówek Śląski przecina „Szlak Papieski w Sudetach”. | lato 1956                                                        |

## Hymn Lwówka Śląskiego

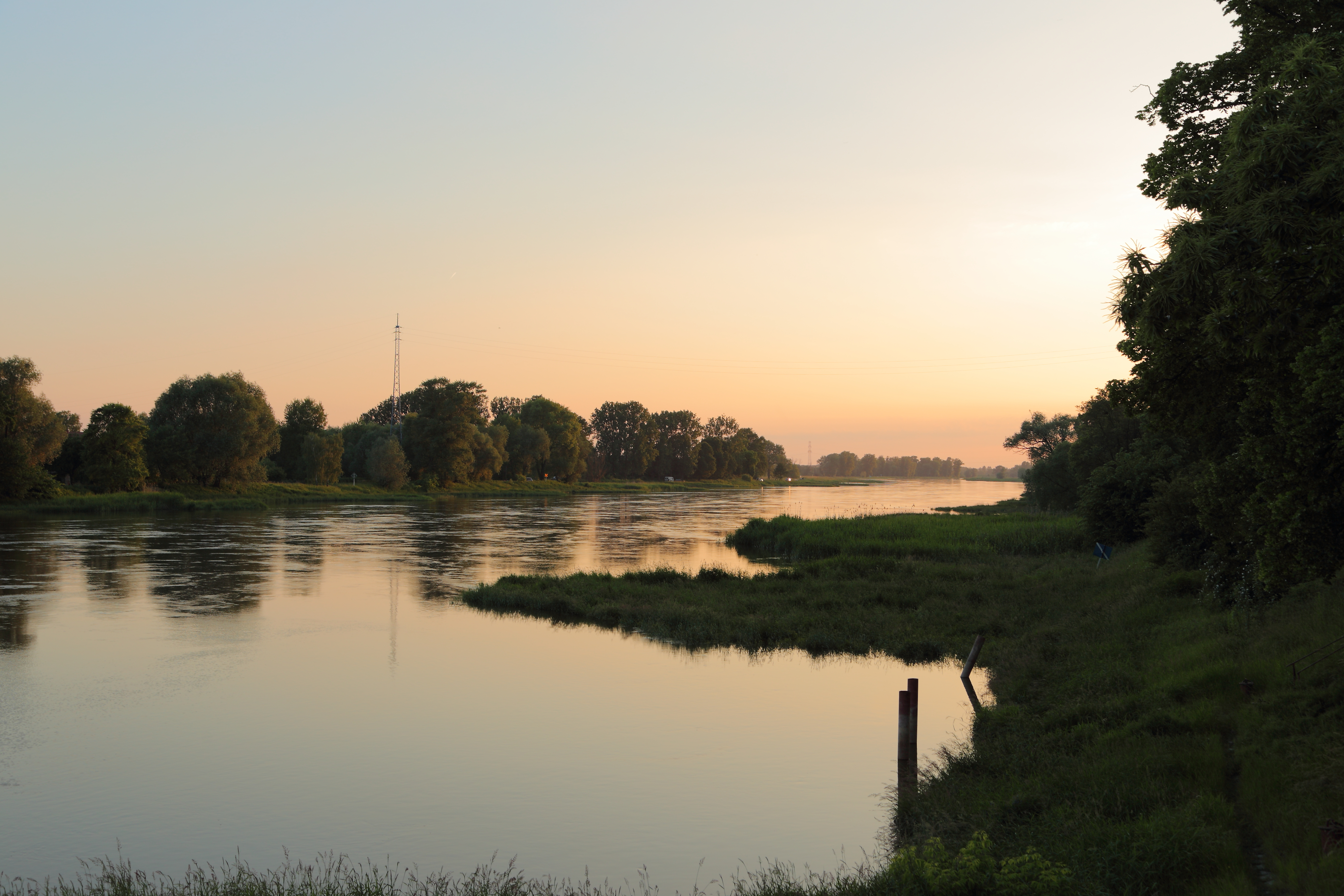
Rzeka Odra w Krośnie Odrzańskim – miejscu złączenia się Odry i Bobru

Autorami hymnu Lwówka Śląskiego, będącego w istocie hymnem szkolnym, są Henryk Swolkień (muzyka) i Zdzisława Milczarek (słowa). Hymn Lwówka Śląskiego składa się z trzech czterowersowych zwrotek, z czego każde dwa ostatnie wersy w każdej zwrotce śpiewane są po dwa razy. Refren hymnu po każdej zwrotce różni się śpiewanymi słowami, jednak melodia dla każdego refrenu pozostaje taka sama. Każdy refren jest czterowersowy i zawsze jest śpiewany dwukrotnie. W hymnie Lwówka Śląskiego są wzmiankowane miejsca ważne dla miasta: ratusz, mury obronne, rzeki Odra i Bóbr.